# Arte de la Edad Moderna

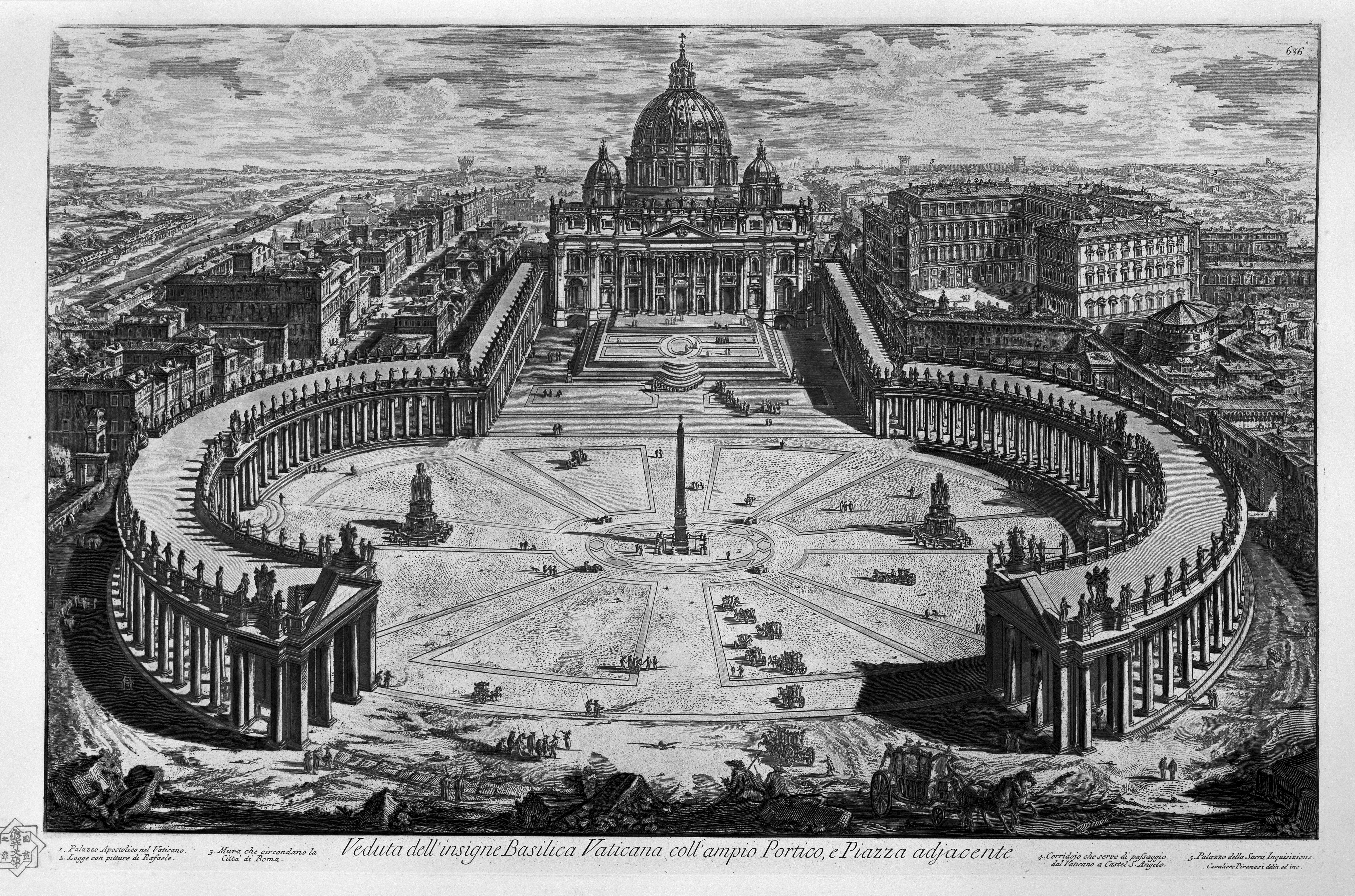
Vista en altura de la Plaza de San Pedro, de Piranesi (1748), arquitecto visionario que en este grabado destaca la columnata de Bernini (1656-1667), autor también del diseño de la plaza y del baldaquino interior, todos ellos elementos barrocos. La fachada de Carlo Maderno (1626) da paso a un brazo mayor, prolongación del mismo arquitecto, que alteró la planta centralizada concebida para la Basílica de San Pedro por los anteriores maestros del Alto Renacimiento desde 1506: Bramante, Rafael, Sangallo y Miguel Ángel, cuya solución para la cúpula fijó hasta hoy el perfil del horizonte de Roma. Las Estancias Vaticanas (con los frescos de Rafael, 1508-1524) y la Capilla Sixtina (con los de los pintores del Quattrocento, 1481-1482, y los de las dos épocas de Miguel Ángel, 1508-1512 y 1535-1541) pertenecen al mismo conjunto; una concentración inigualable de historia del arte de la Edad Moderna, así como de los hechos y procesos históricos que lo hicieron surgir y evolucionar. A pesar de esta indudable centralidad, el arte de la Edad Moderna fue mucho más que arte religioso; tuvo, incluso en Italia, muchos centros además del romano (Florencia, Venecia, Nápoles); y tuvo, en otros países de Europa Occidental, muchas otras escuelas nacionales (Flandes, Alemania, Francia, Inglaterra, España), cada una con sus propias escuelas locales.

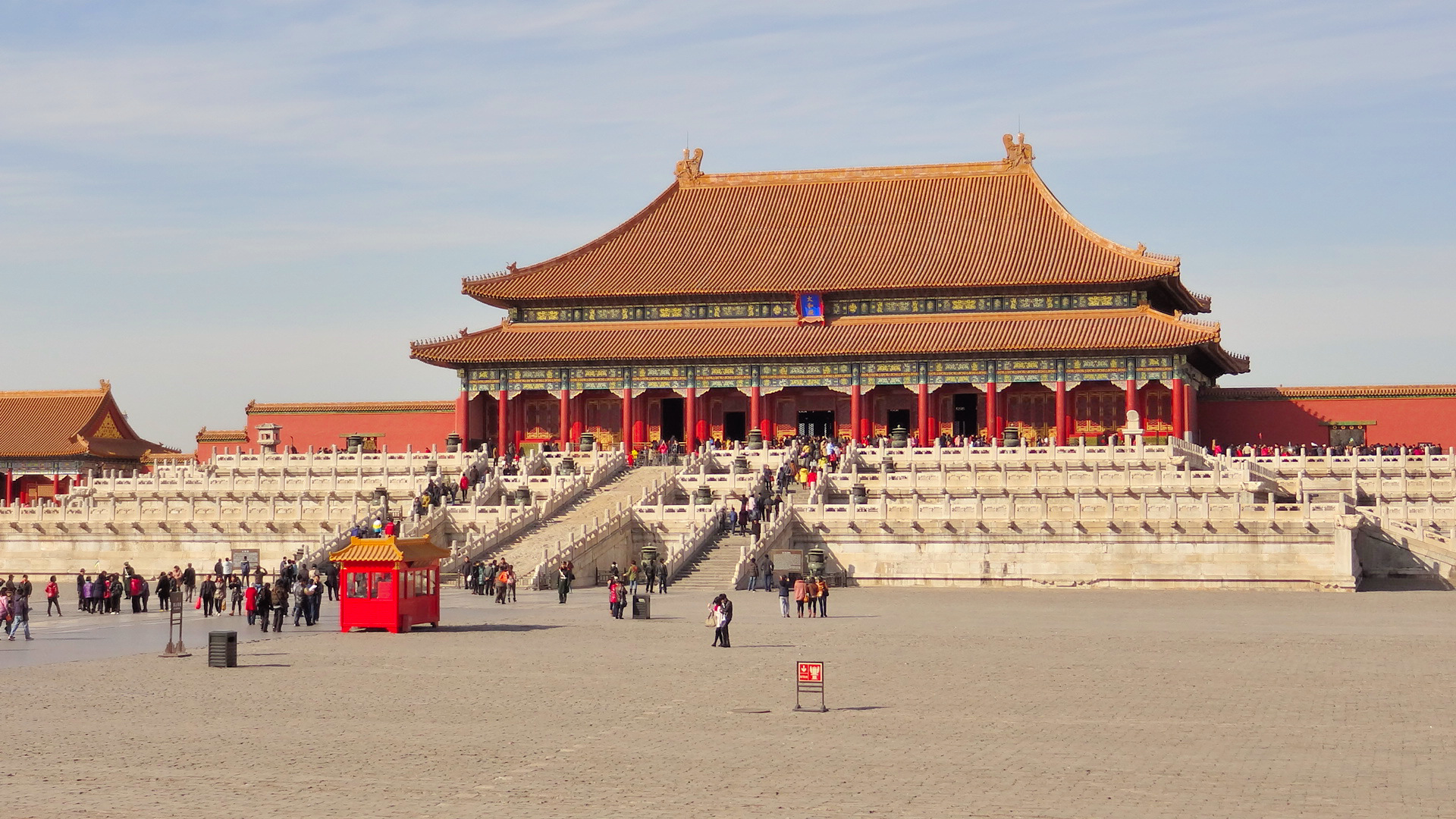
El inmenso complejo de la Ciudad Prohibida de Pekín, sede del gobierno imperial chino durante las dinastías Ming y Qing, un espacio palaciego que aventaja en dimensiones y lujo al Palacio de Versalles, al Monasterio de El Escorial o al Hofburg de Viena. Además de vehículo de expresión artística, similares funciones sociopolíticas cumplieron el Kremlin de Moscú, el Palacio de Topkapi de Estambul, el Palacio de Golestán de Teherán o el Castillo Edo de Tokio. Las civilizaciones no occidentales, con excepción de las americanas, continuaron durante la Edad Moderna su dinámica propia, que incluyó el desarrollo autónomo de su arte. En el caso de las de Extremo Oriente, sin apenas influencia europea, a excepción de Filipinas.

Arte de la Edad Moderna es el período o subdivisión temporal de la historia del arte que corresponde a la Edad Moderna. No se ha de confundir con el concepto de arte moderno, que no es cronológico sino estético, y que corresponde a determinadas manifestaciones del arte contemporáneo.
El período cronológico de la Edad Moderna corresponde con los siglos XV al XVIII (con distintos hitos iniciales y finales, como la imprenta o el descubrimiento de América, y las revoluciones francesa o industrial), y significó históricamente en Europa la conformación y posterior crisis del Antiguo Régimen (concepto que incluye la transición del feudalismo al capitalismo, una sociedad estamental y preindustrial y una monarquía autoritaria o absoluta desafiada por las primeras revoluciones burguesas). Desde la era de los descubrimientos los cambios históricos se aceleraron, con el surgimiento del estado moderno, la economía-mundo y la revolución científica; en el marco del inicio de una decisiva expansión europea a través de la economía, la sociedad, la política, la técnica, la guerra, la religión y la cultura. Durante ese periodo, los europeos se extendieron fundamentalmente por América y los espacios oceánicos. Con el tiempo, ya al final del periodo, estos procesos terminaron por hacer dominante la civilización occidental sobre el resto de las civilizaciones del mundo, y con ello determinaron la imposición de los modelos propios del arte occidental, concretamente del arte europeo occidental, que desde el Renacimiento italiano se identificó con un ideal estético formado a partir de la reelaboración de los elementos recuperados del arte clásico greco-romano, aunque sometidos a una sucesión pendular de estilos (renacimiento, manierismo, barroco, rococó, neoclasicismo, prerromanticismo) que, bien optaban por una mayor libertad artística o bien por un mayor sometimiento a las reglas del arte institucionalizadas en el denominado arte académico. La función social del artista comenzó a superar la del mero artesano para convertirse en una personalidad individualista, que destacaba en la corte, o en una figura de éxito en el mercado libre de arte. Al igual que en los demás ámbitos de la cultura, la modernidad aplicada al arte significó una progresiva secularización o emancipación de lo religioso que llegó a su punto culminante con la Ilustración; aunque el arte religioso continuó siendo uno de los más encargados, si no el que más, ya no dispuso de la abrumadora presencia que había tenido en el arte medieval.
No obstante, durante todo el periodo de la Edad Moderna las principales civilizaciones del mundo se mantuvieron poco influidas, o incluso casi del todo ajenas a los cambios experimentados por las sociedades y el arte europeos, manteniendo esencialmente los rasgos culturales y artísticos propios (arte de la India, arte de China, arte de Japón, arte africano).
La civilización islámica, definida por su posición geoestratégica intermedia, y principal competidora histórica de la civilización cristiana occidental, a la que disputó secularmente el espacio mediterráneo y balcánico, desarrolló distintas modalidades locales de arte islámico en las que pueden verse influencias tanto del arte occidental como del de las civilizaciones orientales.
Para el caso del arte americano, la colonización europea supuso, especialmente para zonas como México y Perú, la formación de un arte colonial con algunas características sincréticas.
En Europa oriental el arte bizantino continuó perviviendo con el arte ruso o con algunas manifestaciones del arte otomano.
Además de las artes plásticas, otras bellas artes como la música, las artes escénicas y la literatura tuvieron desarrollos paralelos, analogías formales y una mayor o menor coincidencia estética y, sobre todo, intelectual, ideológica y social; lo que ha permitido a la historiografía etiquetar su periodización con denominaciones similares (música del renacimiento, música barroca, música del clasicismo; literatura del renacimiento, literatura del barroco, literatura ilustrada o neoclásica, etc.) Lo mismo puede decirse de las denominadas artes menores, decorativas o industriales, que fueron un fiel reflejo del gusto artístico de determinadas épocas (como los denominados estilos Enrique II, Luis XIII, Luis XIV, Regencia, Luis XV, Luis XVI, Directorio e Imperio, convencionalmente denominados a partir de la historia del mobiliario francés).

## Arte europeo occidental

### SiglosXVyXVI: Gótico final, Renacimiento y Manierismo

#### Gótico final y Renacimiento nórdico
El siglo XV significó una continuidad del arte gótico en la mayor parte de los países europeos. El denominado gótico internacional representaba la imposición, en el denominado otoño de la Edad Media, de un gusto refinado y cortesano, de origen francés, provenzal y borgoñón, que se extendía entre todas las artes plásticas, especialmente la pintura en soportes muebles (polípticos cada vez más complejos e iluminación de manuscritos) y la orfebrería (El corcel dorado, 1404). El gótico flamígero se aplicó a la arquitectura civil (ayuntamientos y palacios urbanos) además de la religiosa, de lo que son muestra los conjuntos urbanos de ricas ciudades burguesas como Brujas y Gante en Flandes y otros núcleos en las rutas comerciales que se extendían por todo el continente con gran vitalidad tras la crisis del siglo XIV: ferias de Champaña y de Medina, cañadas de la Mesta que cruzaban Castilla de sur a norte (Toledo, Segovia, Burgos), ciudades del Rin (Colonia, Maguncia, Colmar, Friburgo, Estrasburgo, Basilea), del sur de Alemania (Augsburgo, Núremberg), de Borgoña (Dijon, Hôtel-Dieu de Beaune, 1443) o los puertos septentrionales de la Hansa (Tallin, Danzig, Lübeck, Hamburgo o el propio Londres).
El mantenimiento de la tradición gótica, de las características locales o la mayor o menor influencia de los núcleos flamenco-borgoñón o italiano caracterizó la diversidad de la producción artística europea durante todo el periodo. Buena parte de la producción arquitectónica de finales del XV y comienzos del siglo XVI se efectuó con estilos nacionales que suponen una evolución natural del gótico, como el plateresco o isabelino (de debatido deslindamiento) y el estilo Cisneros en Castilla; y el estilo Tudor o gótico perpendicular en Inglaterra, que evolucionó a la arquitectura isabelina de finales del XVI y comienzos del XVII, ya fuertemente influida por los nuevos modelos renacentistas italianos. El arco ojival gótico y las floridas crucerías fueron sustituidos por el arco de medio punto, la cúpula y los elementos arquitrabados que recordaban a Roma (frontones, frisos, cornisas, órdenes clásicos). Incluso se impuso la decoración a base de los grutescos recientemente descubiertos en la Domus Aurea de Nerón.
En pintura y escultura, el gusto nórdico predominó frente al italiano hasta comienzos del siglo XVI en la mayor parte de Europa Occidental, lo que explica el éxito de artistas como los Colonia, los Egas, Gil de Siloé, Felipe Bigarny, Rodrigo Alemán o Michel Sittow (proveniente de un lugar tan lejano como el Báltico Hanseático); aunque el influjo de Italia también se dejó sentir, como demuestra el periplo europeo de escultores italianos como Domenico Fancelli y Pietro Torrigiano (menos significativa fue la emigración de pintores italianos, puesto que es fácil importar pintura, pero es más fácil importar al escultor que a las esculturas) y los aprendizajes en Italia de pintores franceses y españoles como Jean Fouquet, Pedro Berruguete o Yáñez de la Almedina. Pero ni siquiera en esas primeras décadas del siglo XVI puede decirse que se produjera una identificación del italianismo renacentista a comprar o imitar con el canon florentino-romano o «paradigma vasariano» (que es el que terminó fijando en el gusto clasicista perpetuado en los siglos posteriores).
La mayor parte de la producción local, en todos los artes, tuvo una paulatina transición entre las formas góticas y las renacentistas. En la escultura castellana, esta transición corrió a cargo del grupo formado en torno a los Egas, con Juan Guas y Sebastián de Almonacid), mientras que en la corona de Aragón cumplió un papel similar Damián Forment y en Francia Michel Colombe.
Incluso en la propia Italia de finales del XV había posiblemente mayor interés por la pintura flamenca que el que pudiera haber por la pintura italiana en Flandes, como demuestra el impacto del Tríptico Portinari (1476), que no tuvo equivalente en obras italianas exportadas a los Países Bajos.
En cuanto al gusto privado de un monarca de la segunda mitad del XVI, calificado de Príncipe del Renacimiento, como Felipe II de España, las fantasías oníricas y moralistas de El Bosco o las obras de pintores tan arcaizantes como Marinus y Pieter Coecke aventajaban a los maestros italianos o a otros más innovadores, como El Greco. No obstante, la generación de los monarcas de la primera mitad del siglo se había dejado seducir por los genios italianos de Leonardo da Vinci (Francisco I de Francia) o Tiziano (Carlos I de España ―emperador Carlos V―).

Arte tardogótico
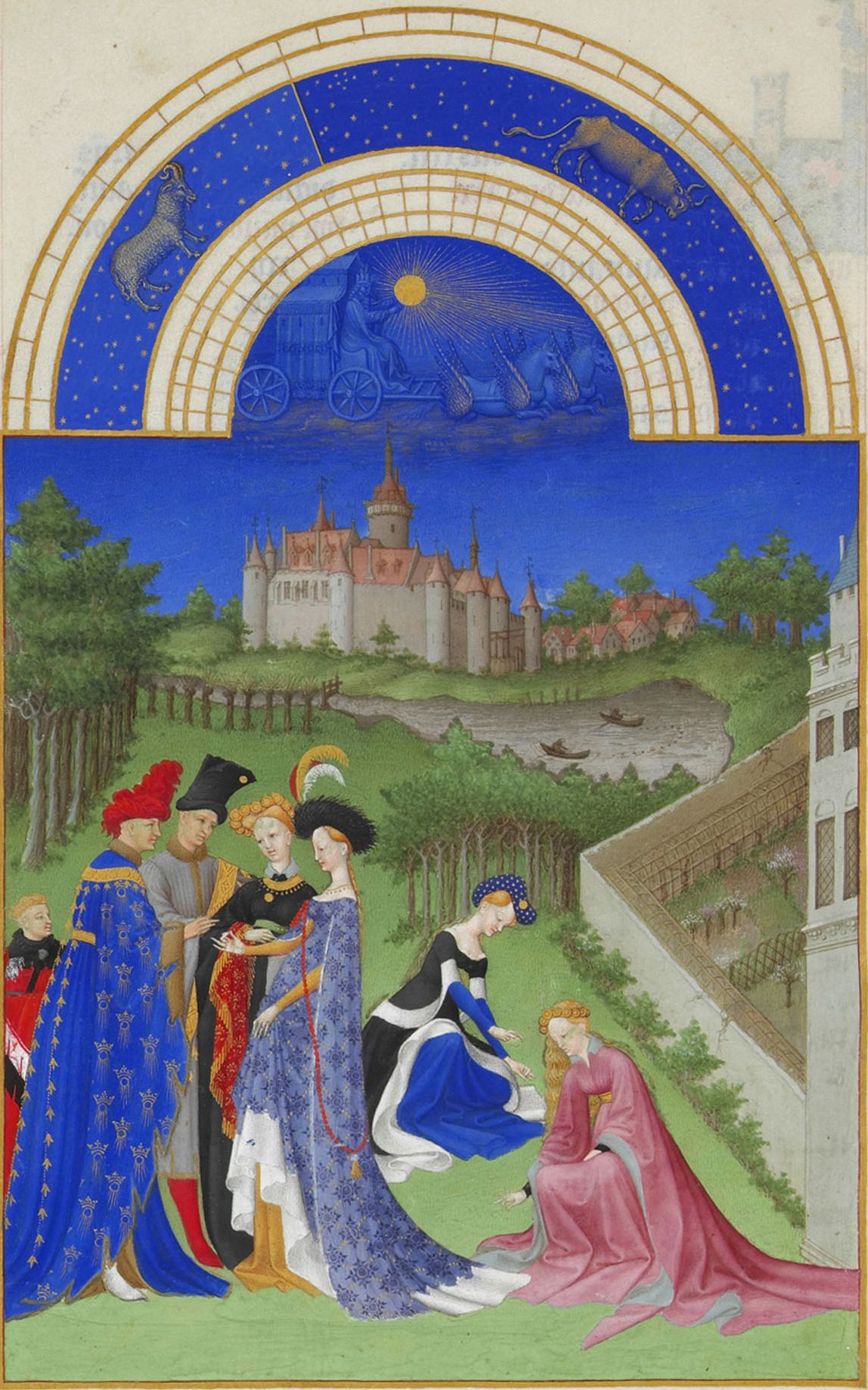
Las muy ricas horas del Duque de Berry, de los hermanos Limbourg (1411-1416)
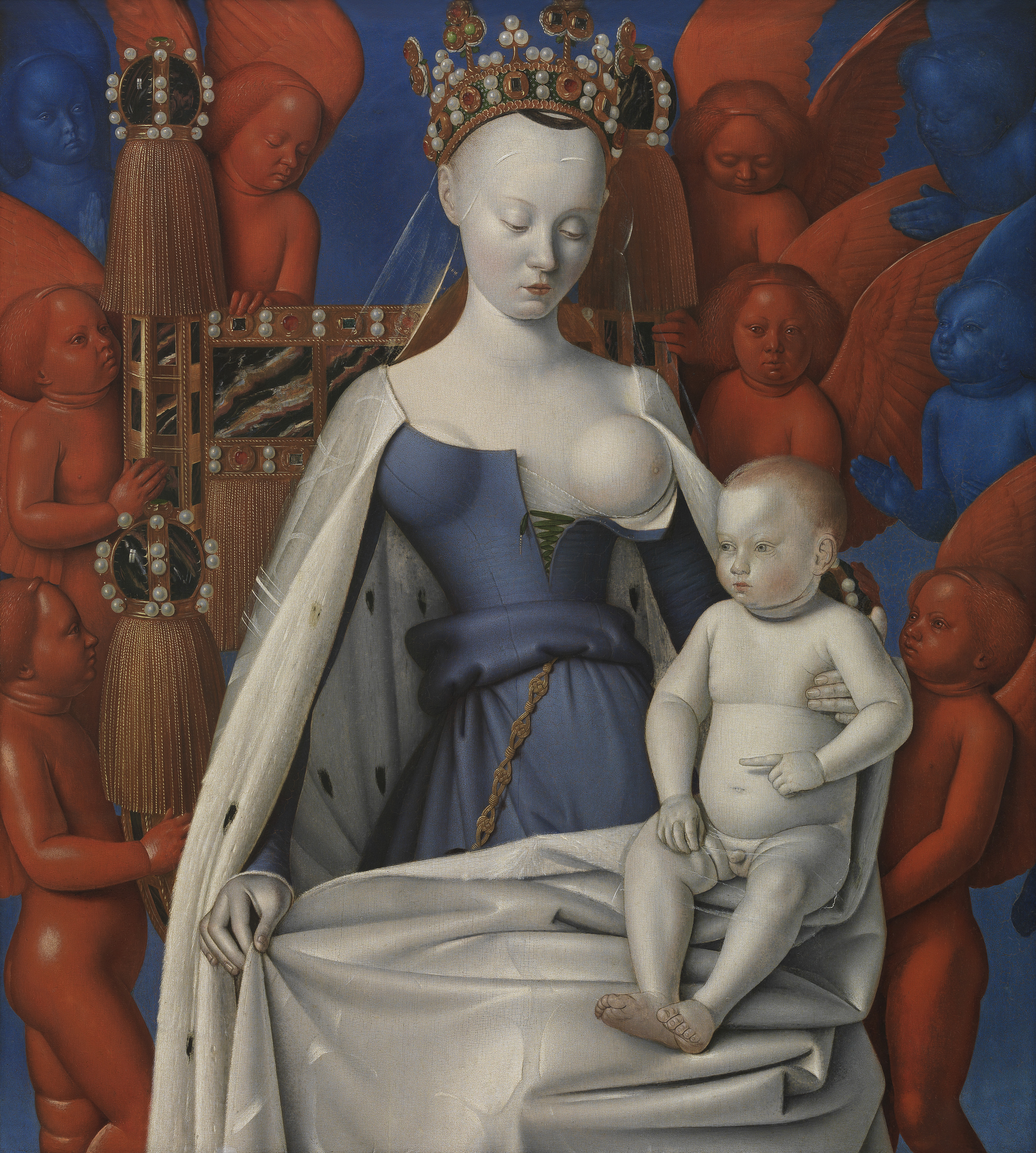
Díptico de Melun de Jean Fouquet (1450)
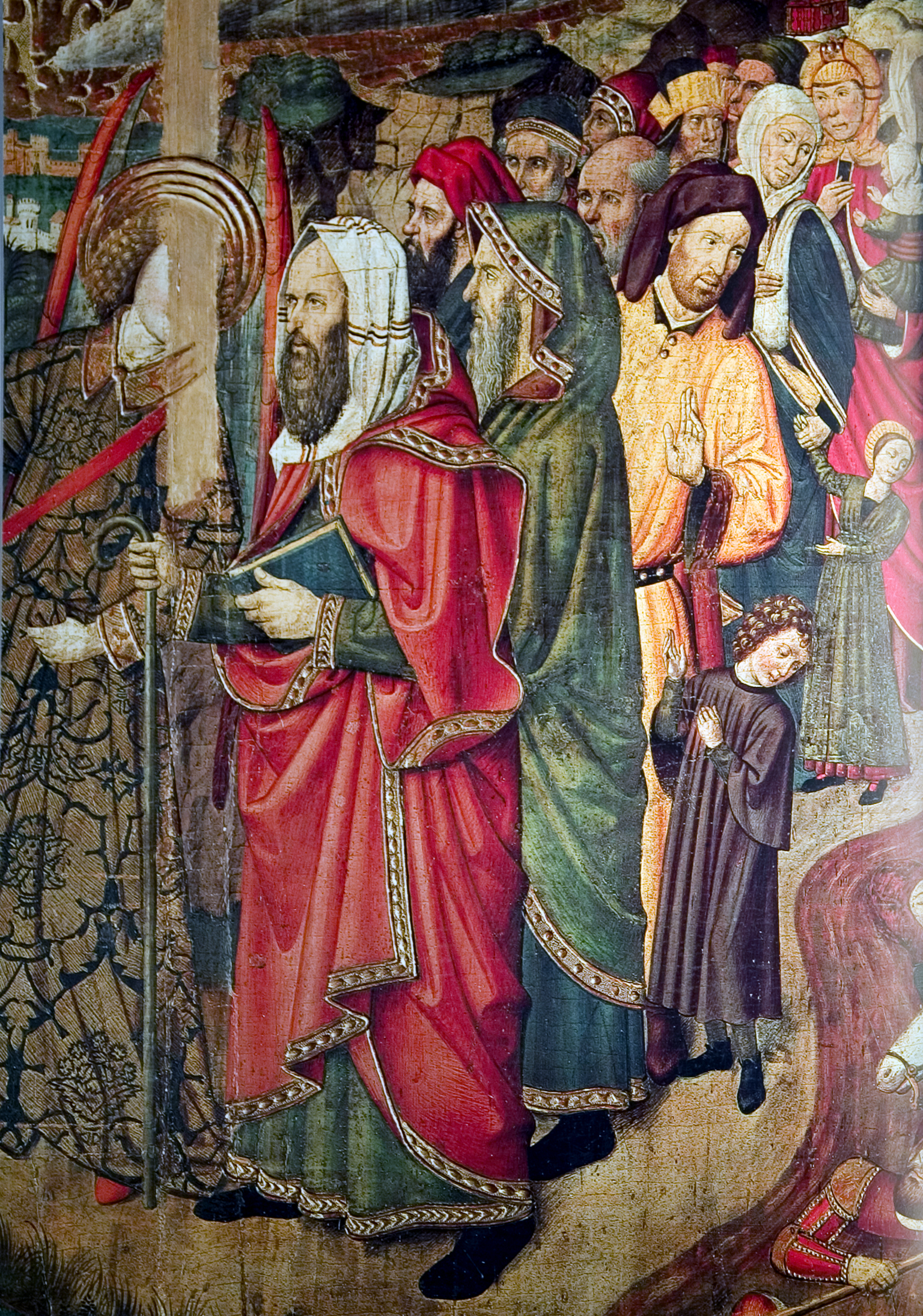
Pasaje del Mar Rojo, de Jaume Huguet (1456-1460)
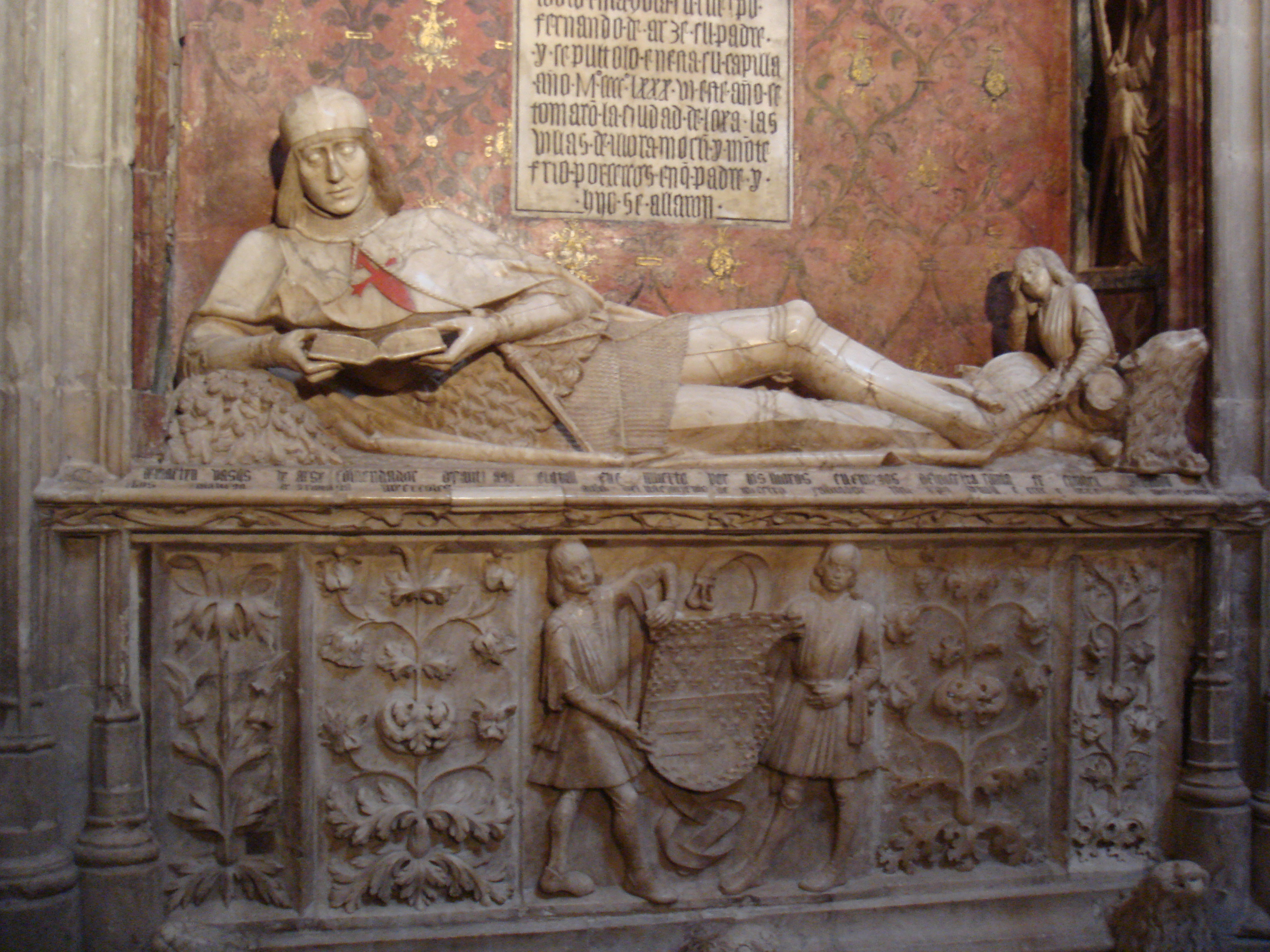
Sepulcro del Doncel de Sigüenza, atribuido a Sebastián de Almonacid (c. 1492)

Arquitectura tardogótica
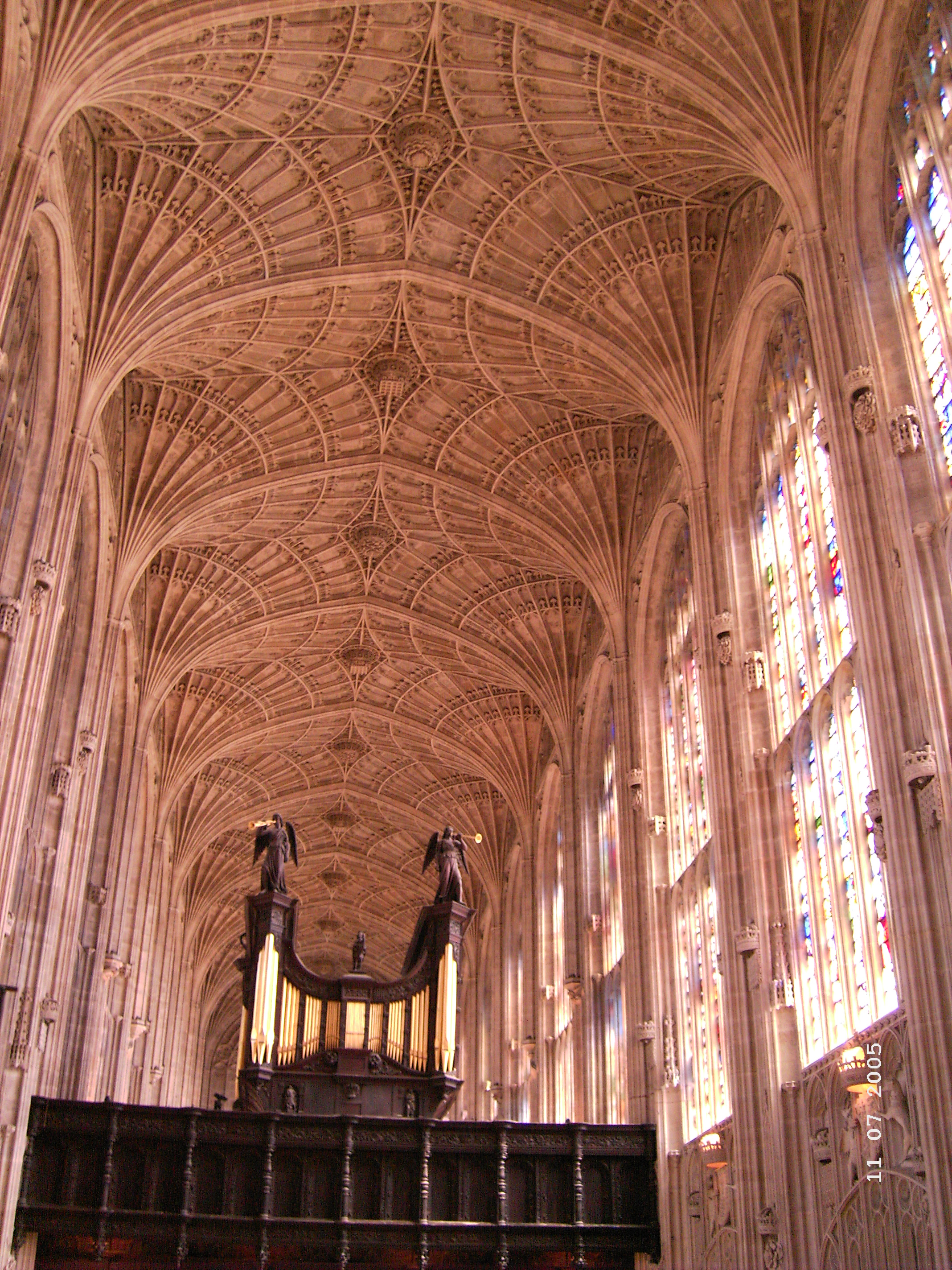
Bóveda de abanico de la capilla del King's College de Cambridge (1441-1554)
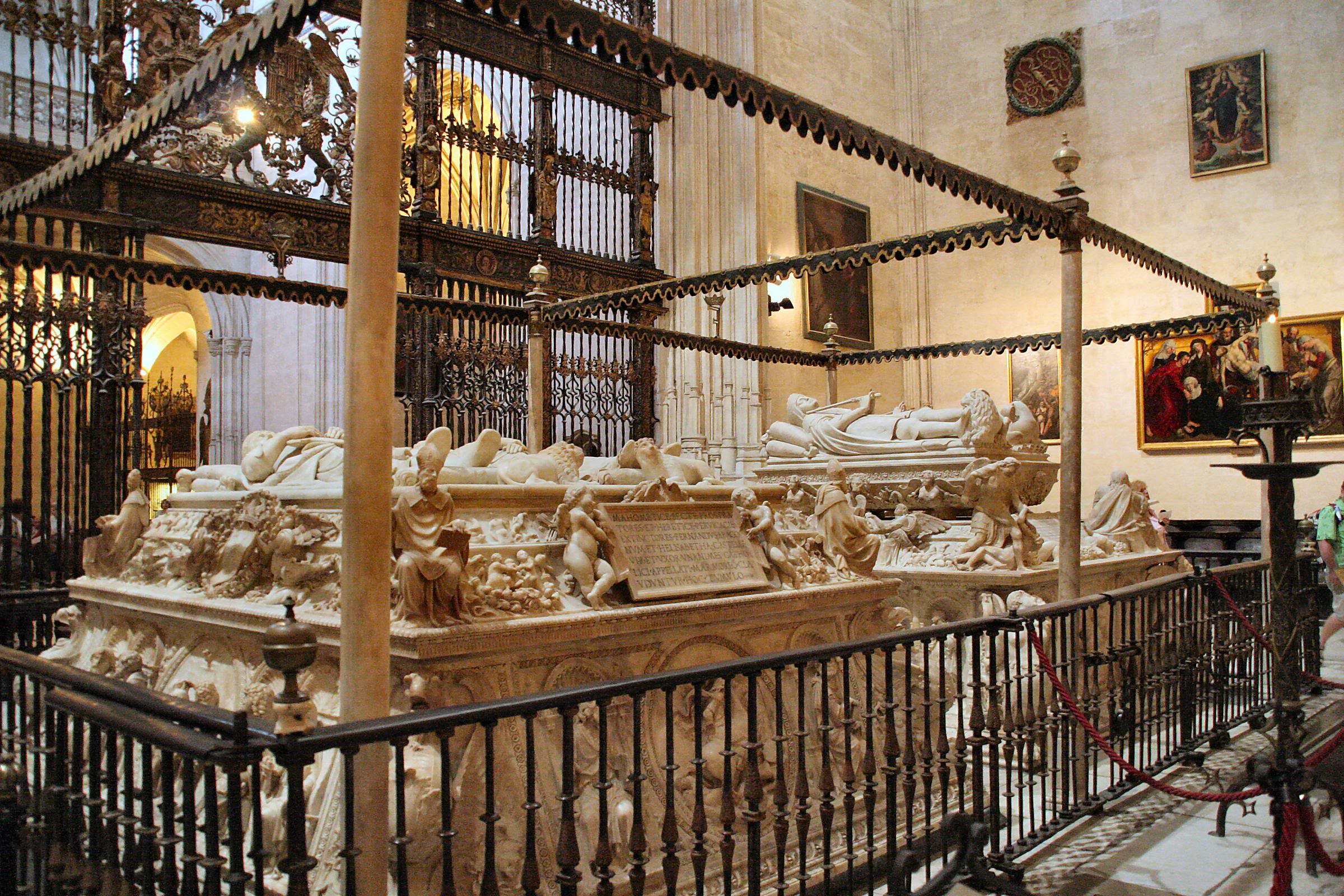
Capilla Real de Granada, con esculturas de Bartolomé Ordóñez y Domenico Fancelli (1505-1517)
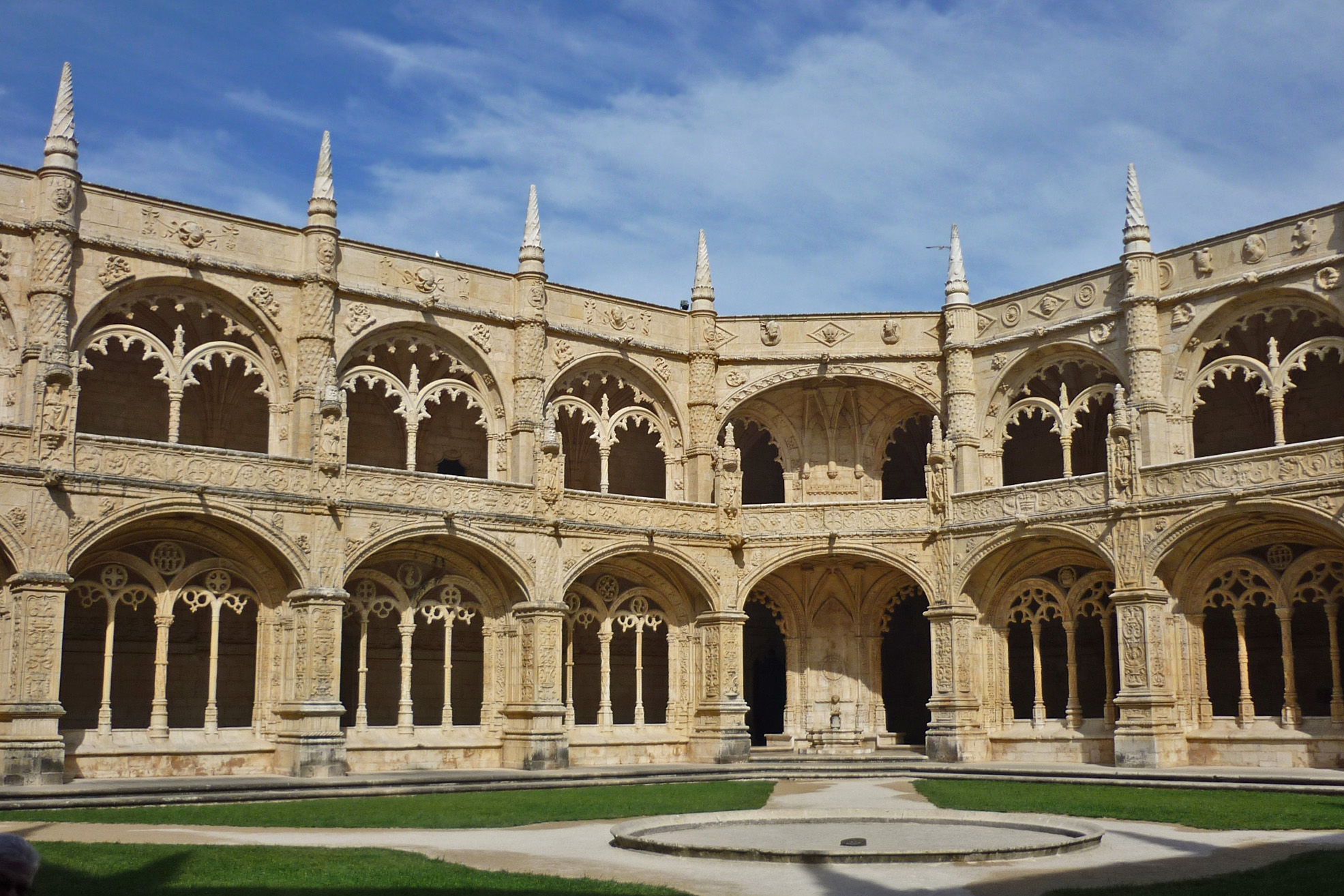
Claustro del Monasterio de los Jerónimos de Belém, Juan de Castillo (1516)
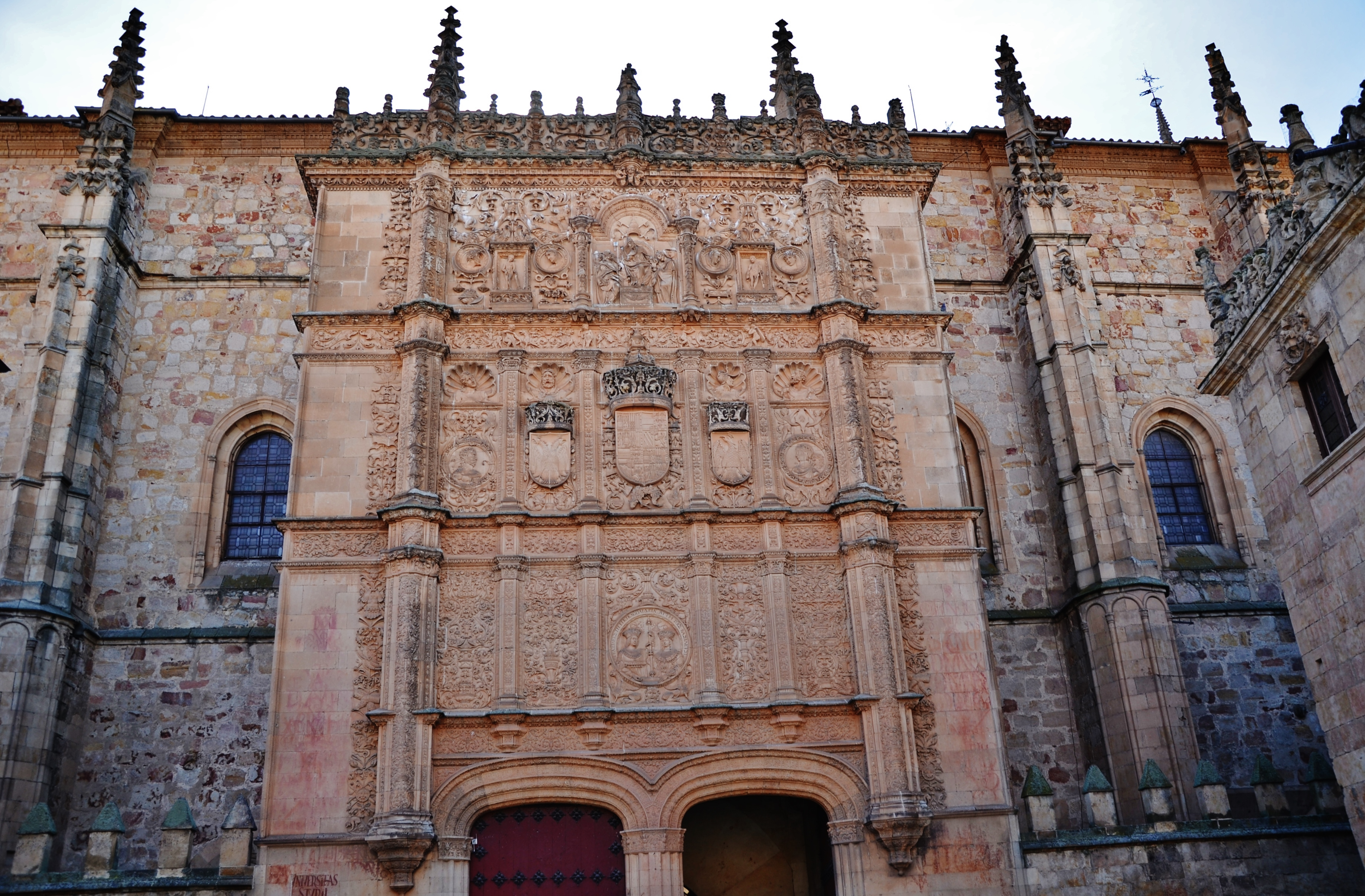
Fachada de la Universidad de Salamanca (1529-1533)

En cuanto a Flandes e Italia, la brillantez y originalidad indiscutible de cada uno de los artistas individuales y escuelas locales; así como la fluidez de los contactos mutuos, tanto de obras (Tríptico Portinari) como de maestros (Justo de Gante, Roger van der Weyden, Mabuse ―viajan de Flandes a Italia― Jacopo de'Barbari, Antonello da Messina ―viajan de Italia a Flandes―, aunque el viaje de Antonello, citado por Vasari, es puesto en duda por la moderna historiografía,); obligan a hablar de un protagonismo compartido que ni priorice ni confunda las características propias de cada foco, que son marcadamente diferentes.
La región flamenco-borgoñona y su conexión natural con Italia, la zona alemana del Rin y el alto Danubio, fueron de un destacado dinamismo en todas las ramas de la cultura y el arte, destacadamente en pintura, con la innovación decisiva de la pintura al óleo (hermanos van Eyck) y el desarrollo del grabado que alcanzó alturas extraordinarias con Alberto Durero o Lucas van Leyden, además de la invención de la imprenta (Gutenberg, 1453). La pintura flamenca y alemana se caracterizaron por un intenso realismo y nitidez, y el gusto por el detalle llevado a su límite. La escuela de pintores del siglo XV denominada primitivos flamencos se compone de una extensa nómina de maestros: Roger van der Weyden, Thierry Bouts, Petrus Christus, Hans Memling, Hugo van der Goes, y algunos anónimos cuya atribución se ha conseguido establecer o es aún objeto de debate (Maestro de Flemalle ―Roberto Campin―, Maestro de Moulins ―Jean Hey―, Maestro de la Leyenda de Santa Lucía,
Maestro del follaje bordado,
Maestro de Alkmaar, Maestro de Fráncfort, Maestro de la Leyenda de Santa Bárbara, Maestro de la Virgo inter Virgines, Maestro de la Vista de Santa Gúdula, Maestro de María de Borgoña, Maestro del Monograma de Brunswick); y que a finales del XV y comienzos del XVI continuó con figuras de la talla de El Bosco, Gerard David, Jan Joest van Calcar, Joaquín Patinir, Quentin Metsys o Pieter Brueghel el Viejo. La potencia de la pintura alemana de la época no se limitó a Durero, viéndose en la producción de artistas como Grünewald, Altdorfer o Lucas Cranach el Viejo. También se producen fructíferos viajes de maestros alemanes a Italia (Durero, Michael Pacher), mientras que el trasiego de maestros alemanes, sobre todo renanos, hacia Flandes fue mucho más abundante.
- Primitivos flamencos (siglo XV)

Primitivos flamencos
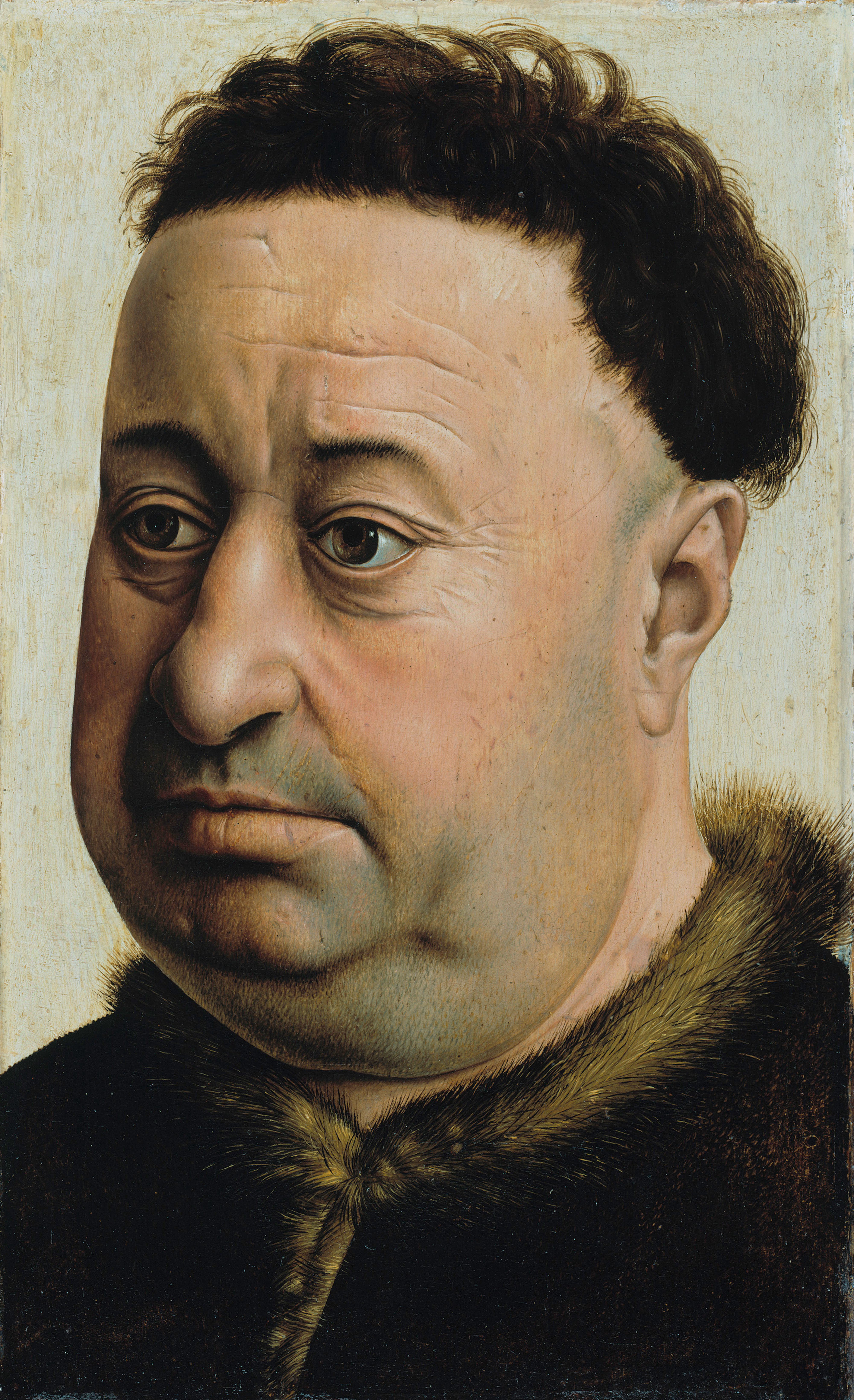
Retrato de caballero, de Robert Campin (1425)
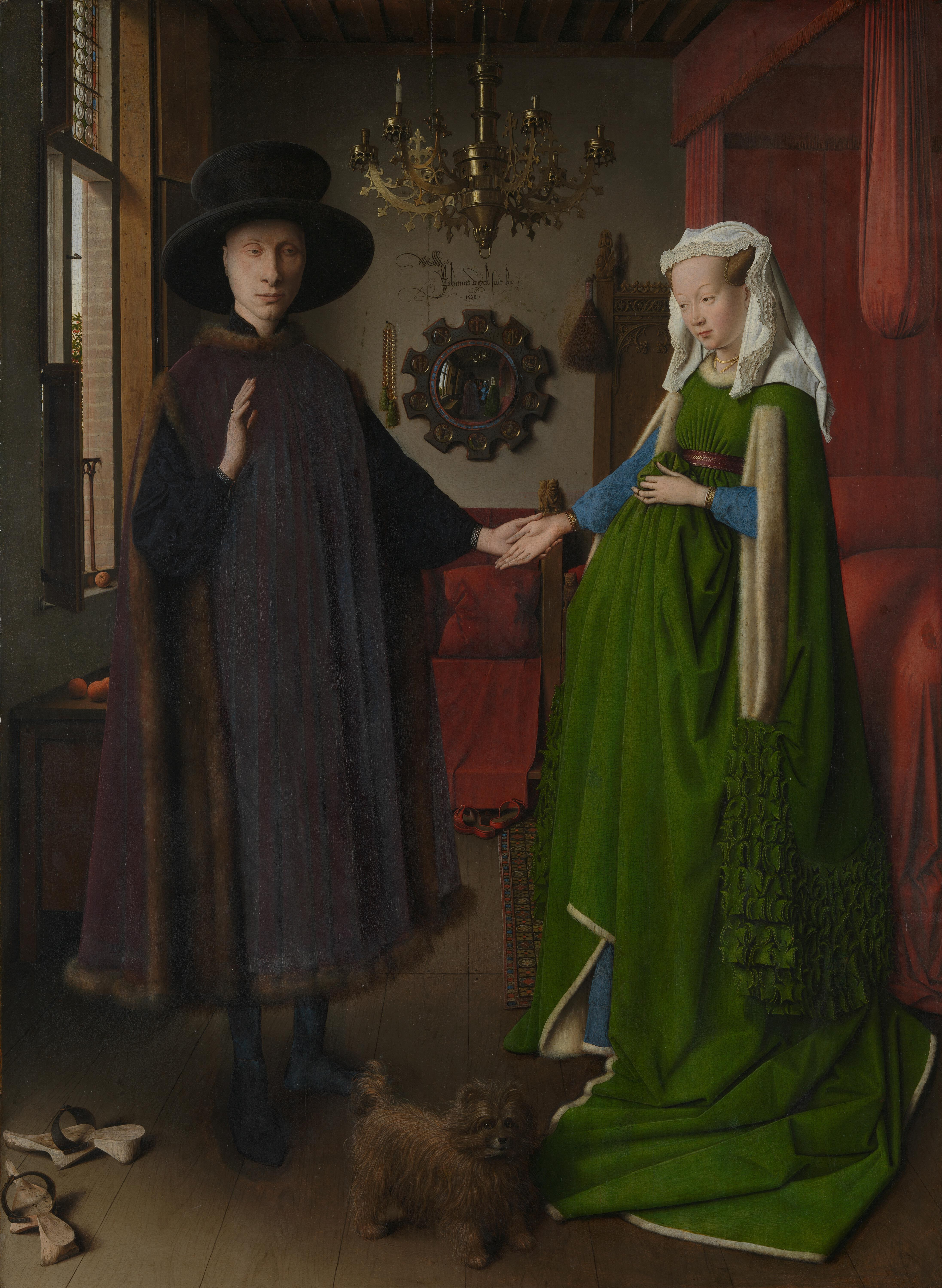
Matrimonio Arnolfini, de Jan van Eyck (1434)
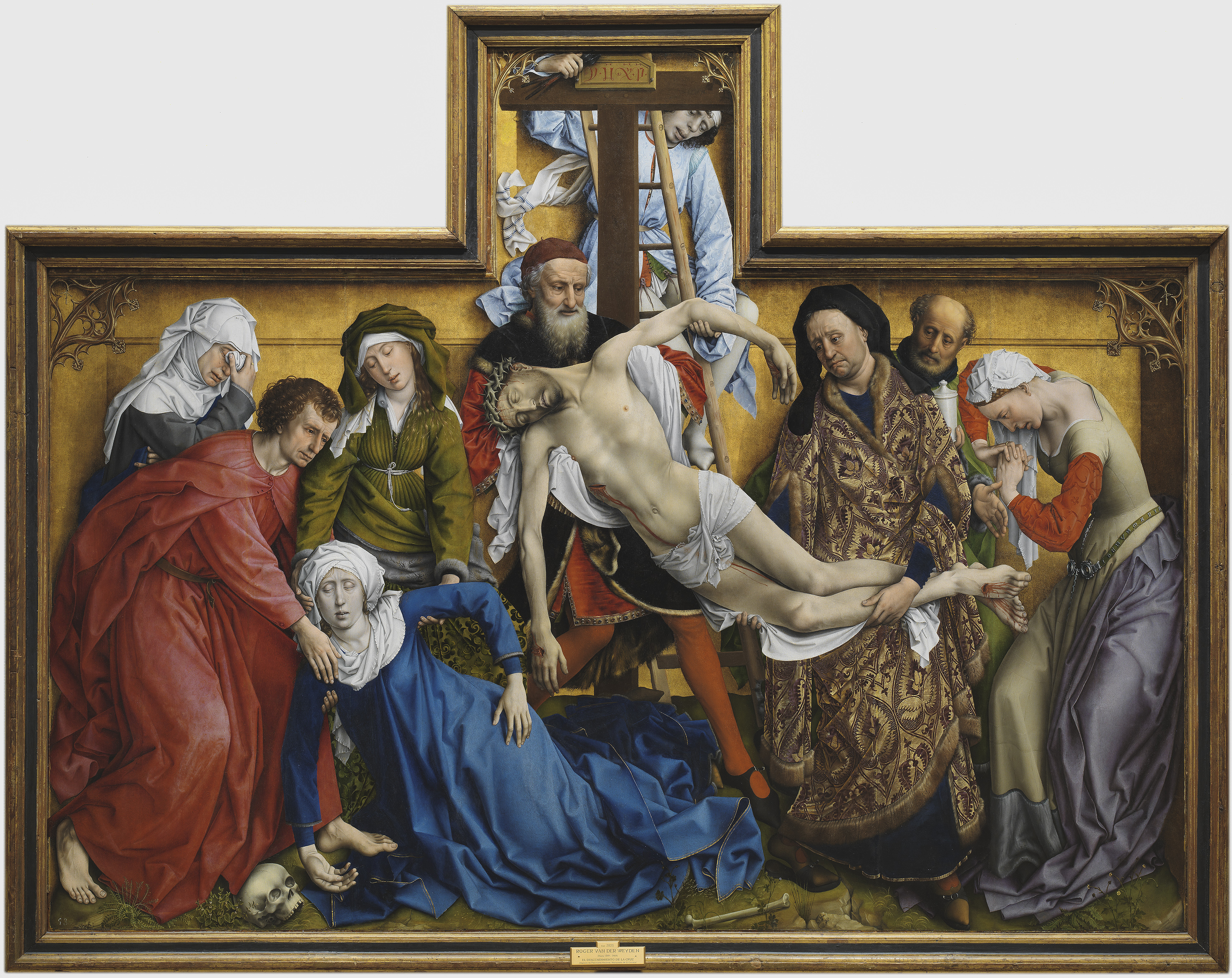
Descendimiento, de Roger van der Weyden (1436)
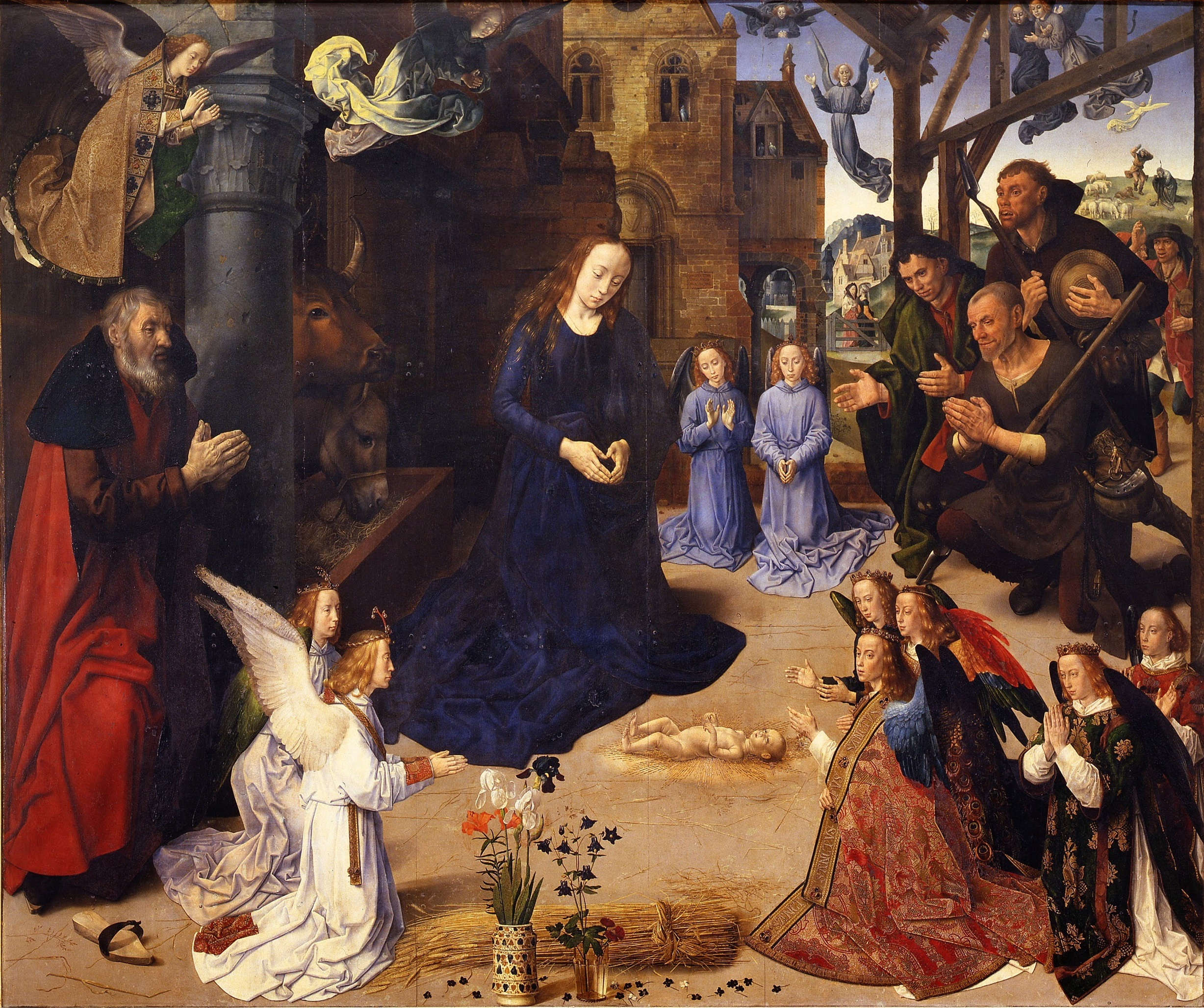
Tríptico Portinari, de Hugo van der Goes (1476-1478)

- Primitivos flamencos (siglo XVI)

Primitivos flamencos
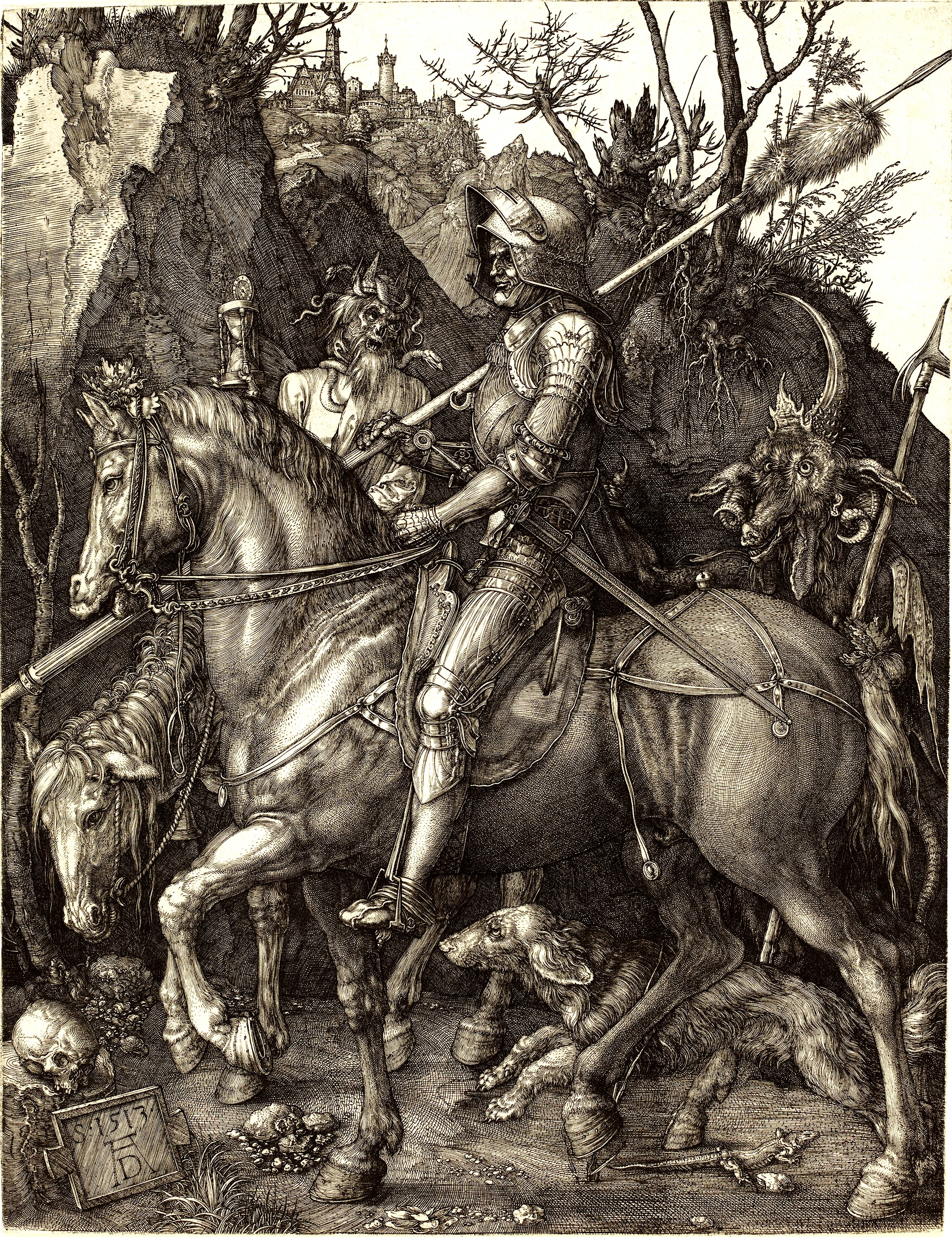
Caballero, la Muerte y el Diablo, grabado de Alberto Durero (1513)
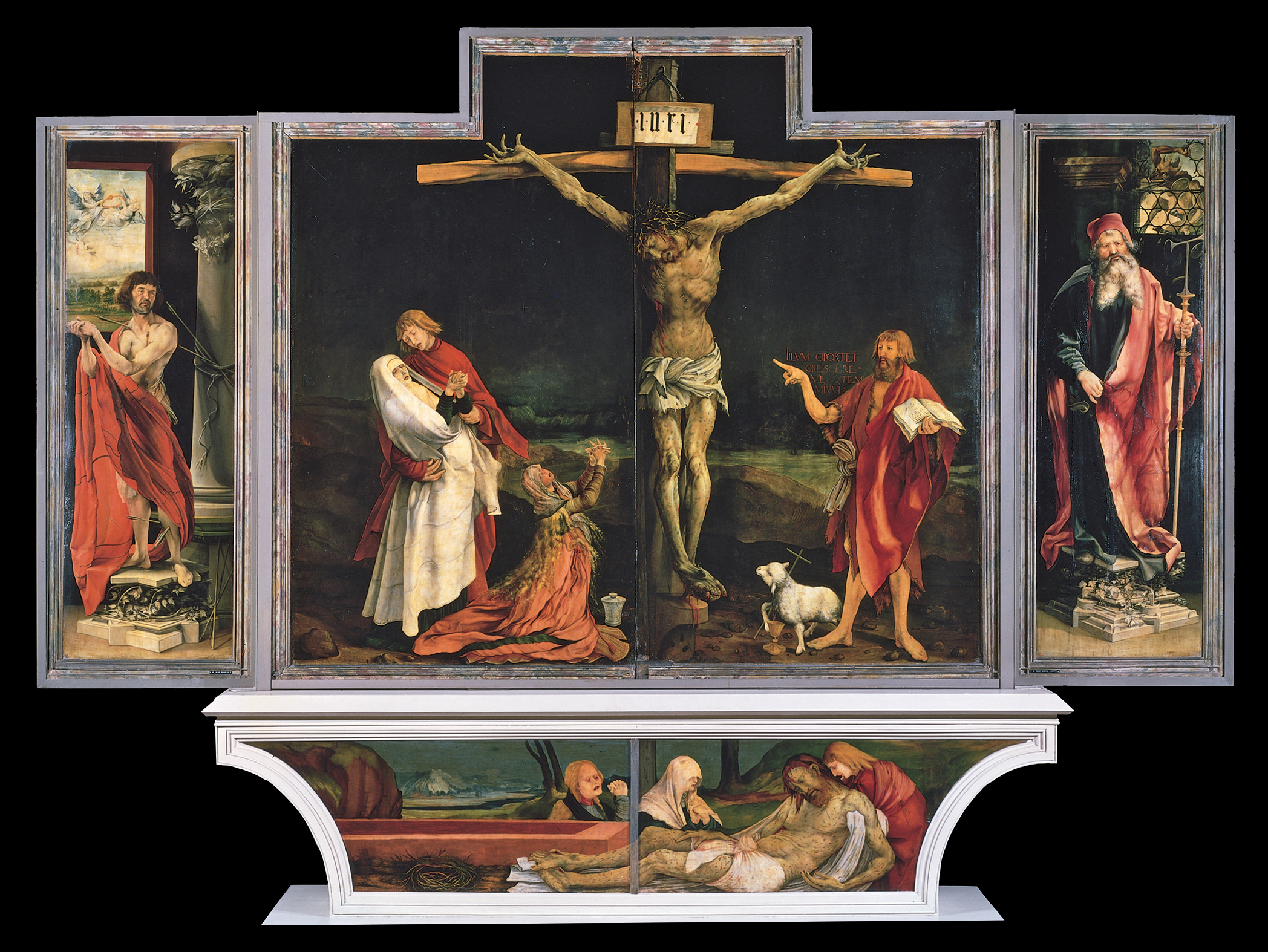
Altar de Isenheim, de Grünewald (1512-1516)
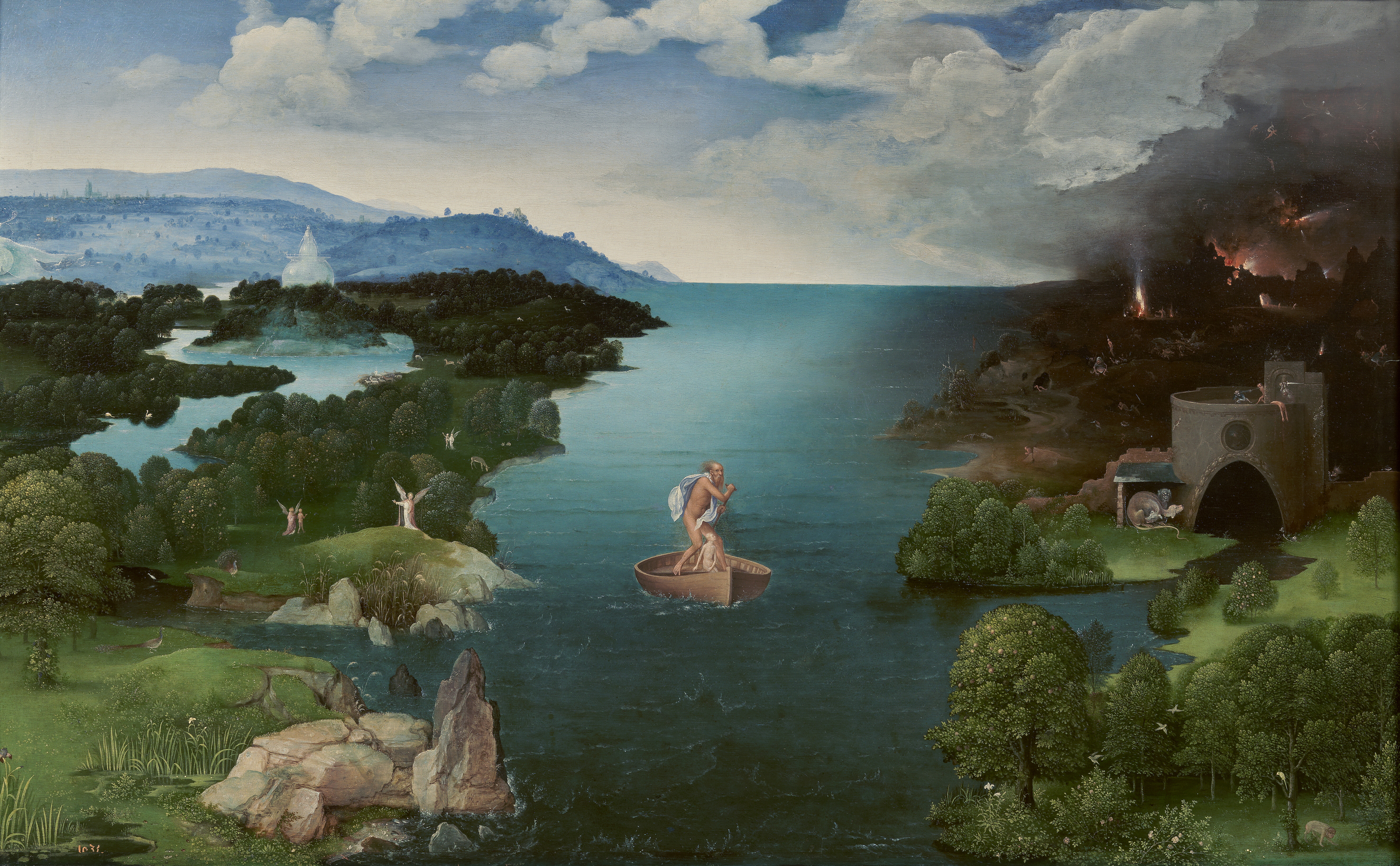
El paso de la laguna Estigia, de Joaquín Patinir (1520)
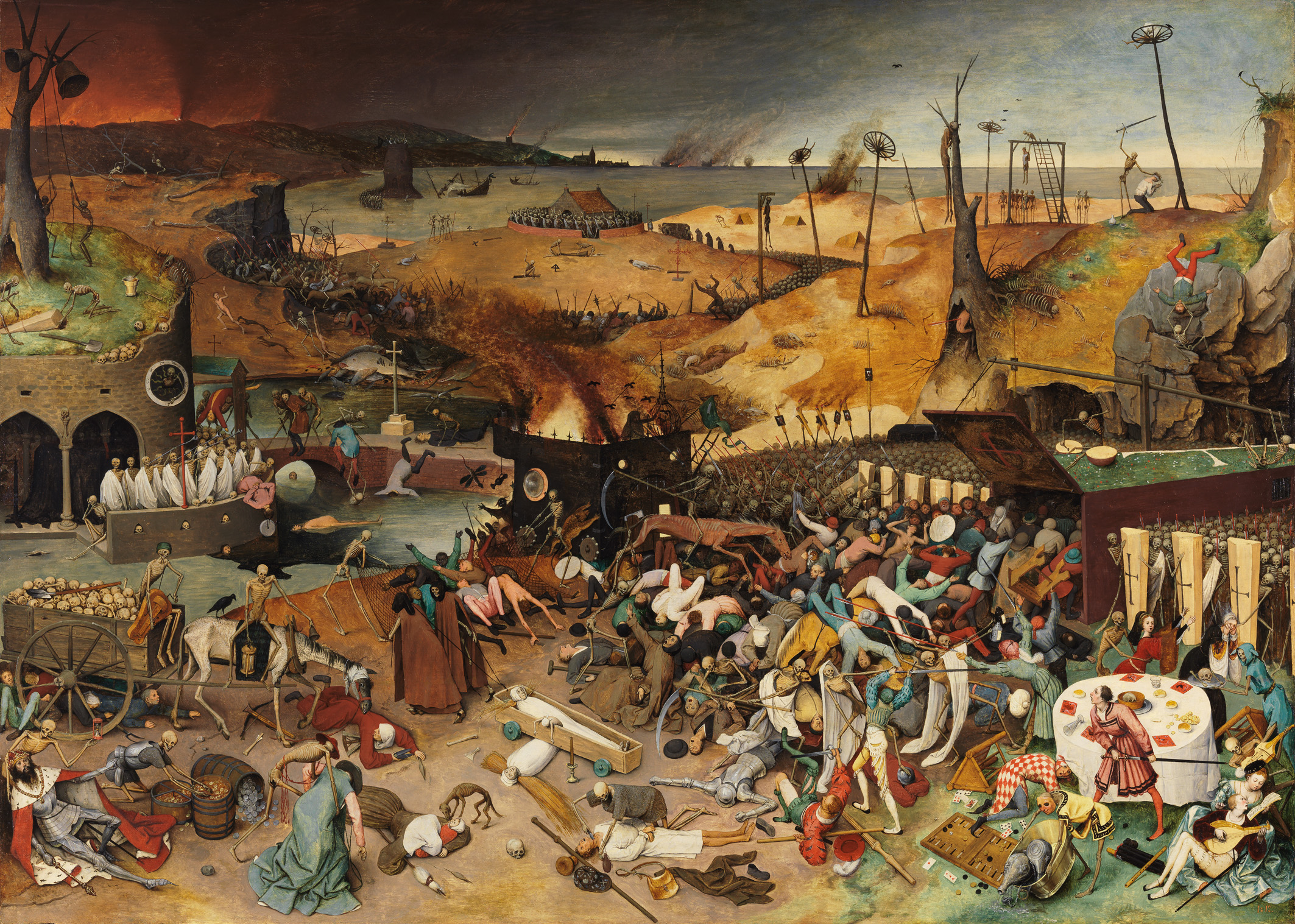
El triunfo de la Muerte, de Pieter Brueghel el Viejo (1562)

#### Renacimiento italiano: Quattrocento
Italia había desarrollado durante toda la Edad Media producciones artísticas significativamente diferenciadas del resto de Europa Occidental, que aunque se clasifican dentro del románico o del gótico, presentaran marcadas características propias, que suelen atribuirse a la pervivencia de la herencia clásica grecorromana y a los contactos con el arte bizantino (particularmente en Venecia ―arquitectura gótica veneciana―, pero también en el denominado naturalismo romano ―Pietro Cavallini―). Además de los precursores literarios del Renacimiento (Dante, Petrarca y Bocaccio), escultores como los Pisano, pintores de la escuela sienesa (Duccio di Buoninsegna, Simone Martini) y la escuela florentina (Giotto, Cimabue), y artistas completos como Arnolfo di Cambio son los precedentes inmediatos de la explosión creativa del Quattrocento (años mil cuatrocientos en italiano), que se inicia con los frescos de Fra Angelico y de Masaccio, los relieves de Jacopo della Quercia y los bultos redondos de Donatello. La municipalidad de Florencia de comienzos de siglo convocó dos concursos de obras puntuales para la terminación de su catedral que se convirtieron en hitos de la historia del arte: la solución genial de Brunelleschi a la cúpula de Santa María del Fiore (1419), y las puertas de bronce del Baptisterio, que realizó Ghiberti (1401).

Pintura del Quattrocento
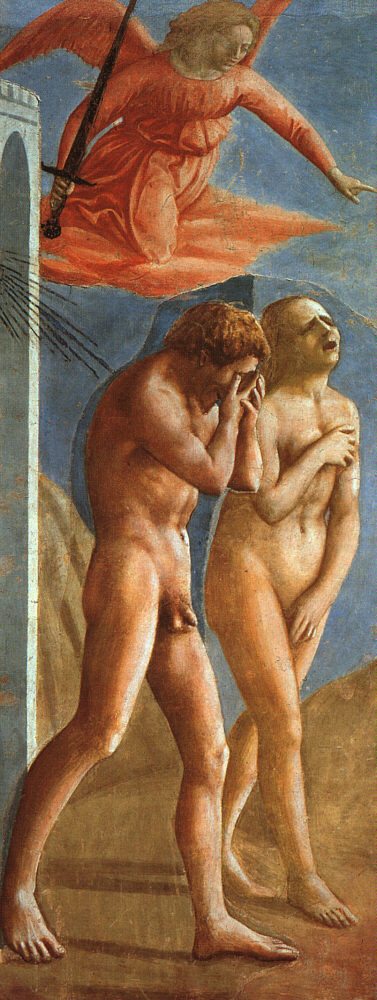
Expulsión del Paraíso, de Masaccio (1426-1427)
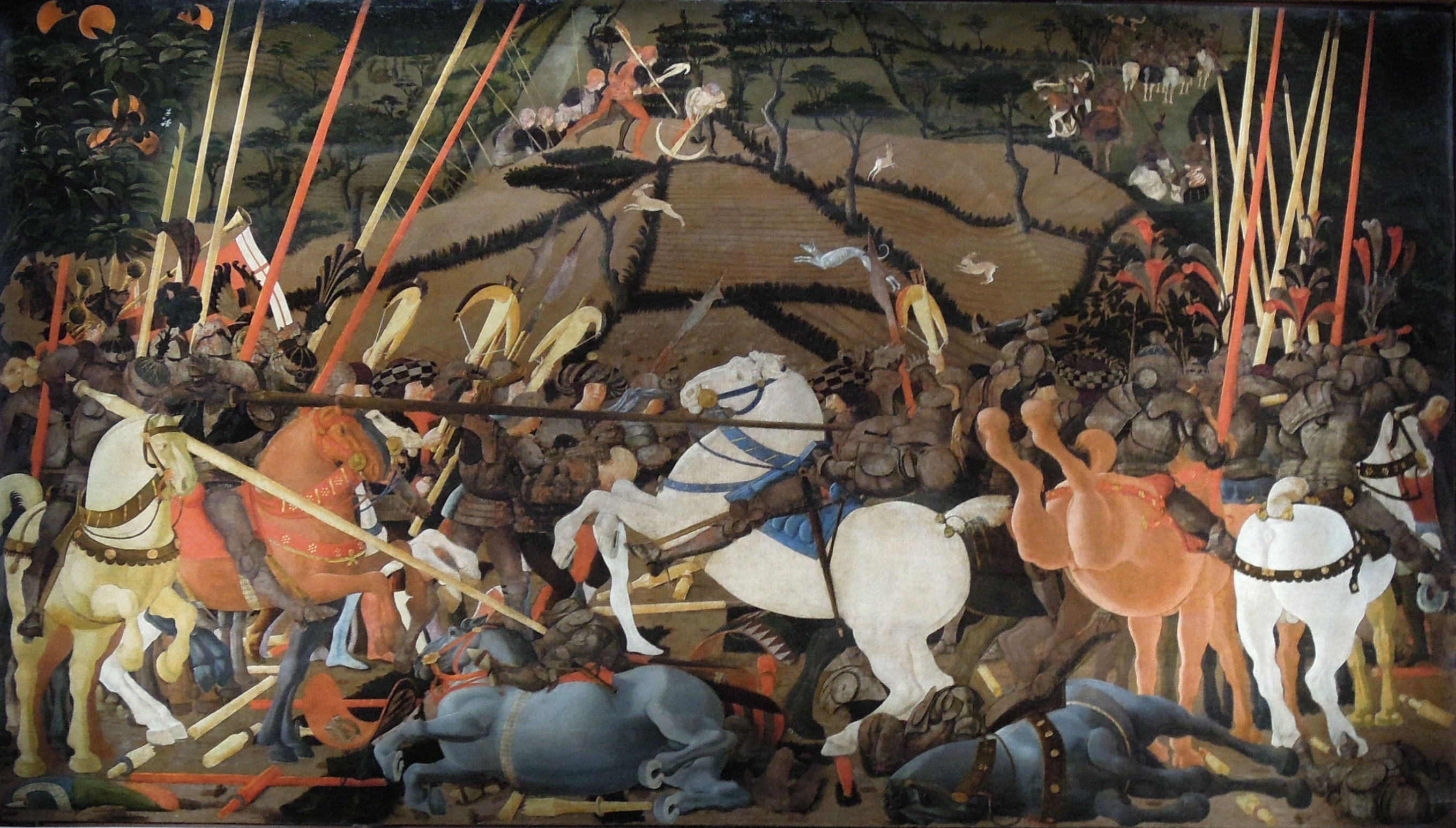
Batalla de San Romano, de Paolo Ucello (1430)
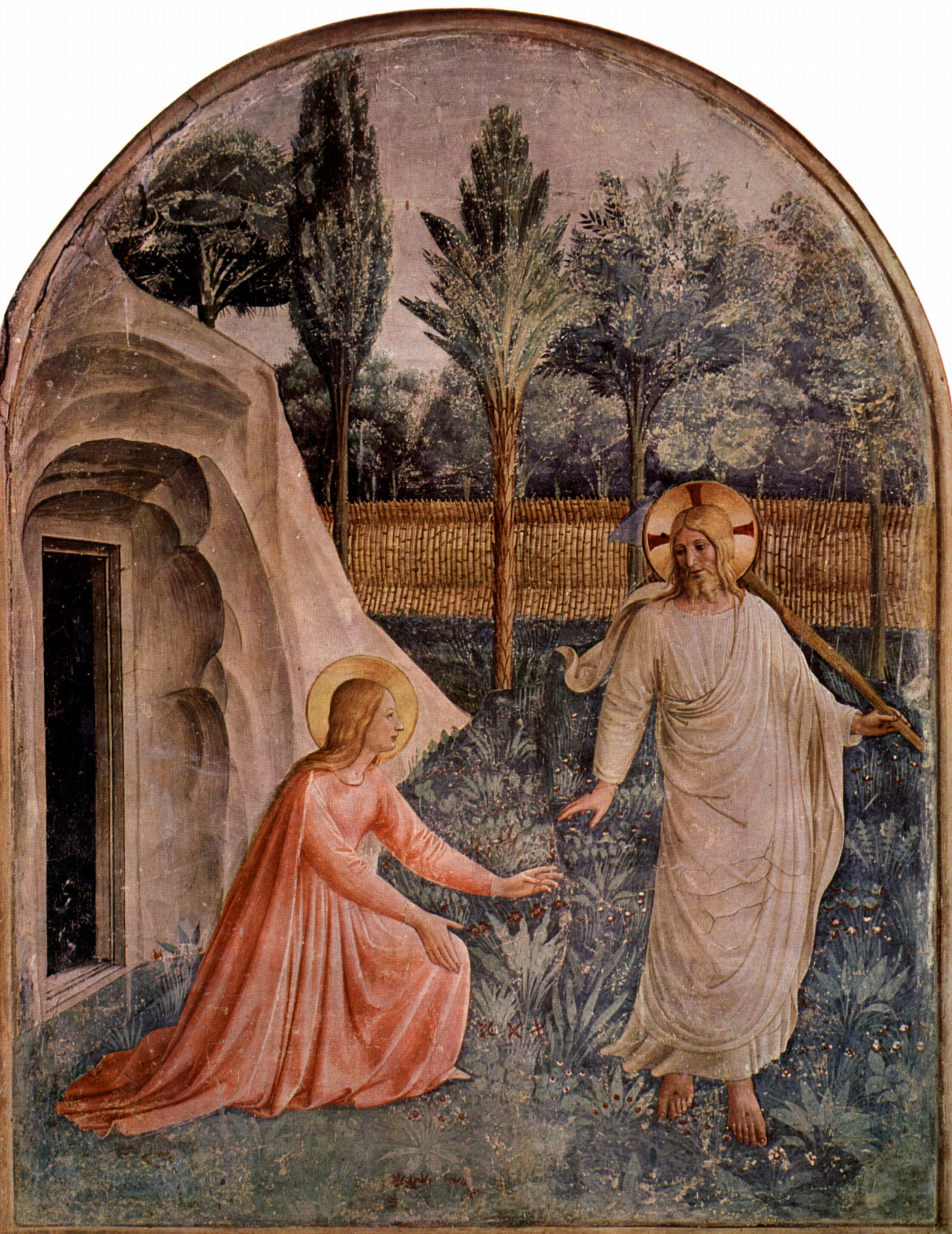
Noli me tangere en el claustro del convento dominico de San Marcos de Florencia, de Fra Angelico (1434)
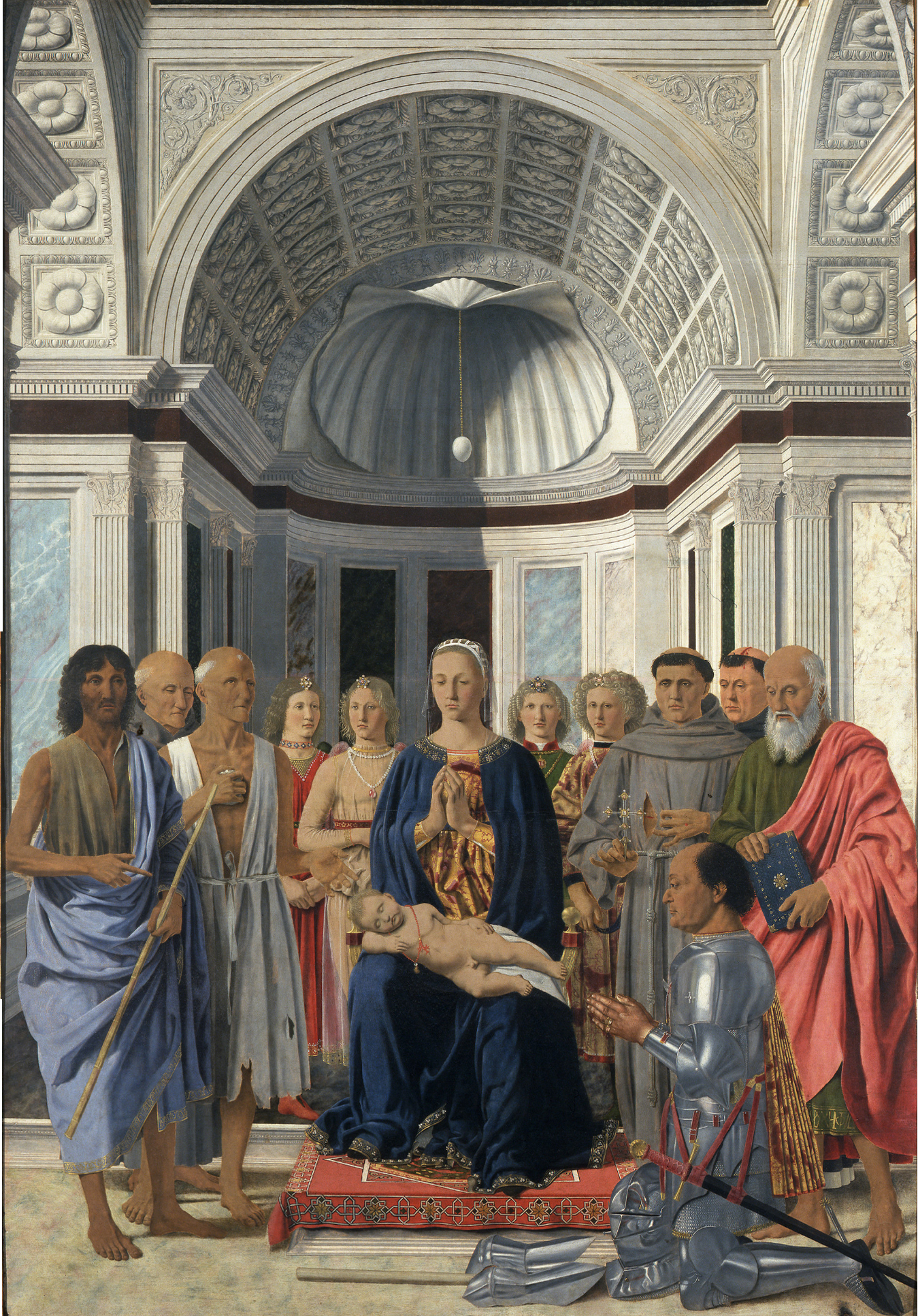
Sacra conversazione con Federico de Montefeltro orante, de Piero della Francesca (1472)
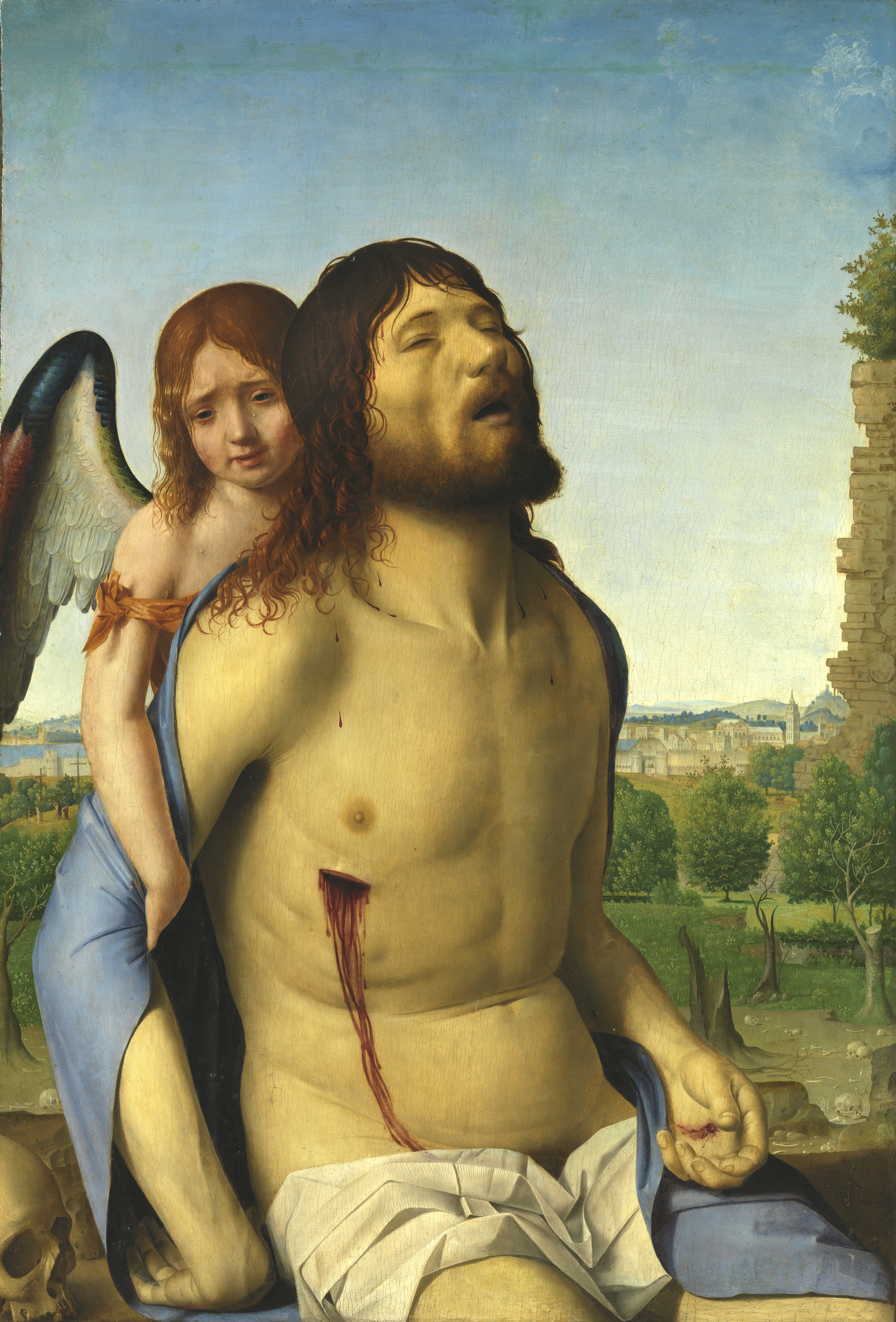
Cristo muerto, sostenido por un ángel, de Antonello da Messina (1476-1479)
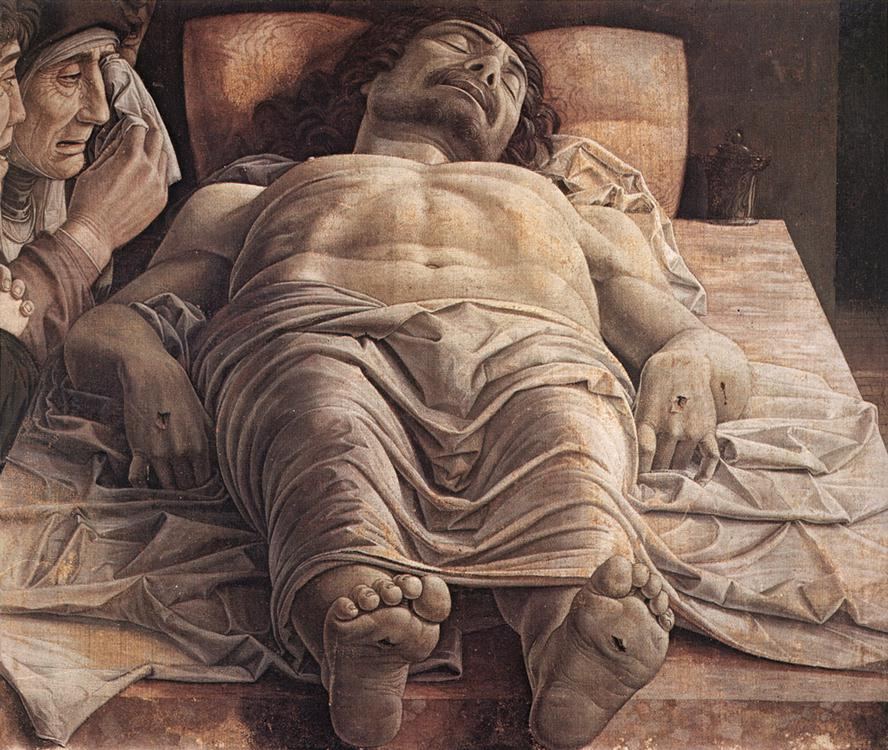
Lamentación sobre Cristo muerto, de Mantegna (h. 1480-1490)
El nacimiento de Venus, de Sandro Botticelli (1482-1484)

A mediados de siglo se reunieron en la misma ciudad un afortunado conjunto de circunstancias, especialmente el desarrollo de la filosofía humanista (que desarrolló en términos antropocentristas nuevos conceptos de hombre y de naturaleza, cuya mímesis ―imitación― sería la función del arte) y la presencia de una legación griega en el Concilio de Florencia (1439-1445, que procuraba la unidad de los cristianos en los momentos finales de la resistencia de Constantinopla frente a los turcos), que pusieron a la antigüedad clásica, a sus textos y a la reflexión sobre teoría del arte, en el centro de la atención intelectual. Al mismo tiempo, los artistas experimentaron una promoción social decisiva: pasaron a convertirse en humanistas u hombres del renacimiento, es decir, profesionales completos no solo de un oficio artístico, sino de todos ellos a la vez, además de cultivados y letrados, lo que les permitía ser también poetas y filósofos, dignos de codearse con aristócratas laicos y eclesiásticos, príncipes, reyes y papas, que se los disputaban y no se avergonzaban de admirarlos y tratarlos con consideración.
La corte de los Médici utilizó el mecenazgo como un mecanismo de prestigio a una escala que le permitió convertirse en un centro artístico comparable a la Roma de Augusto o la Atenas de Pericles: pintores como Paolo Uccello, Andrea del Castagno, Pollaiuolo, Sandro Botticelli, Pinturicchio, Luca Signorelli, los Ghirlandaio, Cosimo Rosselli o Benozzo Gozzoli, escultores como Luca della Robbia o Andrea Verrocchio y arquitectos como Michelozzo, Bernardo Rossellino y Leon Battista Alberti. El vocabulario clásico y el descubrimiento de las leyes de la perspectiva lineal construyeron las bases teóricas autoconscientes de un arte de fuerte personalidad, la escuela florentina del quattrocento, que tras la decadencia de la sienesa (su rival en el duecento y el trecento) se había convertido en la dominante en Italia, caracterizada por el predominio del disegno (dibujo, diseño). Prueba de su prestigio fue la selección de maestros para el programa pictórico de las paredes laterales de la Capilla Sixtina (1481-1482). Era común que muchos de los pintores florentinos procedieran de otras escuelas locales italianas, como Piero della Francesca, que procedía de la escuela de Ferrara (Francesco del Cossa, Cosme Tura), Mantegna, que procedía de la Escuela de Padua (Francesco Squarcione, Melozzo da Forli, Filippo Lippi) o Perugino, de la escuela de Umbría o de las Marcas (Melozzo da Forli, Luca Signorelli). La escuela veneciana, a su vez, recibió el influjo del veronés Pisanello y el siciliano Antonello da Messina (a quien se atribuye la introducción de la técnica flamenca del óleo en Italia) para desarrollar características peculiarísimas centradas en el dominio del color, visibles en Alvise Vivarini y Carlo Crivelli y que llegarán a su cima con los Bellini.

Arquitectura del Quattrocento
Cúpula de Santa María del Fiore, de Brunelleschi (1420-1436)
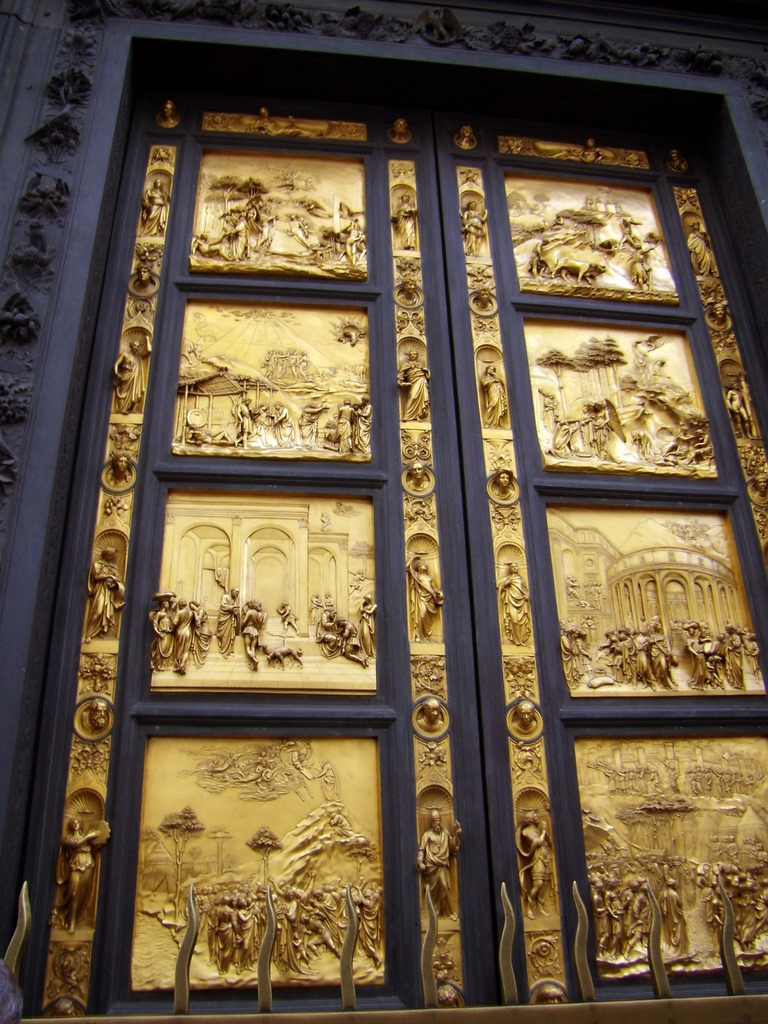
Puerta del Paraíso del Baptisterio de Florencia, de Ghiberti.
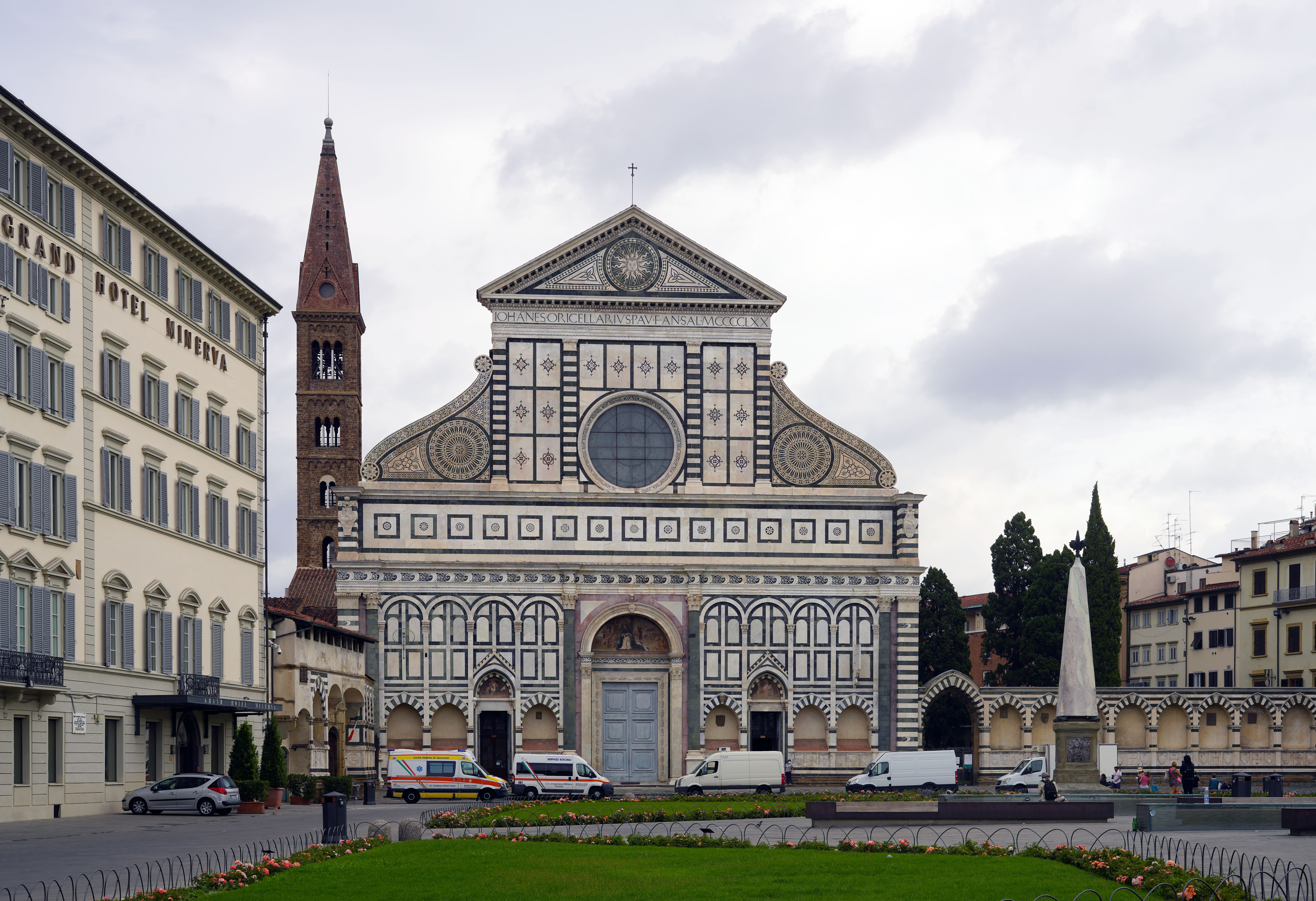
Fachada de Santa María Novella, de Alberti (1458-1478)
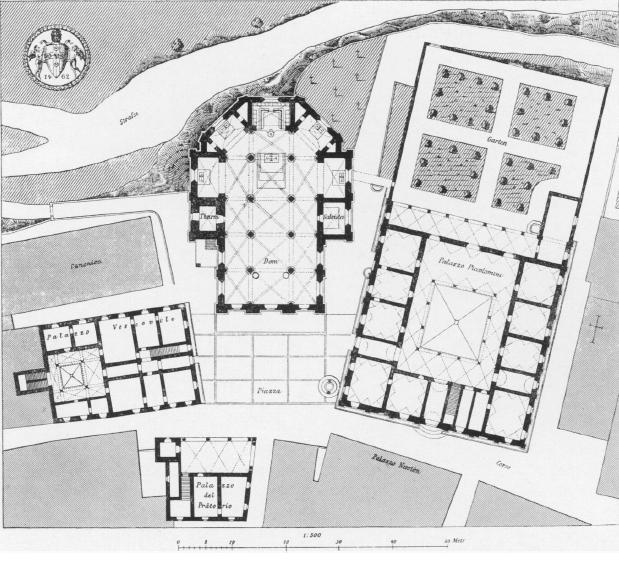
Plaza de Pienza, planificación y edificios de Bernardo Rossellino (1459)
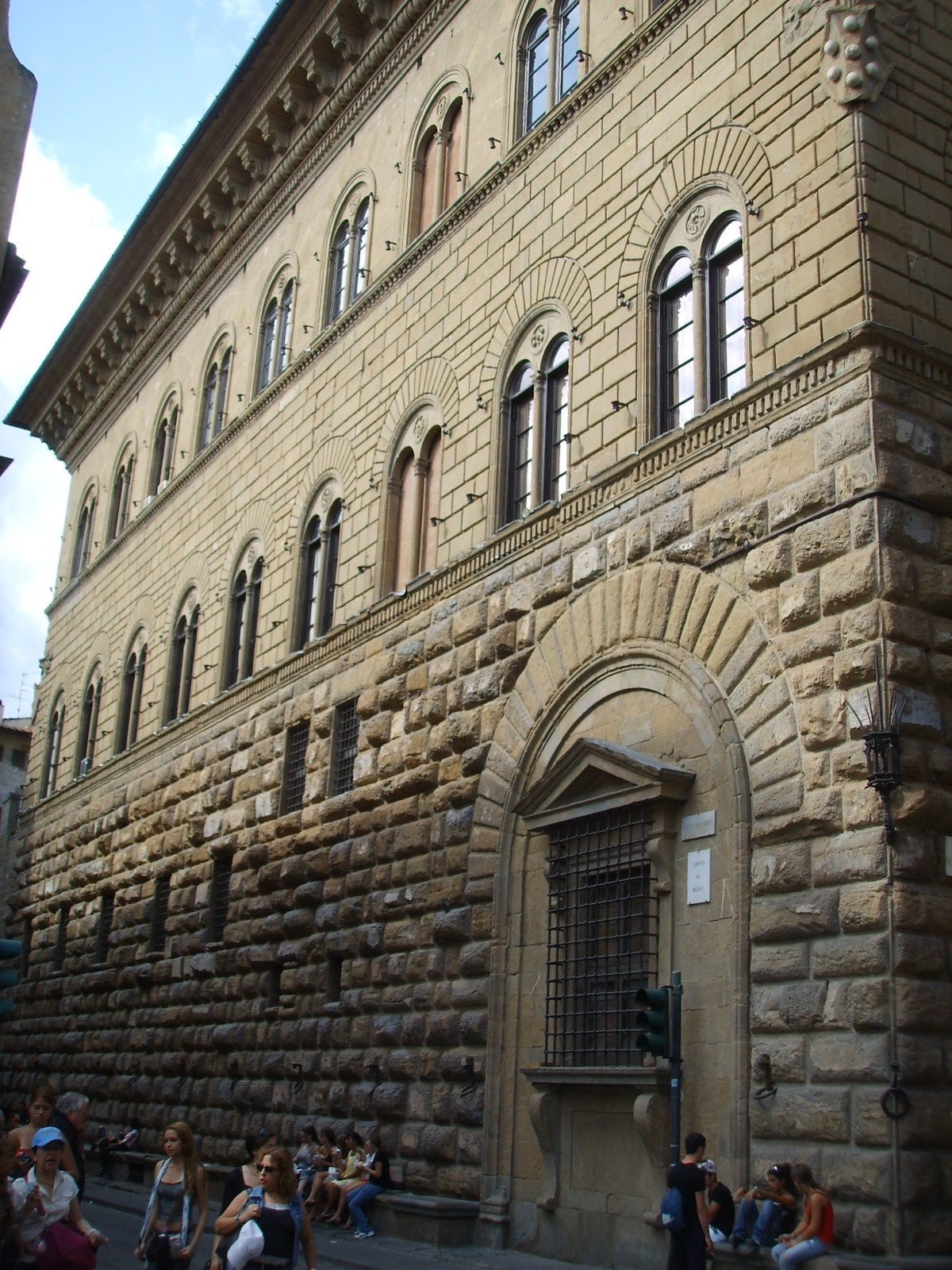
Palacio Medici Riccardi, de Michelozzo (1444)

Escultura del Quattrocento
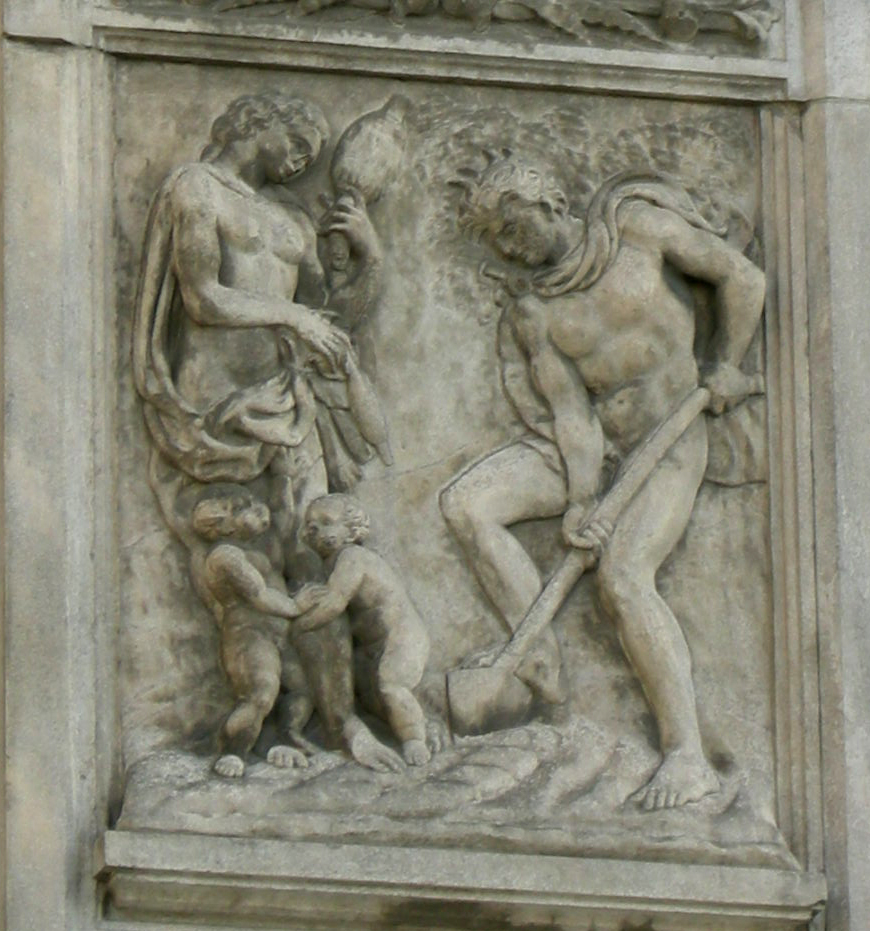
El trabajo de los Primeros Padres en la Porta Magna de San Petronio de Bolonia, de Jacopo della Quercia (1425-1434)
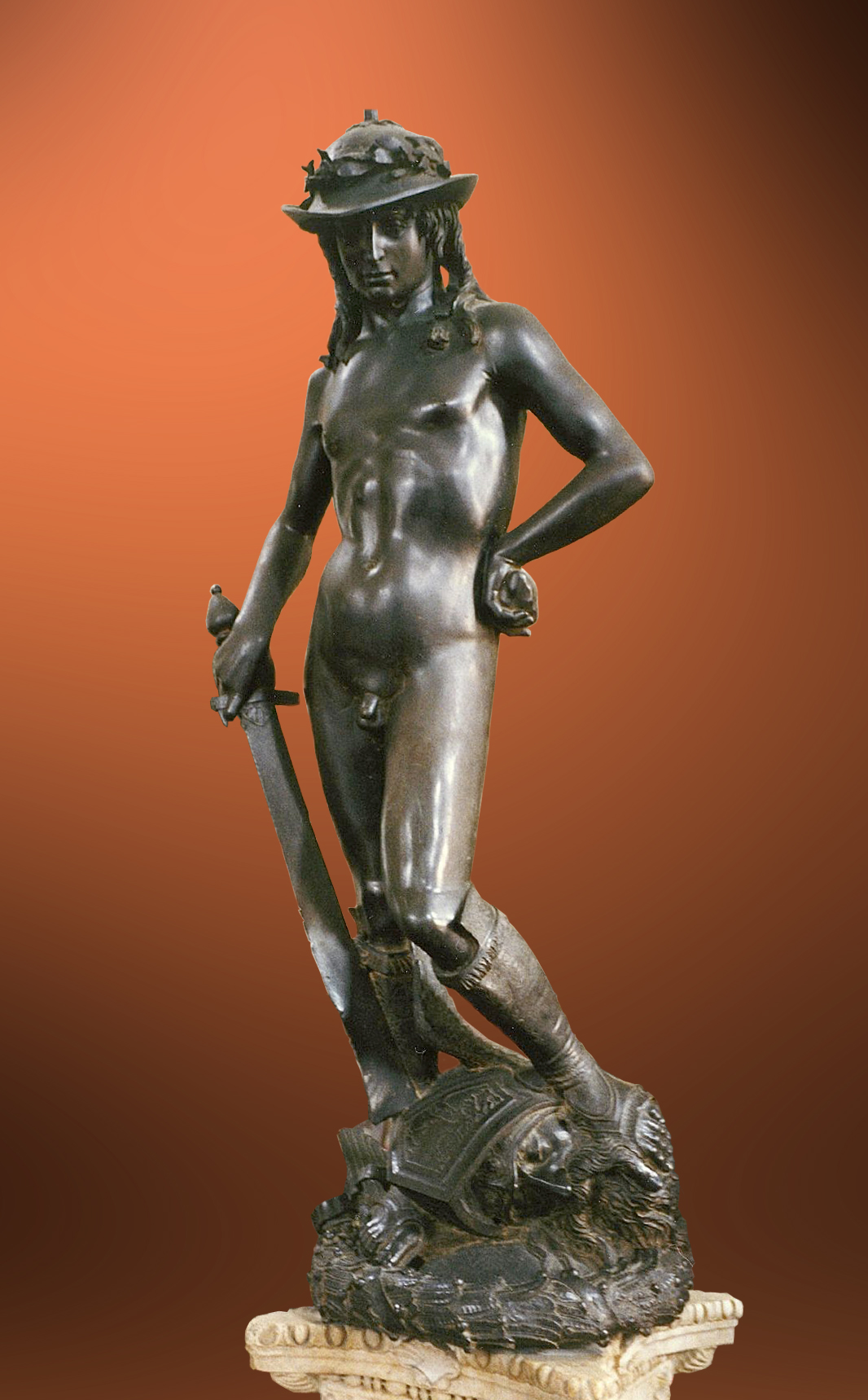
David de Donatello (c. 1440)
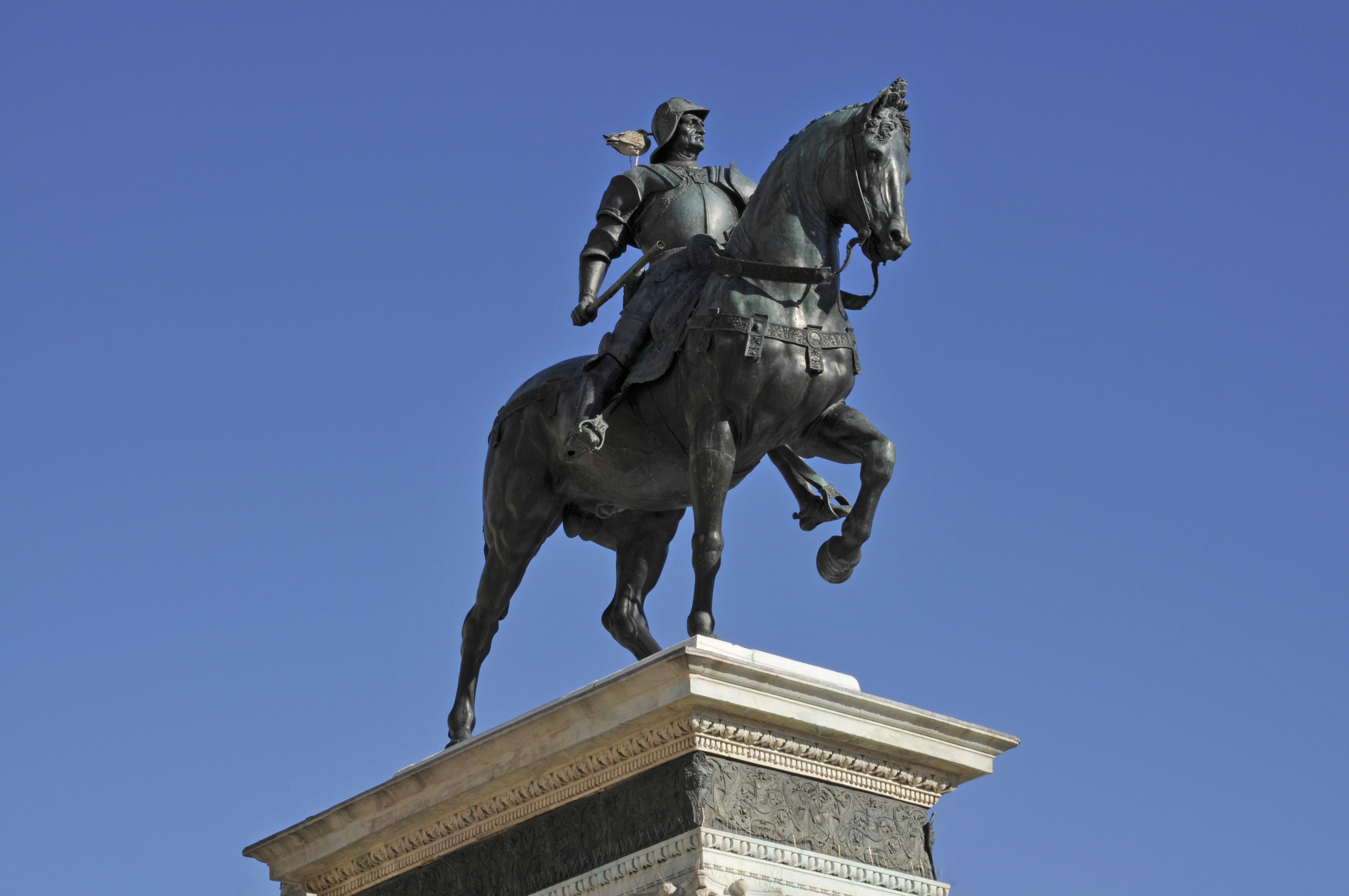
El condottiero Bartolomeo Colleoni, de Andrea Verrocchio (1475)
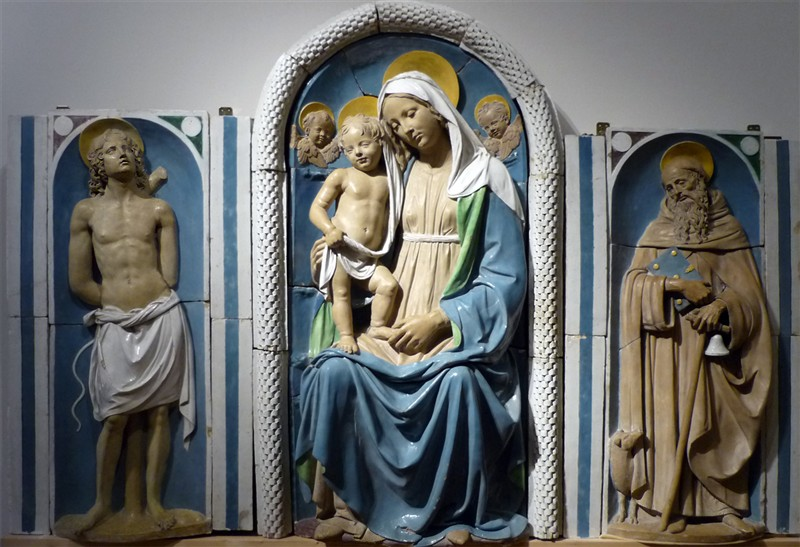
Madonna con Niño, San Sebastián y San Antonio Abad, de Andrea della Robbia (1500)

#### Alto Renacimiento o Renacimiento clásico
La genial figura de Leonardo da Vinci, que mantuvo una vida errante por las cortes italianas y francesa, enmarca el tránsito hacia el Cinquecento (años mil quinientos en italiano). Se abre el denominado Alto Renacimiento o Renacimiento clásico:
Florencia (que había sufrido el furor iconoclasta de Savonarola) fue sustituida como centro artístico por Roma, bajo el mecenazgo papal, que atrajo a Bramante, Miguel Ángel y Rafael Sanzio, desarrollando el ambiciosísimo programa artístico del Vaticano (cuyo enorme coste fue una de las razones del descontento que generó la Reforma protestante), con lo que puede hablarse de una escuela florentino-romana (los citados y Fra Bartolommeo, Andrea del Sarto, Giulio Romano, Benvenuto Cellini, Baldassarre Peruzzi, Giovanni Antonio Bazzi (Il Sodoma) y otros, cuya condición de émulos eclipsados por el genio de sus maestros, a pesar de sus valores propios, les hace ser clasificados muy habitualmente como manieristas).
Mientras tanto, en Venecia se desarrolló con características propias una Escuela veneciana caracterizada por el dominio del color (los Bellini, Giorgione, Tiziano).
En relación con el renacimiento de mediados del siglo XV, caracterizado por la experimentación sobre la perspectiva lineal, el alto renacimiento se caracterizó por la madurez y el equilibrio que se encuentra en el sfumato de Leonardo; en los volúmenes marmóreos de la terribilità miguelangelesca; en los colores, texturas y el chiaroscuro de los venecianos o de las Madonnas de Rafael, que dan a la luz y a las sombras un nuevo protagonismo, junto a su característica morbidezza (suavidad, blandura); en el adelantamiento del brazo en los retratos (como en la Gioconda); en la composición clara, especialmente la triangular, marcada por la relación de las figuras con miradas y posturas, particularmente en las manos.

Pintura del Alto Renacimiento
La Gioconda, de Leonardo da Vinci (1503-1506)
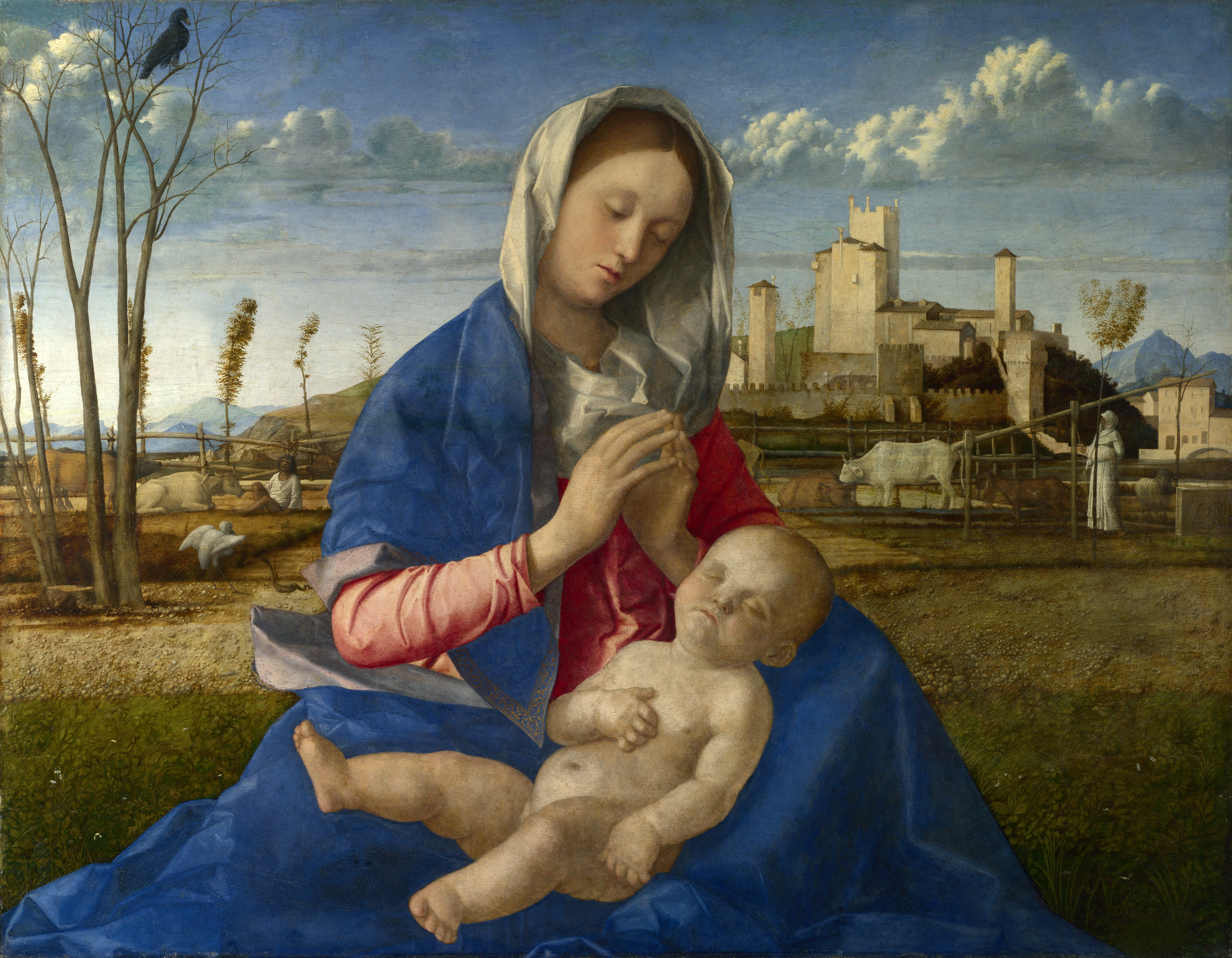
Madonna del Prato, de Giovanni Bellini (1505)
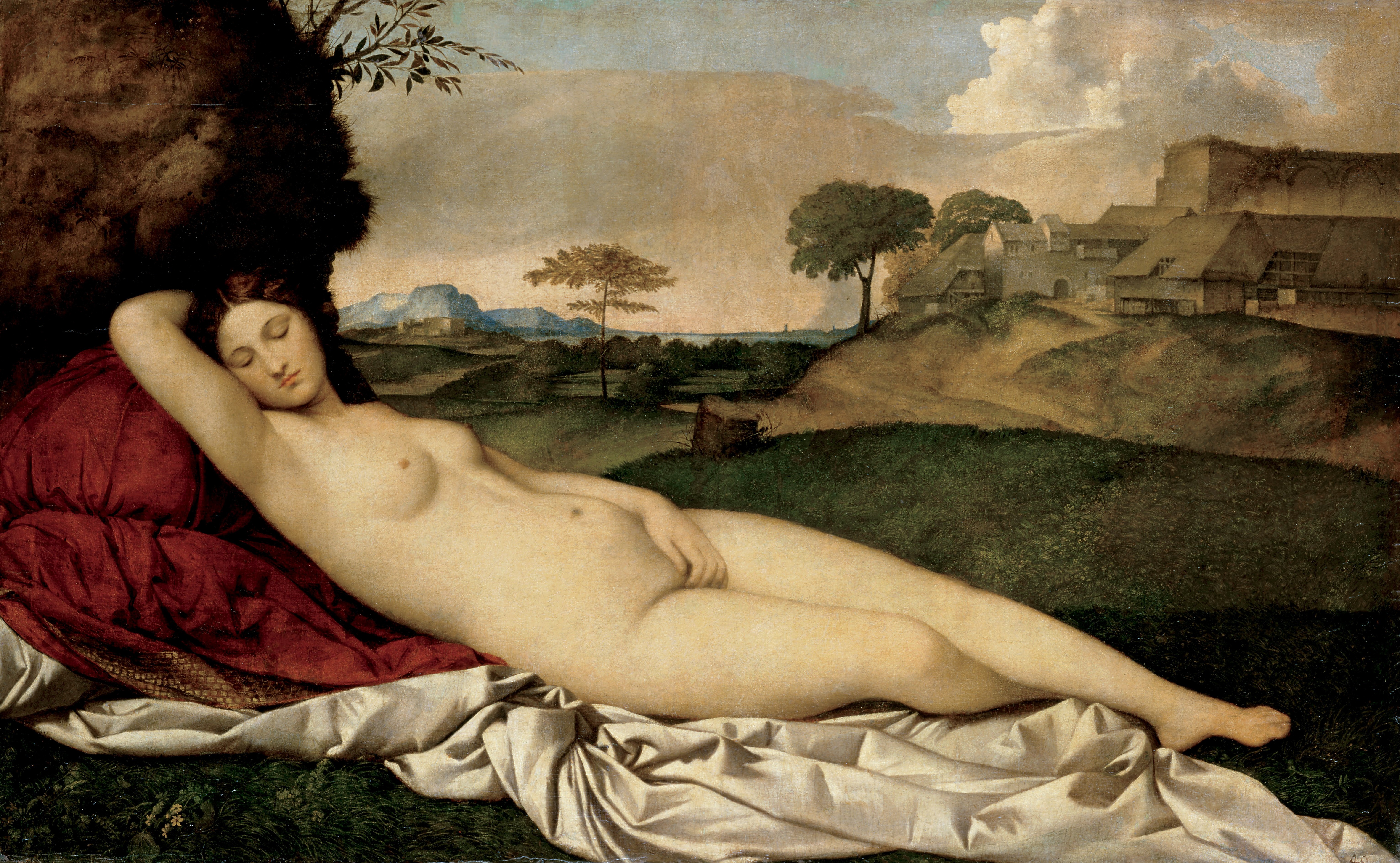
Venus, de Giorgione (1508-1510)
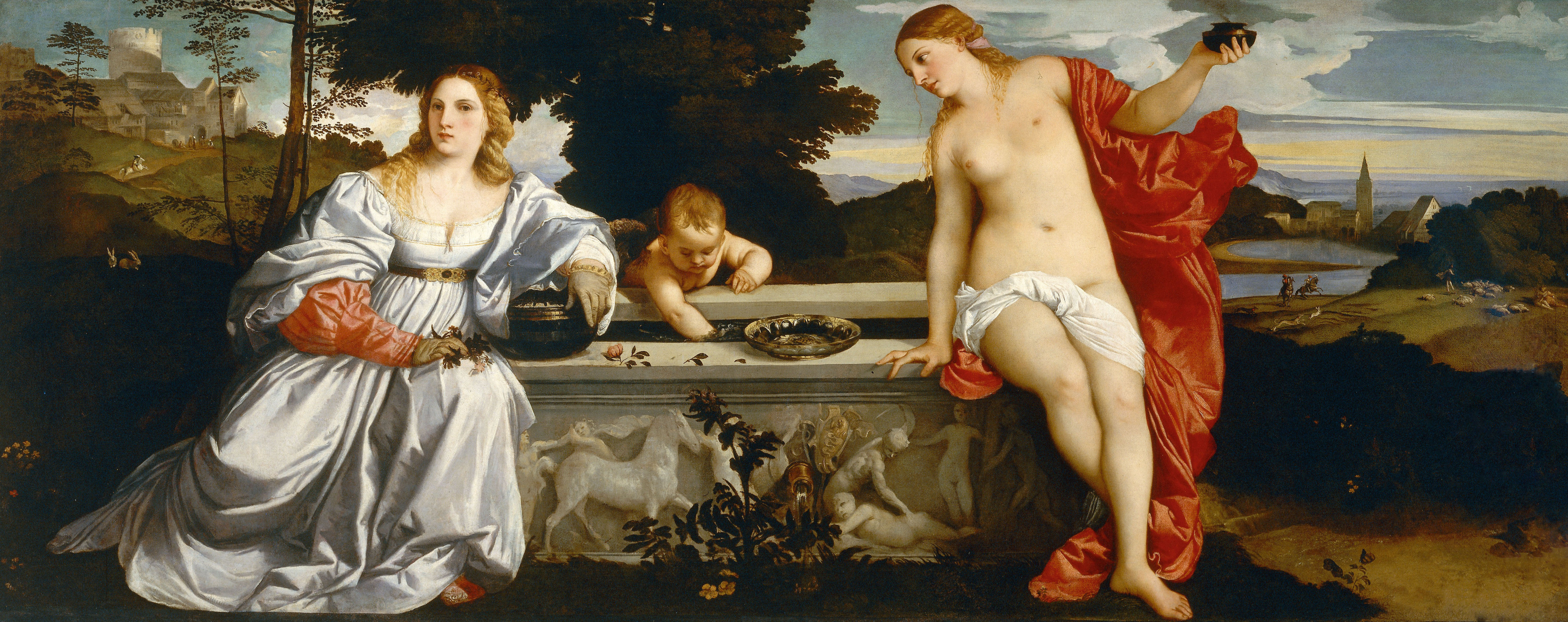
Amor sagrado y amor profano, de Tiziano (1512-1515)
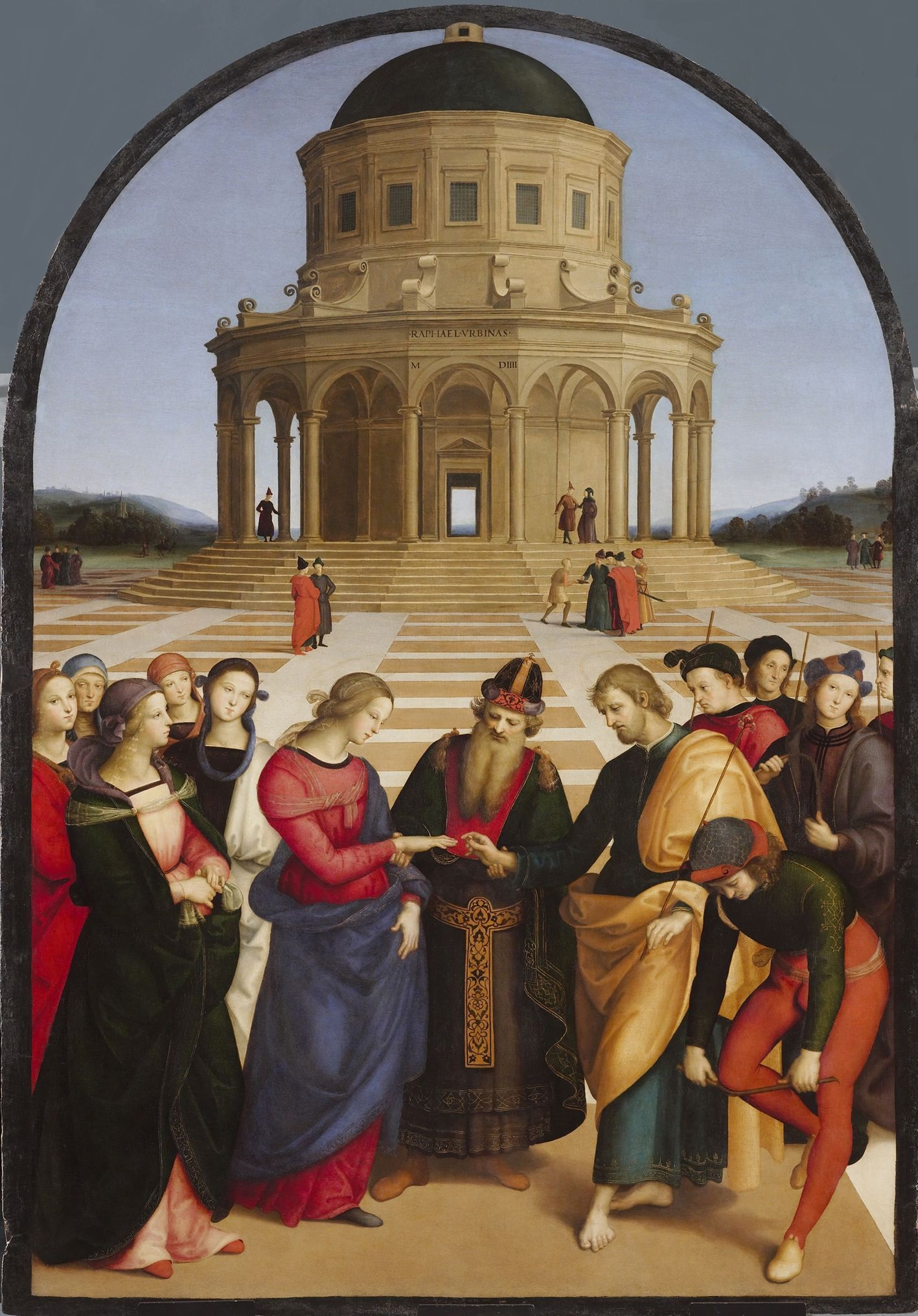
Esponsales de la Virgen, de Rafael Sanzio (1504)

Arquitectura y escultura del Alto Renacimiento
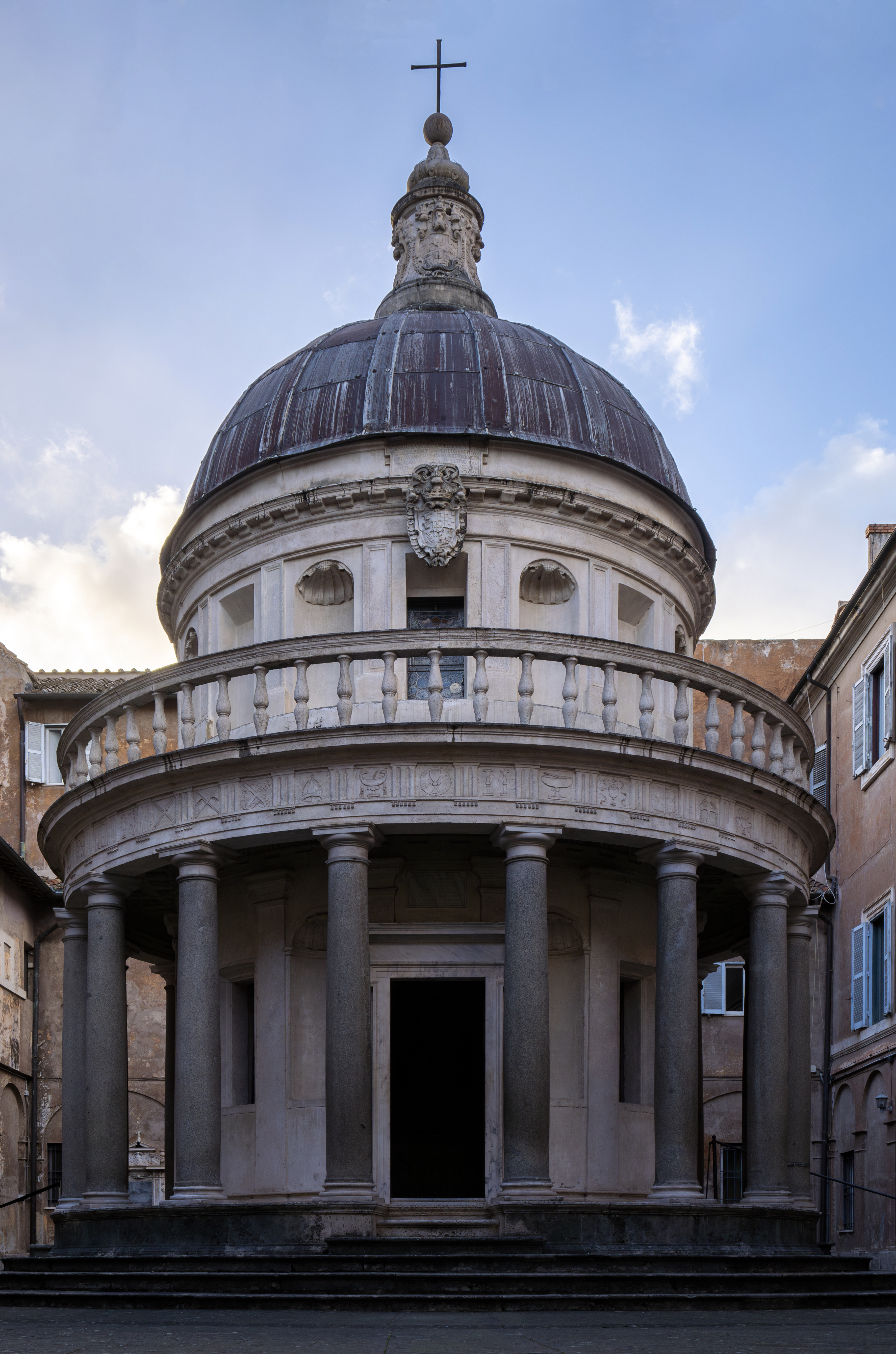
Templete de San Pietro in Montorio, de Bramante (1502-1510)
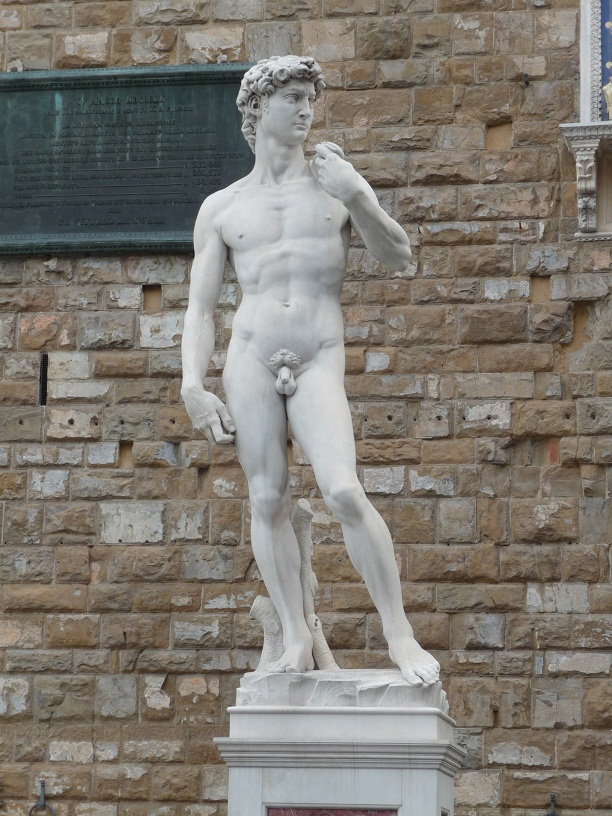
David de Miguel Ángel (1501-1504)
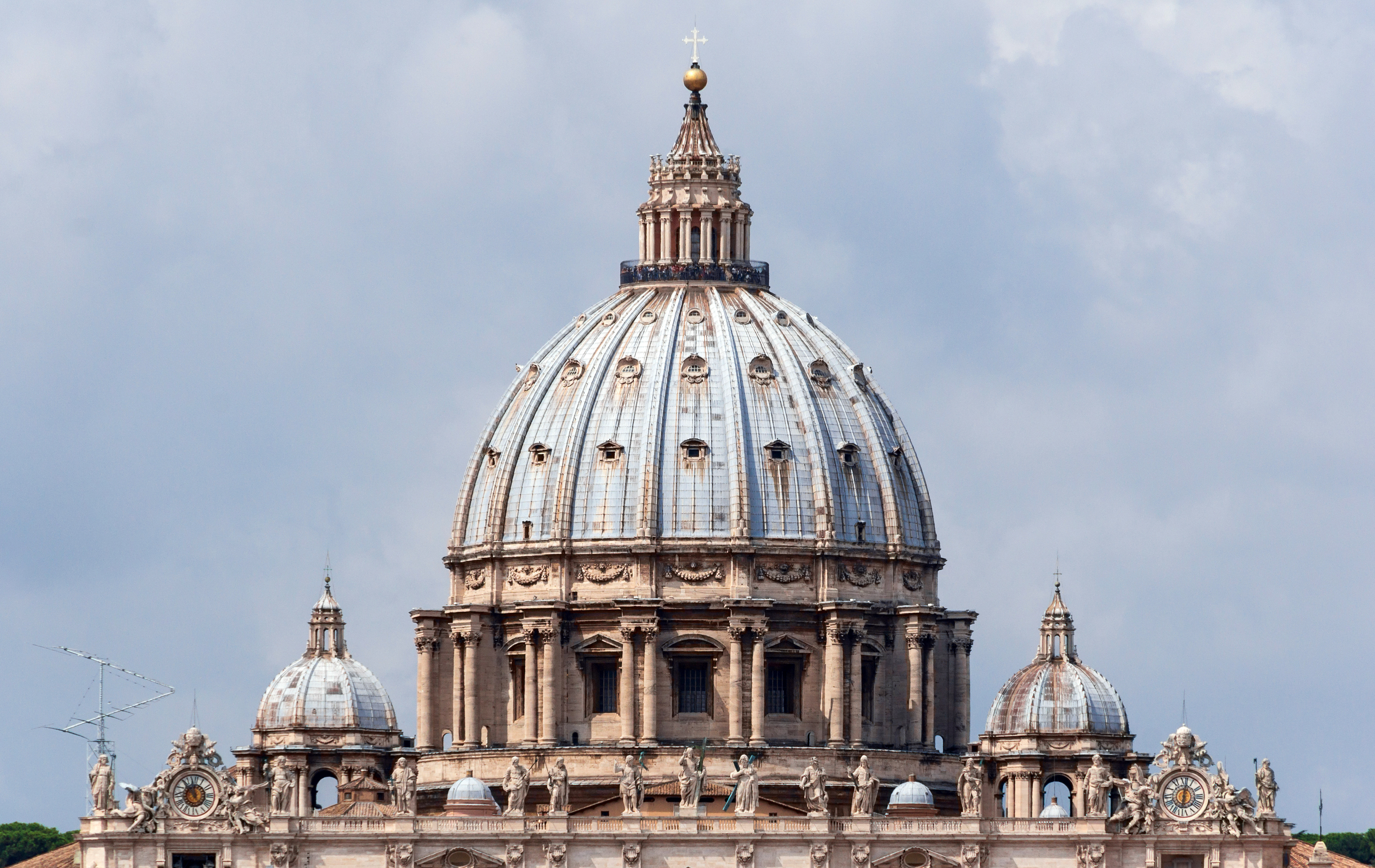
Cúpula de San Pedro, rediseñada por Miguel Ángel en 1547.

#### Bajo Renacimiento o Manierismo
Desde el saco de Roma de 1527, el renacimiento supera su fase clasicista para experimentar con más libertad formal y menos sujeción a equilibrios y proporciones, exagerando los rasgos, introduciendo rupturas e inversiones del orden lógico, órdenes gigantes, formas dinámicas como la serpentinata, y dando paso a guiños intelectuales e iconográficos sofisticados o al humor. Los longevos Miguel Ángel y Tiziano continuaron su ingente obra, al tiempo que las nuevas generaciones de artistas imitan su maniera (cuasi divinizada por los primeros historiadores del arte como Vasari) o bien desarrollan su propia creatividad:
Pontormo ―Descendimiento, 1528―, Correggio ―Adoración de los pastores, 1530―, Parmigianino ―Madonna del cuello largo, 1540―, Bronzino ―Retrato de Lucrezia Panciatichi, 1540―, Tintoretto ―Lavatorio, 1549―, Veronés ―Bodas de Caná, 1563―, Sebastiano del Piombo, Arcimboldo, los Bassano, los Palma (pintores), Juan de Bolonia ―Hércules y el centauro Neso, 1550―, Benvenuto Cellini ―Salero de Francisco I de Francia, 1543― (escultores), Serlio ―Los siete libros de la arquitectura, publicados entre 1537 y 1551―, Palladio ―Teatro Olímpico, 1580―, Vincenzo Scamozzi, Vignola, Giacomo della Porta (arquitectos), o artistas completos como Giulio Romano (edificio y frescos del Palazzo Te, 1524-1534), Jacopo Sansovino (intervenciones en torno a la Plaza de San Marcos de Venecia desde 1529, como la Biblioteca Marciana, 1537-1553), Bartolomeo Ammannati (Fuente de Neptuno, ampliación del Palazzo Pitti, 1558-1570) y Federico Zuccari (Palacio Zuccari, un extravagante y personal proyecto para su propia vivienda en Roma, 1590).

Pintura del Bajo Renacimiento
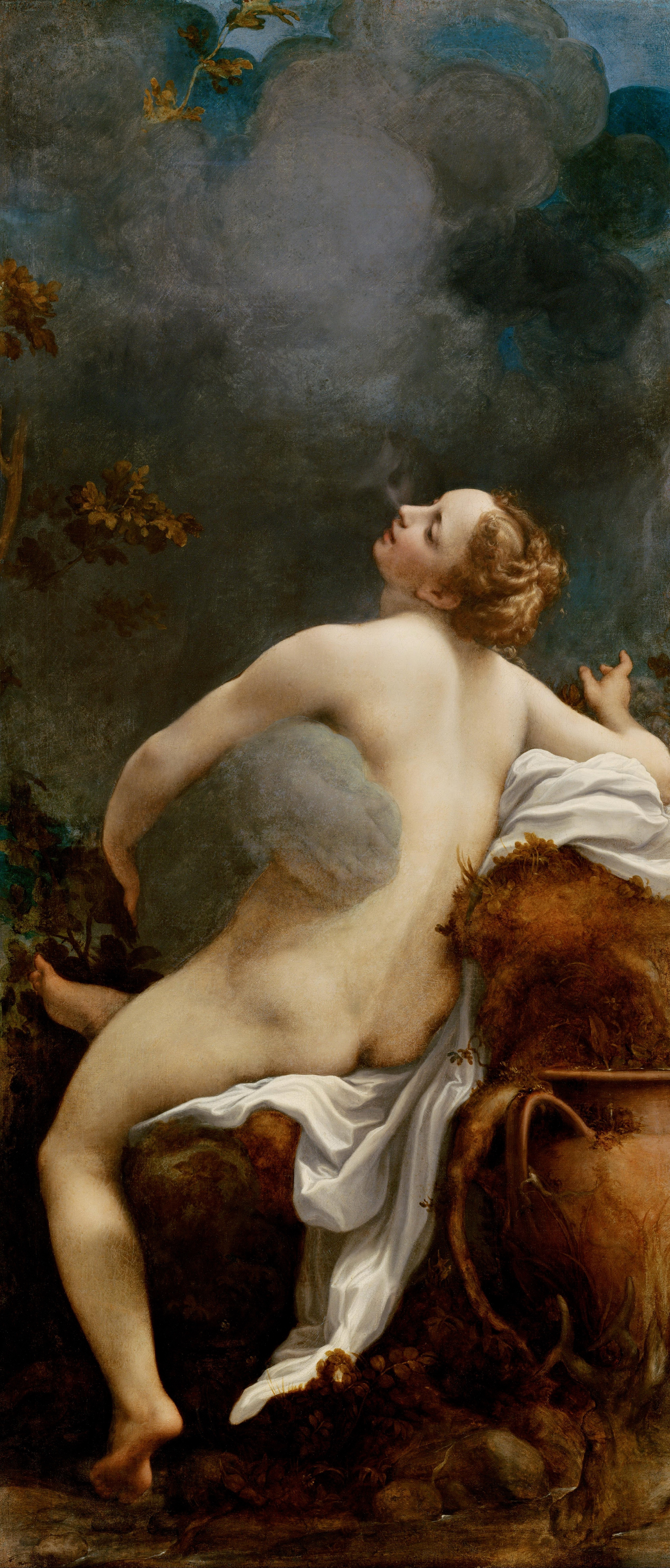
Júpiter e Ío, de Correggio (1530)
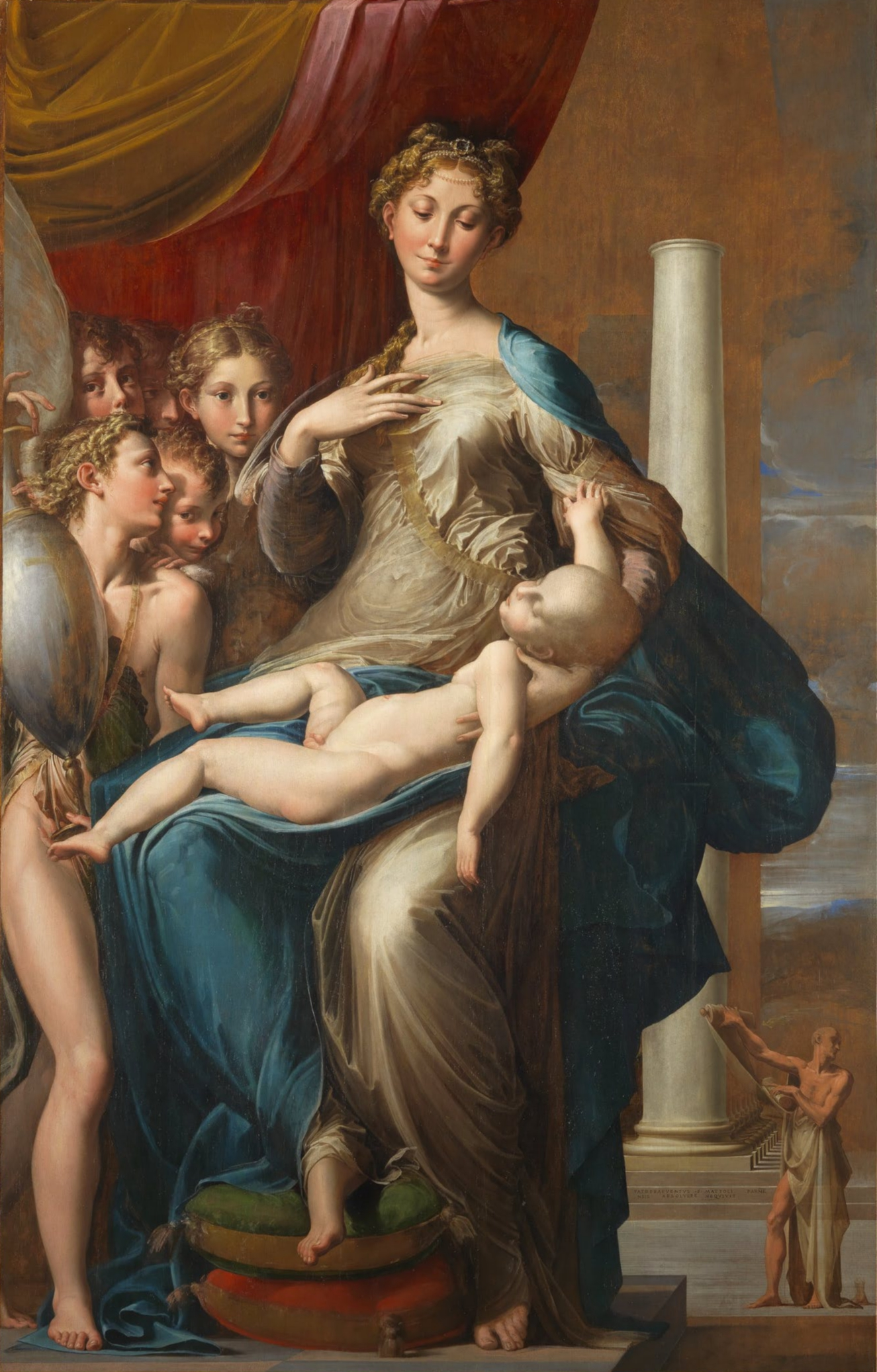
Madonna del cuello largo, de Parmigianino (1534-40).
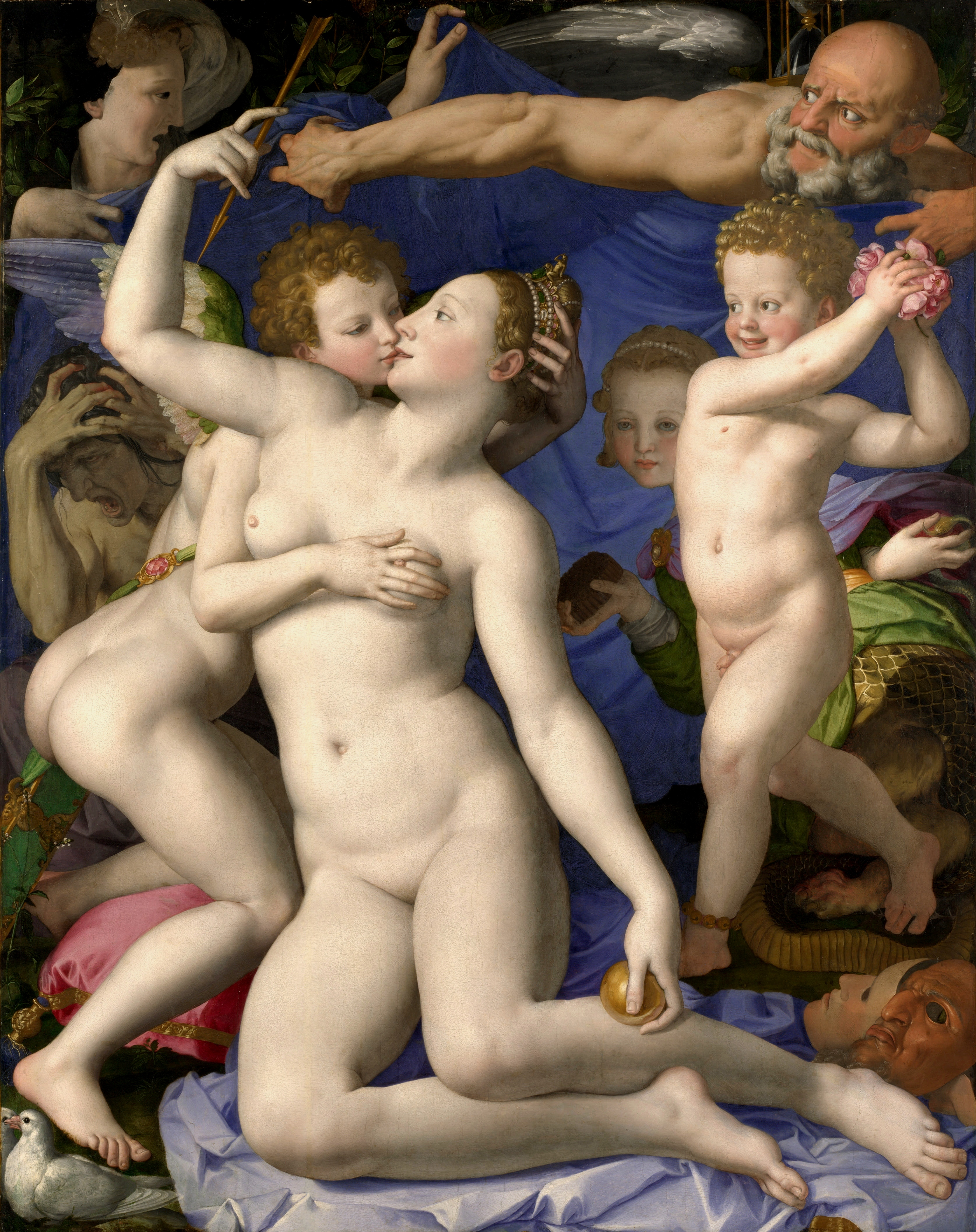
Alegoría del triunfo de Venus, de Bronzino (1540-1545)
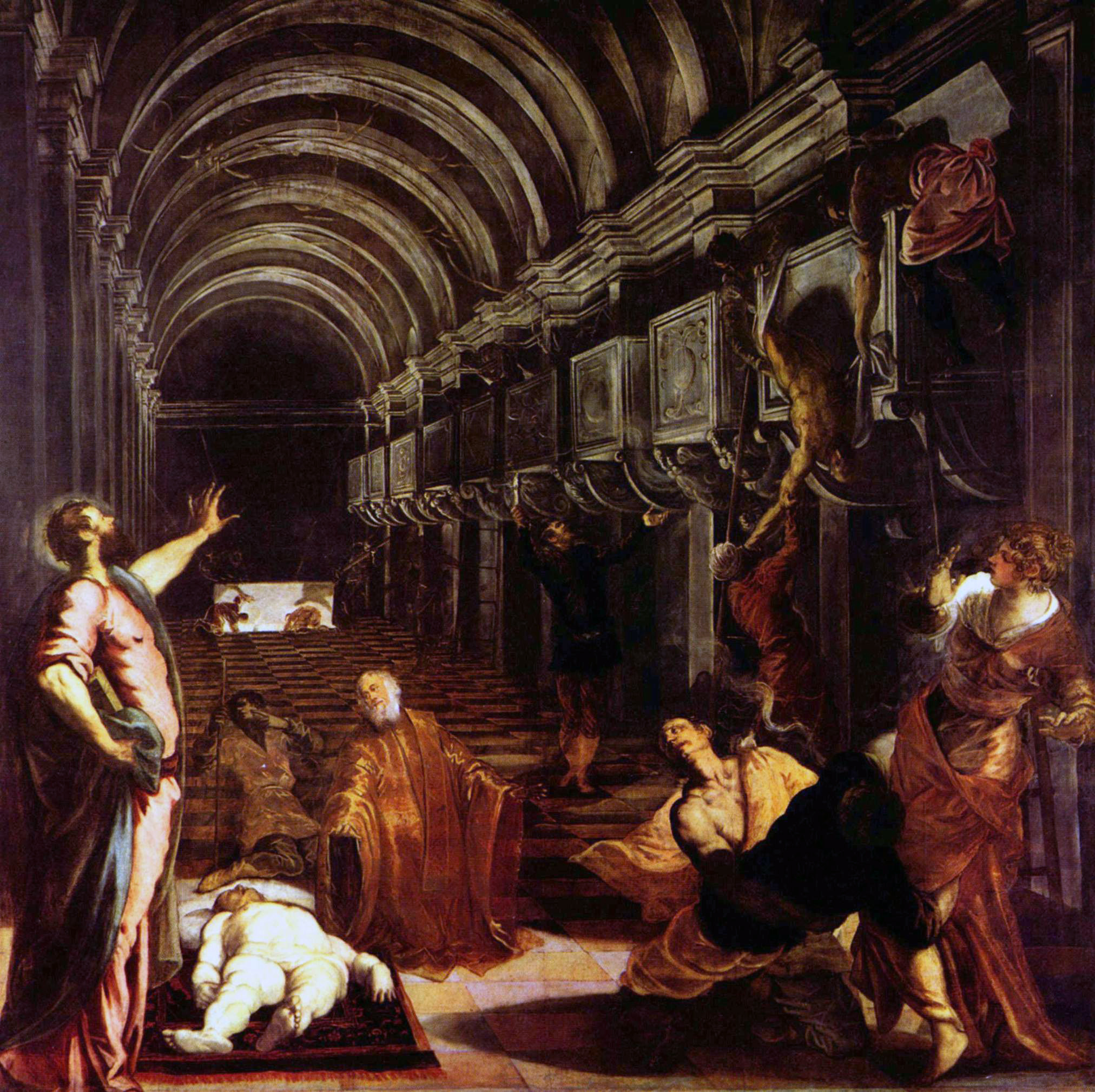
Hallazgo del cuerpo de San Marcos, de Tintoretto (1562)
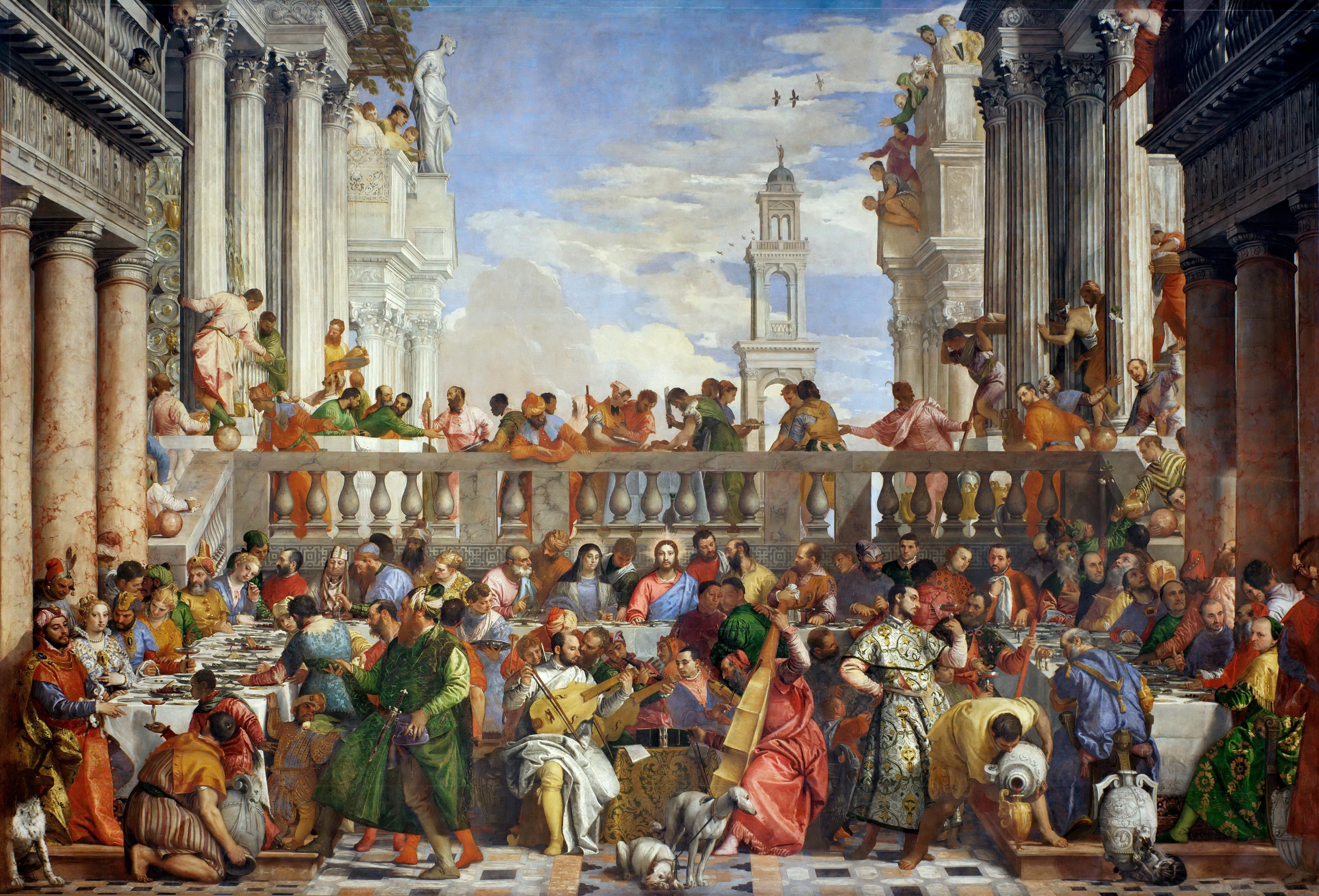
Las bodas de Caná, de Veronés (1563)
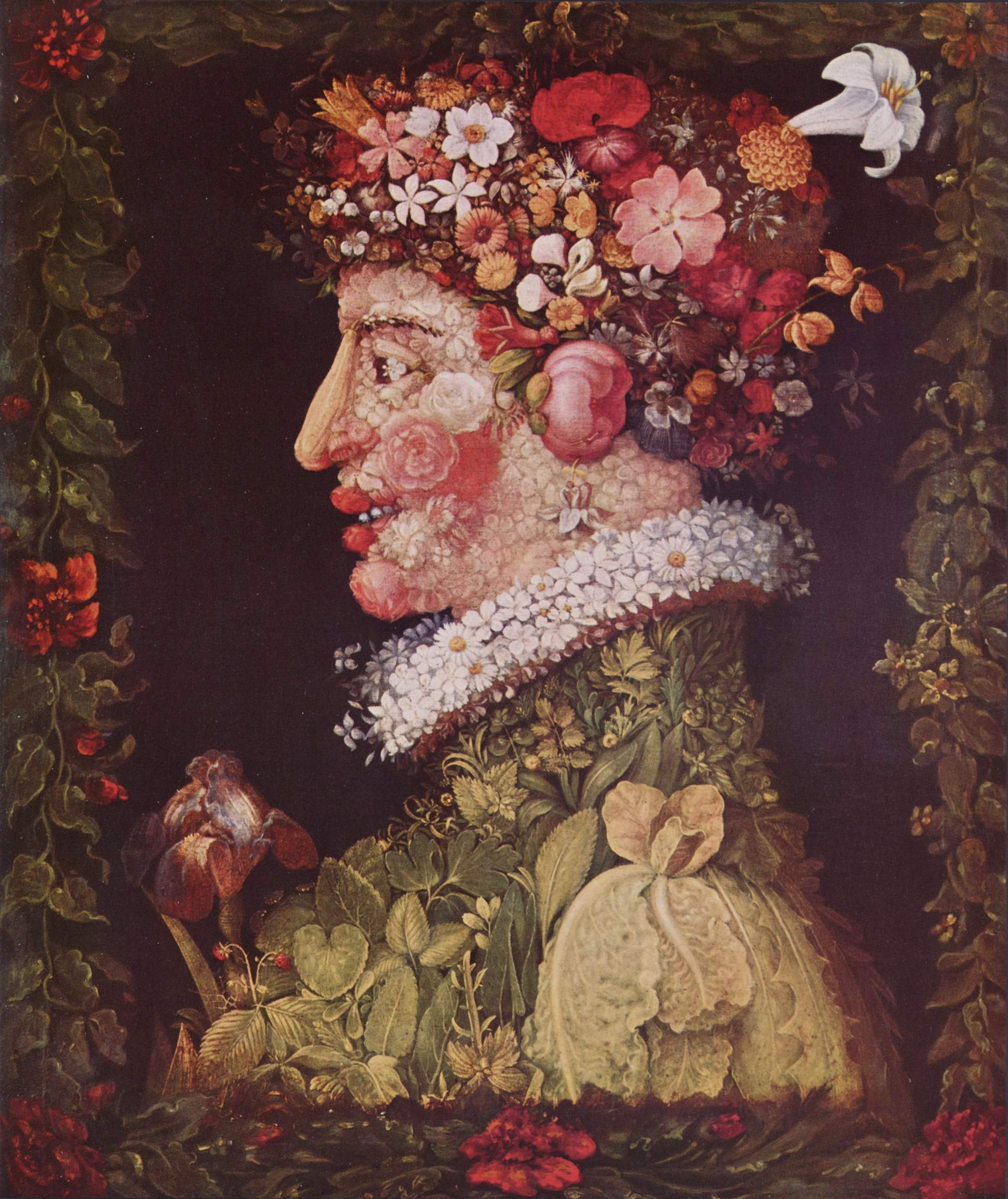
La Primavera, de Arcimboldo (1573)

Arquitectura y escultura del Bajo Renacimiento
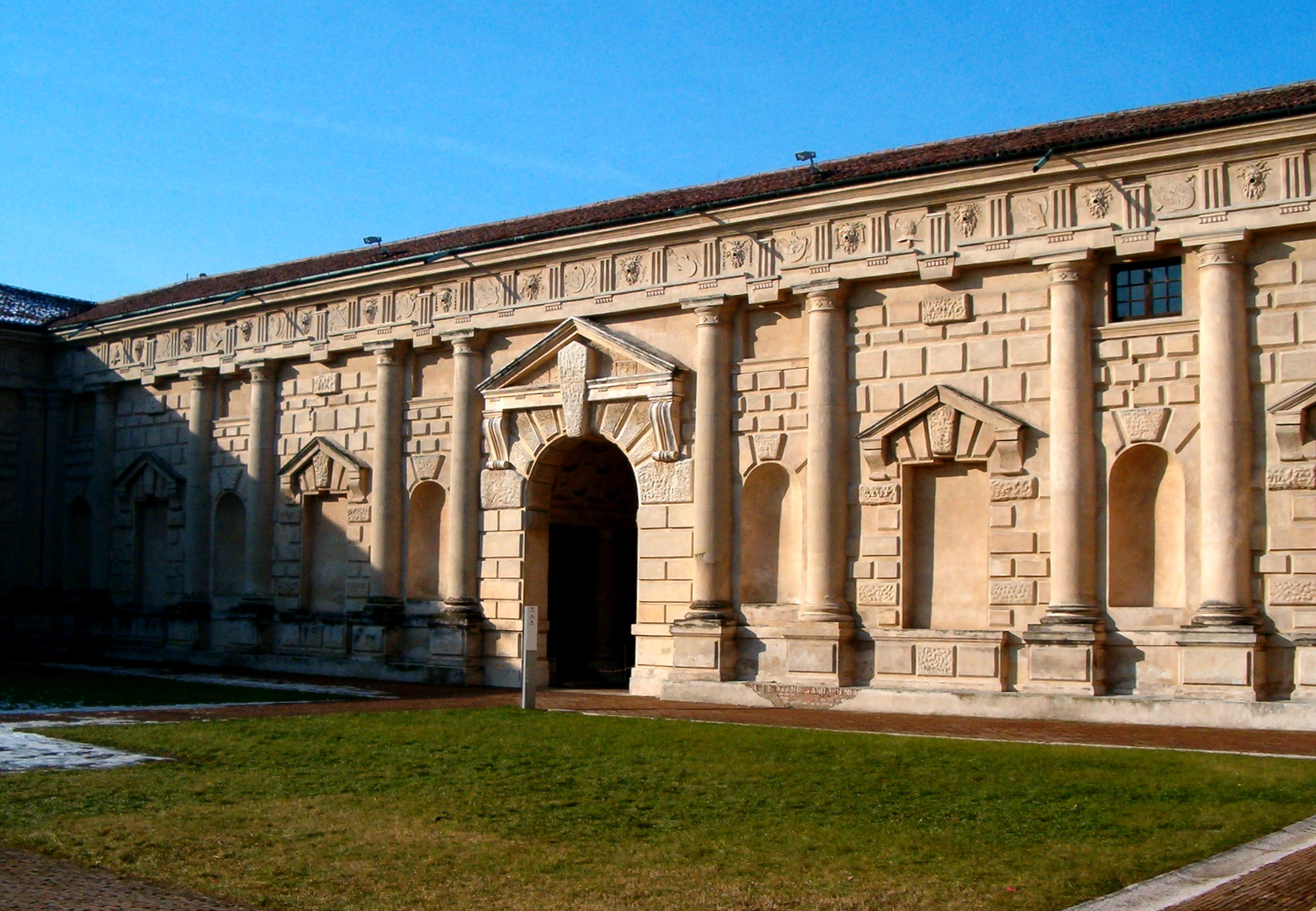
Palazzo Te, de Giulio Romano (1524-1534)
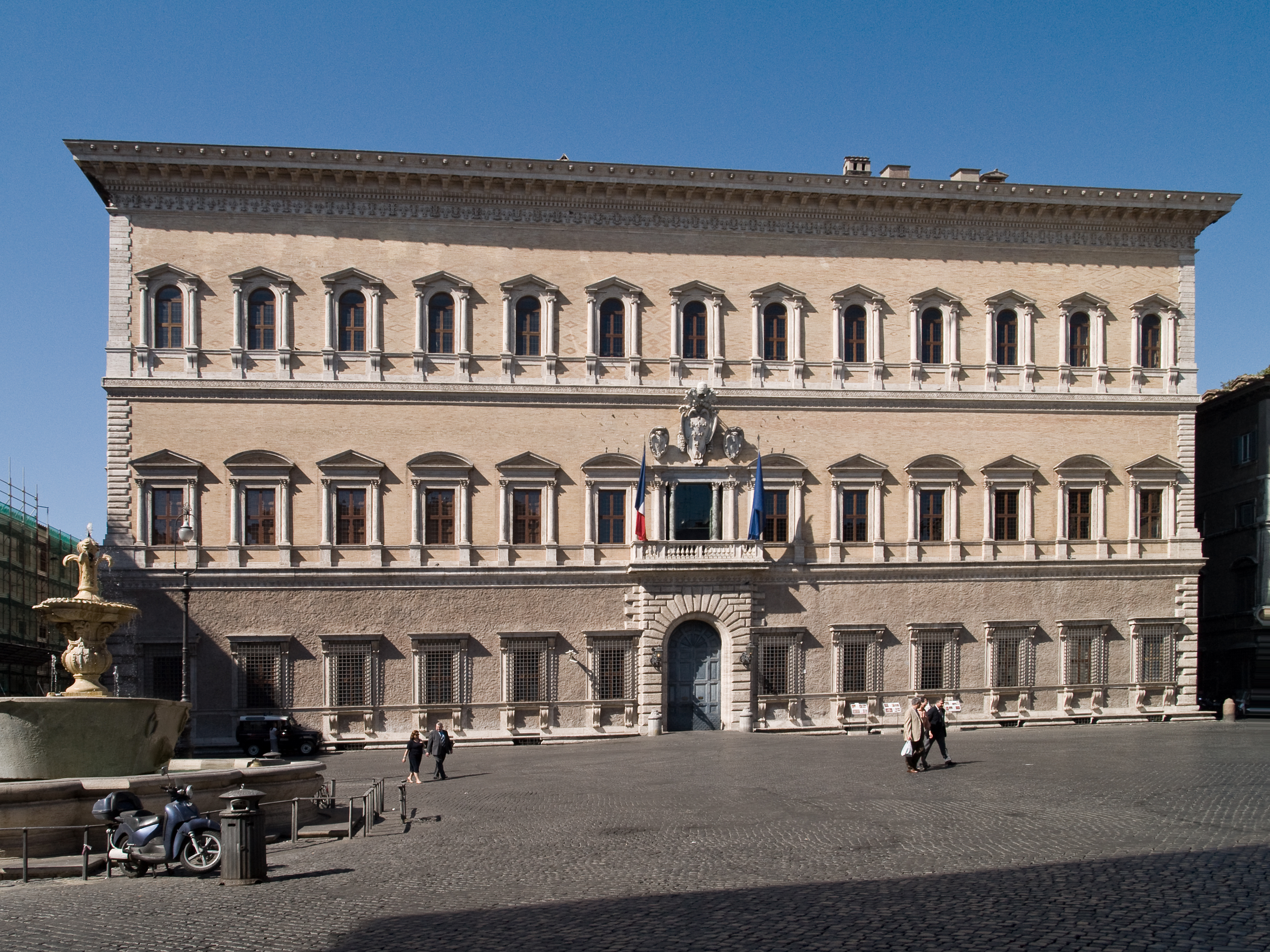
Palazzo Farnese
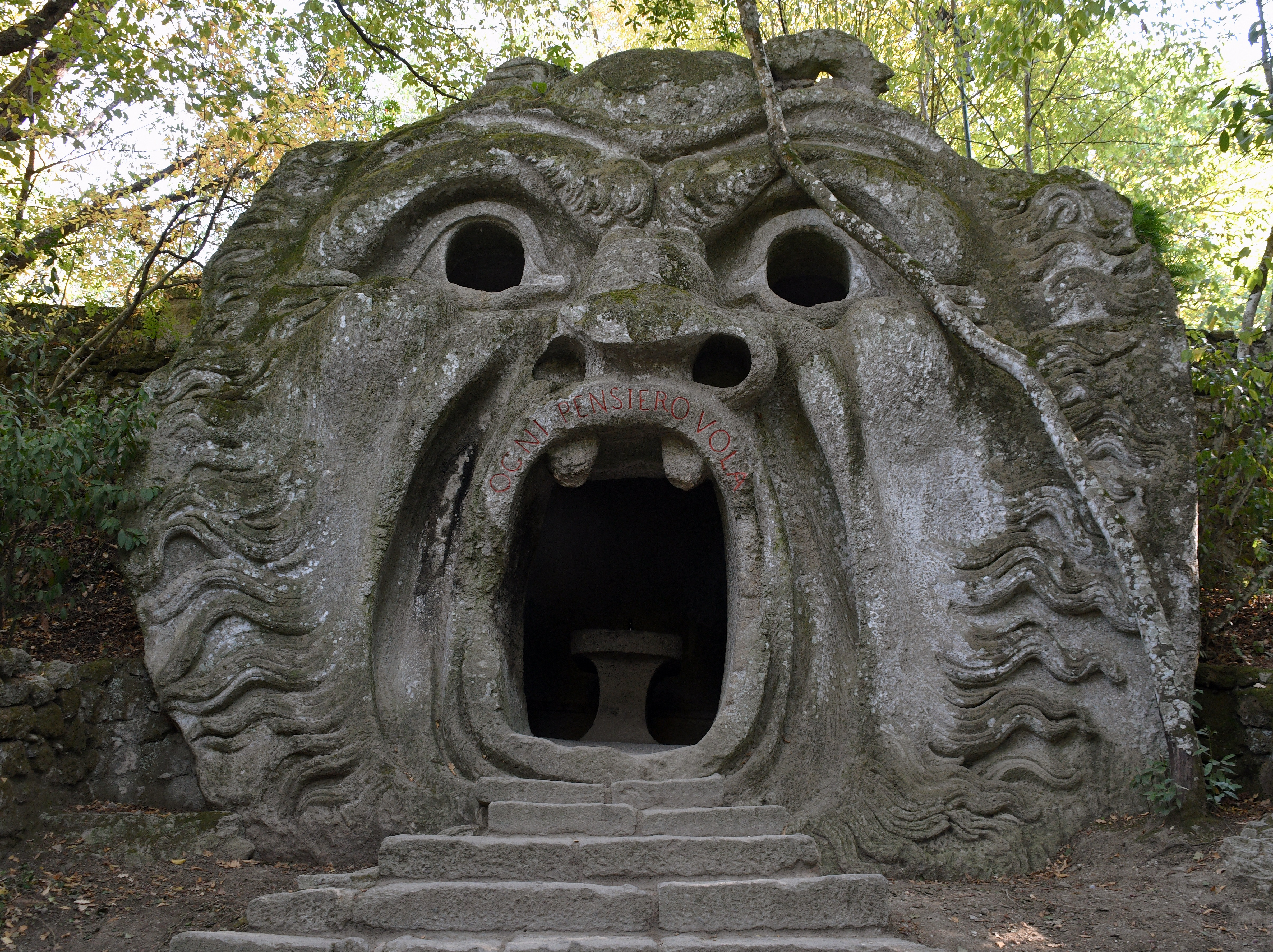
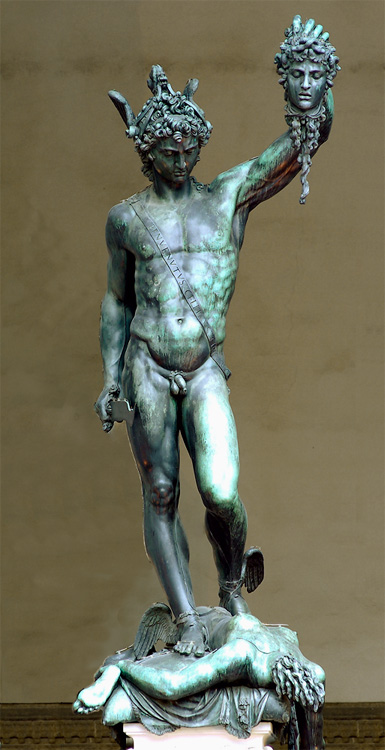
Perseo, Benvenuto Cellini (1554)
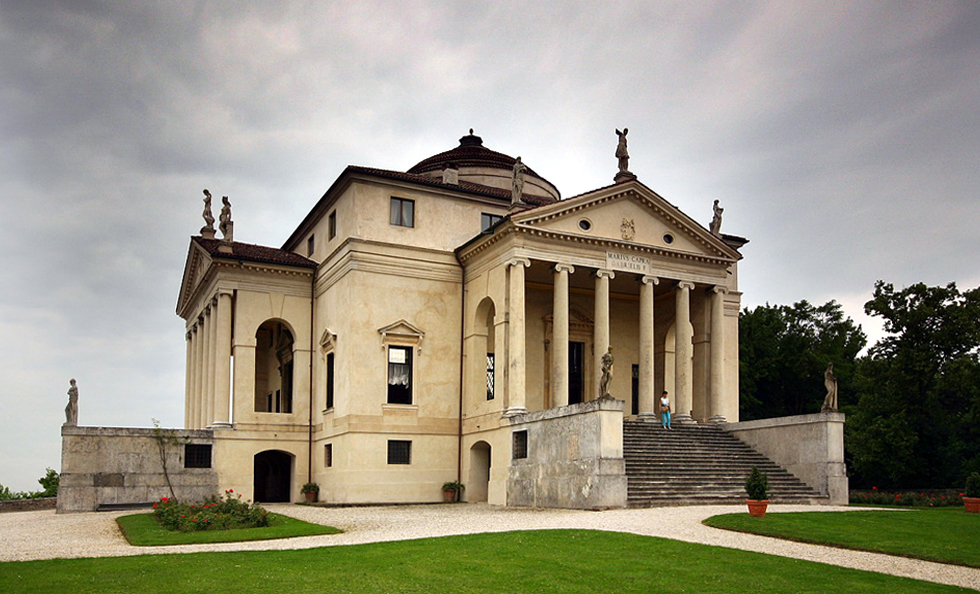
Villa Rotonda, Palladio (1566)
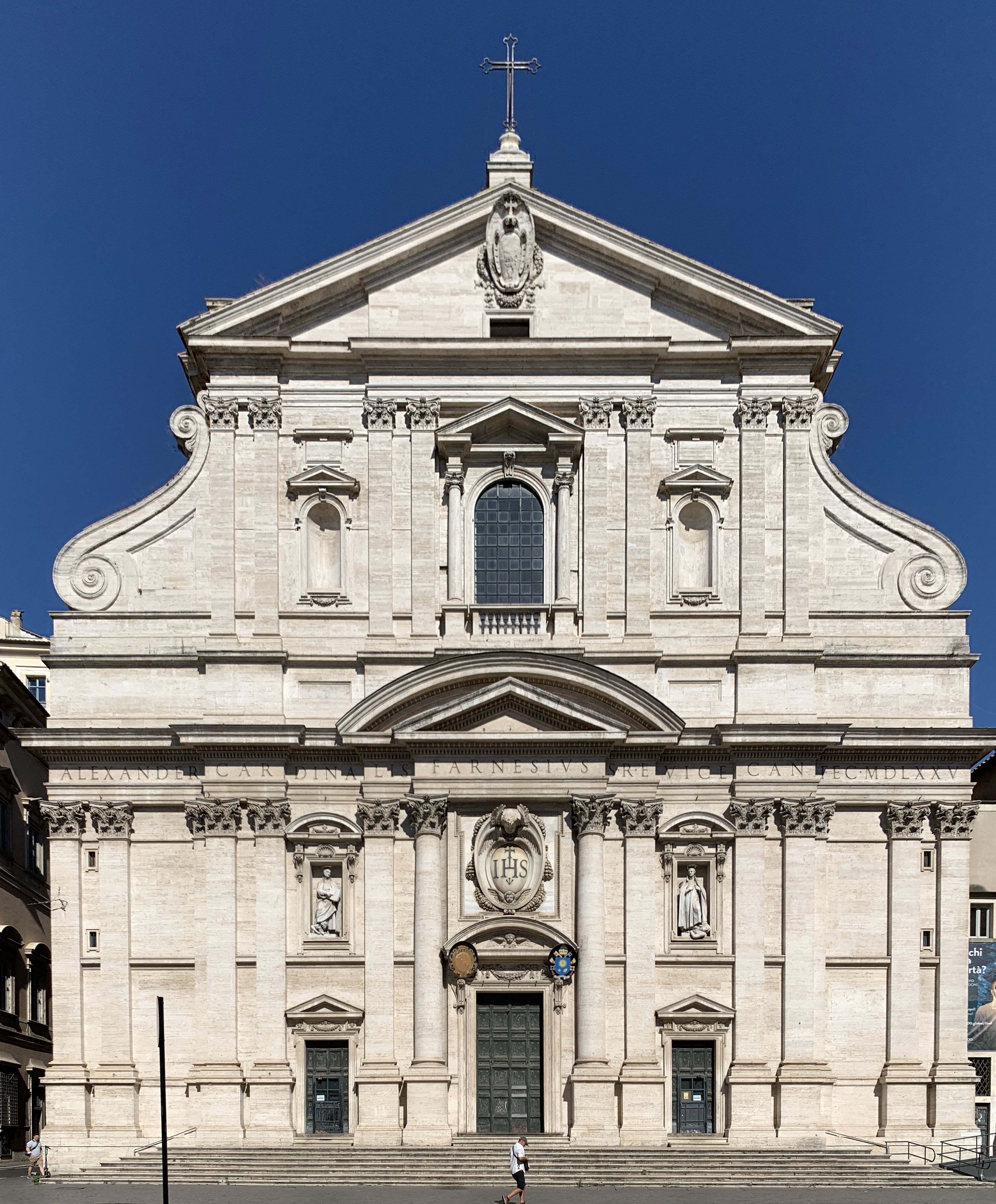
Iglesia del Gesù en Roma, trazado interior de Vignola (1568) y fachada de Giacomo della Porta (1575).

Por el resto de Europa se difunde un estilo italianizante, que en cada zona adquiere características peculiares: en Francia la escuela de Fontainebleau, pintores como François Clouet, escultores como Jean Goujon, Ligier Richier o Germain Pilon y el embellecimiento de los elegantes châteaux de la Loire (ampliación del castillo de Blois y construcción del castillo de Chambord, ambos de Domenico da Cortona; Serlio y Gilles le Breton en el propio palacio de Fontainebleau; Pierre Lescot en el del Louvre; Filiberto Delorme en las Tullerías); en España los escultores Alonso de Berruguete, Diego de Siloé, Juan de Juni o Gaspar Becerra, los pintores Luis de Morales, Juan de Juanes, Navarrete el Mudo, Alonso Sánchez Coello o Juan Pantoja de la Cruz, y los arquitectos Pedro Machuca, Rodrigo Gil de Hontañón, Alonso de Covarrubias o Andrés Vandelvira; en el Flandes dividido por la revolución que trajo la reforma protestante, Quentin Metsys, Antonio Moro o Karel van Mander (el Vasari del norte); y en Alemania Lucas Cranach el Joven o Hans Holbein el Joven (que terminó su carrera en Inglaterra); en Inglaterra, Íñigo Jones.

Pintura italianizante
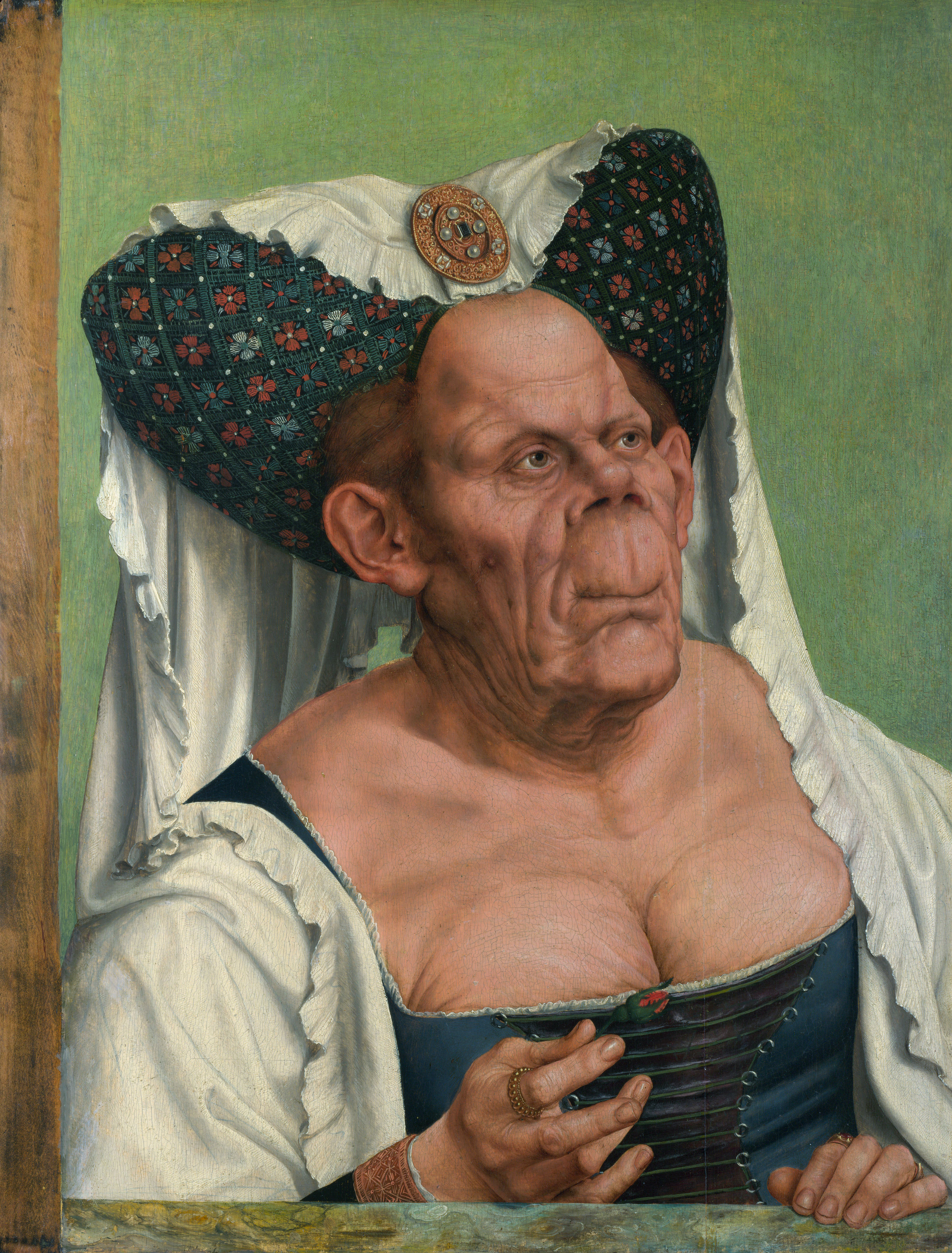
Vieja grotesca, de Quentin Metsys (1525-1530)
Los embajadores, de Hans Holbein el Joven (1533)
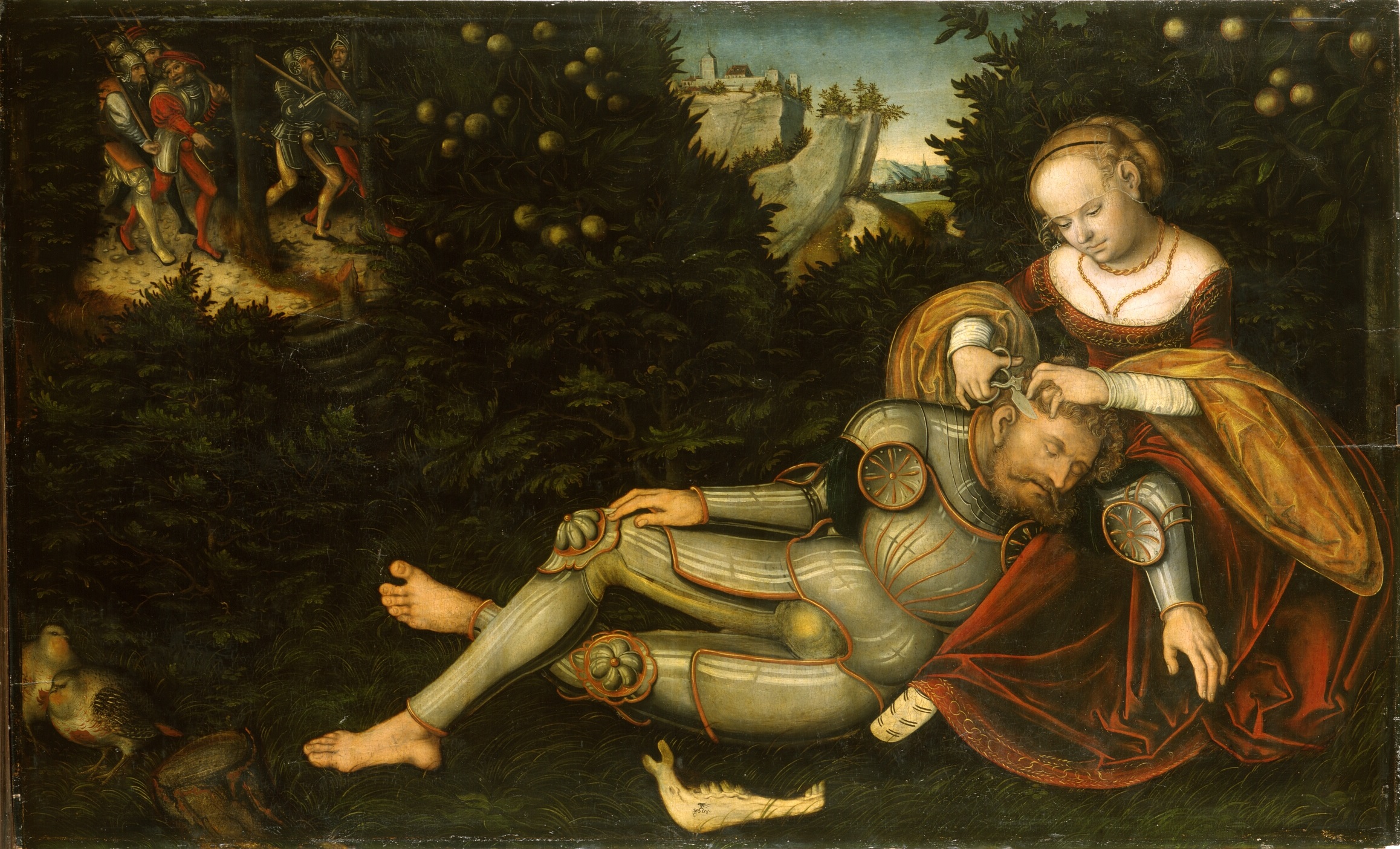
Sansón y Dalila, de Lucas Cranach el Joven (1537)
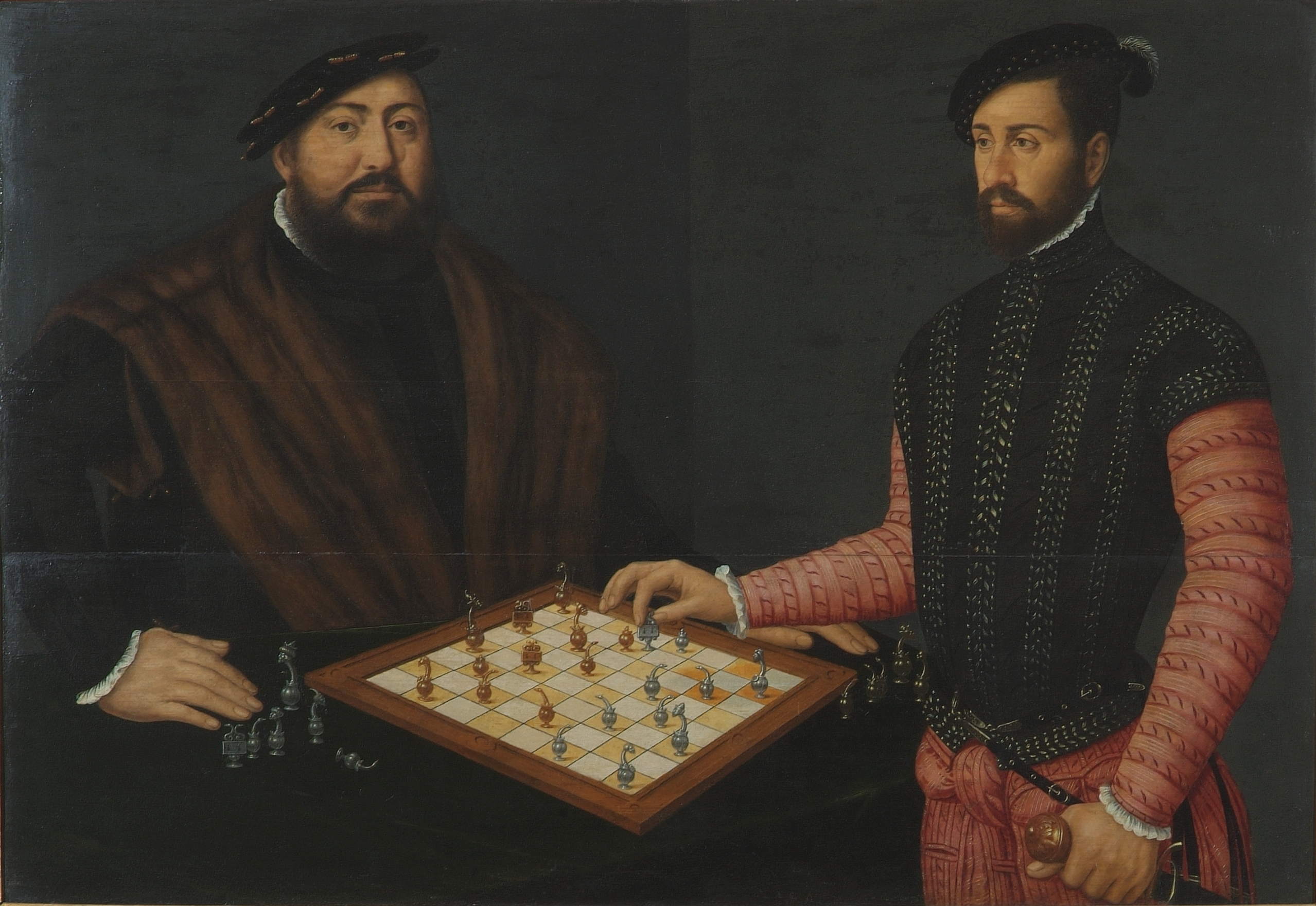
Partida de ajedrez, de Antonio Moro (1549)
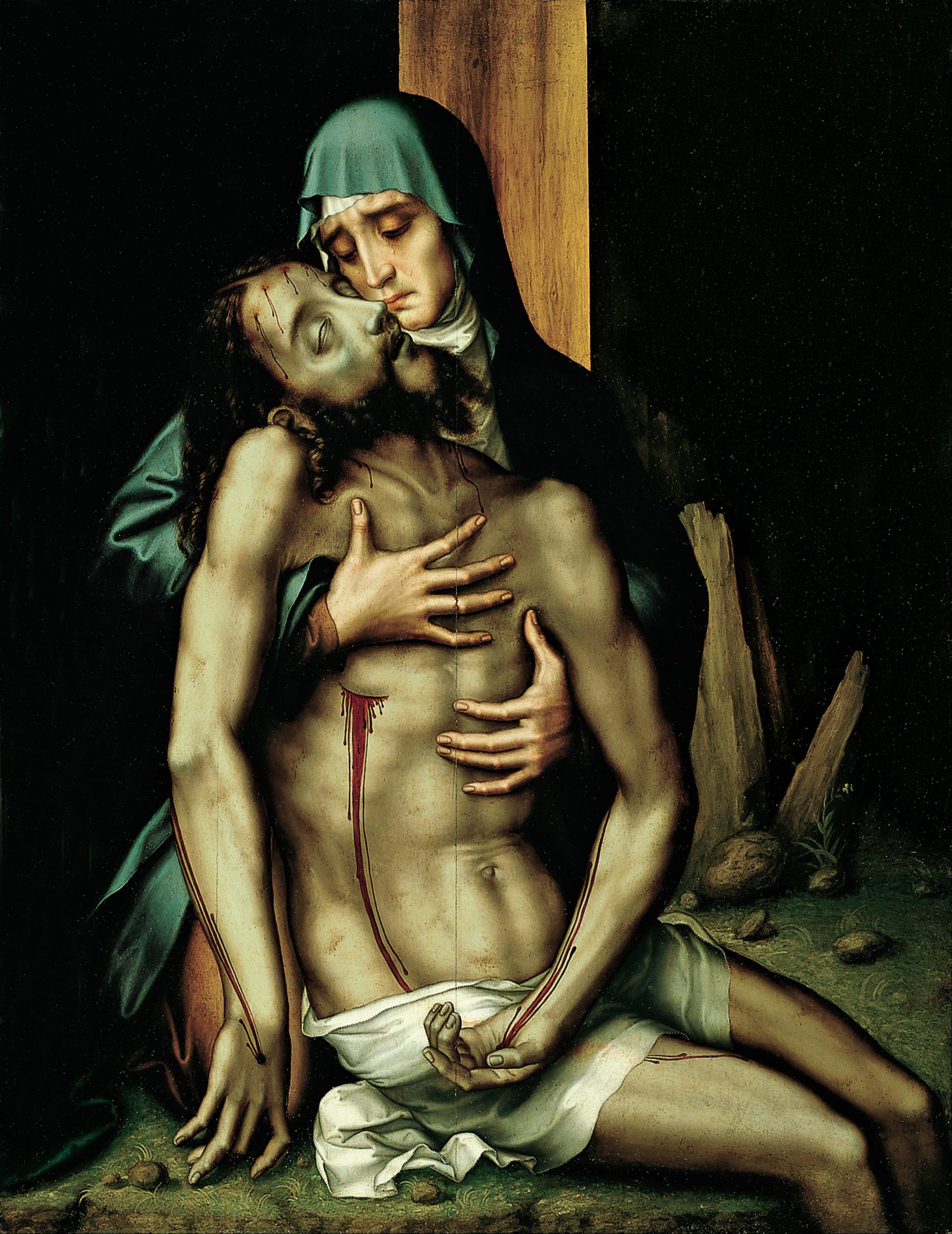
Piedad, de Luis de Morales (c. 1560)
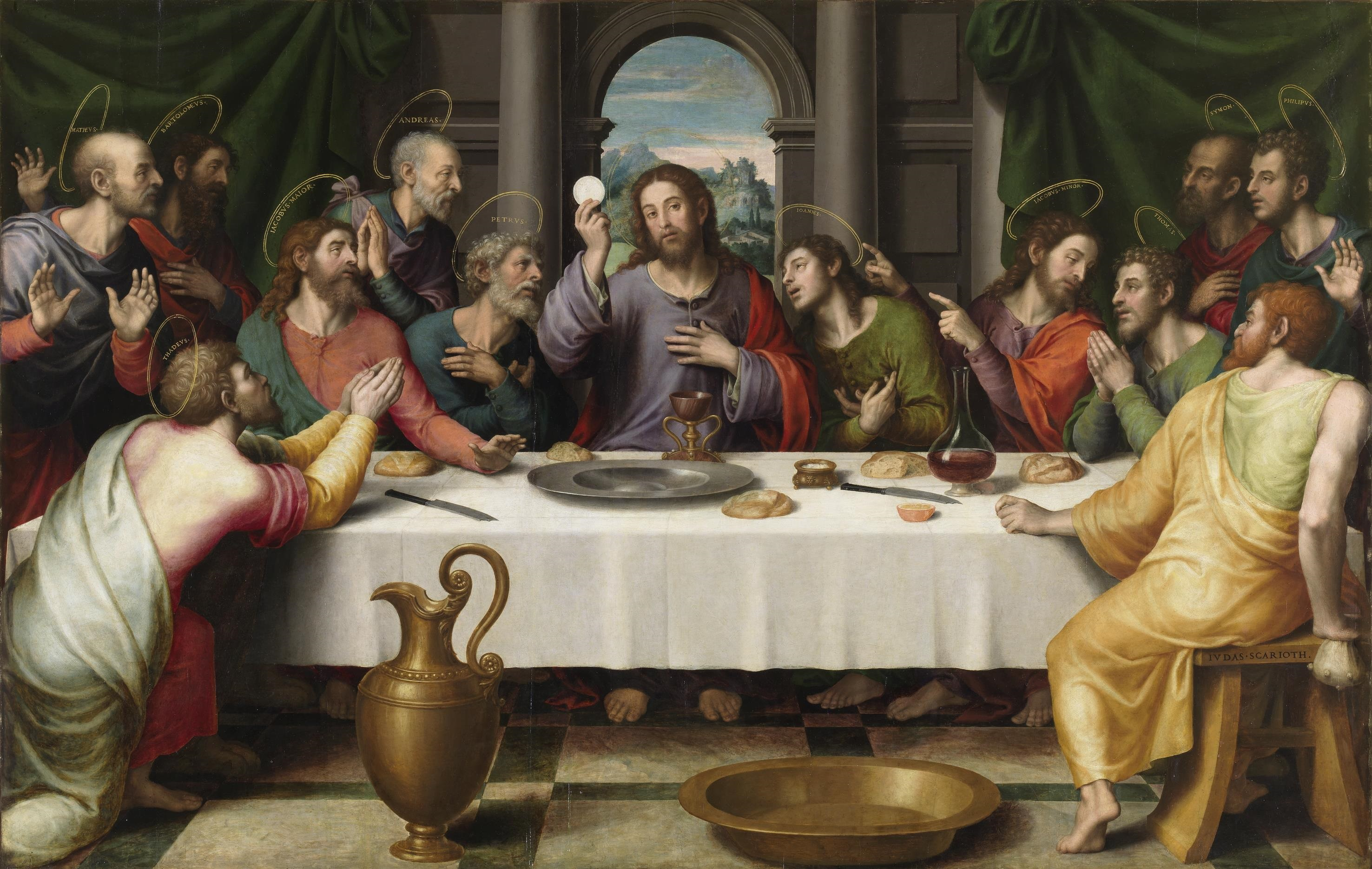
La última cena, de Juan de Juanes (c. 1562)
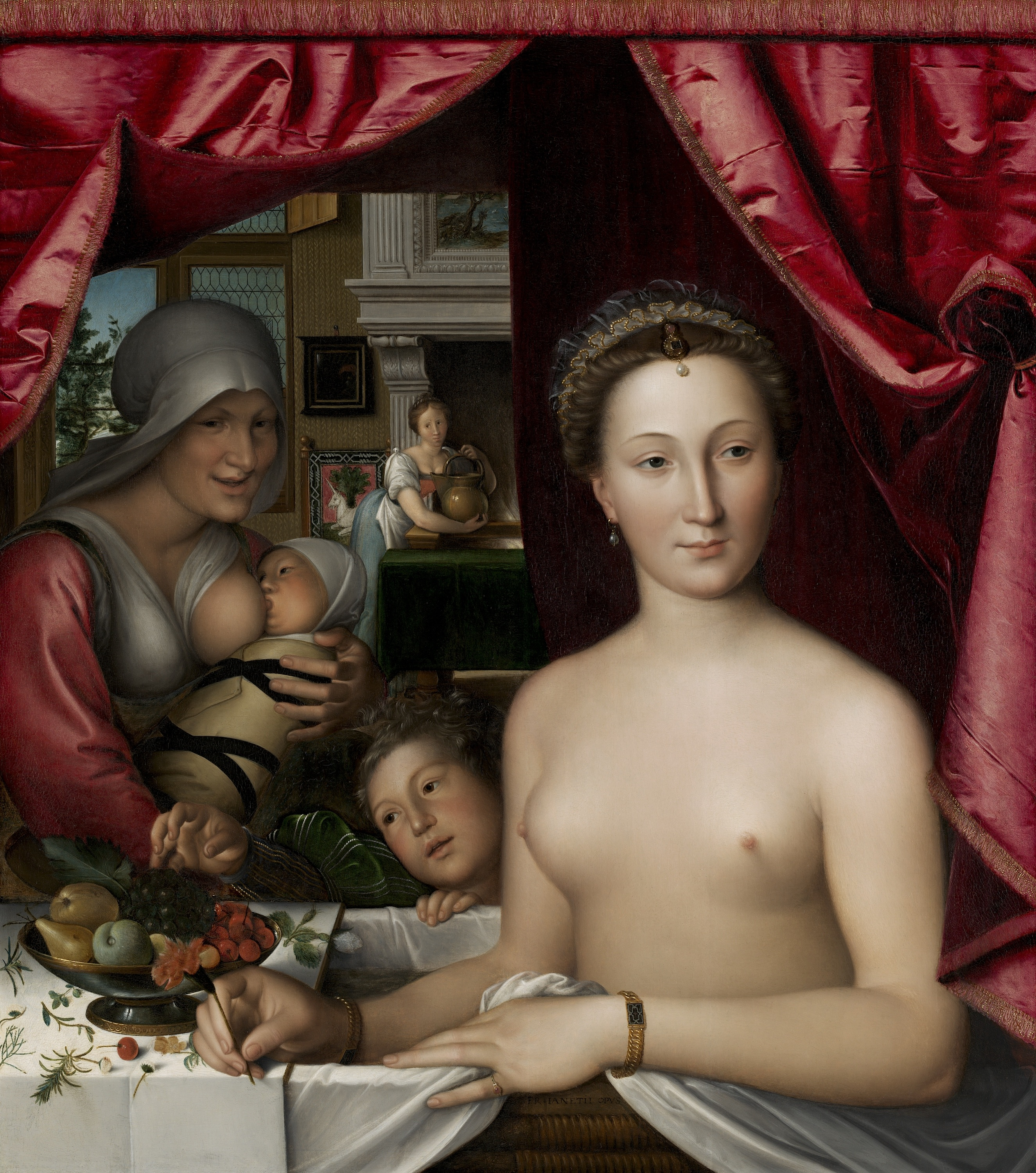
Dama en el baño, de François Clouet (1571)
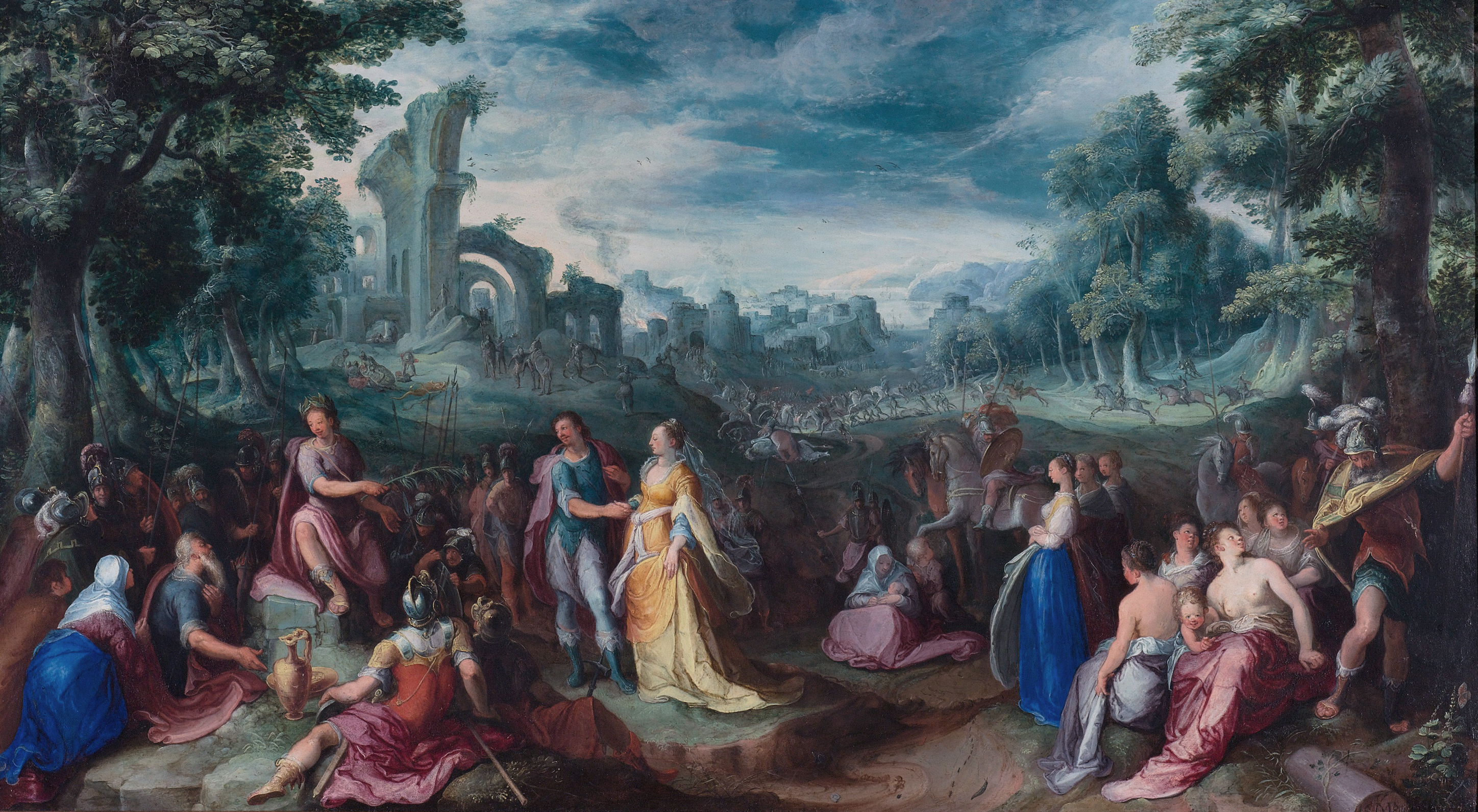
Continencia de Escipión, de Karel van Mander (1600)

Arquitectura y escultura italianizante
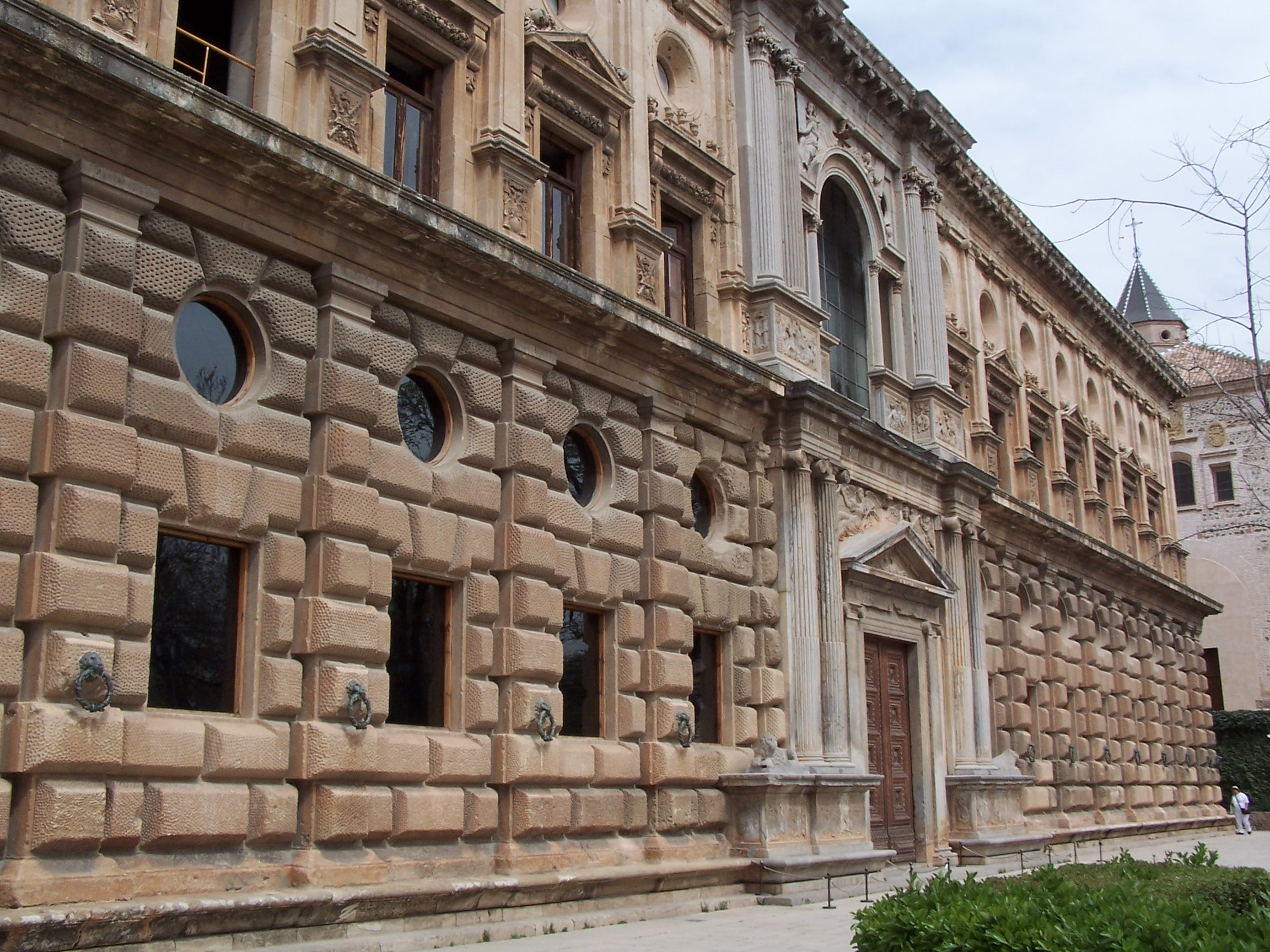
Palacio de Carlos V, de Pedro Machuca (1527)
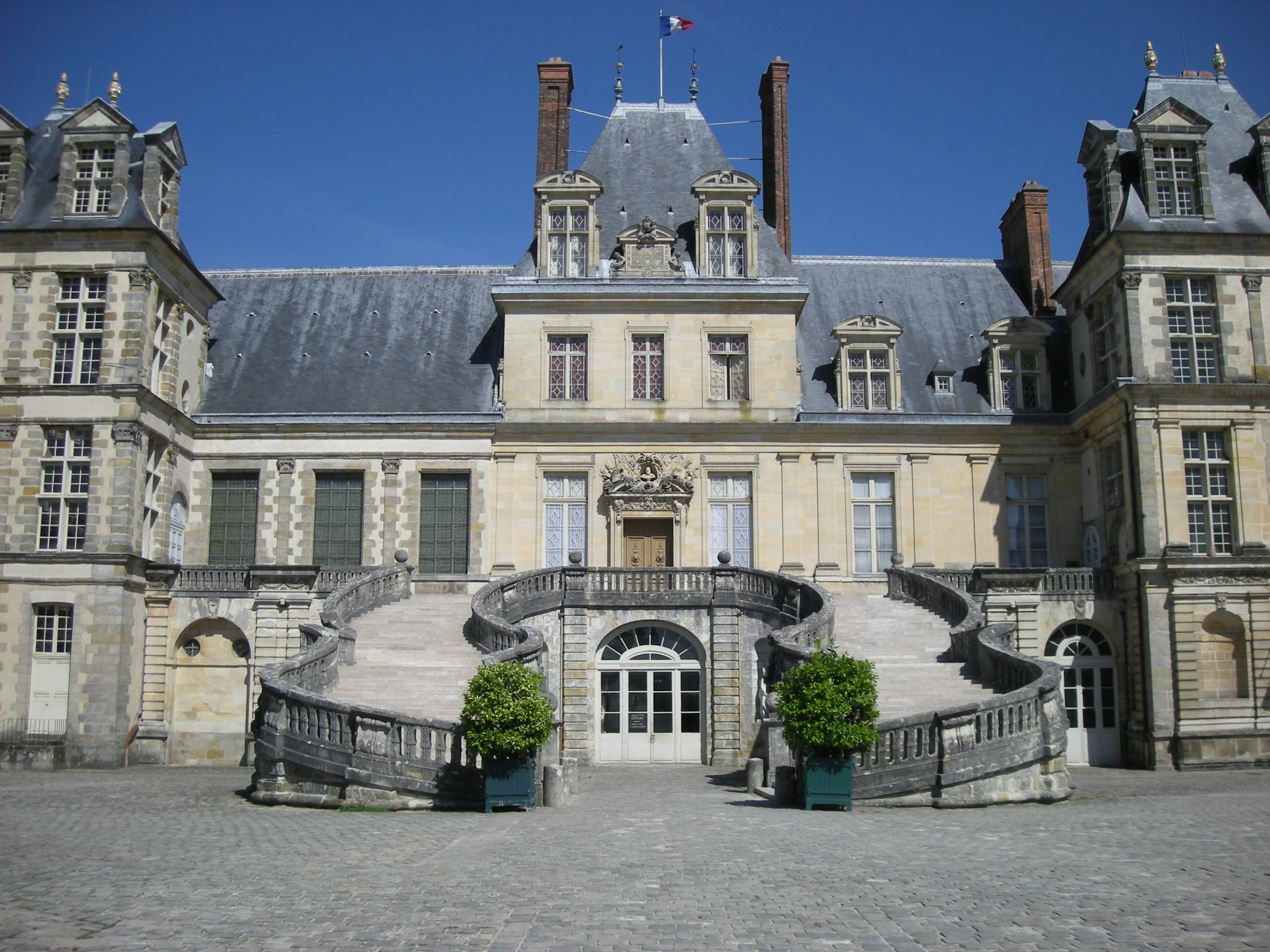
Escalier du Fer-à-cheval en el Palacio de Fontainebleau, de Philibert Delorme y Jean Bullant (c. 1550)
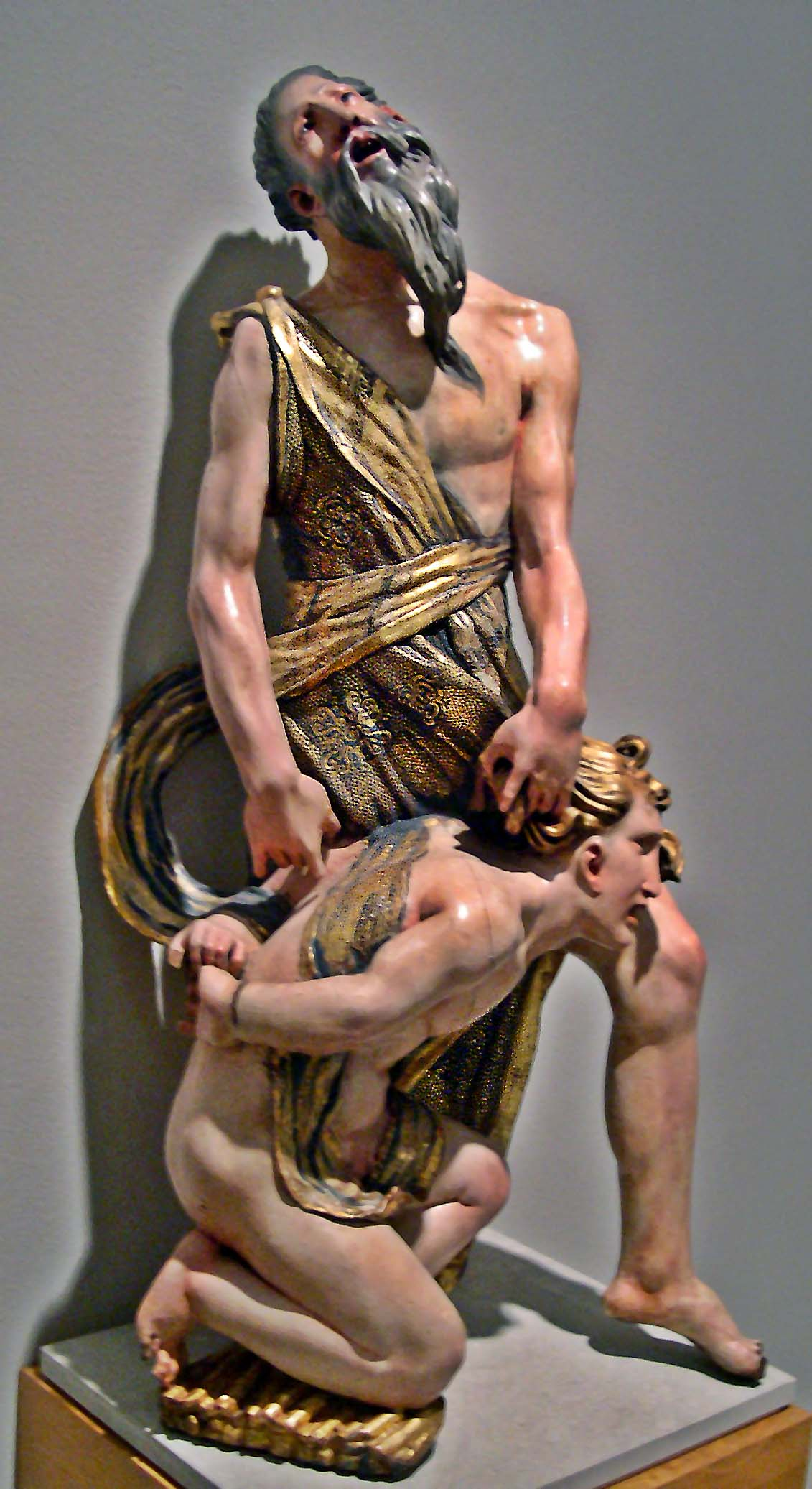
Sacrificio de Isaac, de Alonso de Berruguete (1526)
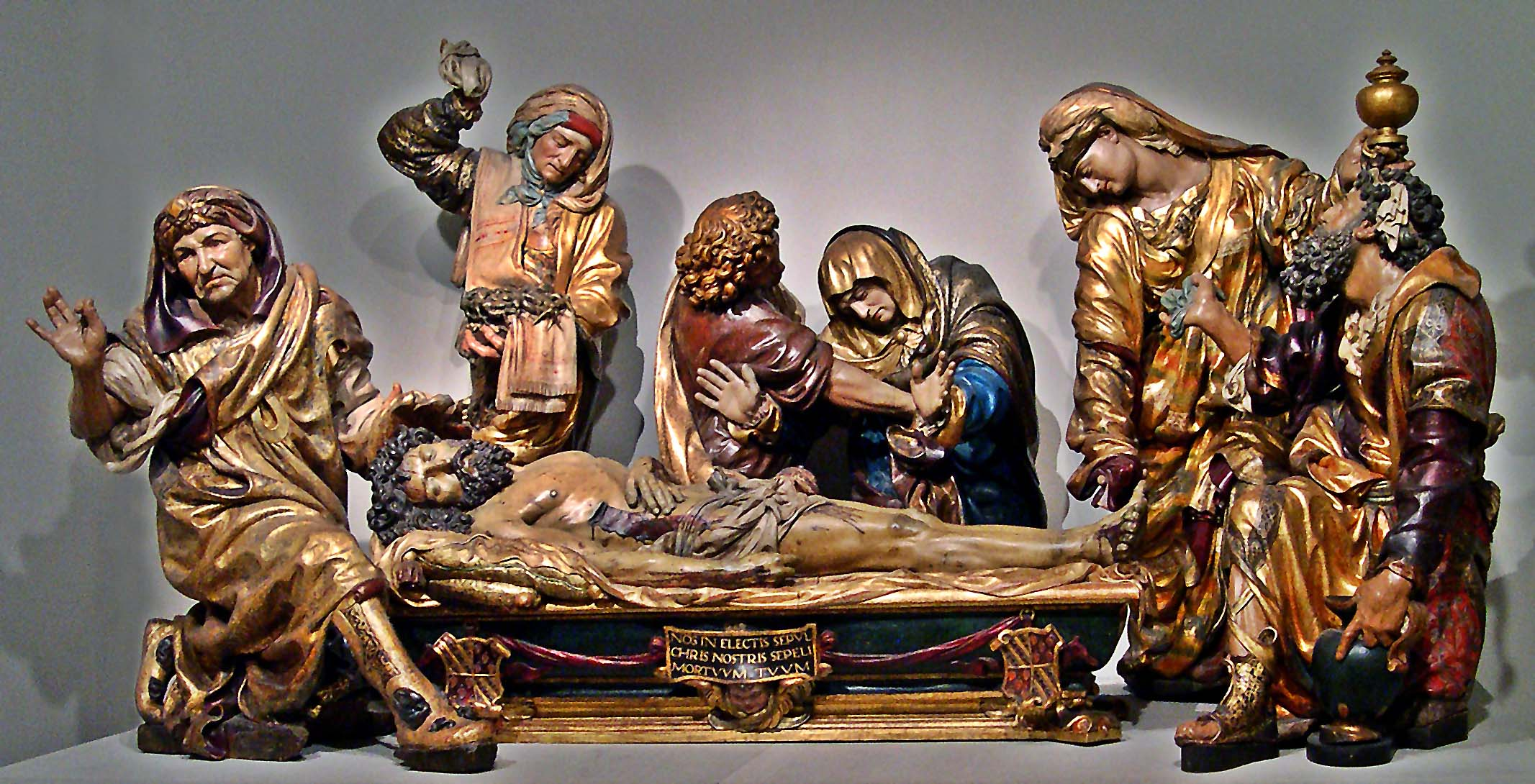
Santo Entierro, de Juan de Juni (1539-1540)

El llamado Bajo Renacimiento en España coincide con el comienzo de los siglos de oro de las artes.
Tras el Alto en el que se incorporaron los modelos puristas o clasicistas del romano (Palacio de Carlos V, Catedral de Granada, Catedral de Jaén, Catedral de Baeza, Ayuntamiento de Sevilla), en el último tercio del siglo XVI se desarrolló un ambicioso programa propio de marcada originalidad, centrado en el Monasterio de El Escorial (Juan Bautista de Toledo, Gian Battista Castello, Francesco Paciotto, Juan de Herrera ―cuya fuerte personalidad le hace habitualmente ser considerado principal autor― y Francisco de Mora, 1563-1586), que dio trabajo a pintores italianos como Pellegrino Tibaldi y Federico Zuccaro, pero donde no tuvo cabida, a pesar de su genialidad, un artista no apreciado por Felipe II: El Greco.

Bajo Renacimiento en España
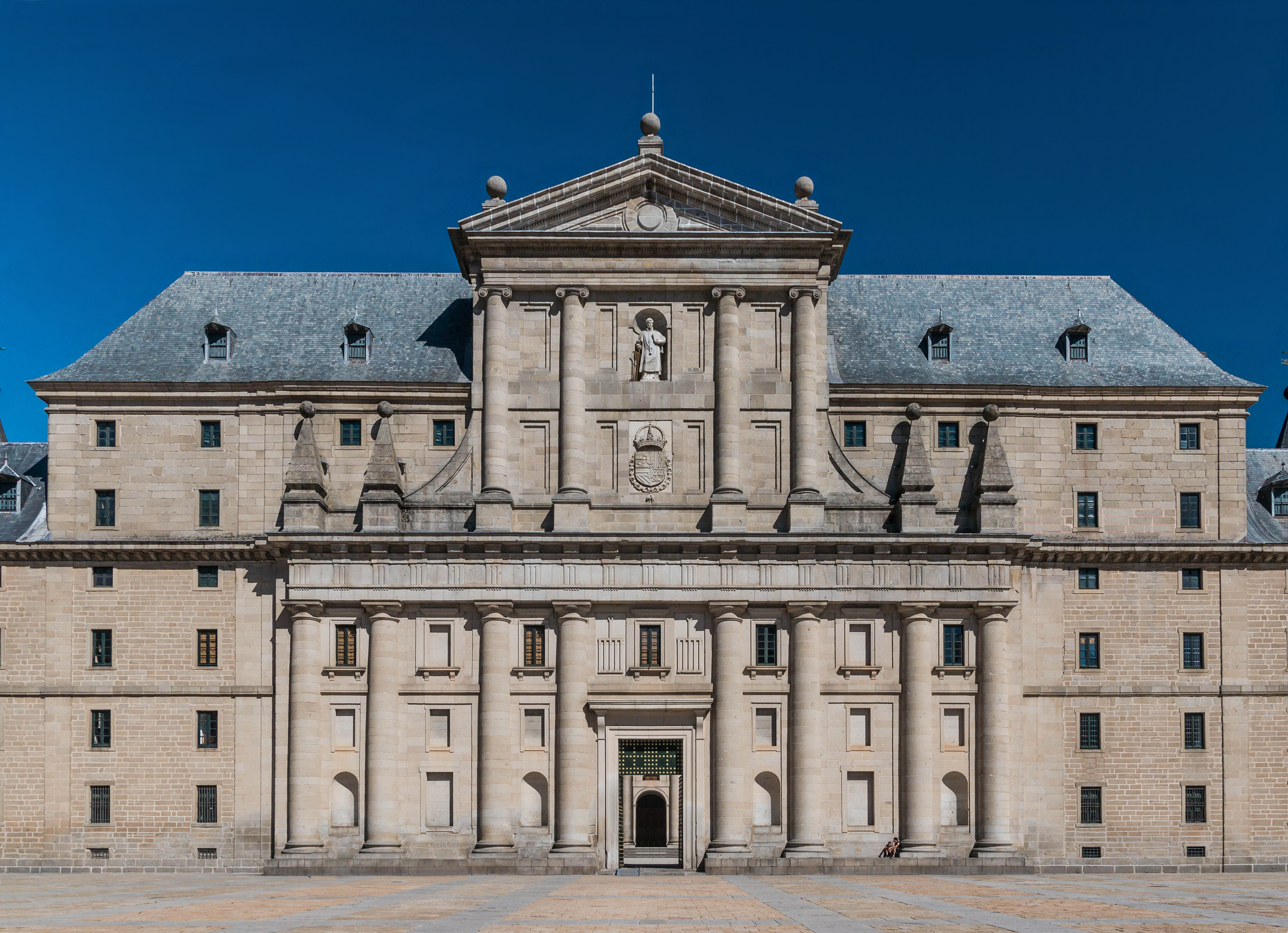
Monasterio de El Escorial, Juan de Herrera (1563-1586)
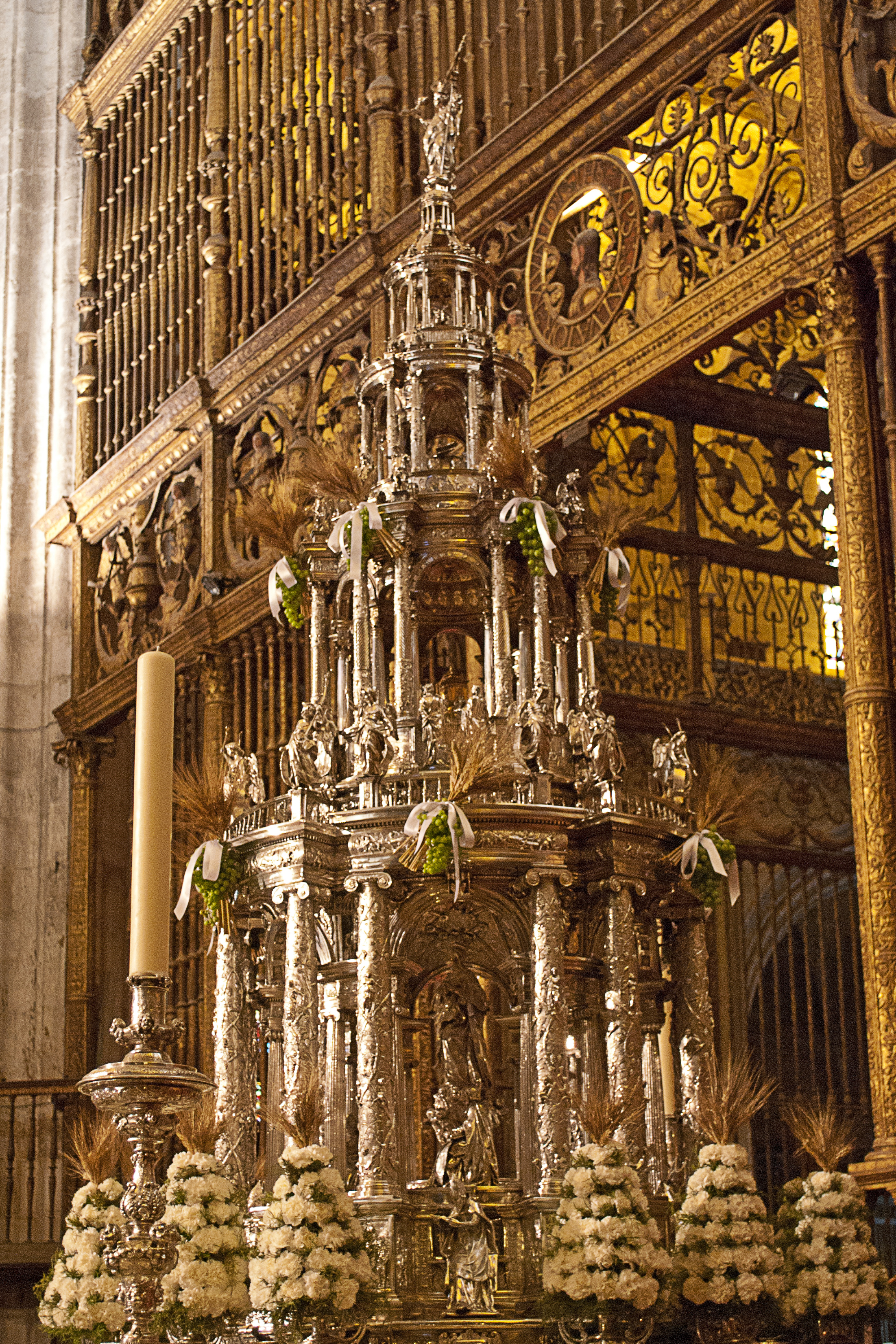
Custodia de la Catedral de Sevilla, de Juan de Arfe (1576)
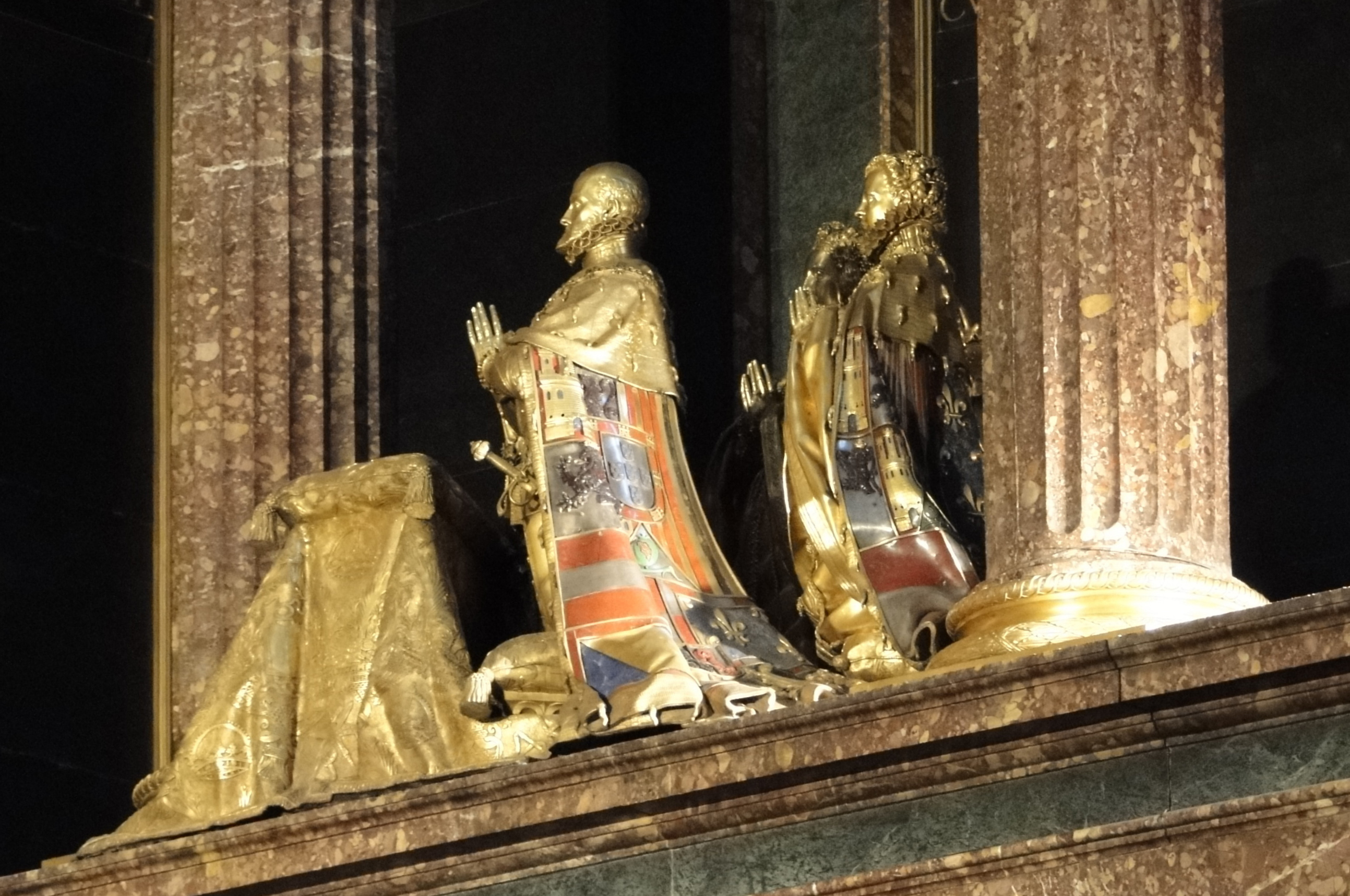
Cenotafio de Felipe II en la Basílica de El Escorial, de Leone Leoni y Pompeo Leoni (1587)
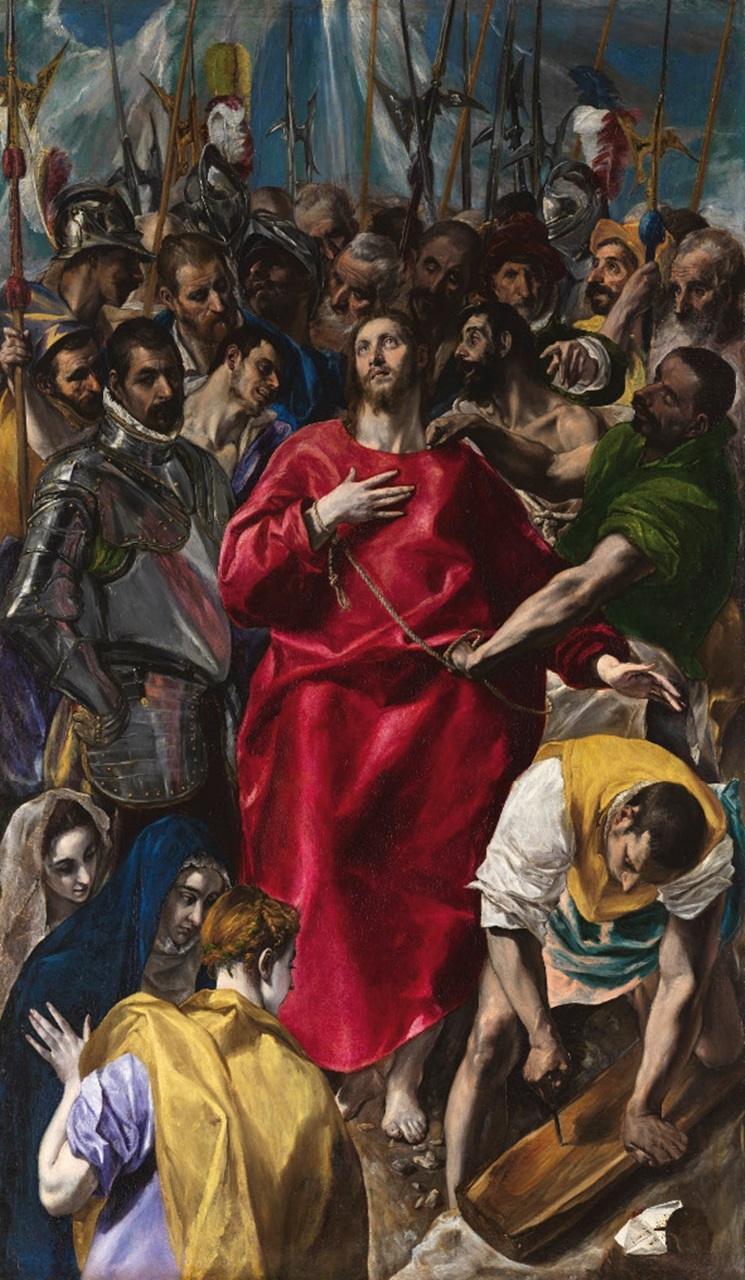
El expolio, de El Greco (1590-1595)

### SigloXVIIy primera mitad delXVIII: Barroco, Clasicismo y Rococó

#### Barroco

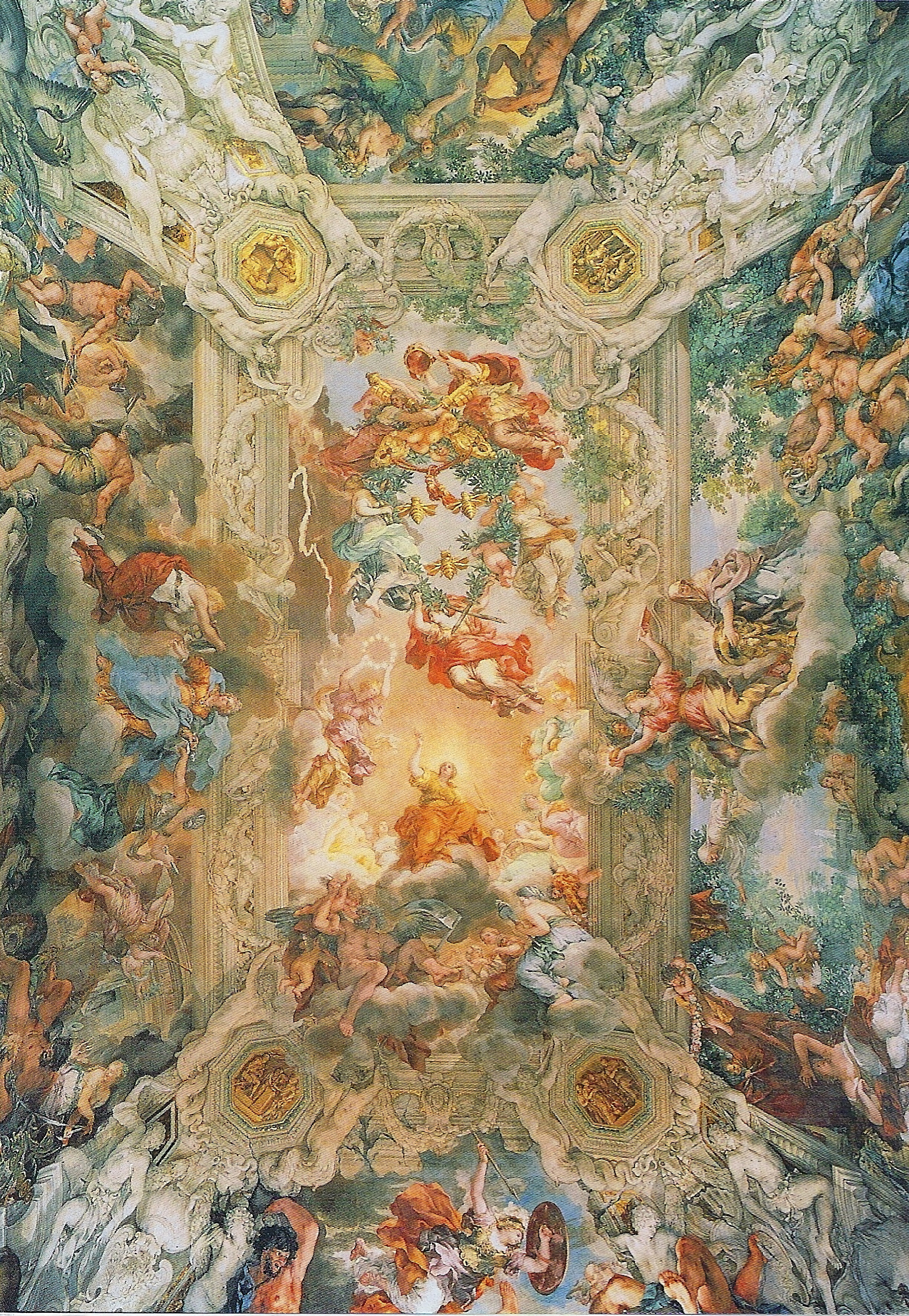
Triunfo de la Divina Providencia y cumplimiento de Sus Fines bajo el pontificado de Urbano VIII, fresco de techo en el Palacio Barberini, de Pietro de Cortona (1633-1639).

En la Italia de 1600 el intelectualismo manierista da paso a un arte más popular: el barroco, que apela directamente a los sentidos, y en que se otorga un valor fundamental a los juegos de luz y sombra, a formas geométricas sofisticadas (como la elipse y la helicoidal), al movimiento, a la violencia en los contrastes y a la contradicción entre la apariencia y la realidad. Desde su inicio se da simultáneamente con una tendencia clasicista visiblemente opuesta.
La periodización del barroco permite identificar varias fases: un barroco tenebrista a comienzos de siglo XVII, un barroco pleno o maduro en las décadas centrales del siglo, y un barroco triunfante o decorativo a finales del siglo XVII, que se prolongó en el siglo XVIII con el denominado barroco tardío, de imprecisa diferenciación con el rococó, estilo que también puede definirse bajo parámetros bien distintos.
Los principales pintores italianos de tendencia barroca del siglo XVII fueron Caravaggio, cuya breve y escandalosa carrera inició una verdadera revolución pictórica (y a cuyo estilo se denomina a veces como caravagismo, como tenebrismo o naturalismo); seguido por il Spagnoleto José de Ribera (valenciano cuya obra se realizó íntegramente en Nápoles), Pietro da Cortona (también arquitecto) y Luca Giordano (llamado Luca fa presto por su rapidez de ejecución). El protagonista del triunfo de las formas retorcidas del estilo barroco en la clasicista Roma (donde los académicos de San Lucas mantuvieron el dominio del gusto academicista en pintura) fue un verdadero artista completo: Bernini, que aplicó a escultura y arquitectura una nueva concepción sensitiva, casi sensual (Éxtasis de Santa Teresa, Baldaquino de San Pedro); aunque también otros como Borromini, los Maderno y los Fontana dejaron su impronta en una cada vez más deslumbrante Ciudad Eterna, confirmada como centro del arte europeo. El arte de todos ellos fue un eficaz medio de propaganda (en plena Propaganda Fide de la Contrarreforma) al servicio de la Iglesia Católica, que pretendía ocupar todos los espacios públicos y privados. La columnata de la Plaza de San Pedro de Roma se abre literalmente como un abrazo «a la ciudad y al mundo» (urbi et orbi).
Otras ciudades italianas desarrollaron programas más modestos, pero no menos interesantes, como el emergente Turín de los Saboya, con los edificios de Guarino Guarini, u otras como Lecce, Nápoles, Milán, Génova, Florencia y Venecia.

Pintura barroca
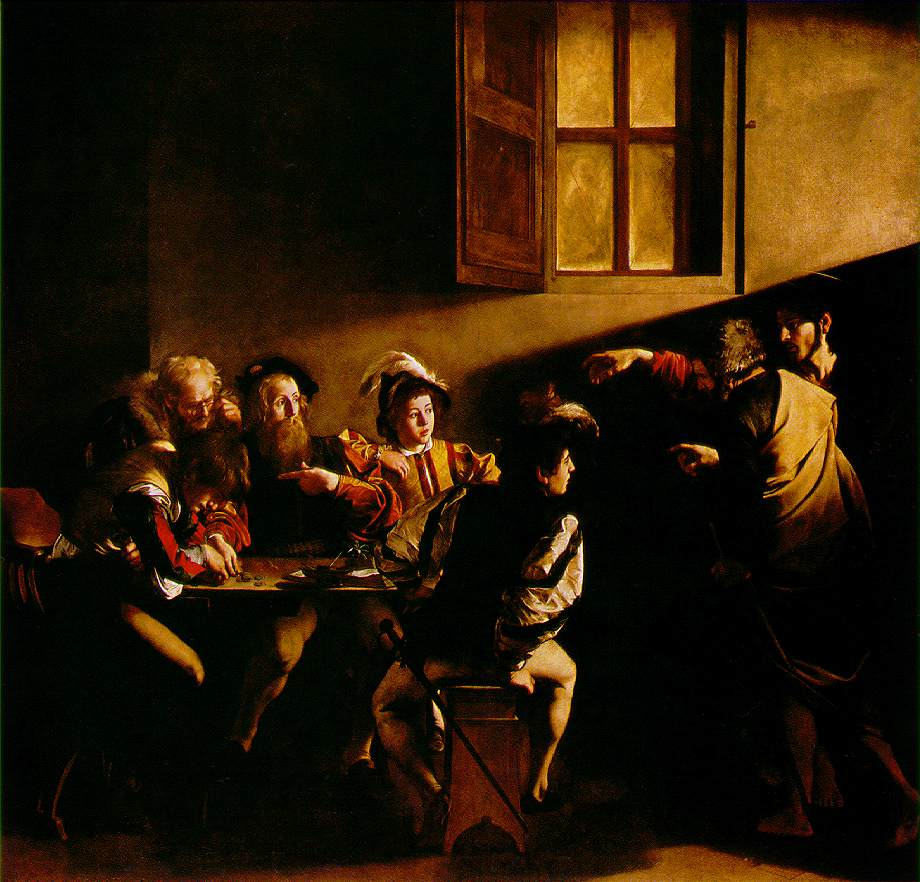
La vocación de San Mateo, de Caravaggio (1601)
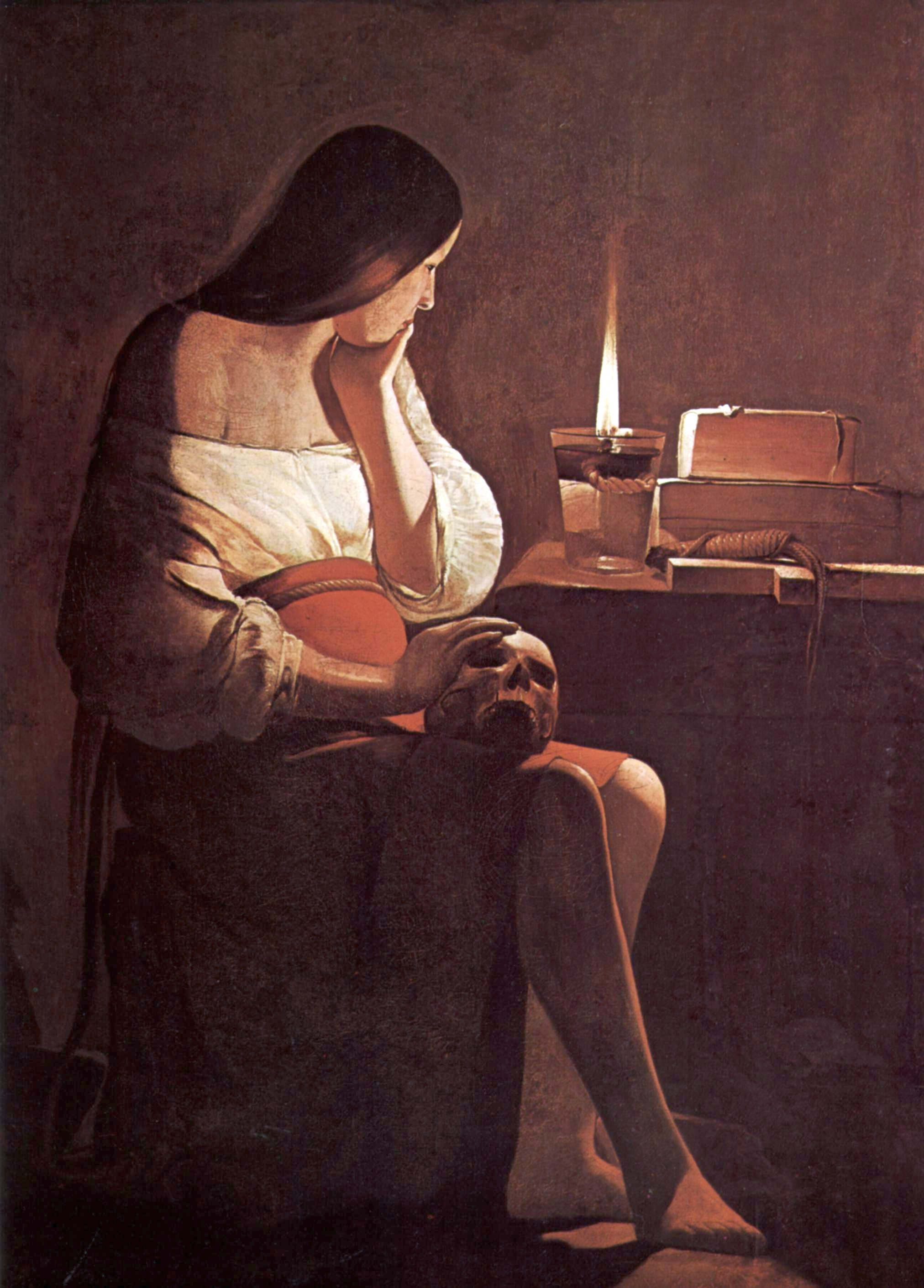
Magdalena, de Georges de La Tour (1625-1650)
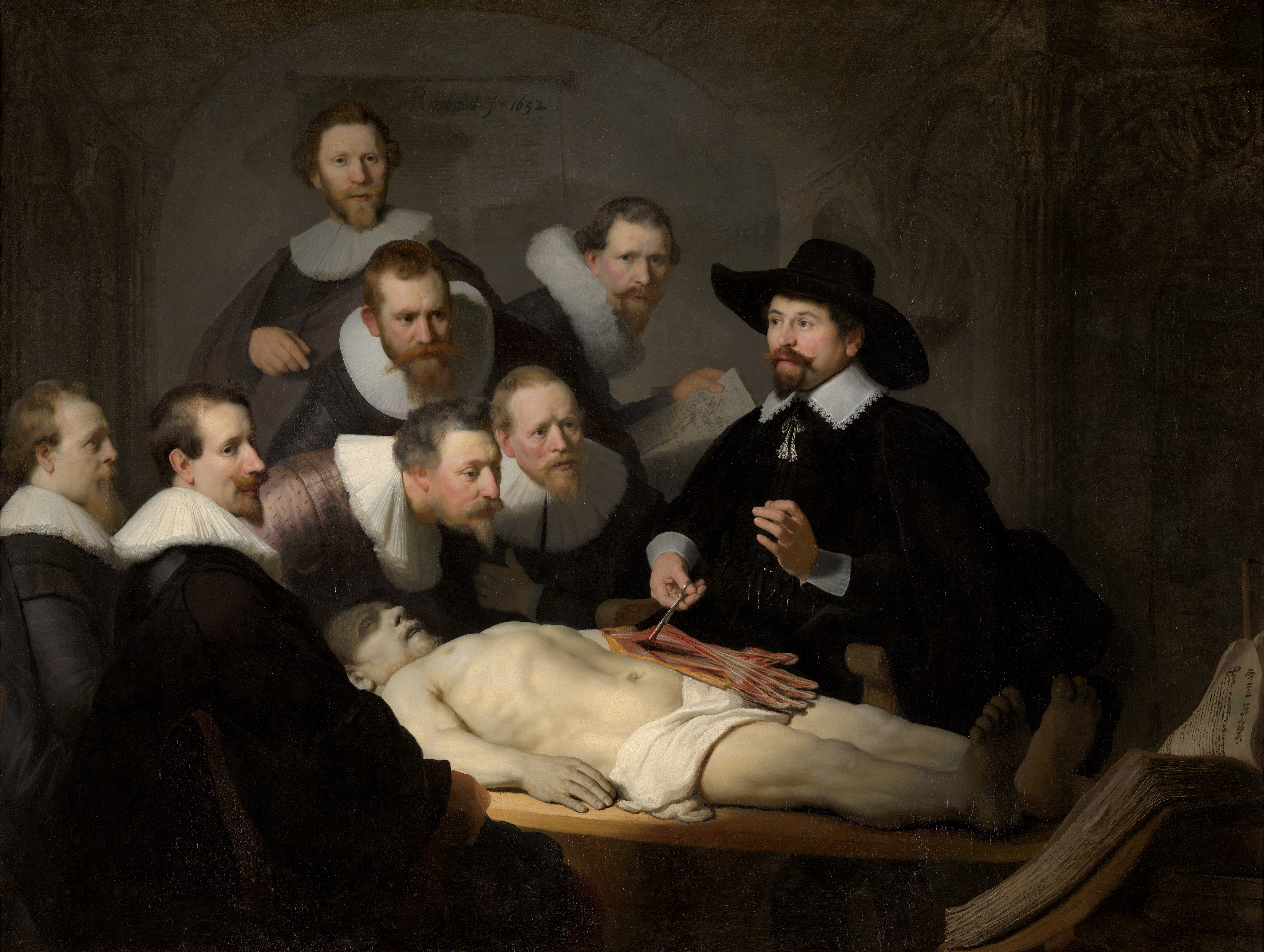
Lección de anatomía del Dr. Nicolaes Tulp de Rembrandt (1632)
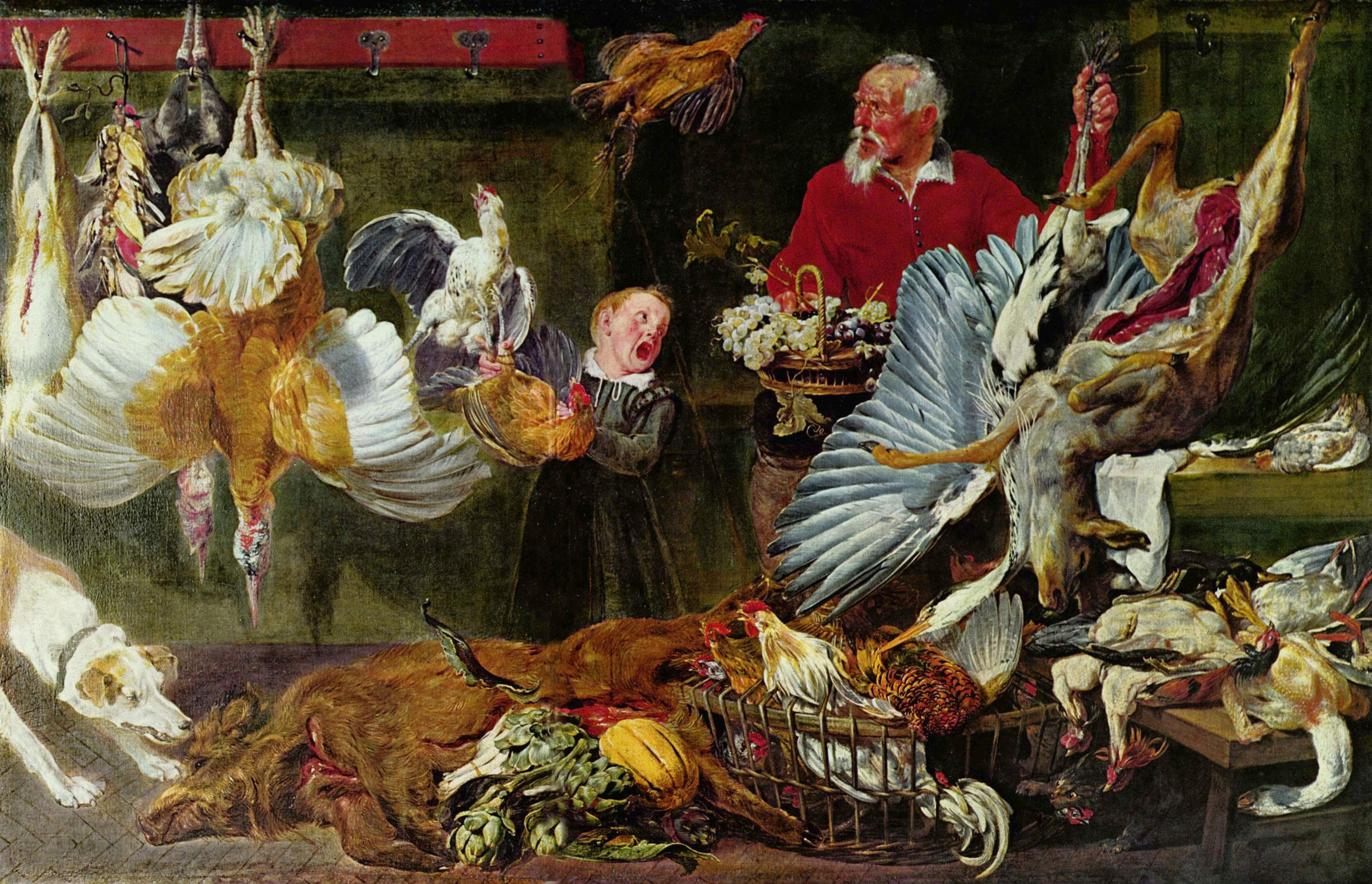
El vendedor de caza, de Frans Snyders. La oposición entre la exuberancia de los bodegones flamencos y los españoles es proverbial.
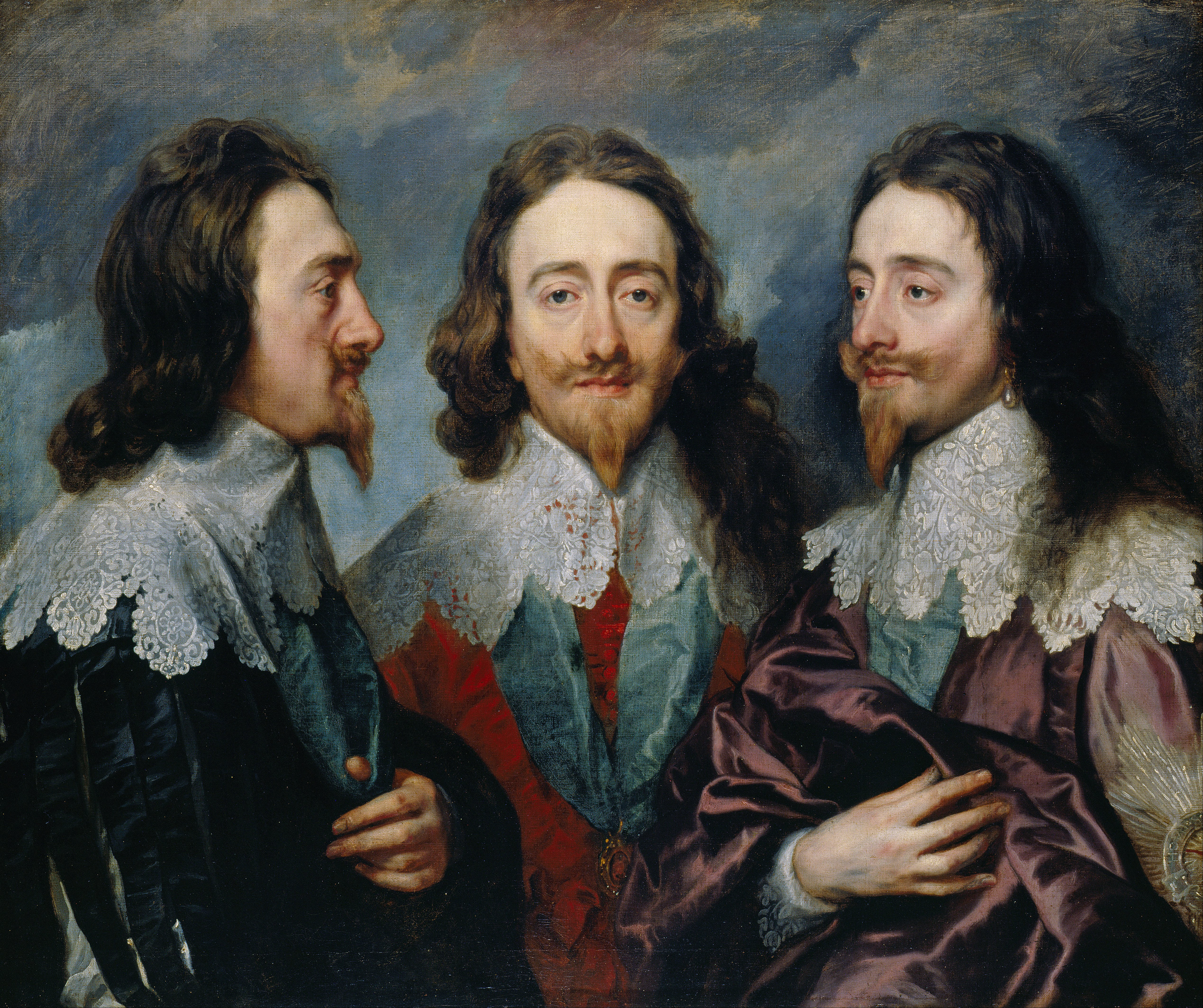
Retrato de Carlos I de Inglaterra, por Van Dyck (1635)
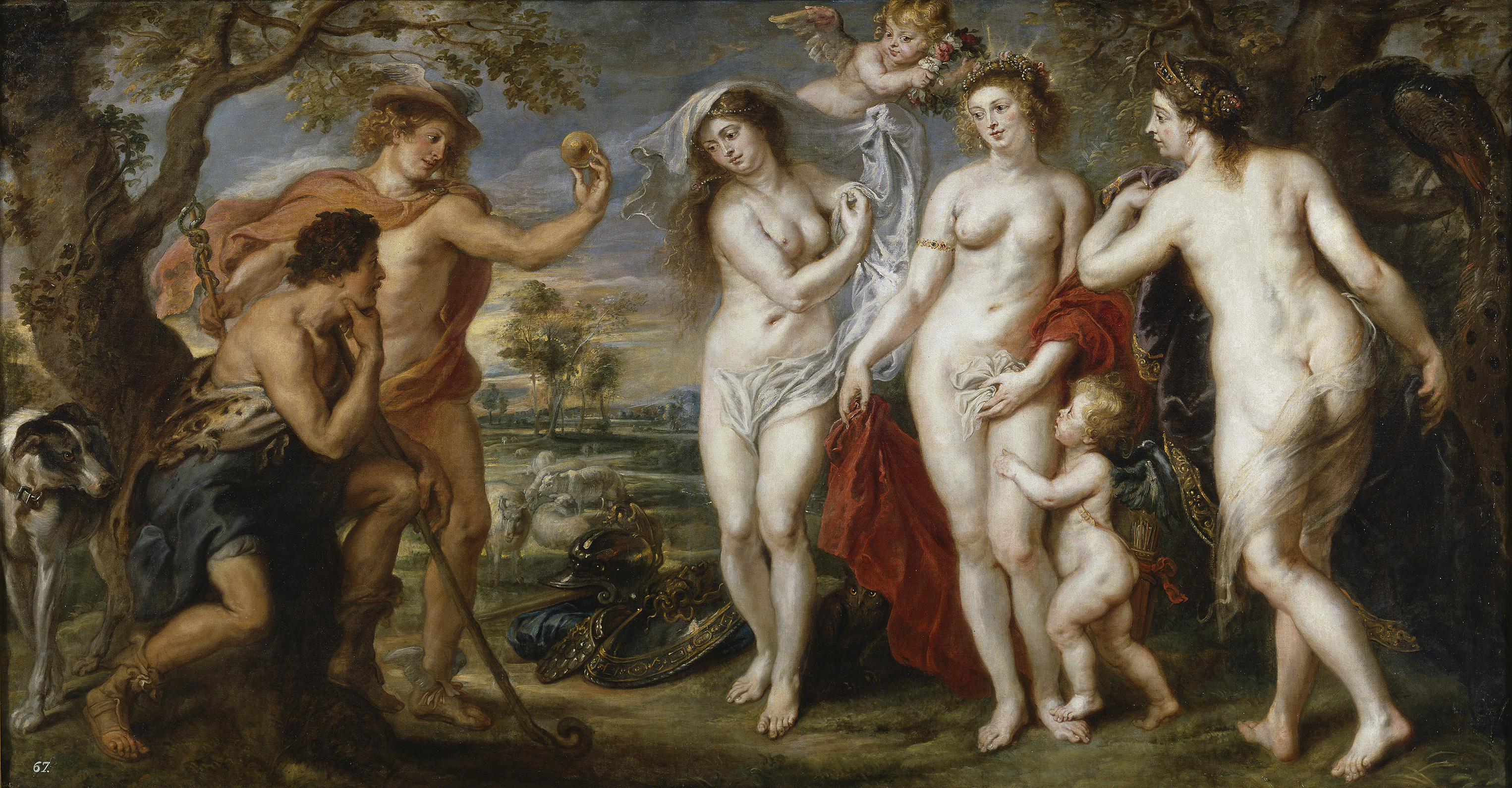
Juicio de Paris, de Rubens (1638)
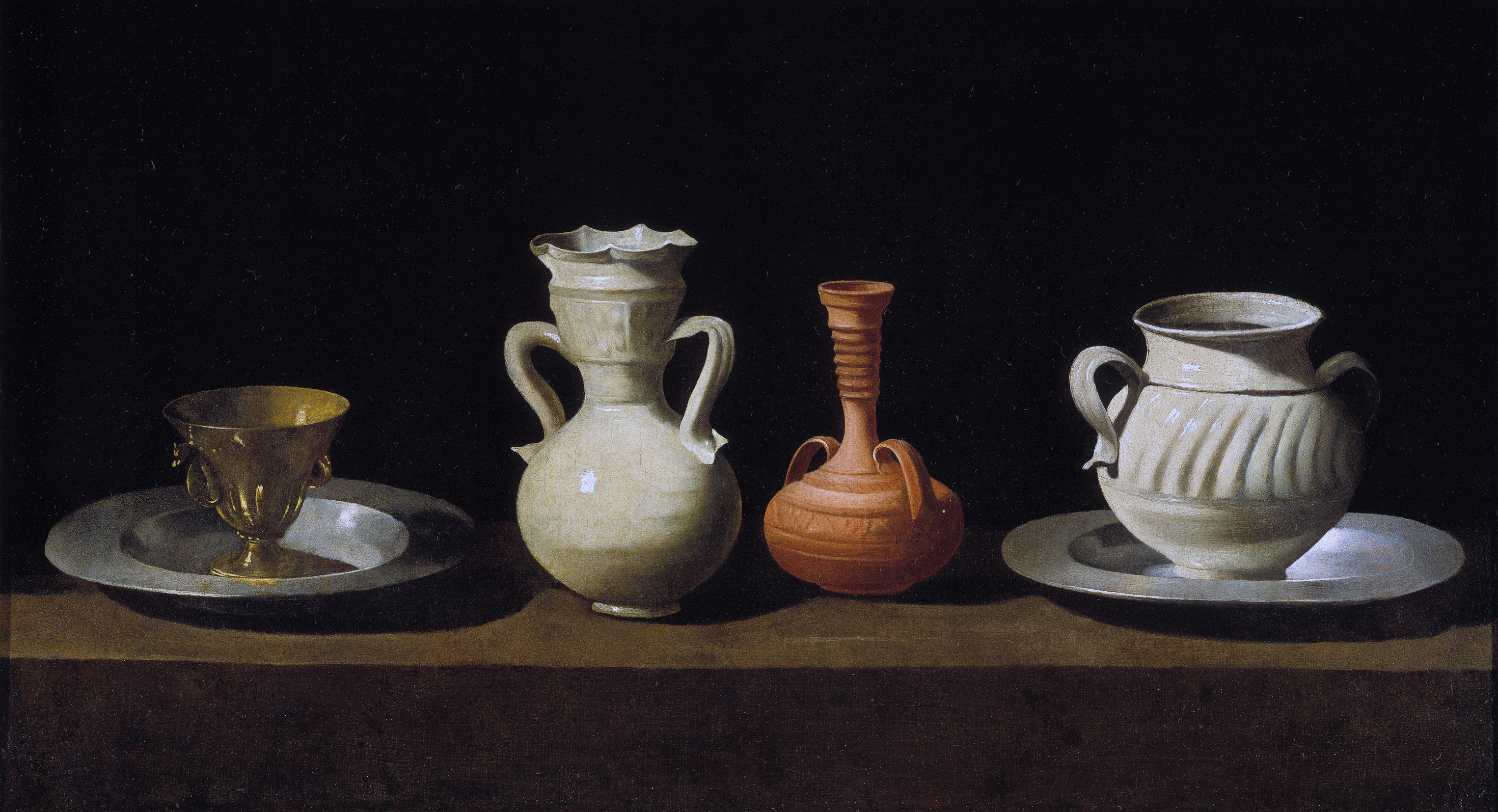
Bodegón, de Zurbarán (1650).
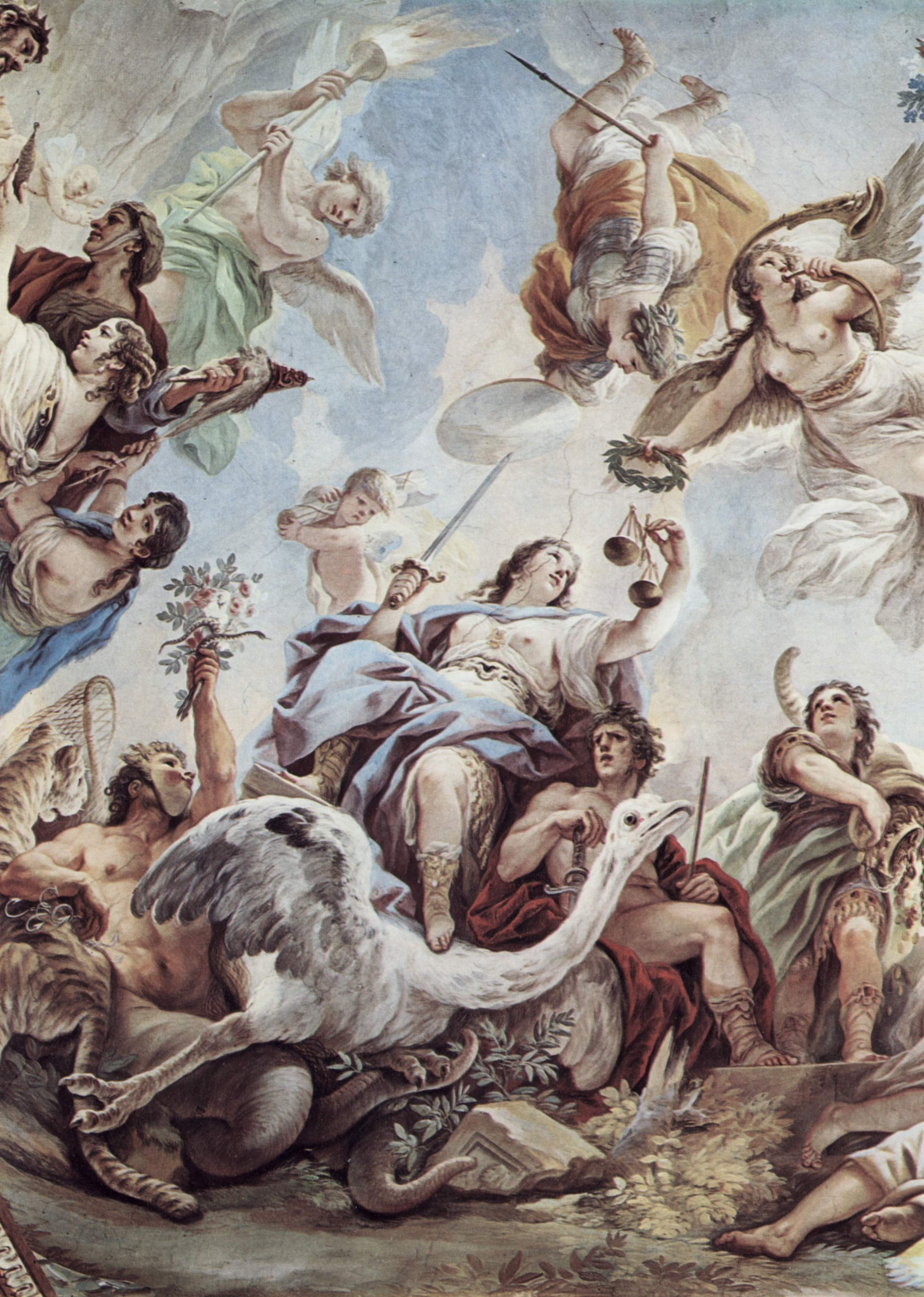
Alegoría de la Justicia, fresco en la galería del Palacio Médici-Riccardi, de Luca Giordano (1684-1686)

Las instituciones eclesiásticas locales y la católica Monarquía Hispánica, especialmente con el programa artístico y coleccionista de Felipe IV (Palacio del Buen Retiro, Salón de Reinos, Torre de la Parada), que continuó a pesar de las apreturas económicas de la decadencia y la difícil coyuntura del reinado de Carlos II, serán los principales clientes de una constelación irrepetible de genios de la pintura: Ribera (en Nápoles); Ribalta, Velázquez, Murillo, Zurbarán, Alonso Cano, Valdés Leal, Claudio Coello (en España); Rubens, Jordaens (en Flandes). Incluso se reclutarán primeras figuras italianas como Tiépolo y Lucas Jordán. La imaginería de madera policromada llegó a cimas no igualadas con Gregorio Fernández, Alonso de Mena, Pedro de Mena y Martínez Montañés.

Arquitectura barroca
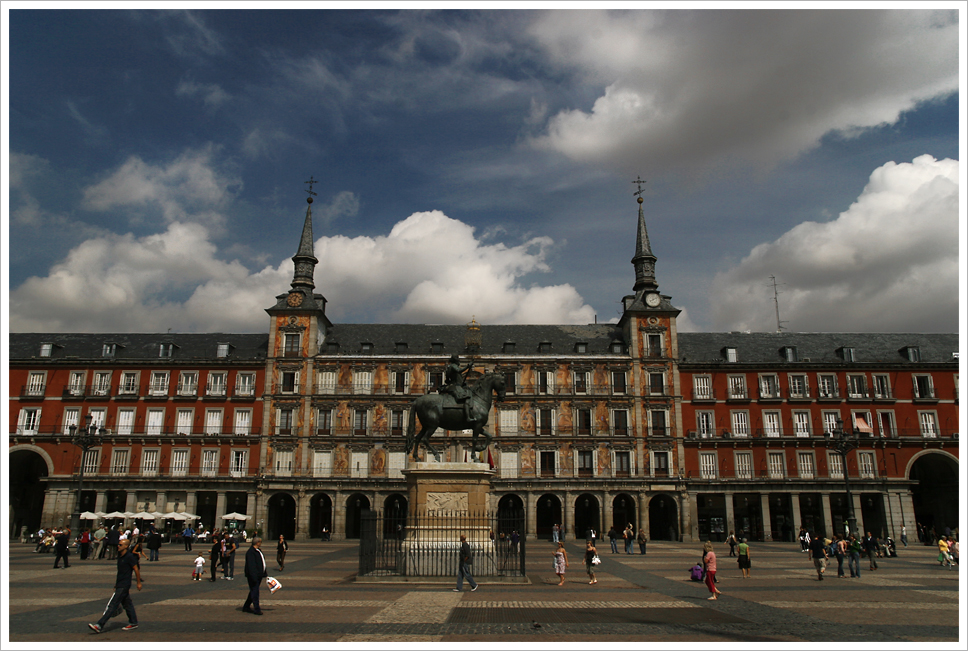
Casa de la Panadería de la Plaza Mayor de Madrid, de Juan Gómez de Mora (1619), con la estatua ecuestre de Felipe III, de Pietro Tacca (1616)
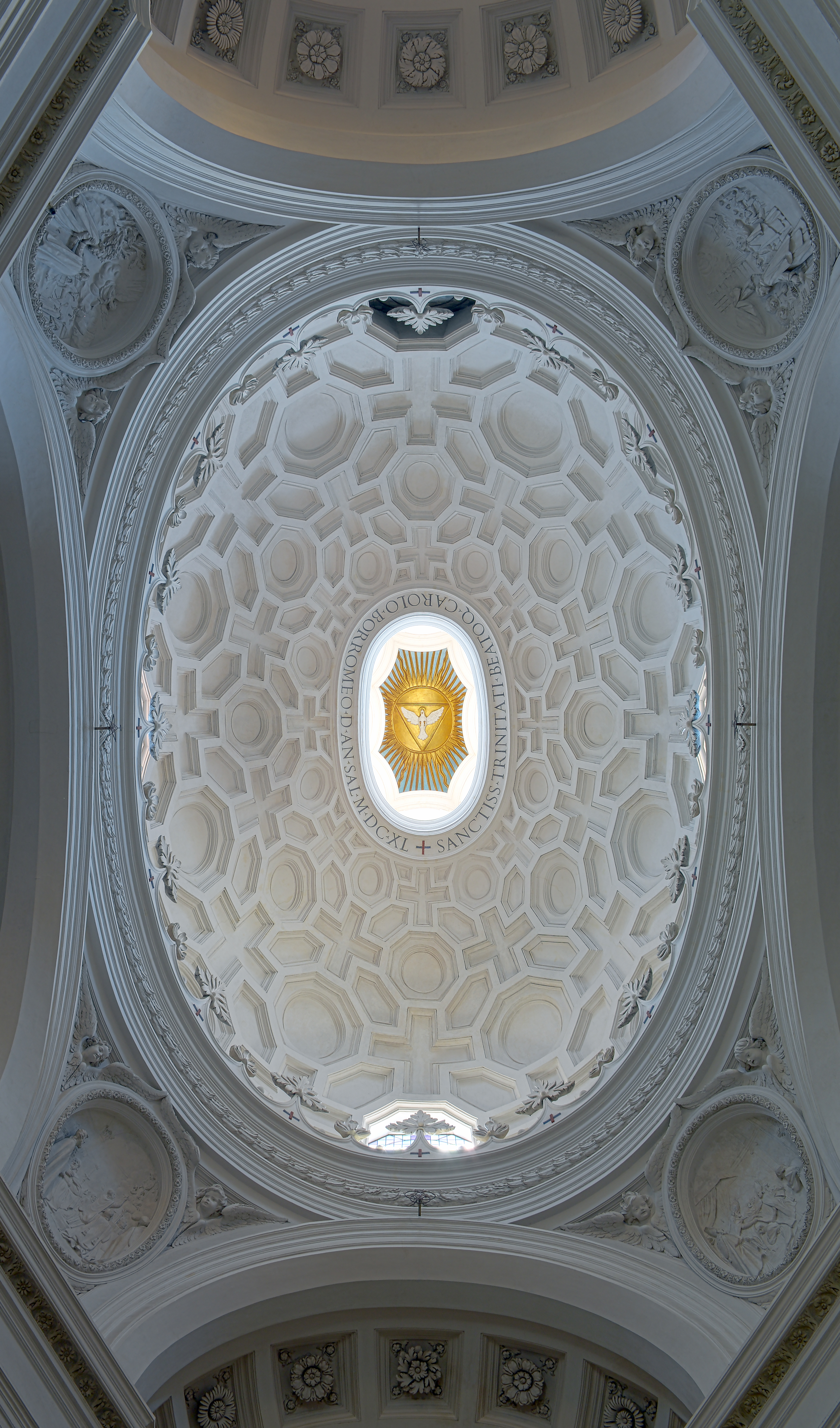
Cúpula elíptica de San Carlo alle Quattro Fontane, de Borromini (1634-1637)
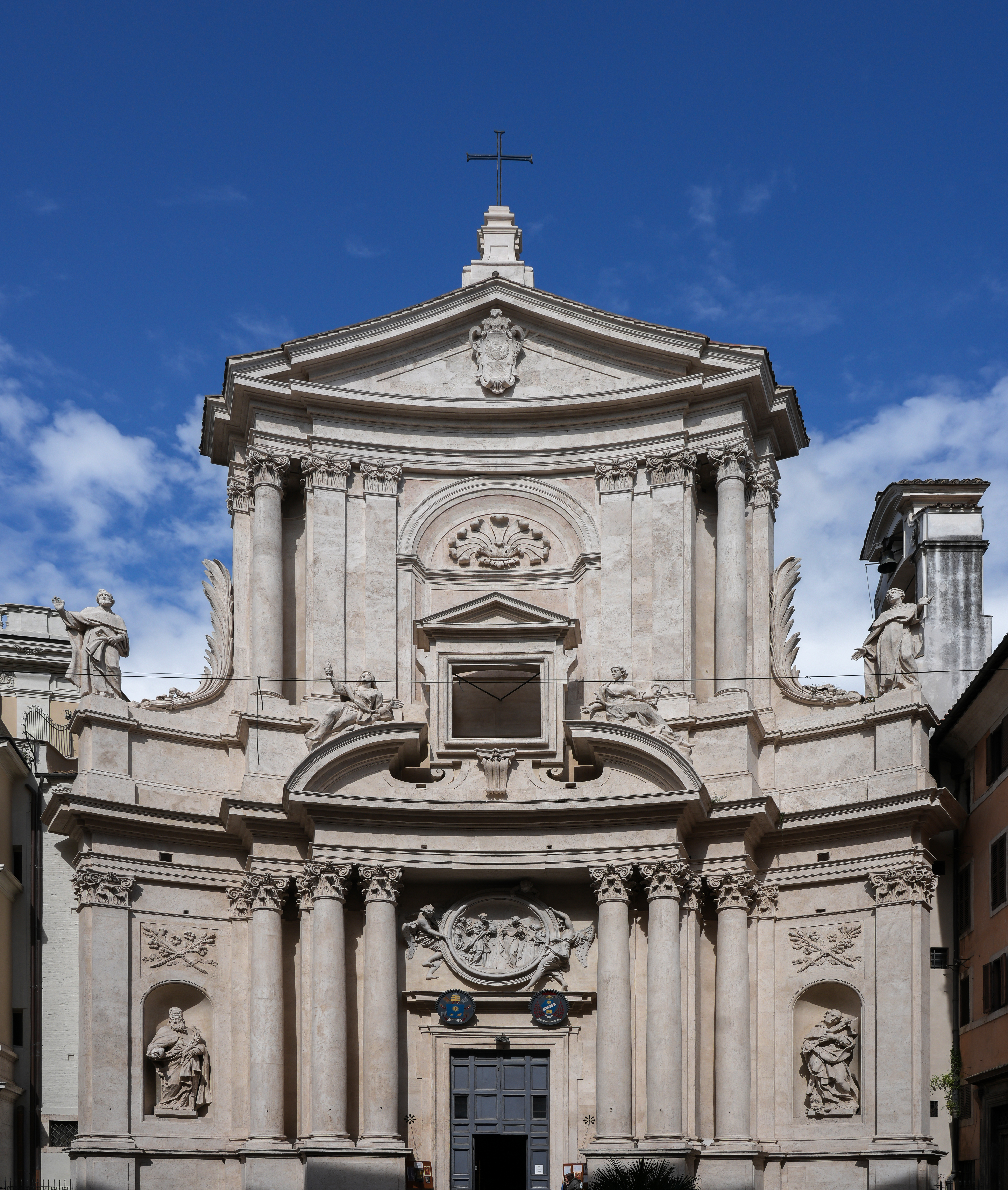
Iglesia de San Marcello al Corso, de Carlo Fontana (1682-1683)
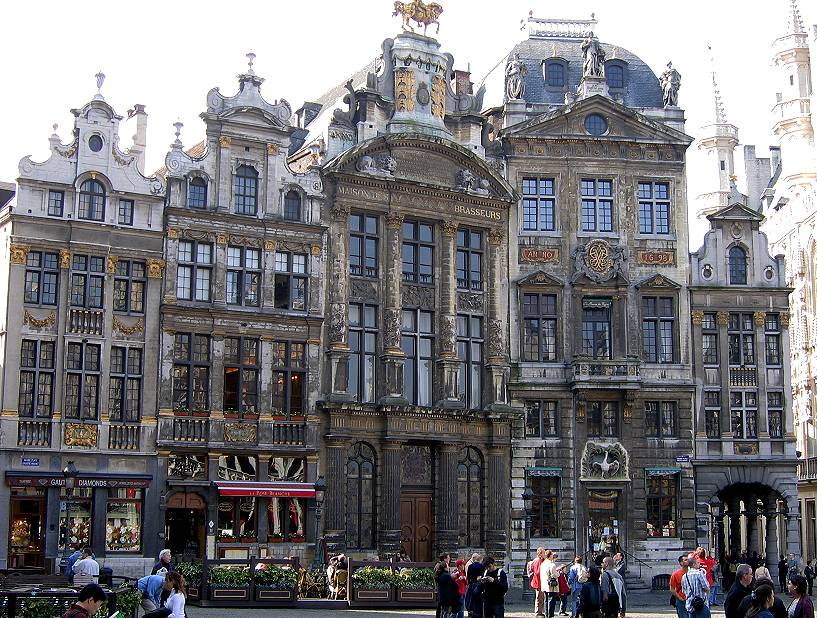
Grand Place de Bruselas (1695-1699). Fue característico la incorporación de características barrocas a edificios espacios públicos de otras ciudades, destacadamente Viena, Ámsterdam o Venecia (además de las ya citadas Madrid o Roma).

Escultura barroca
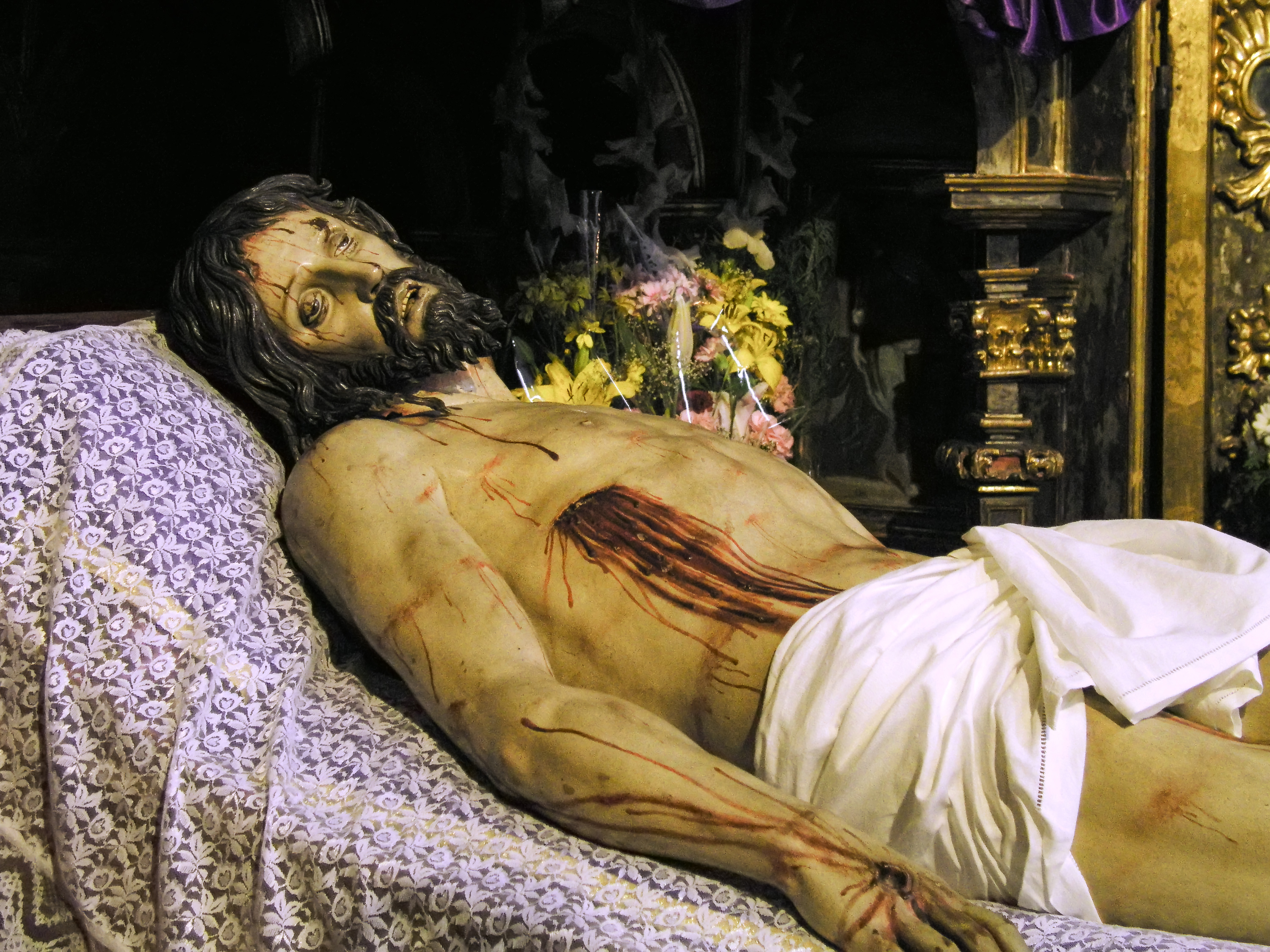
Cristo yacente, de Gregorio Fernández (1620-1625)
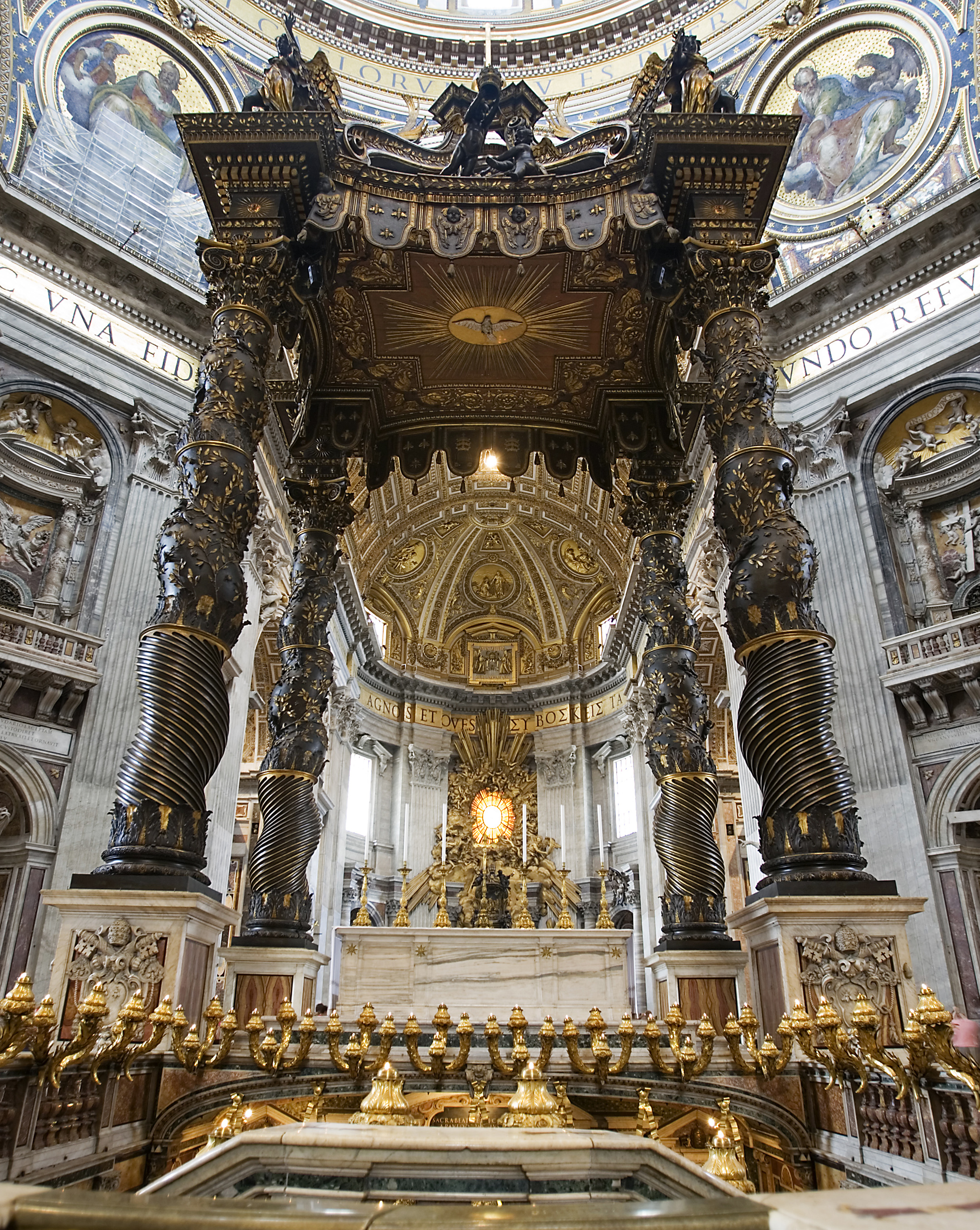
Baldaquino de San Pedro, de Bernini (1624-1633)
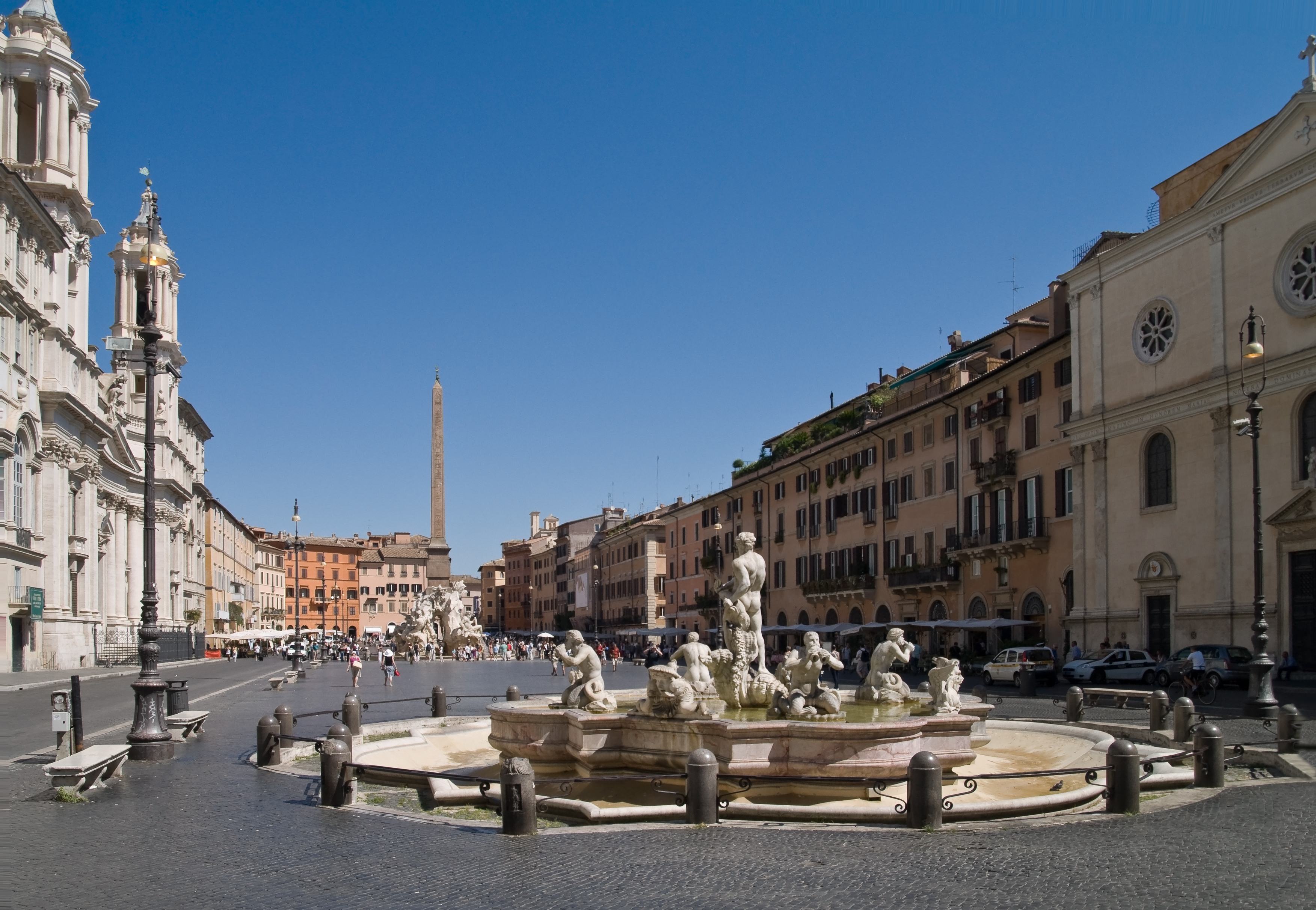
Piazza Navona, ejemplo del urbanismo barroco romano, que incluye fuentes de Bernini (1651)
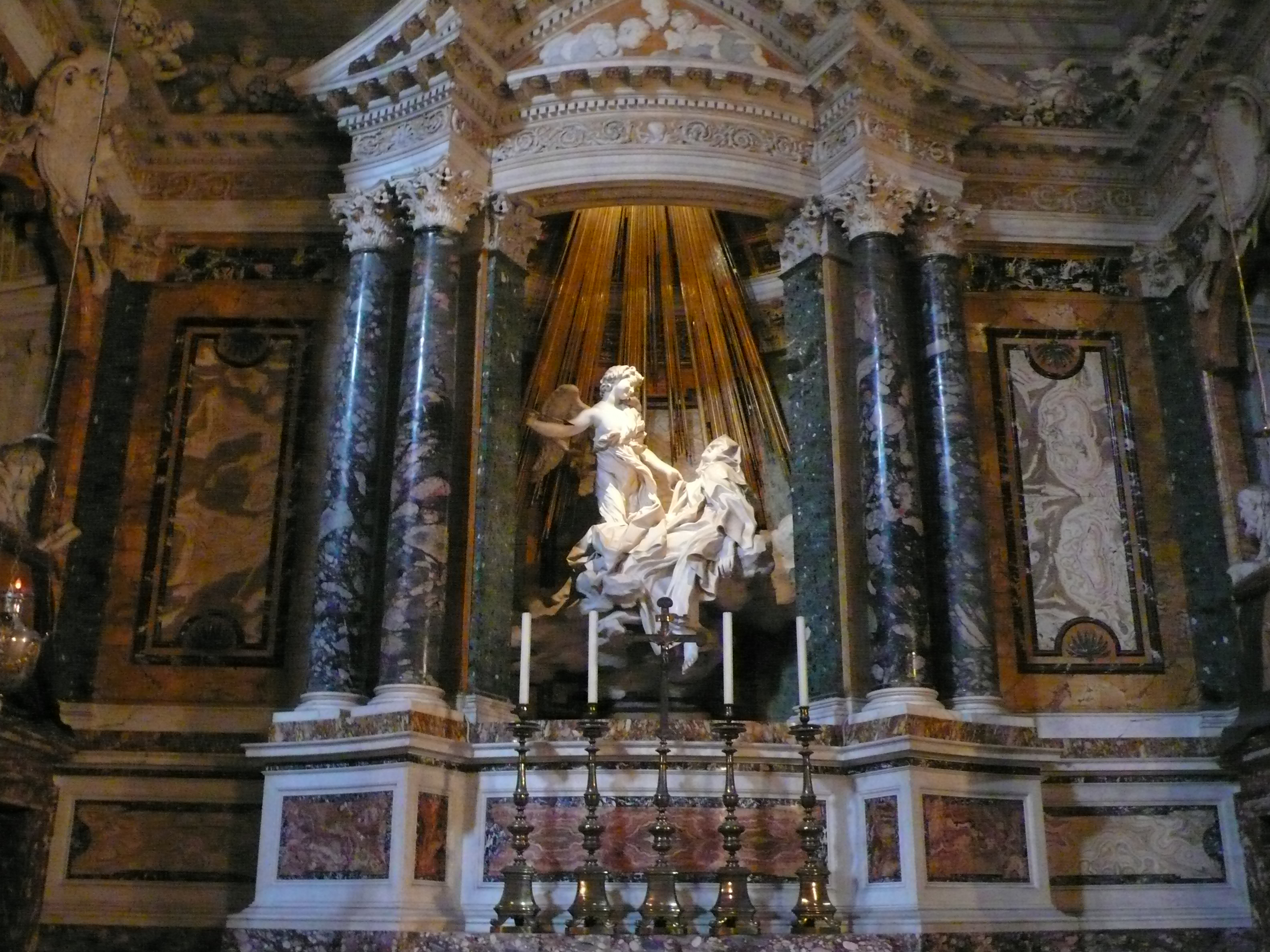
Capilla Cornaro de la Iglesia de Santa María de la Victoria de Roma, con el Éxtasis de Santa Teresa de Bernini (1647-1652)
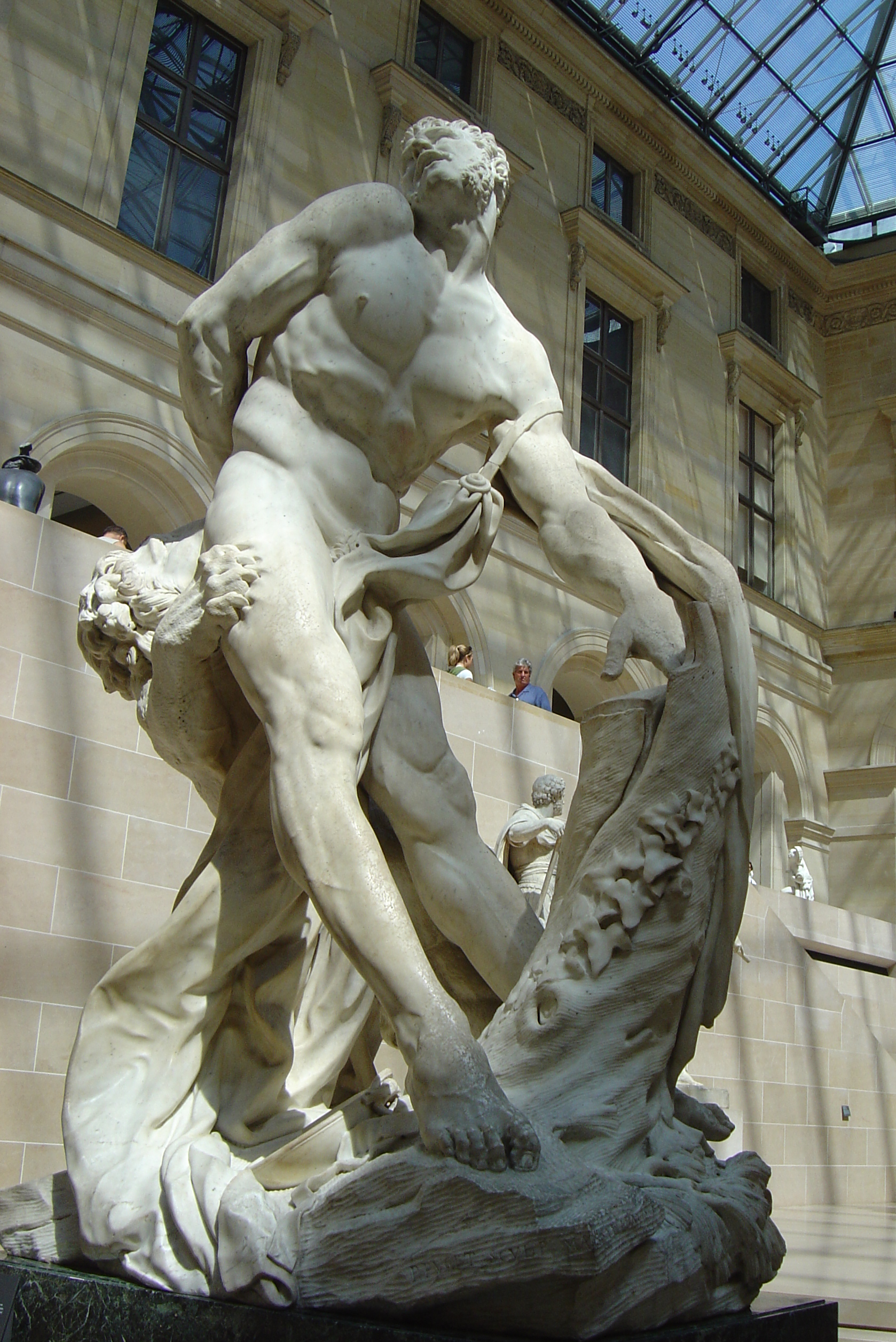
Milón de Crotona, de Pierre Puget (1671-1682)

En los países protestantes, el barroco fue un arte burgués, de iniciativa privada, con pintores holandeses como Rembrandt, Johannes Vermeer, Frans Hals o Ruysdael, que trabajaban para el mercado libre.
En Inglaterra, cuya peculiar situación sociopolítica-religiosa era un intermedio entre las dos alternativas de la época, encontrará su público un pintor de la talla de Anton van Dyck.
En Francia, aunque algunos pintores, como los hermanos Le Nain o Georges de La Tour, y escultores, como Pierre Puget o François Girardon pueden con facilidad inscribirse dentro de los parámetros de lo barroco, la corriente dominante se adscribió a los cánones del clasicismo.

Pintura barroca
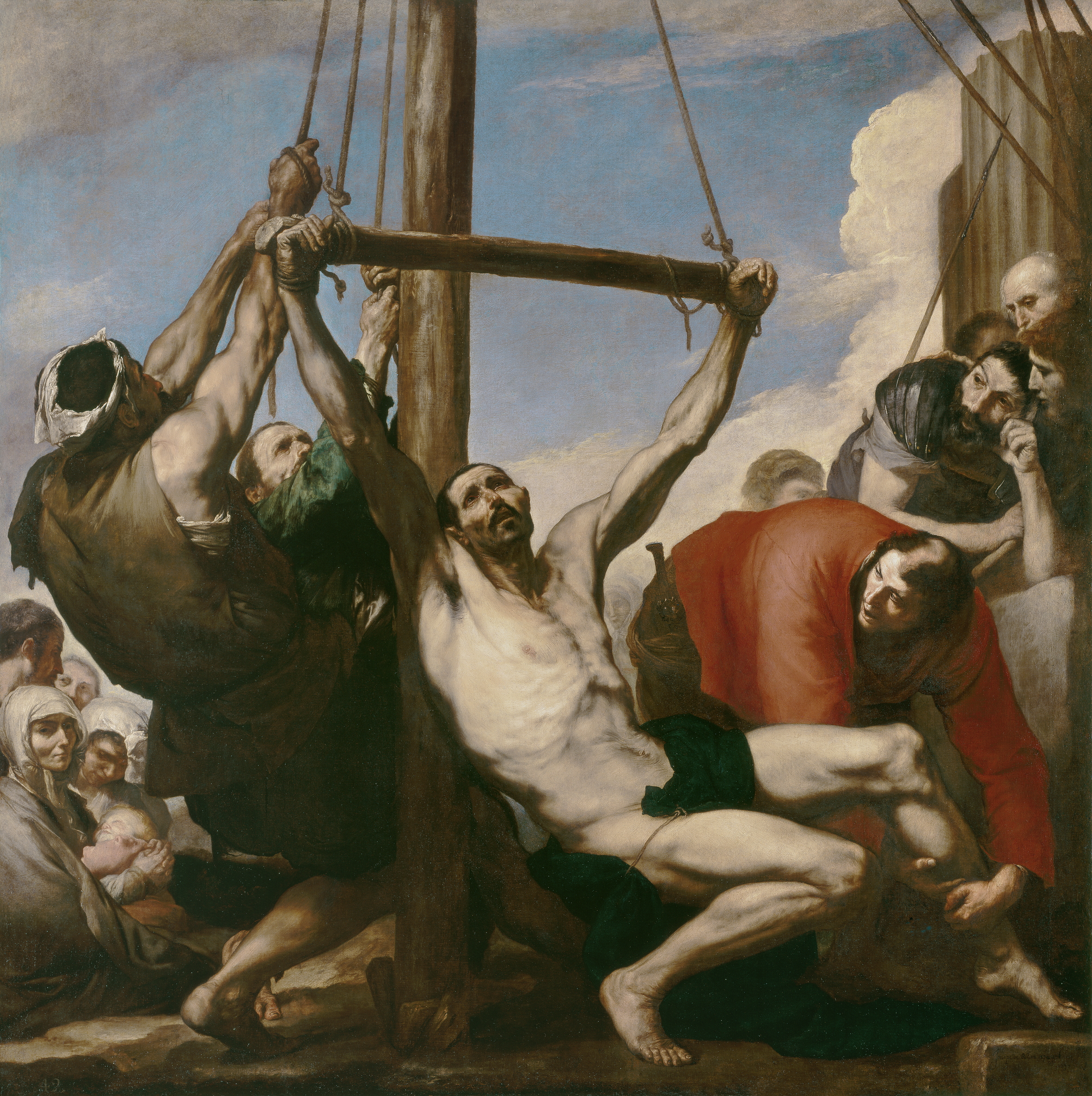
El martirio de San Felipe, de José de Ribera (1639)
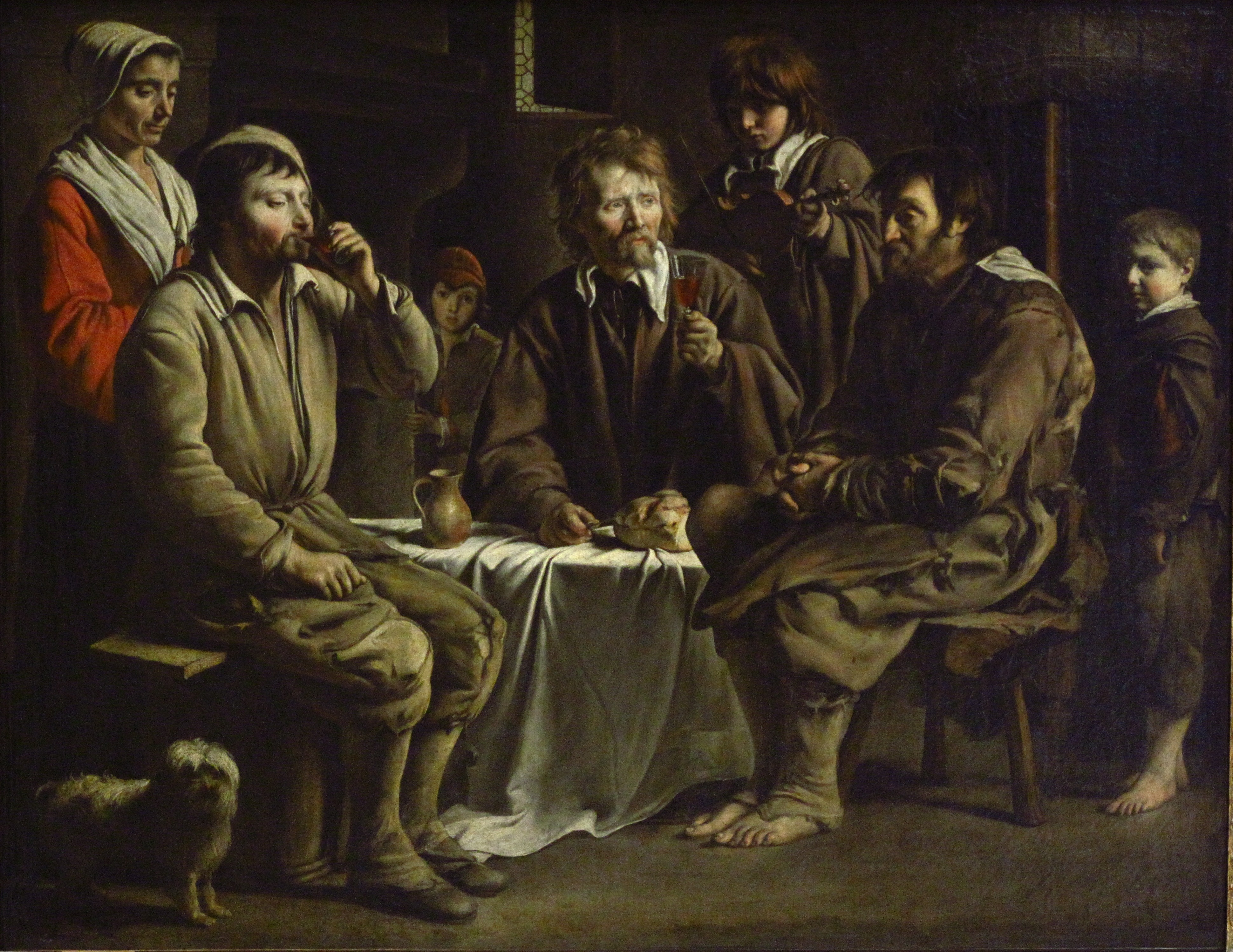
Campesinos bebiendo, de Louis Le Nain (1642)
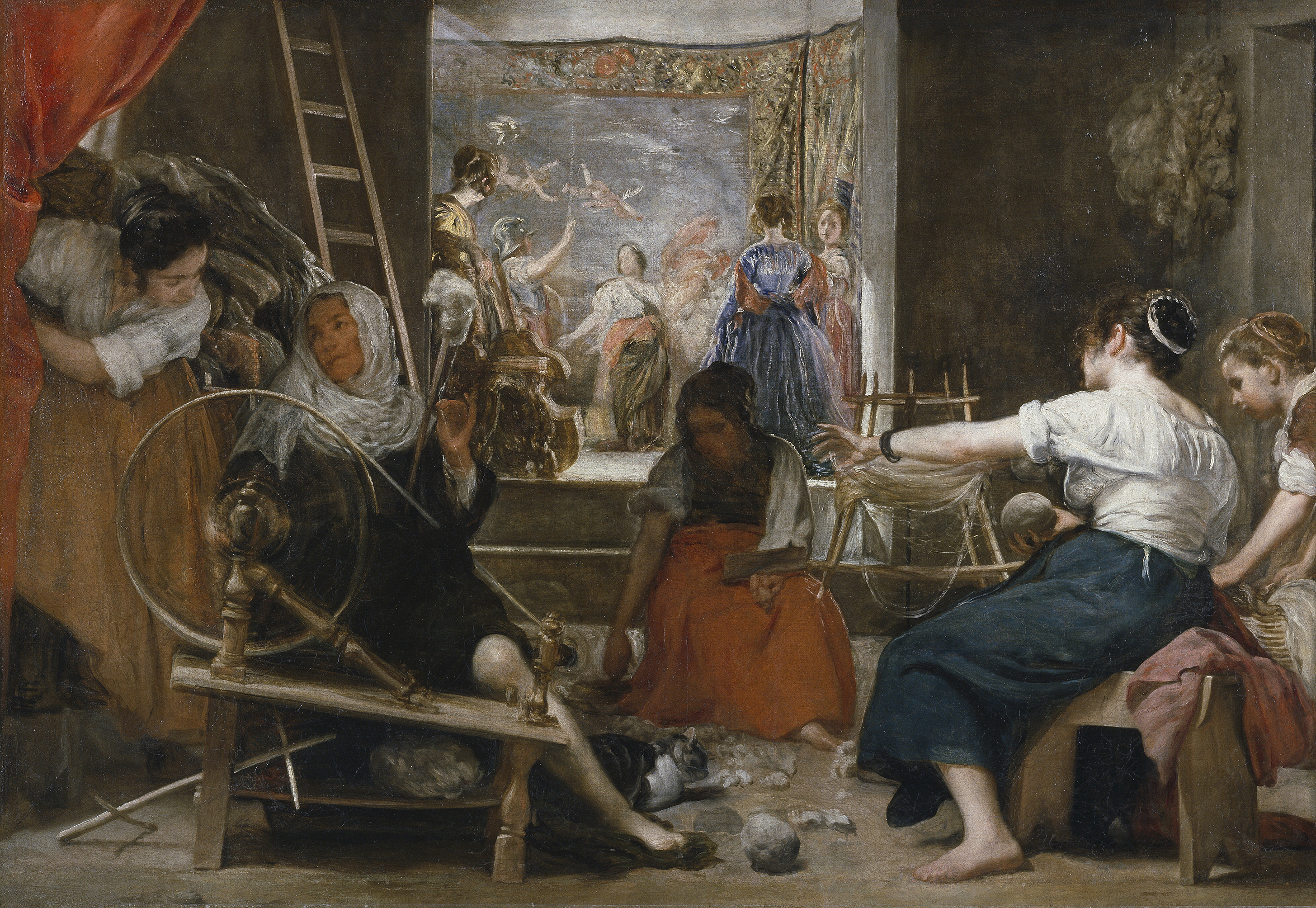
Las hilanderas, de Velázquez (1657)
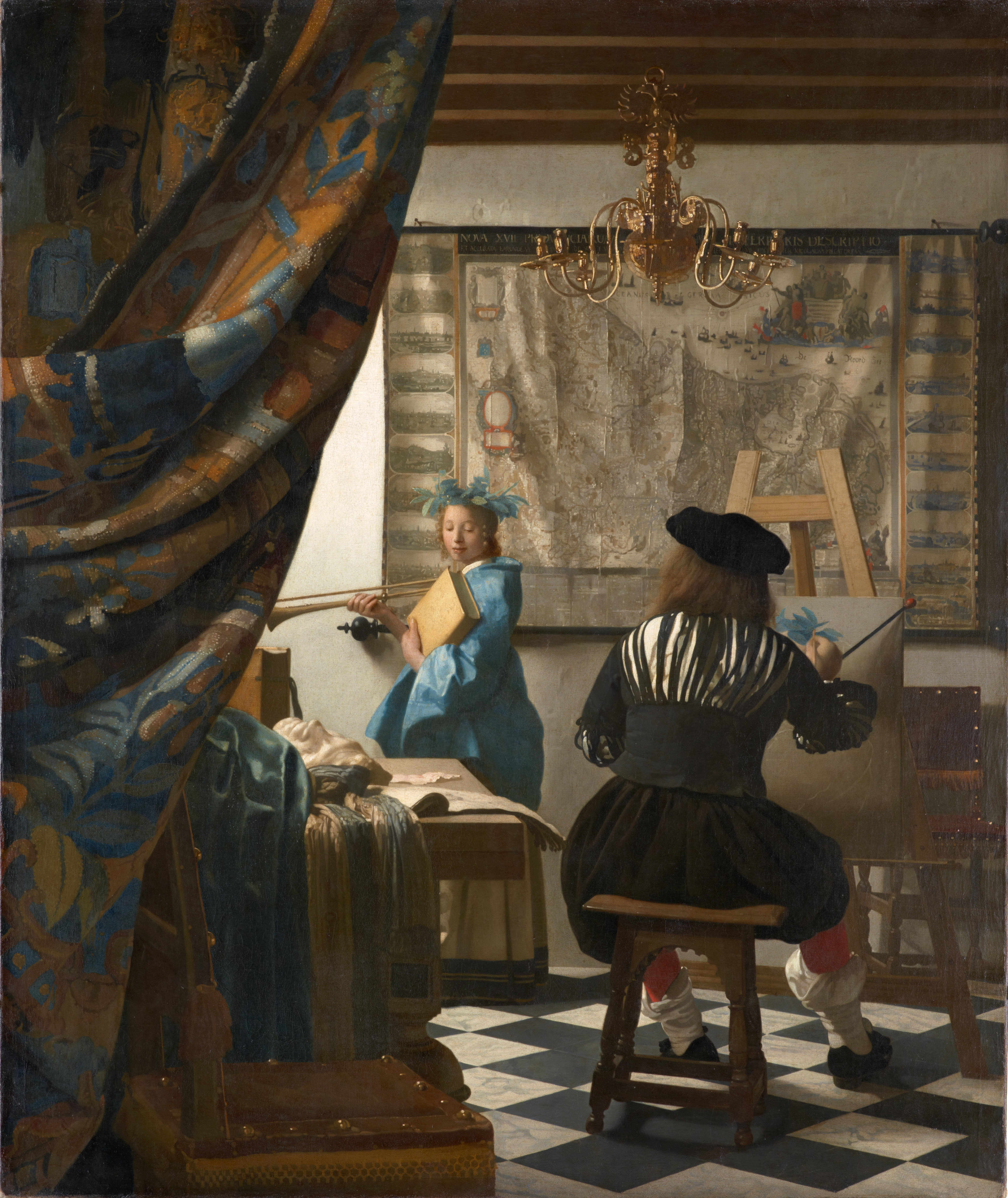
El arte de la pintura, de Vermeer (1666)
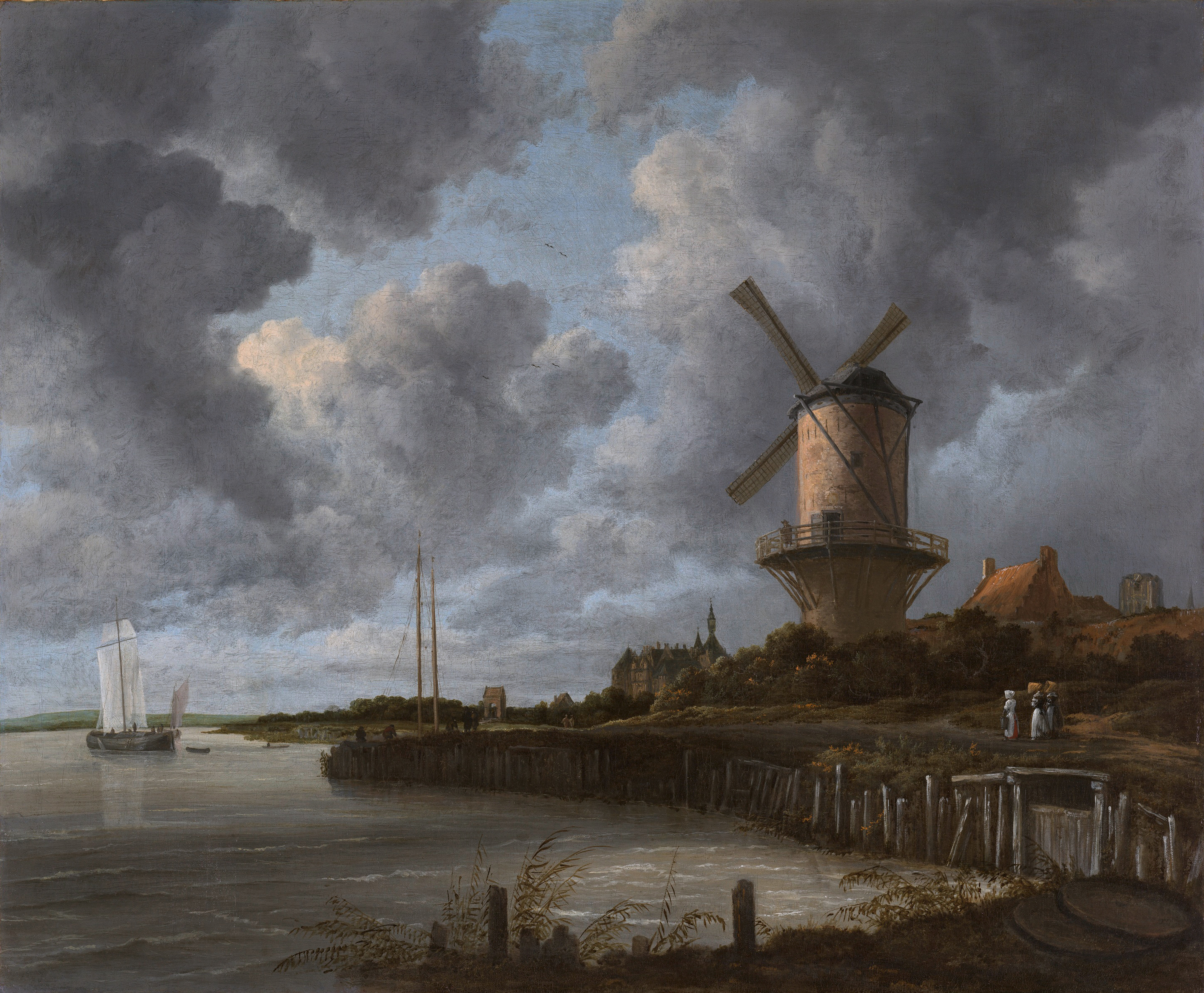
Molino en Duurstede, Ruysdael (1670). La pintura de paisaje por sí misma, sin necesidad de una excusa religiosa, se desarrolla como género autónomo.
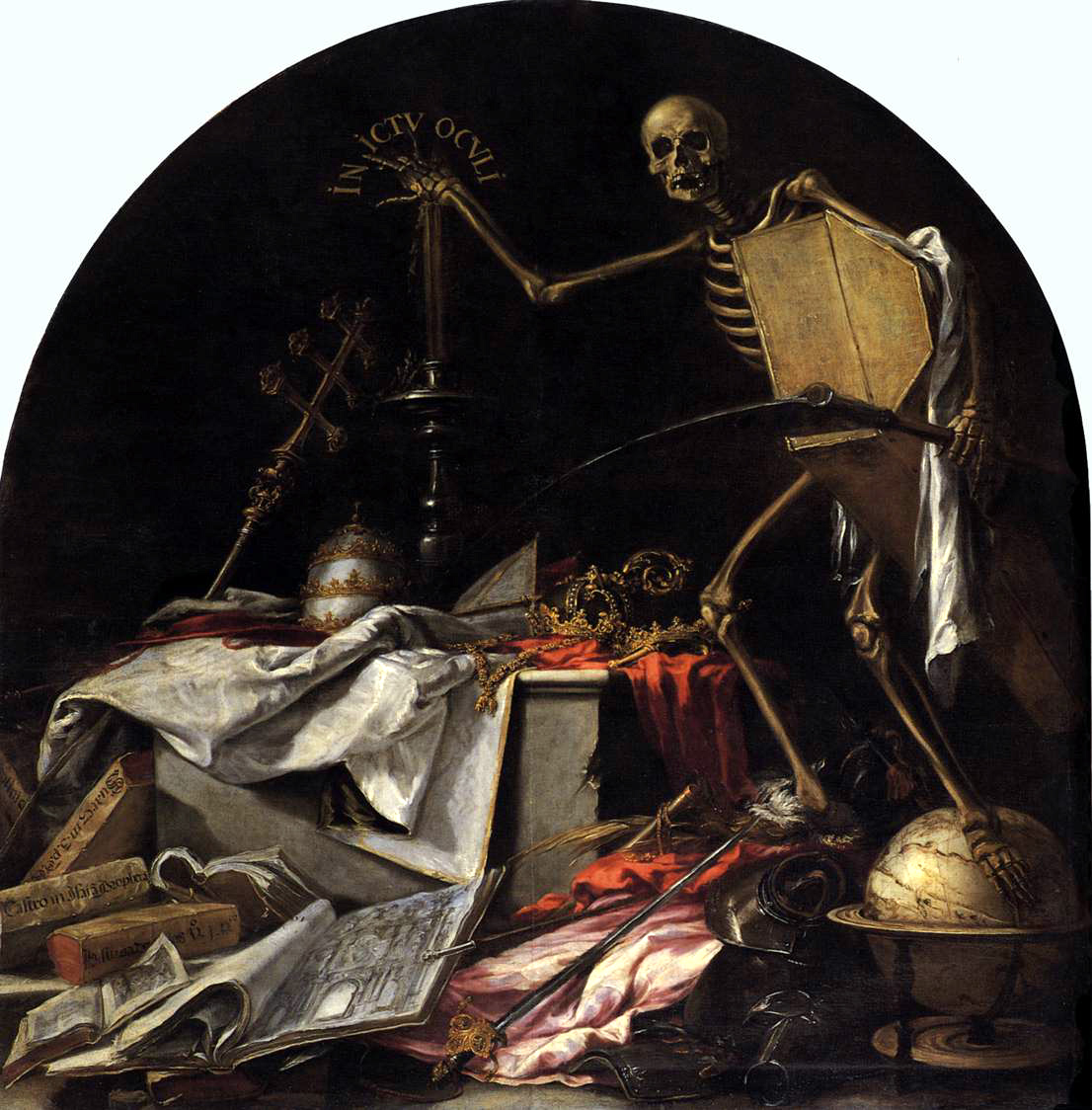
In ictu oculi, una de las Alegorías del Hospital de la Caridad (Sevilla), de Valdés Leal (1672)

#### Clasicismo
Las academias que se crearon, primero en la Italia renacentista, y luego en España, Inglaterra y Francia, fijaron un gusto estético que ponía las normas codificadas por los tratadistas del arte por encima de la fantasía creativa. Francia se convirtió en la segunda mitad del siglo XVII en el centro de este movimiento clasicista, aunque Italia lo inspirara en su primera mitad (Annibale Carracci, Guido Reni, Domenichino, Guercino, Accademia di San Luca). Franceses fueron el pintor Nicolás Poussin, que pasó la mayor parte de su vida artística en Roma, o el escultor Jacques Sarazin.
La máxima expresión del clasicismo francés fue el programa artístico diseñado en torno al palacio de Versalles, levantado a las afueras de París como pieza clave de un más amplio programa de ingeniería política y social para el asentamiento de la monarquía absoluta de Luis XIV (pintores como Hyacinthe Rigaud o Charles Le Brun, arquitectos como Luis Le Vau o los Mansart, escultores como Coysevox o Puget, e incluso el diseñador de jardines Le Nôtre).
La reconstrucción tras el gran incendio de Londres de 1666 permitió diseños urbanísticos y edificios singulares en los que predominaron criterios clasicistas, mientras las villas campestres se trazaban con gusto palladiano. Se va estableciendo un gusto que determinará con el tiempo las diferencias entre el jardín inglés artificiosamente naturalista frente a la pureza formal de las líneas del jardín francés.

Pintura clasicista
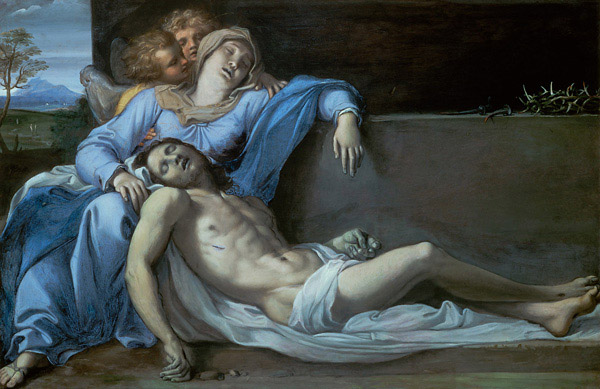
Piedad, de Annibale Carracci (1603)
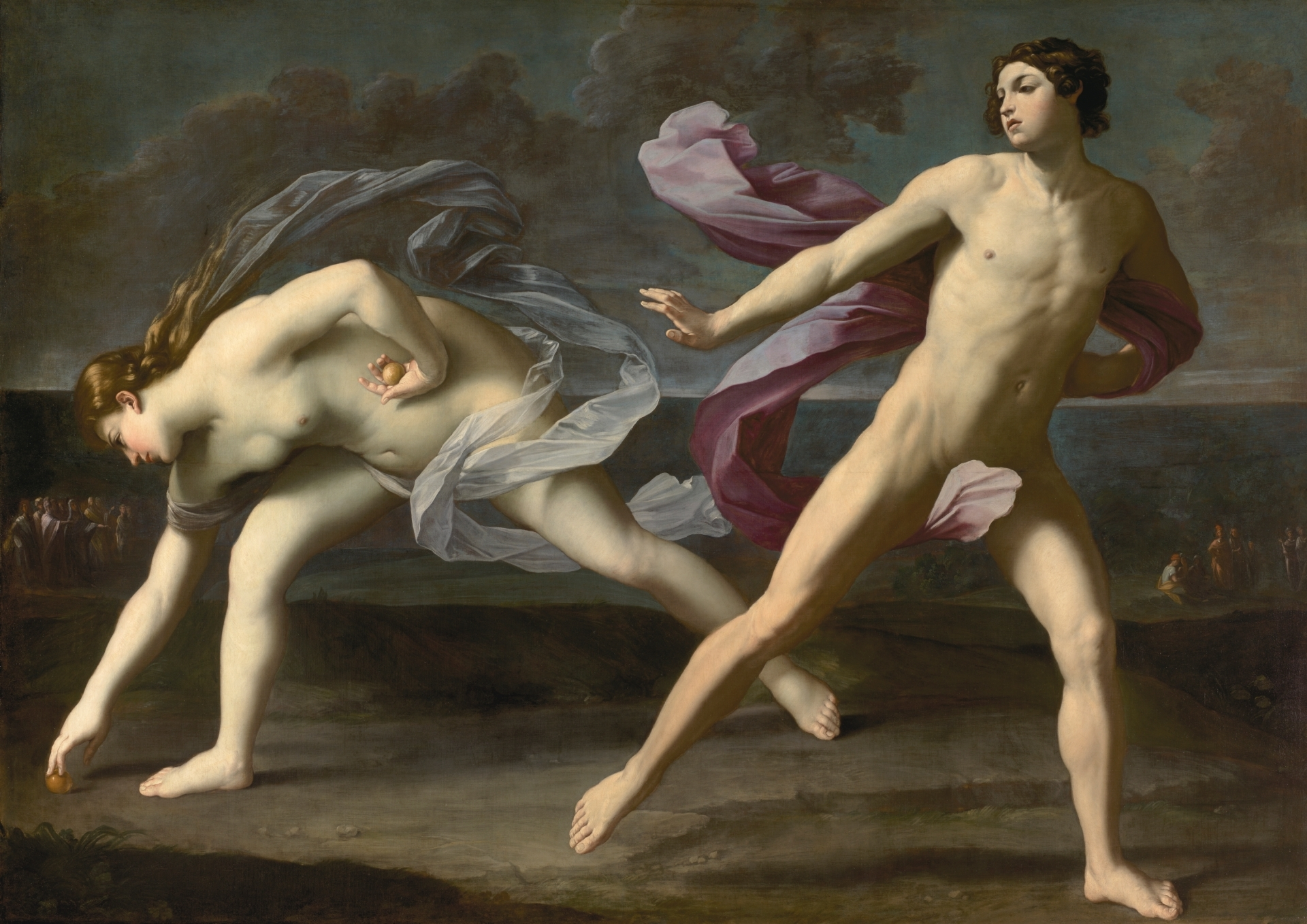
Atalanta e Hipomenes, de Guido Reni (1615-1625)
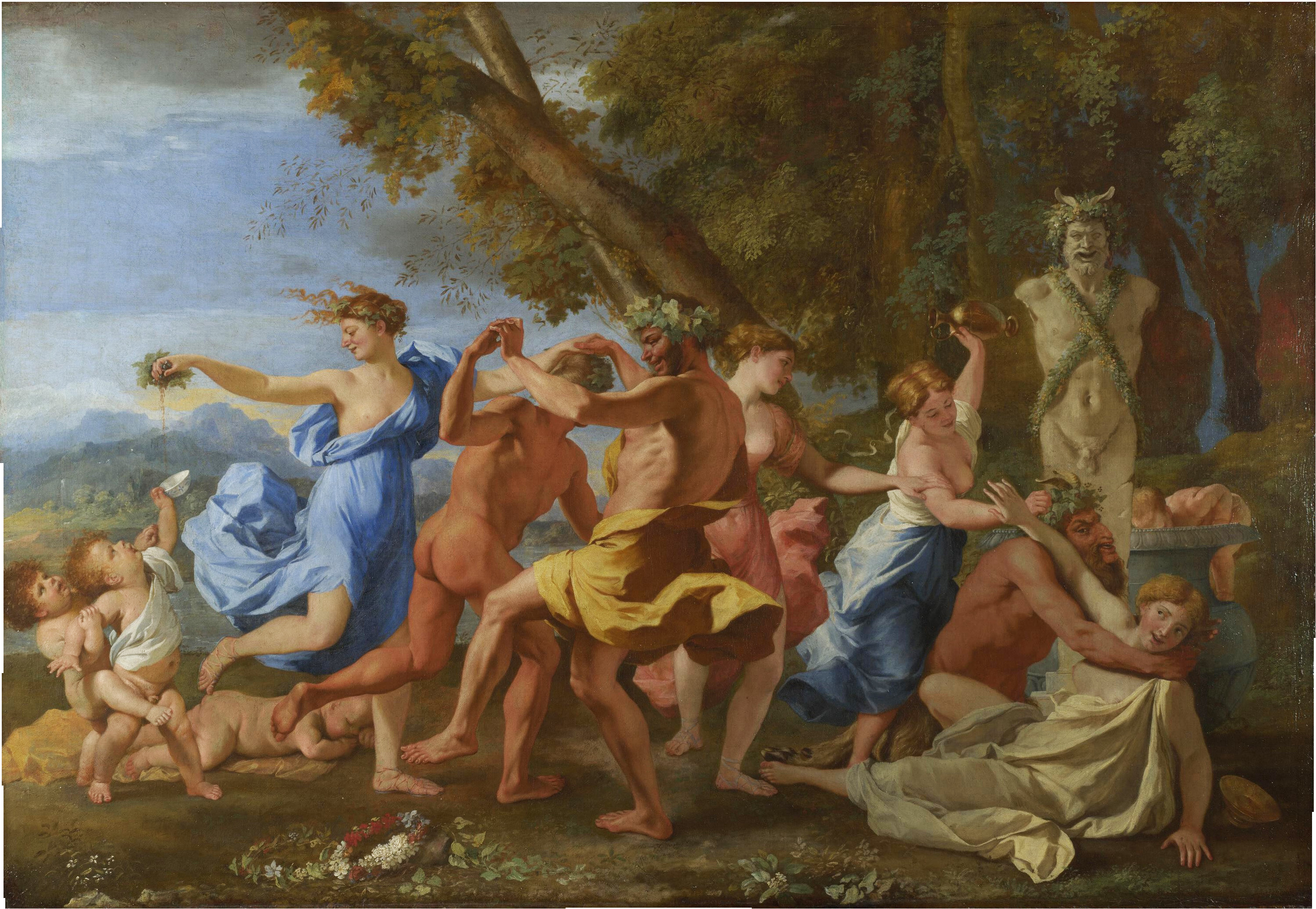
Bacanal, de Poussin (1634-1635)
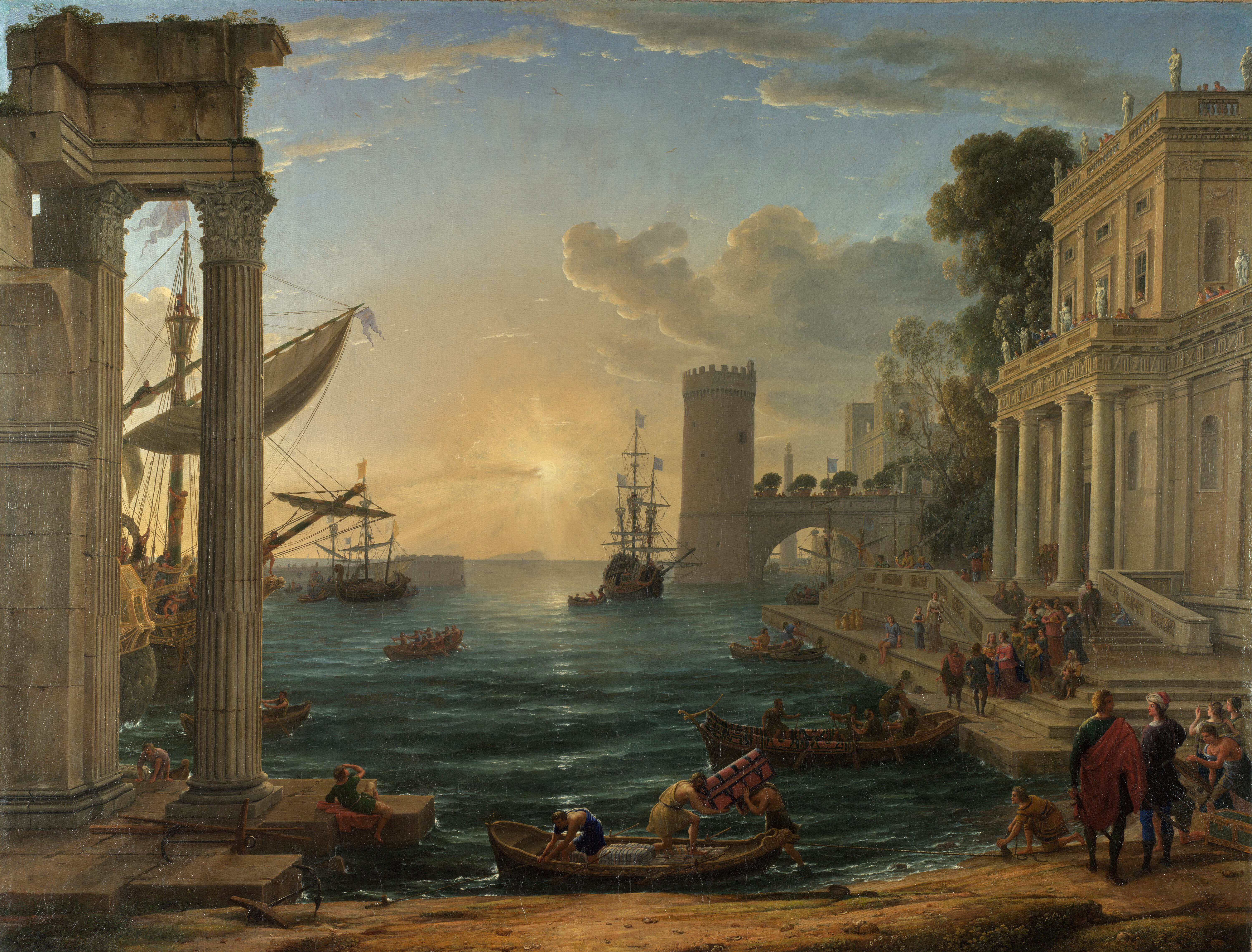
Puerto con el embarque de la Reina de Saba, de Claudio de Lorena (1648)

Arquitectura y escultura clasicistas
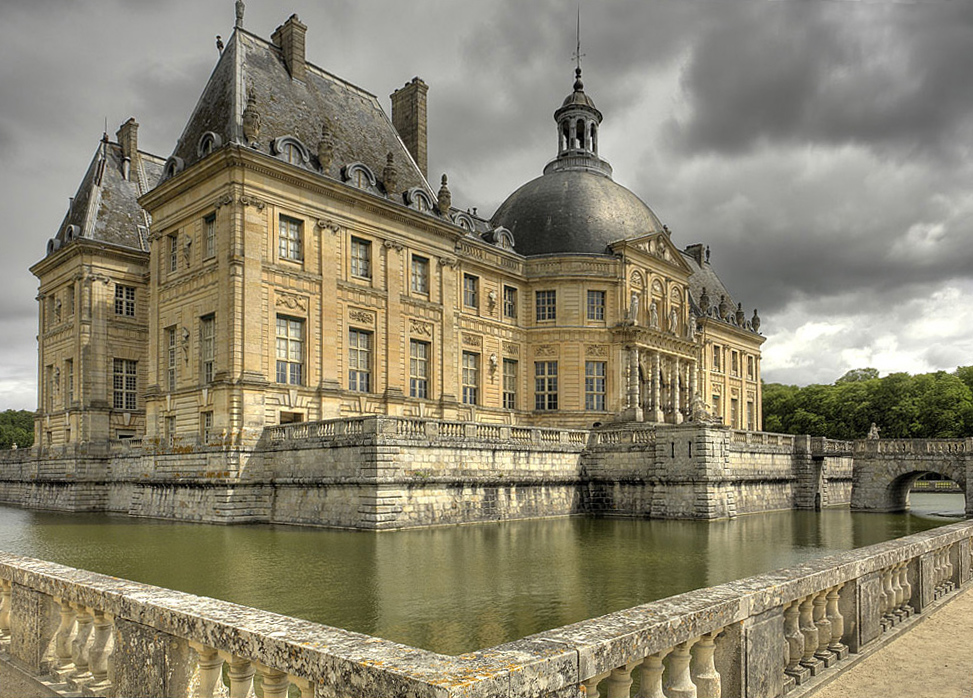
Palacio de Vaux-le-Vicomte, del arquitecto Luis Le Vau y el diseñador de jardines Le Nôtre (1658-1661)
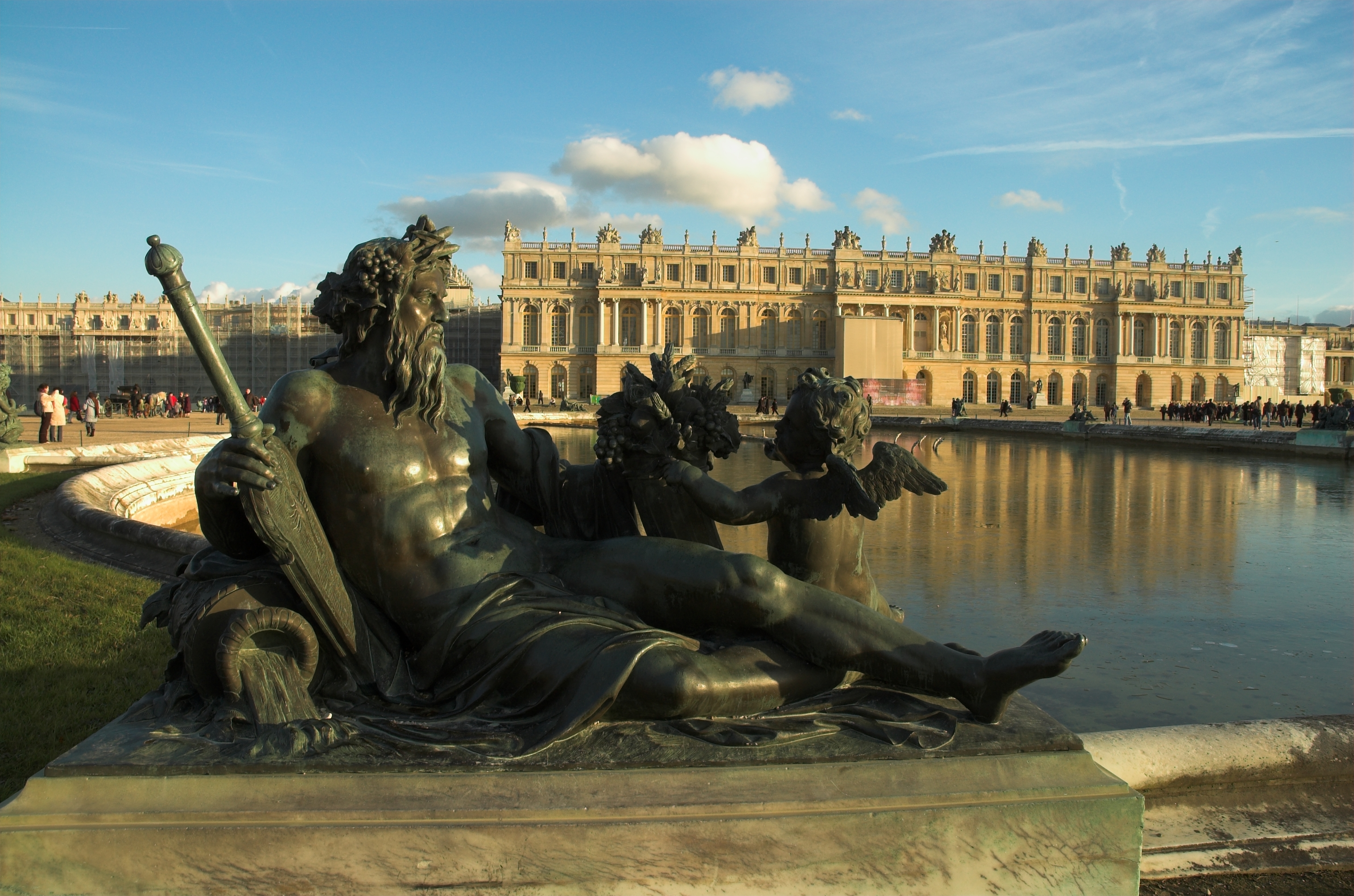
Palacio de Versalles, de los mismos (1661-1692)
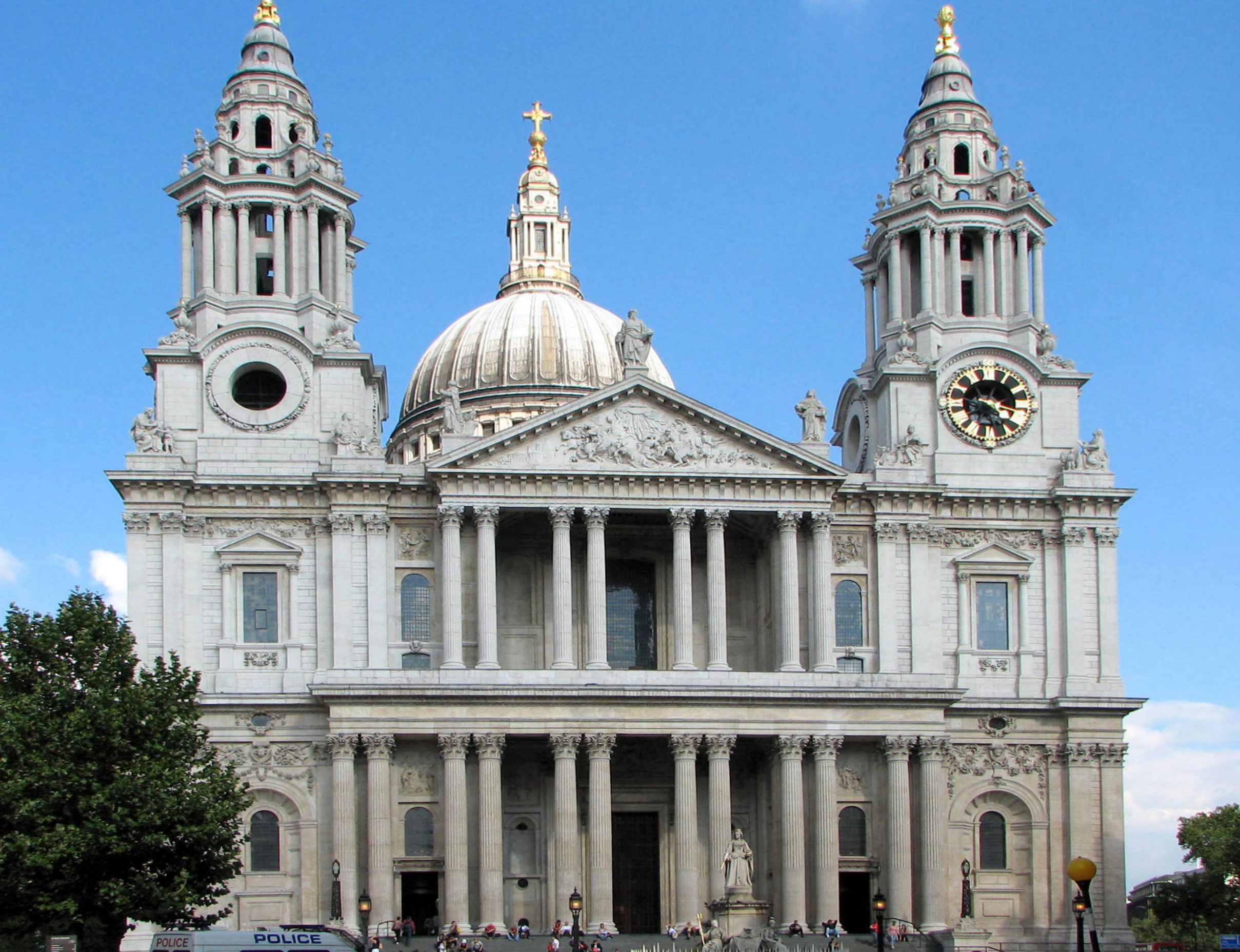
Catedral de San Pablo de Londres, Christopher Wren (1676-1710)
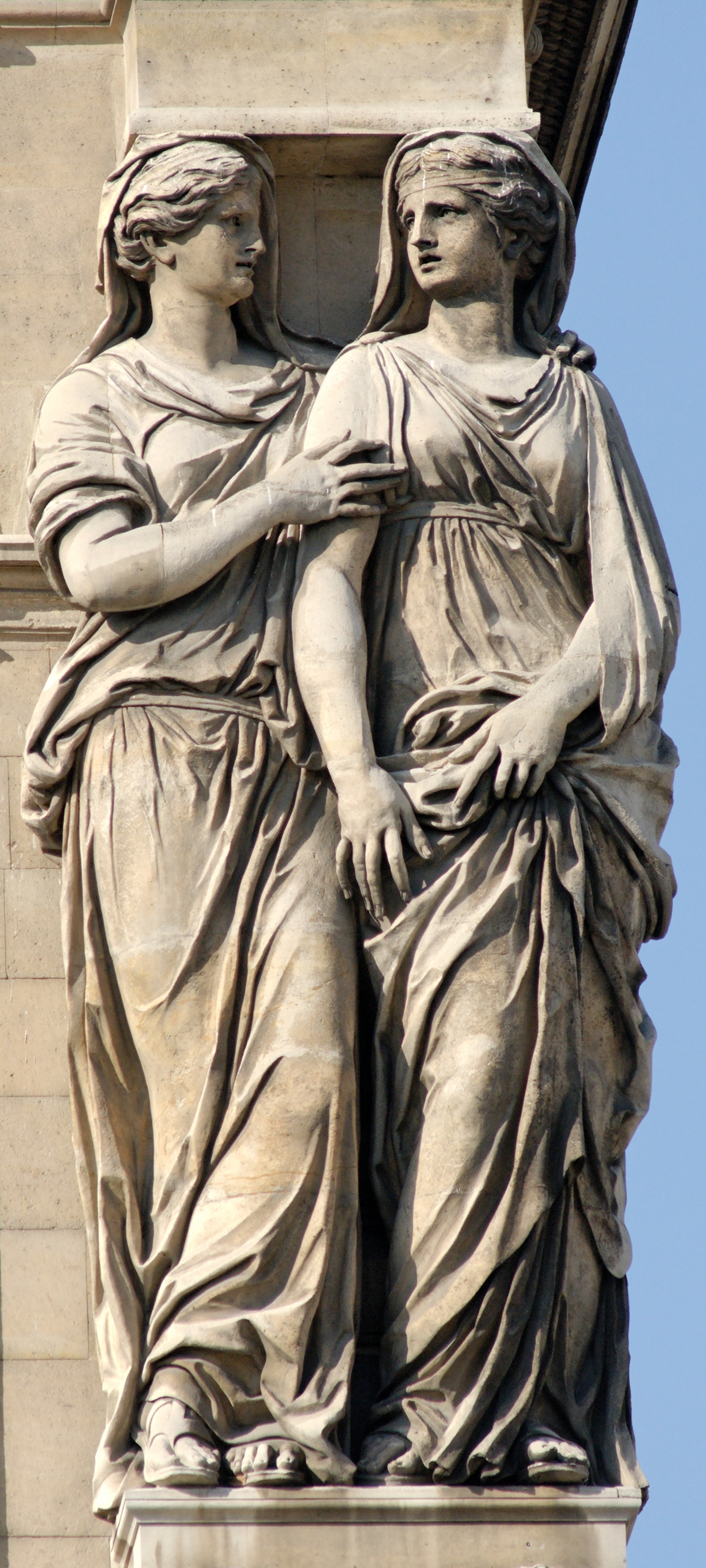
Cariátides del Louvre, de Jacques Sarazin (1639 a 1642)

#### Rococó
Aunque el origen del término es despectivo, pretendiendo ridiculizar la retorcida decoración de rocailles y coquilles propia del también denominado estilo Luis XVI, al igual que con el manierismo, el rococó se terminó por definir como un estilo autónomo, y al igual que a aquel, una exposición organizada por el Consejo de Europa le otorgó definitivamente el prestigio historiográfico (Múnich, 1958).
A lo largo de los dos primeros tercios del siglo XVIII, los palacios que se levantaron a imitación de Versalles por toda Europa a mayor gloria de las monarquías absolutas en proceso de convertirse en despotismos ilustrados (Palacio Real de Madrid y La Granja en España, Palacio de Invierno y Palacio de Catalina en San Petersburgo, Schönbrunn en Viena, Sanssouci en Prusia, Zwinger de Dresde, Ludwigsburg en Württemberg, Amalienborg en Copenhague, Caserta en Nápoles ―en Inglaterra no hubo palacios versallescos, el más importante de los edificios del siglo XVIII fue el Palacio de Blenheim de John Vanbrugh, prolongación del barroco clasicista inglés y anticipador del neoclasicismo―) llenaron sus espacios interiores con un arte intimista, privado e incluso secreto, de gran sensualidad, representado en la pintura francesa por Watteau, Maurice Quentin de La Tour, Boucher y Fragonard; y en el exquisito cuidado puesto en la confección e instalación de porcelanas (la gran novedad tecnológica de la época, que ocupó a algunos de los mejores escultores: Meissen ―Johann Joachim Kändler―, Augarten, Nymphenburg ―Franz Anton Bustelli―, Berlín, Vincennes,
Sèvres ―Étienne-Maurice Falconet―,
Lomonosov,
Chelsea, Buen Retiro, Alcora, etc.), cristales (La Granja), relojes (Real Fábrica de Relojes), muebles, etc. El estuco pasó a ser un material muy utilizado para la confección de complejos espacios arquitectónico-escultóricos (Giacomo Serpotta); mientras que el pastel en pintura (Chardin) y la terracota en escultura (Clodion) se convirtieron en las técnicas preferidas para el consumo de un gran mercado demandante de piezas pequeñas y elegantes. Los vedutisti italianos, sobre todo los venecianos Canaletto y Guardi, se vieron estimulados por la continua demanda de los primeros turistas aristocráticos que recorrían el circuito artístico europeo (el Grand Tour).

Arquitectura rococó
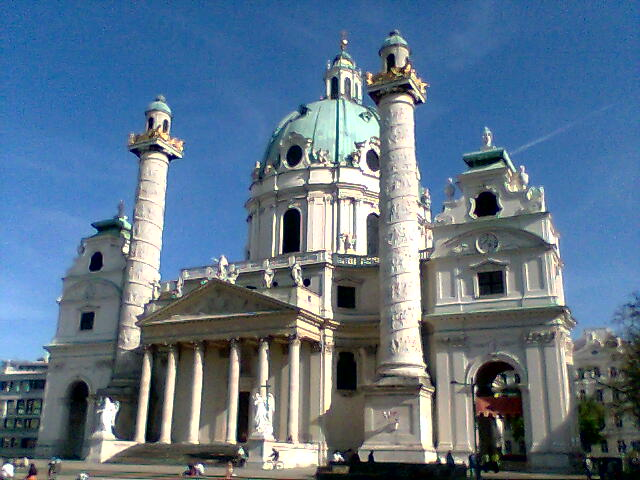
Iglesia de San Carlos Borromeo (Viena), de Johann Bernhard Fischer von Erlach (1716-1737)
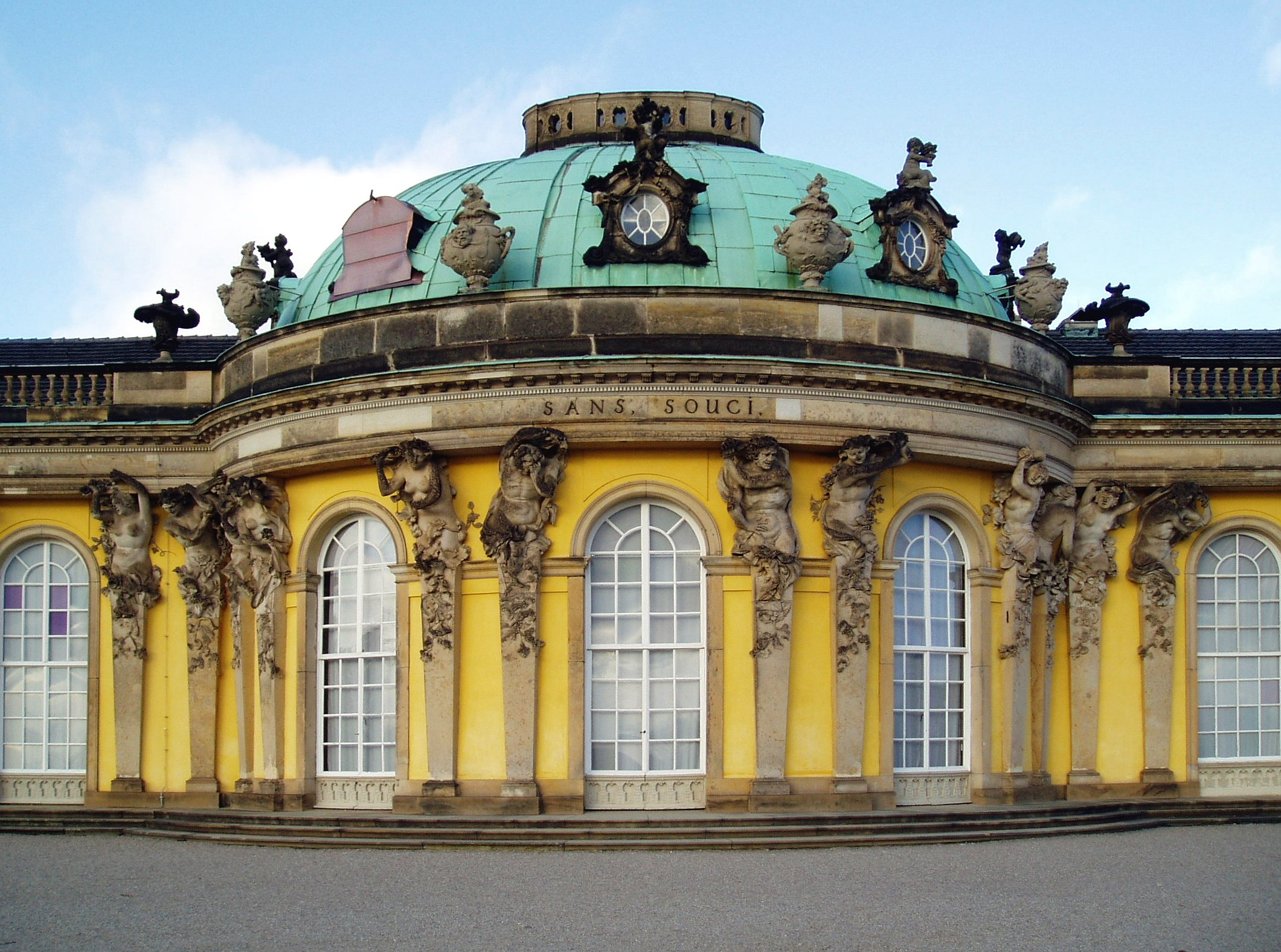
Palacio de Sanssouci de Von Knobelsdorff (1745-1747)
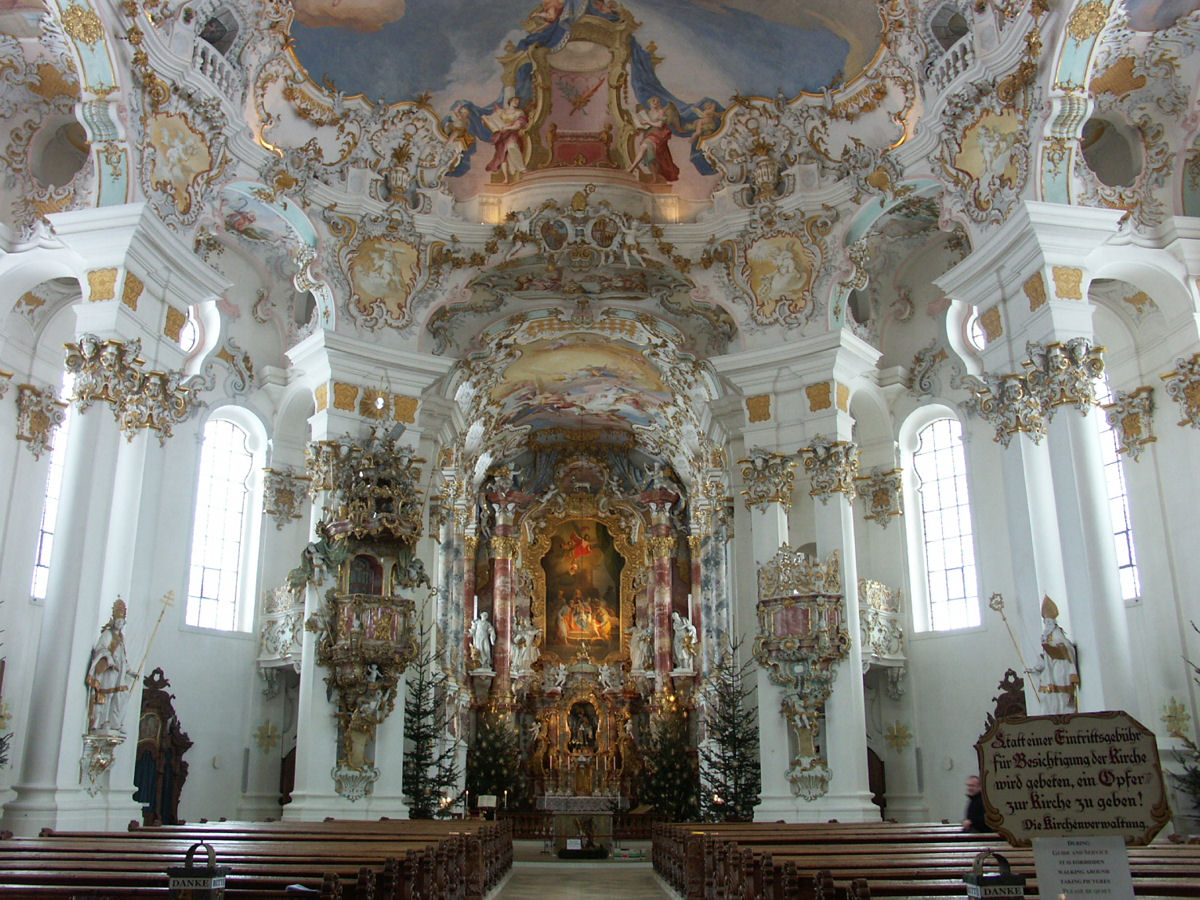
Iglesia de Wies, de los estuquistas y arquitectos Dominikus y Johann Baptist Zimmermann (1745-1754)
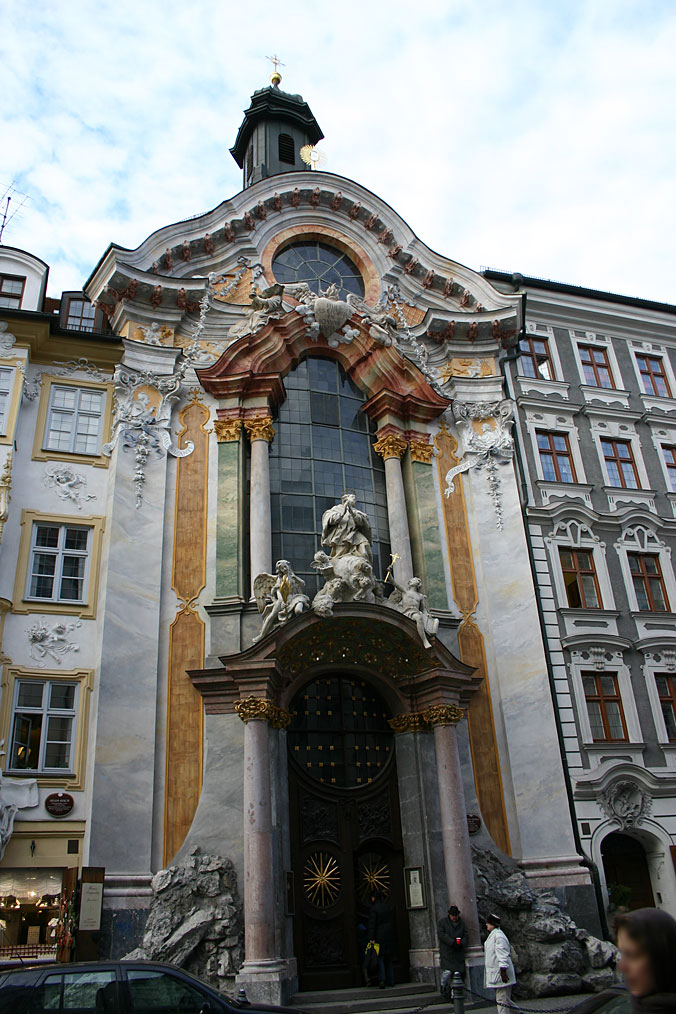
Asamkirche en Múnich, de los hermanos Egid Quirin Asam y Cosmas Damian Asam (1733-1746)
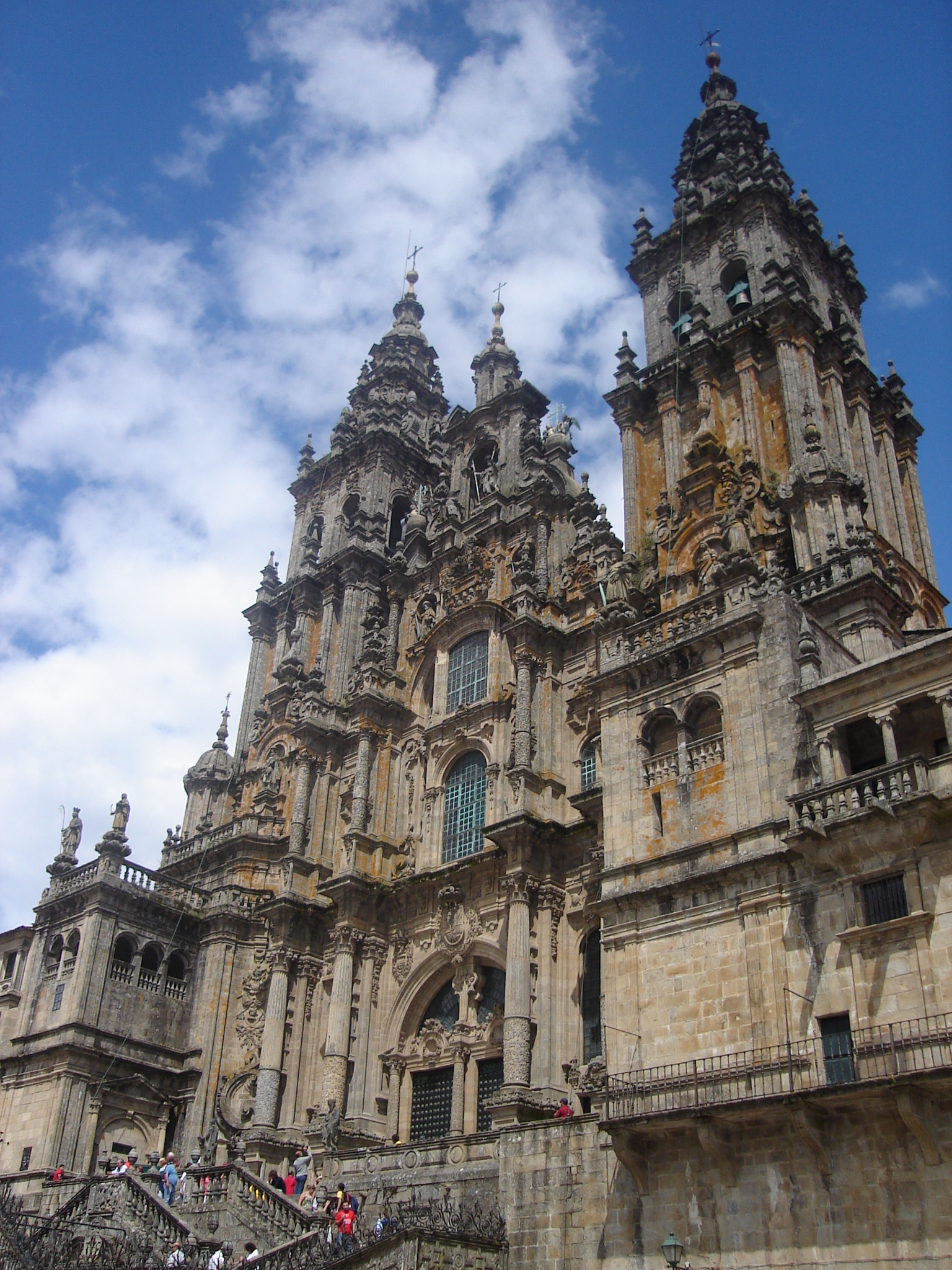
Fachada del Obradoiro en la Catedral de Santiago de Compostela, de Fernando de Casas Novoa (1740)
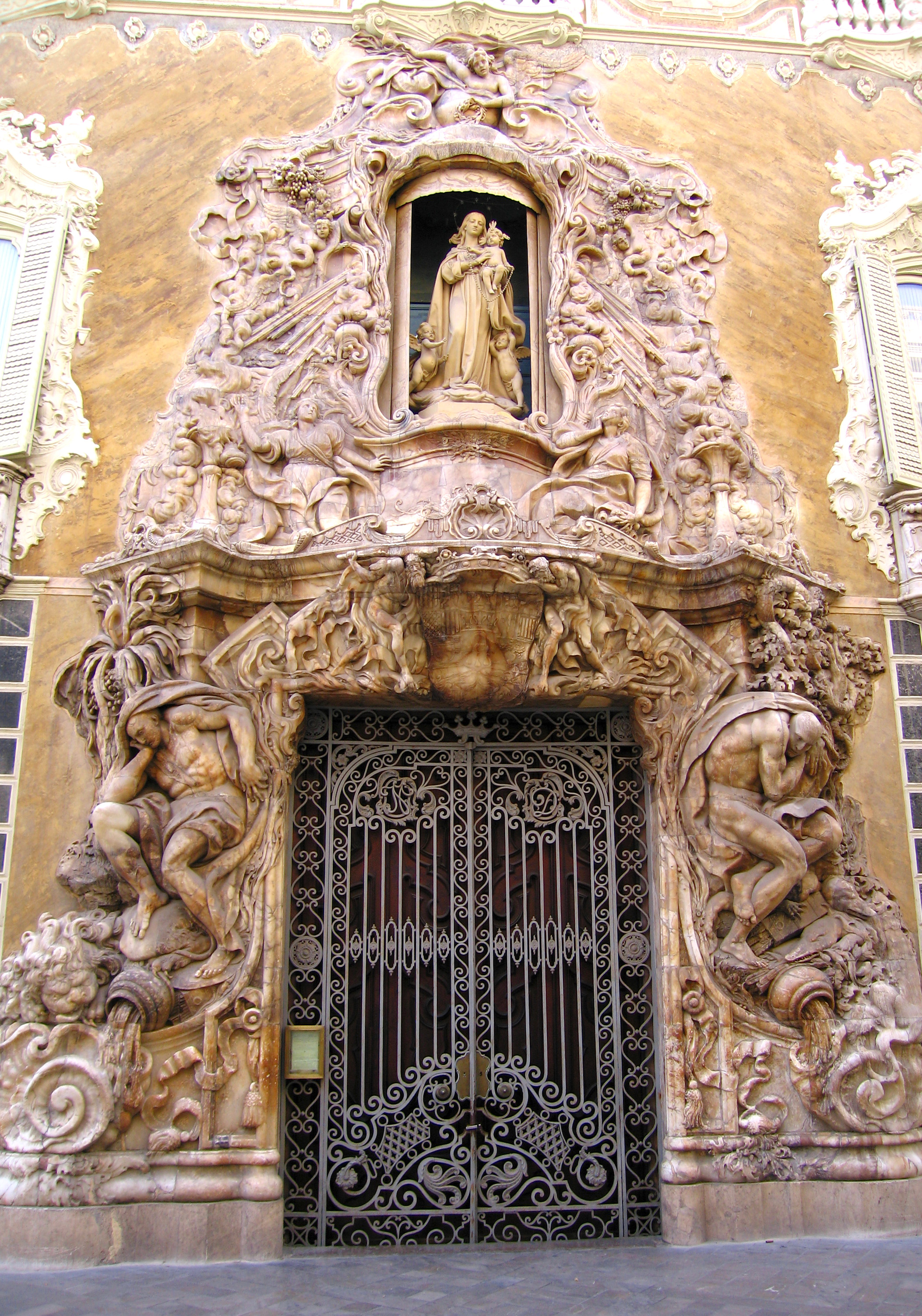
Palacio del Marqués de Dos Aguas, de Ignacio Vergara e Hipólito Rovira (c. 1740)

Al mismo tiempo, en entornos más públicos, la pintura inglesa realizaba propuestas estéticas semejantes con las conversation pieces y la pintura satírica de Hogarth (que también reflexionó teóricamente sobre La curva de la belleza predominante en el arte rococó -la serpentine, serpentinata o sigmoidea-), la elegante despreocupación de los retratos y paisajes de Gainsborough; la prolongación en el tiempo del denominado alto barroco alemán descomponía los espacios interiores de las iglesias (púlpitos, altares, pilares, bóvedas) haciendo que la extravagante decoración se convirtiera en el único elemento estructural visible; mientras que el churrigueresco español retorcía la fantasía barroca hasta el límite y Salzillo continuaba la tradición imaginera. Los cartones de Goya, a pesar de su datación en la segunda mitad del siglo, se incluyen en un gusto artístico semejante al rococó, muestra de su pervivencia en un momento en que la crisis del Antiguo Régimen enfrentaba ese gusto aristocrático con la racionalidad y sobriedad burguesa que se imponía en la Revolución francesa (1789).

Pintura Rococó
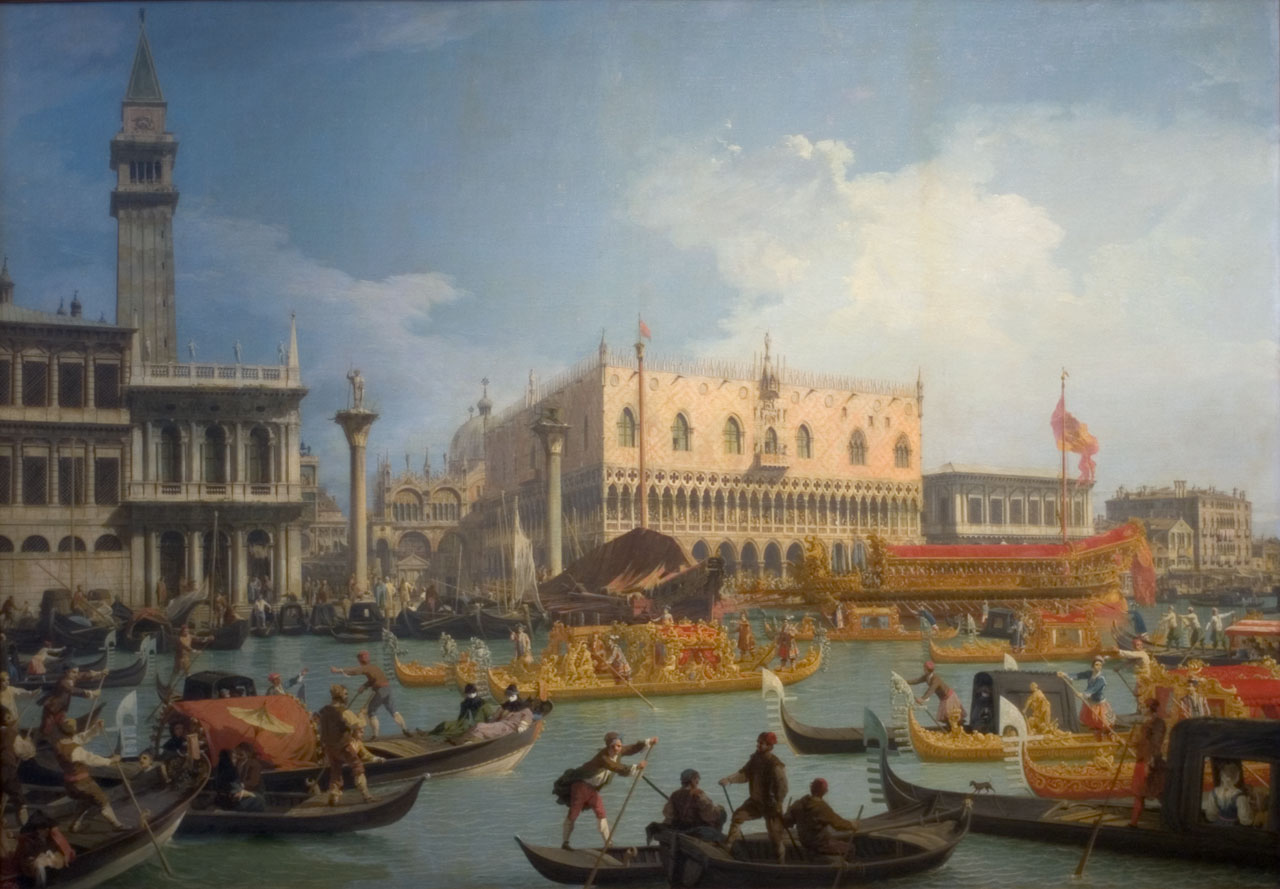
Fiesta de los esponsales entre Venecia y el Mar, de Canaletto (1729-1730)
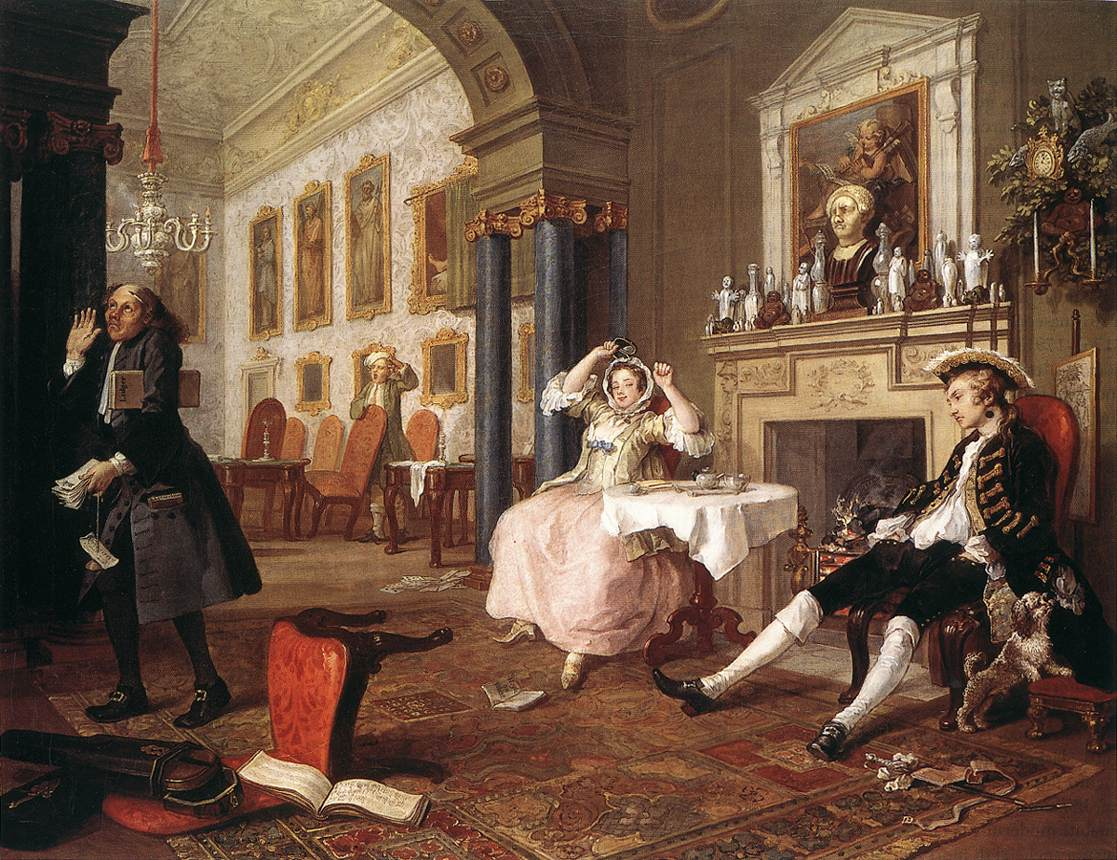
Matrimonio a la moda, de Hogarth (1745)
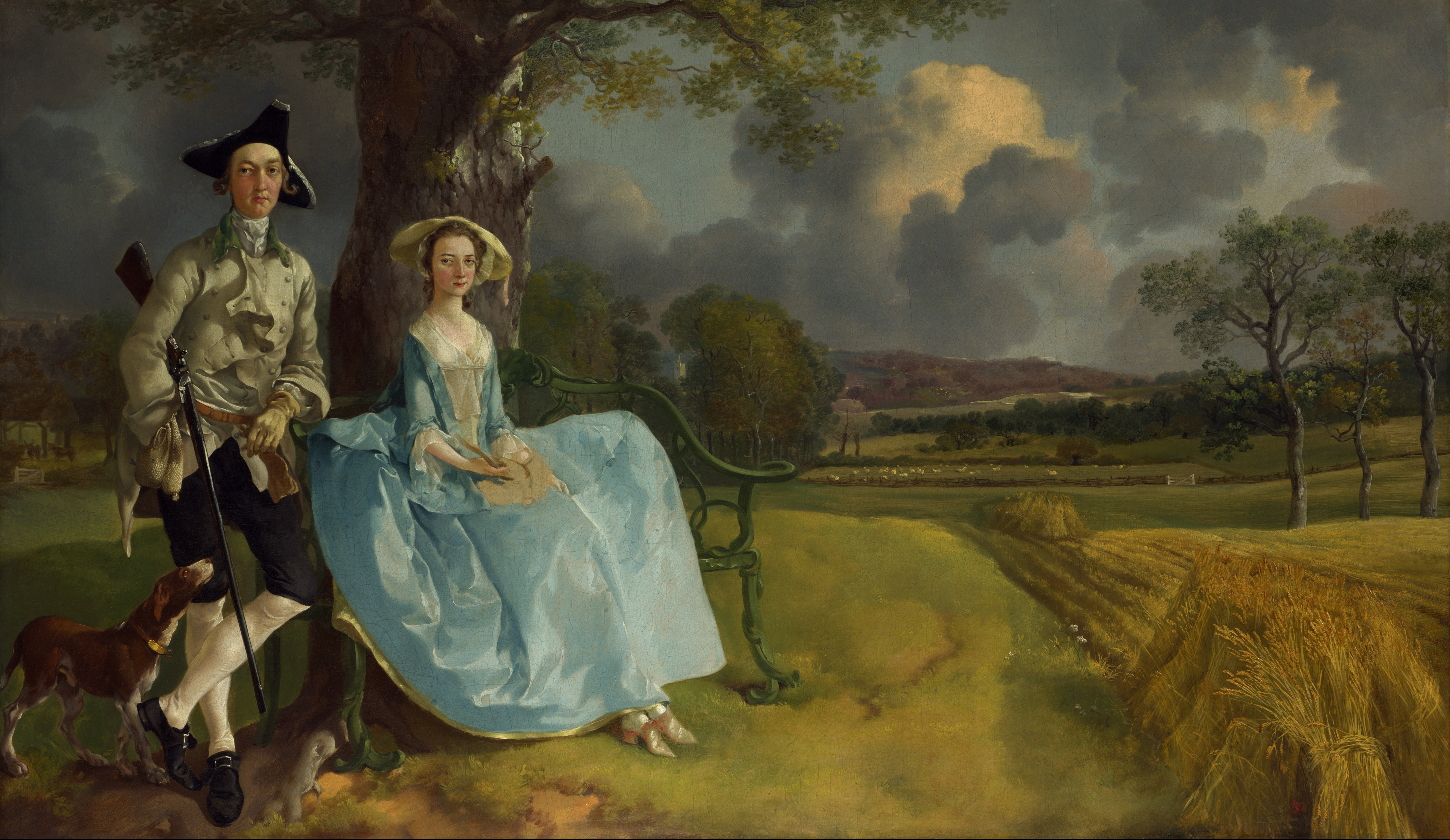
El Señor y la Señora Andrews, de Gainsborough (1748-1749)
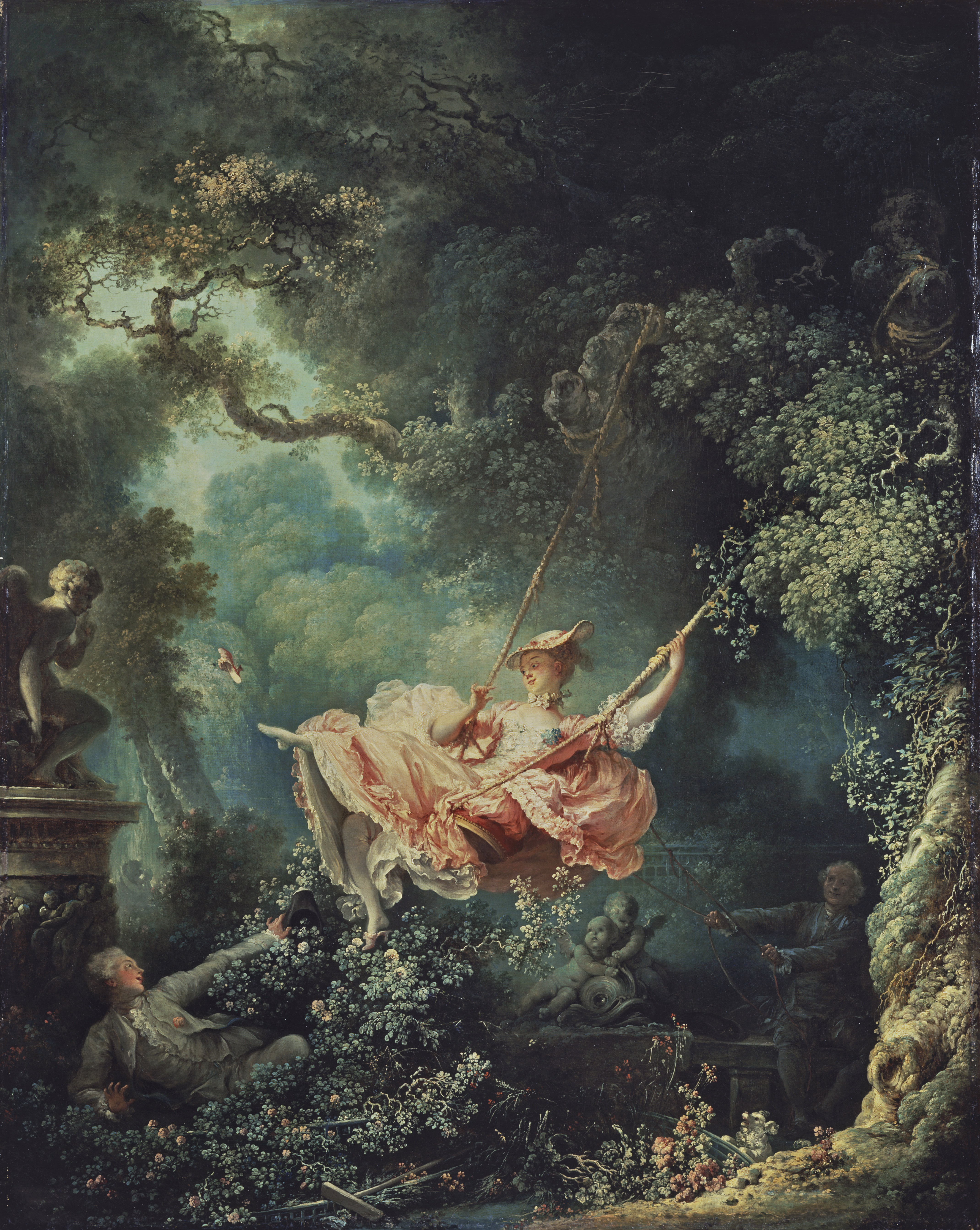
El columpio, de Fragonard (1767)
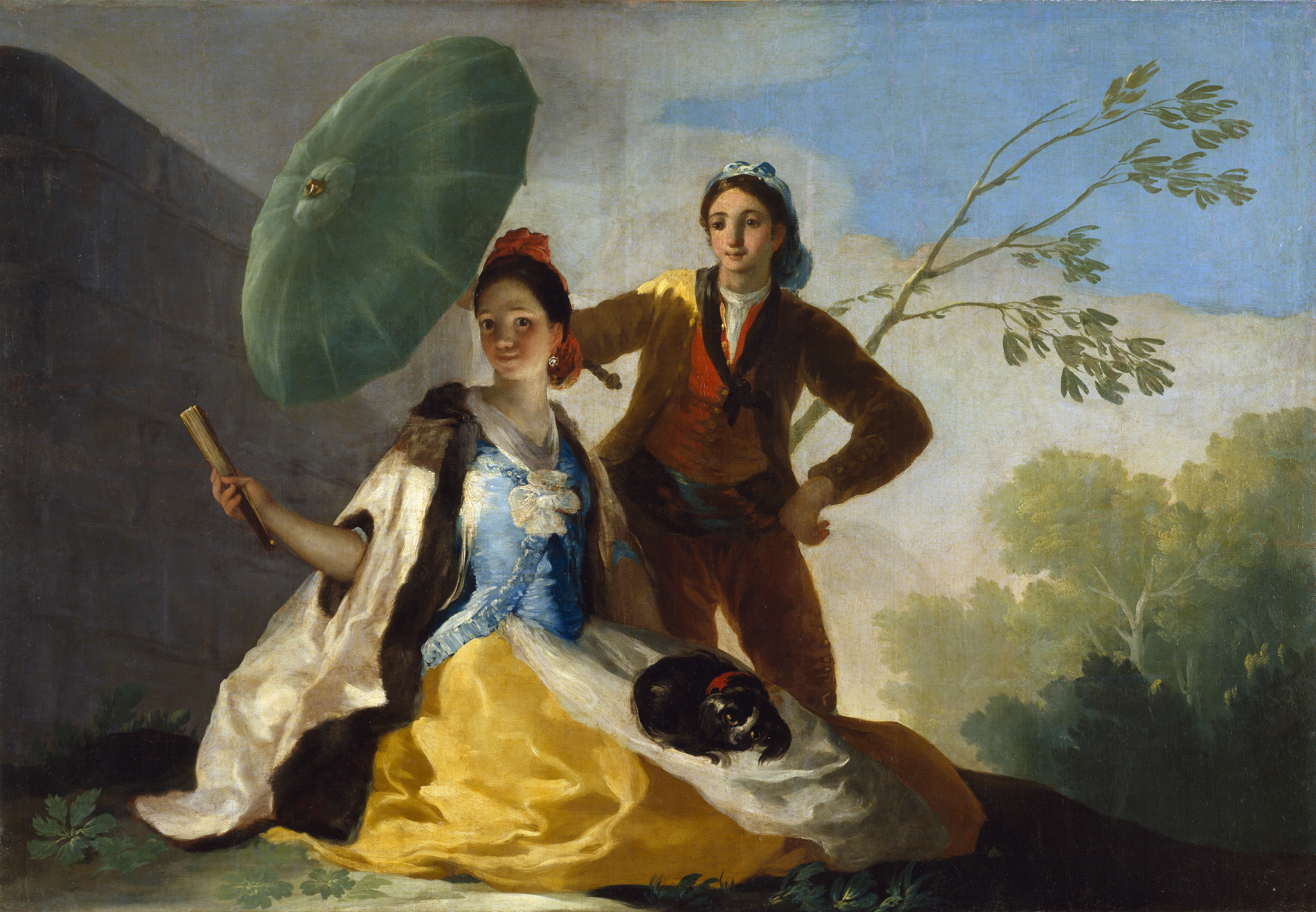
El quitasol, de Goya (1777)

Escultura Rococó
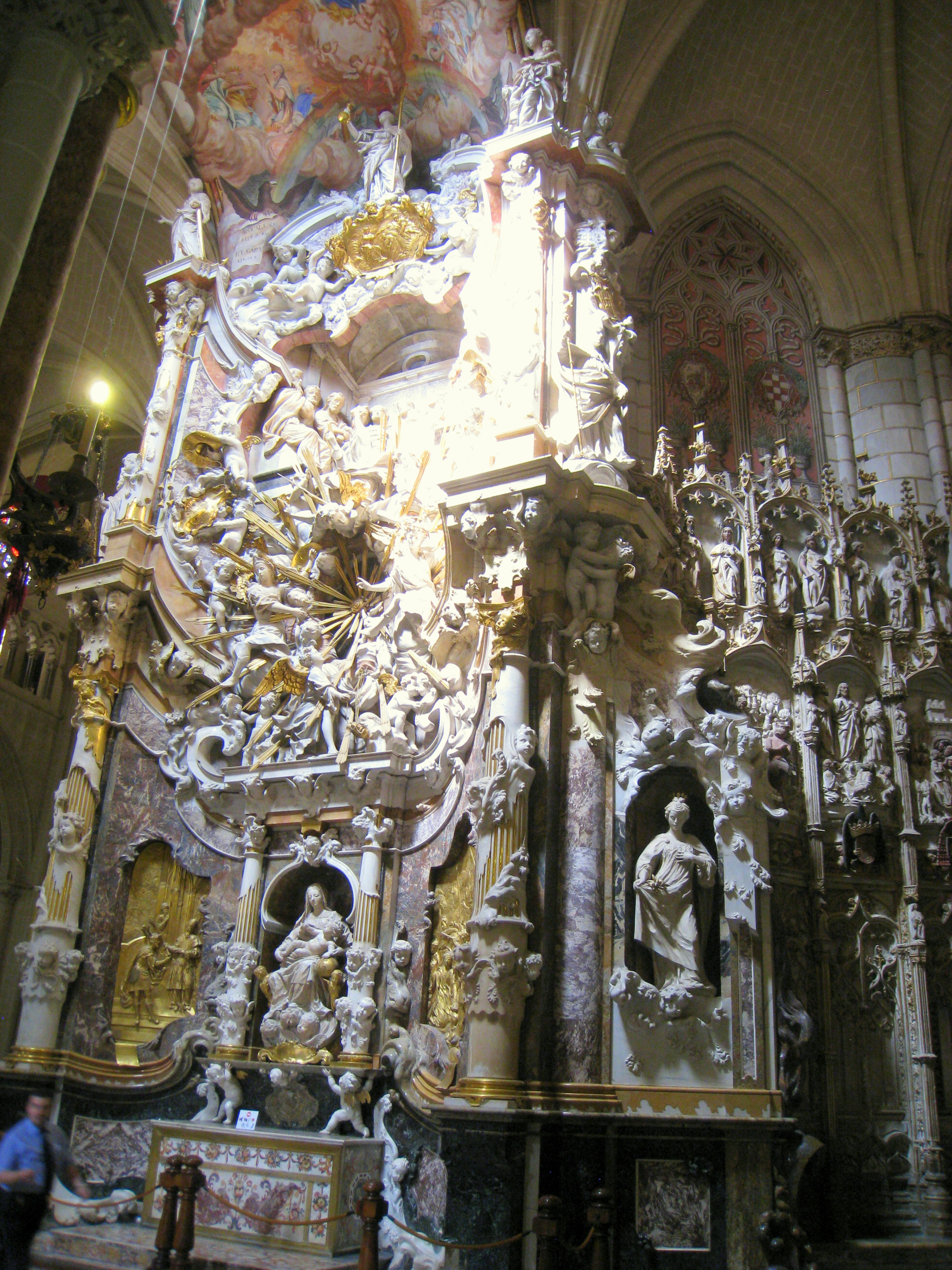
Transparente de la catedral de Toledo, de Narciso Tomé (1729-1732)
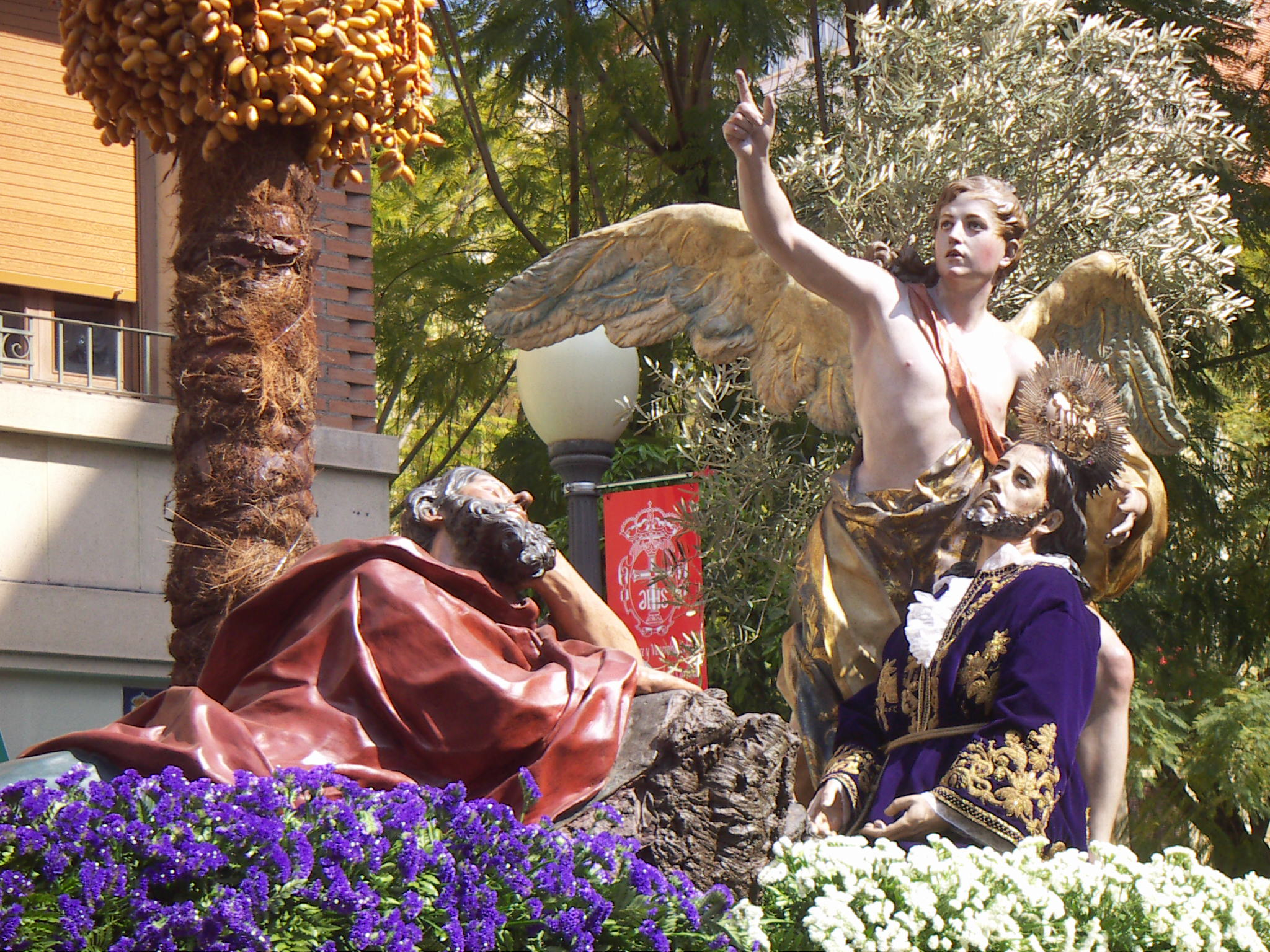
La oración del huerto, de Salzillo (1754)
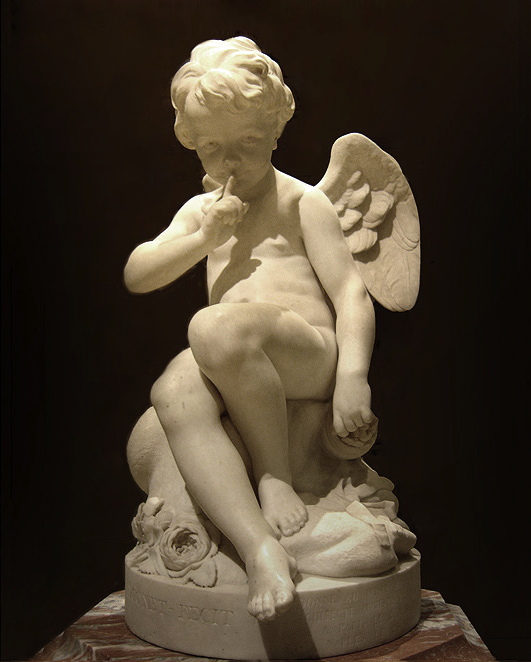
Amour menaçant, de Étienne-Maurice Falconet (1757)

### Segunda mitad delsigloXVIIIy primer cuarto delXIX: Neoclasicismo y Prerromanticismo
A mediados del siglo XVIII se había desatado una verdadera fiebre arqueológica que culminó con el descubrimiento de las ruinas de Pompeya en 1748. El conocimiento del mundo antiguo se revisó con nuevos criterios establecidos intelectualmente por tratadistas, académicos, críticos e historiadores del arte. Unos orientaron el gusto en un sentido clásico (Milizia, Mengs, Winckelmann, Diderot, Quatremère de Quincy) y otros en un sentido que preludia el romanticismo, el neogótico y los historicismos del siglo XIX (Walpole, Lessing, Goethe). La oposición entre la sensibilidad neoclásica y la romántica ha pasado a ser un tópico cultural, reforzado por aparatosos enfrentamientos generacionales como el que supuso la llamada batalla de Hernani (Comédie-Française, 28 de febrero de 1830, cuando el público de la obra de Victor Hugo se enfrentó, dividido entre los Chevelus ―jóvenes melenudos, románticos― y los Genoux ―viejos calvos, neoclásicos―) o el salón de París de 1819 en el que se enfrentaron los partidarios del morboso romanticismo de La Balsa de la Medusa (Géricault) con los de la pulcritud neoclásica de Pigmalión y Galatea (Girodet ―que fue quien se llevó el premio―).

Neoclasicismo y Prerromanticismo
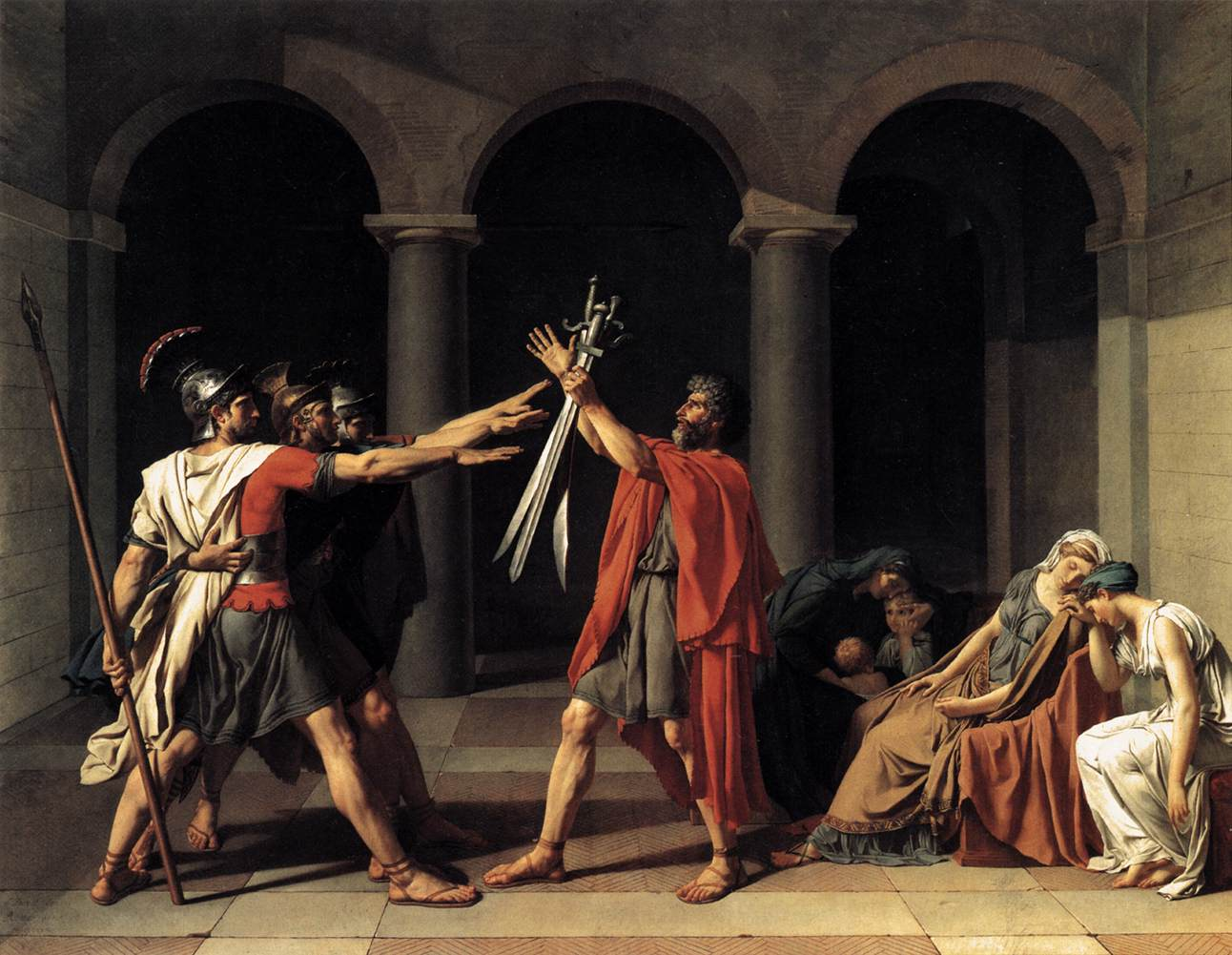
El juramento de los Horacios, Jacques-Louis David (1784)
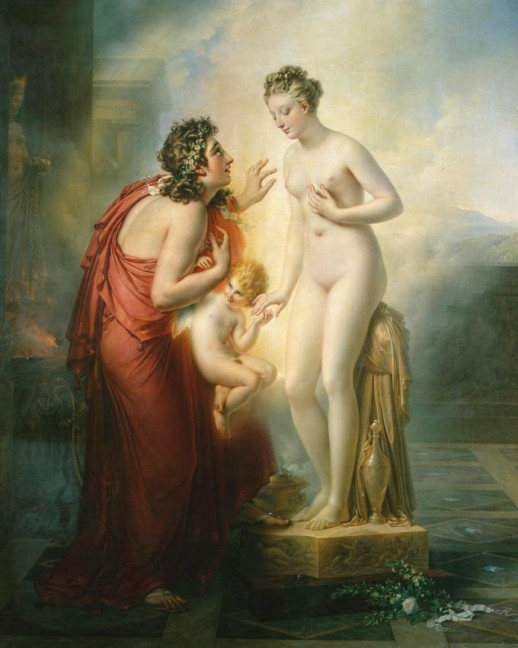
Pigmalión y Galatea, de Girodet (1819)
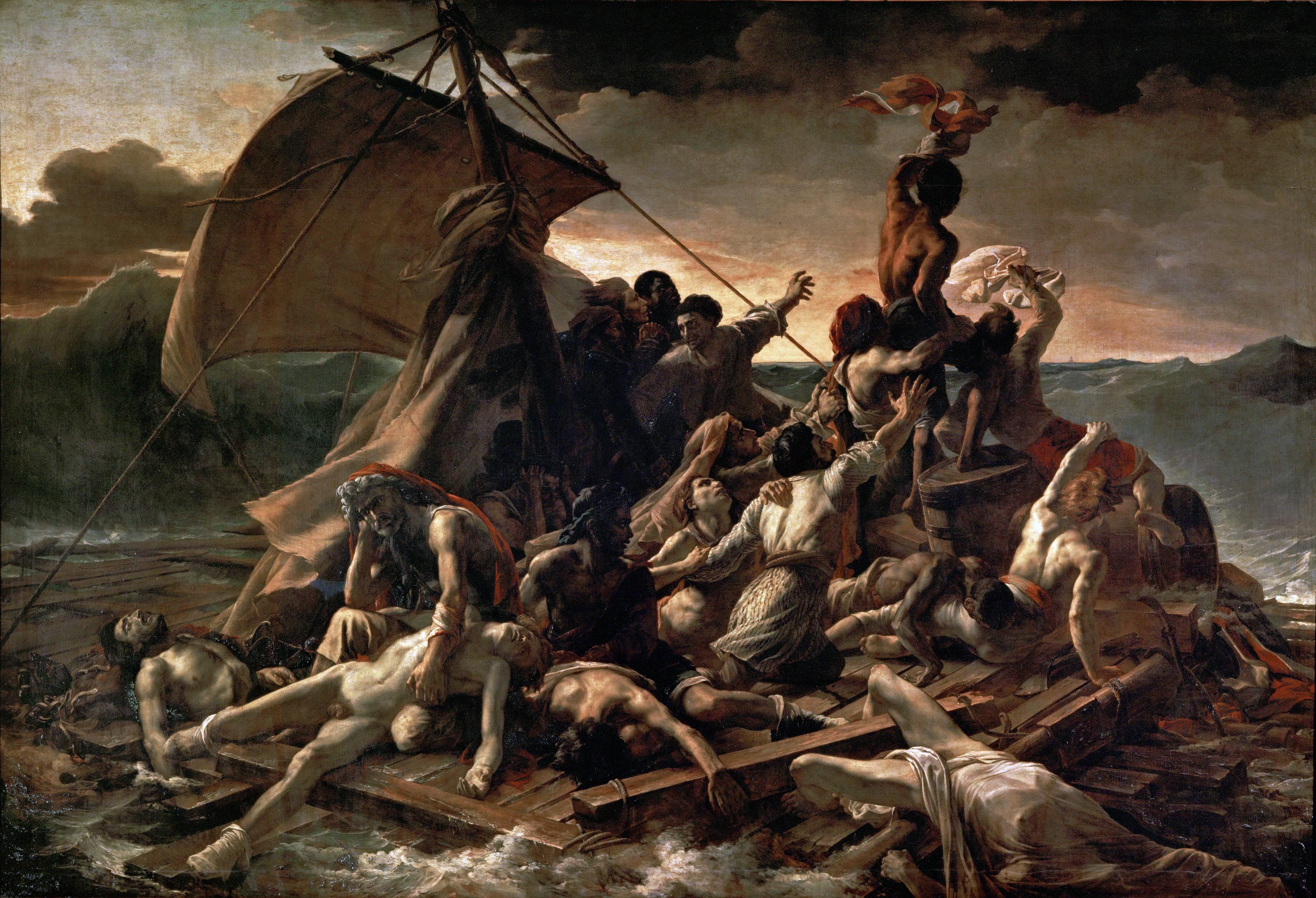
La balsa de la Medusa, de Géricault (1819)
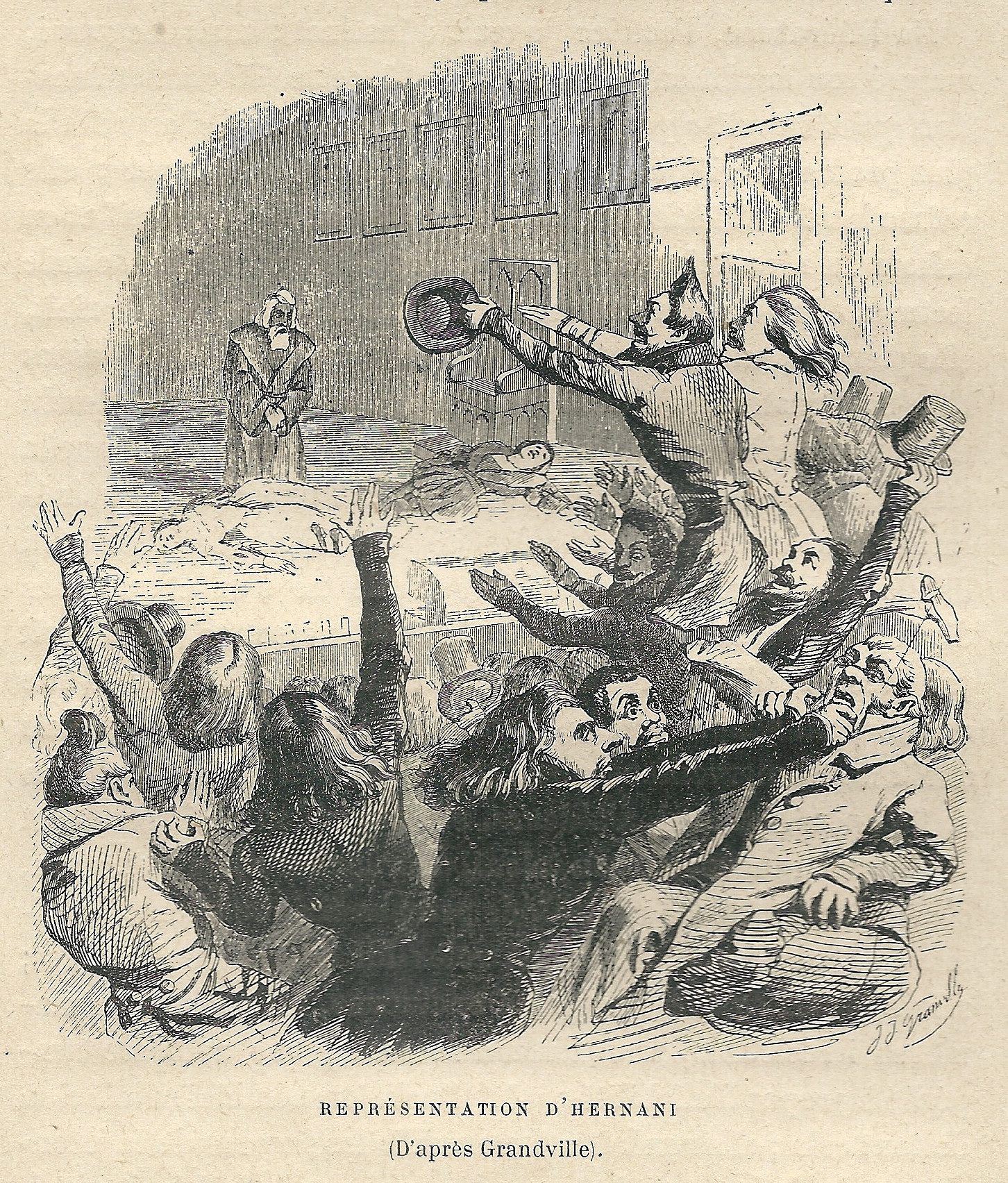
La batalla de Hernani (28 de febrero de 1830). Grabado satírico de J. J. Grandville.

No obstante, en realidad, el neoclasicismo es también una estética revolucionaria, y tuvo su propia ruptura generacional juvenil en la exhibición del Juramento de los Horacios de Jacques Louis David en el salón de 1785 (el escándalo de su relegación por los académicos, obligó a modificar su lugar en la exposición; y se extendió su lectura política, en clave prerrevolucionaria). El romanticismo literario, por su parte, fue la opción estética de los reaccionarios (Chateaubriand). Hasta tal punto la convivencia de la sensibilidad neoclásica y la romántica era posible que, para denominar la arquitectura neoclásica de la primera mitad del siglo XIX se ha propuesto utilizar el término clasicismo romántico, a pesar del oxímoron (oposición de términos), dado que, además de coincidir en el tiempo estilísticamente comparte rasgos con la estética romántica, al añadir cierta expresividad y espíritu exaltado a la sencillez y claridad de las estructuras clásicas grecorromanas.

Pintura neoclásica y prerromántica
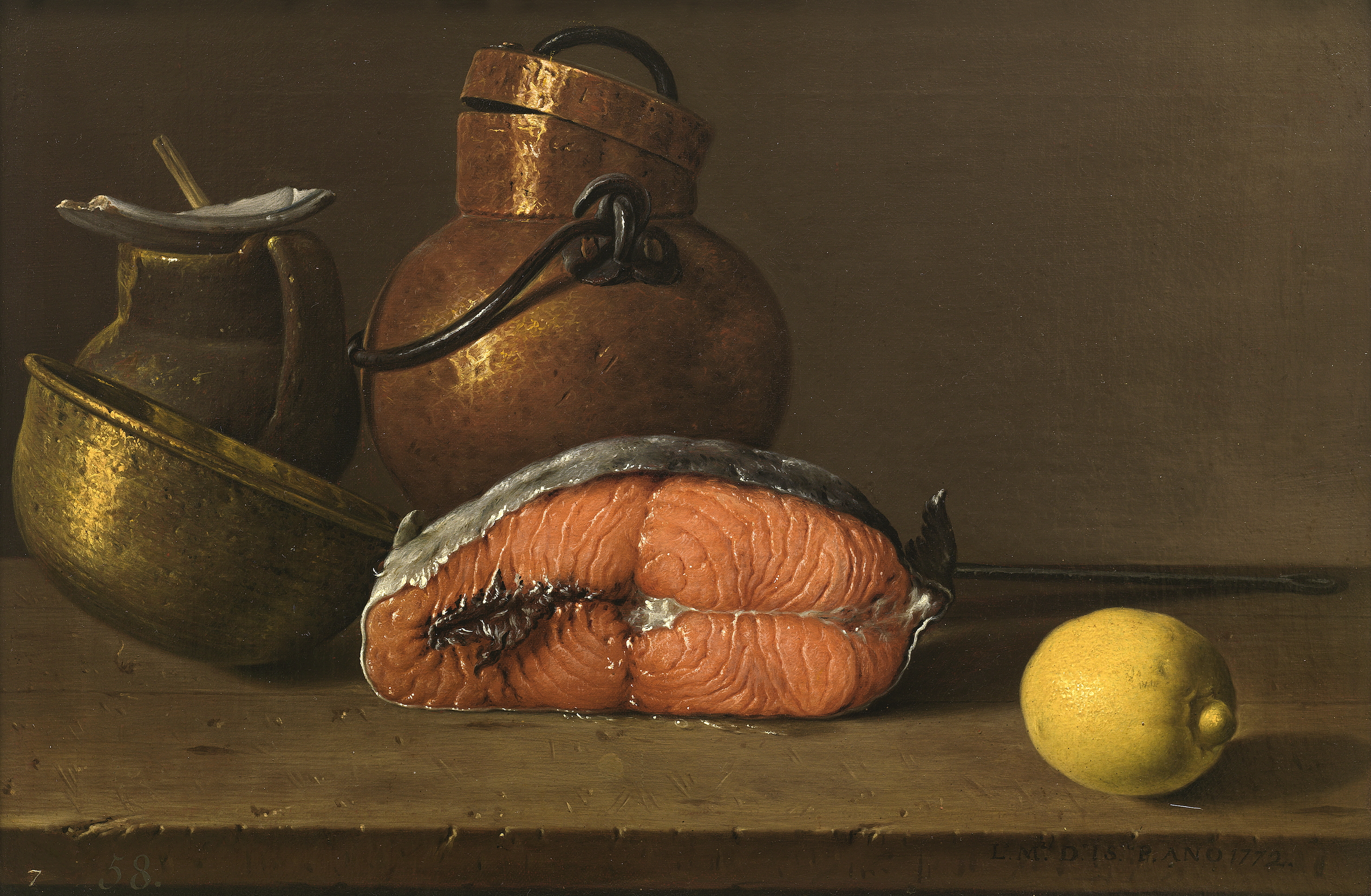
Bodegón de Luis Eugenio Meléndez (1772)
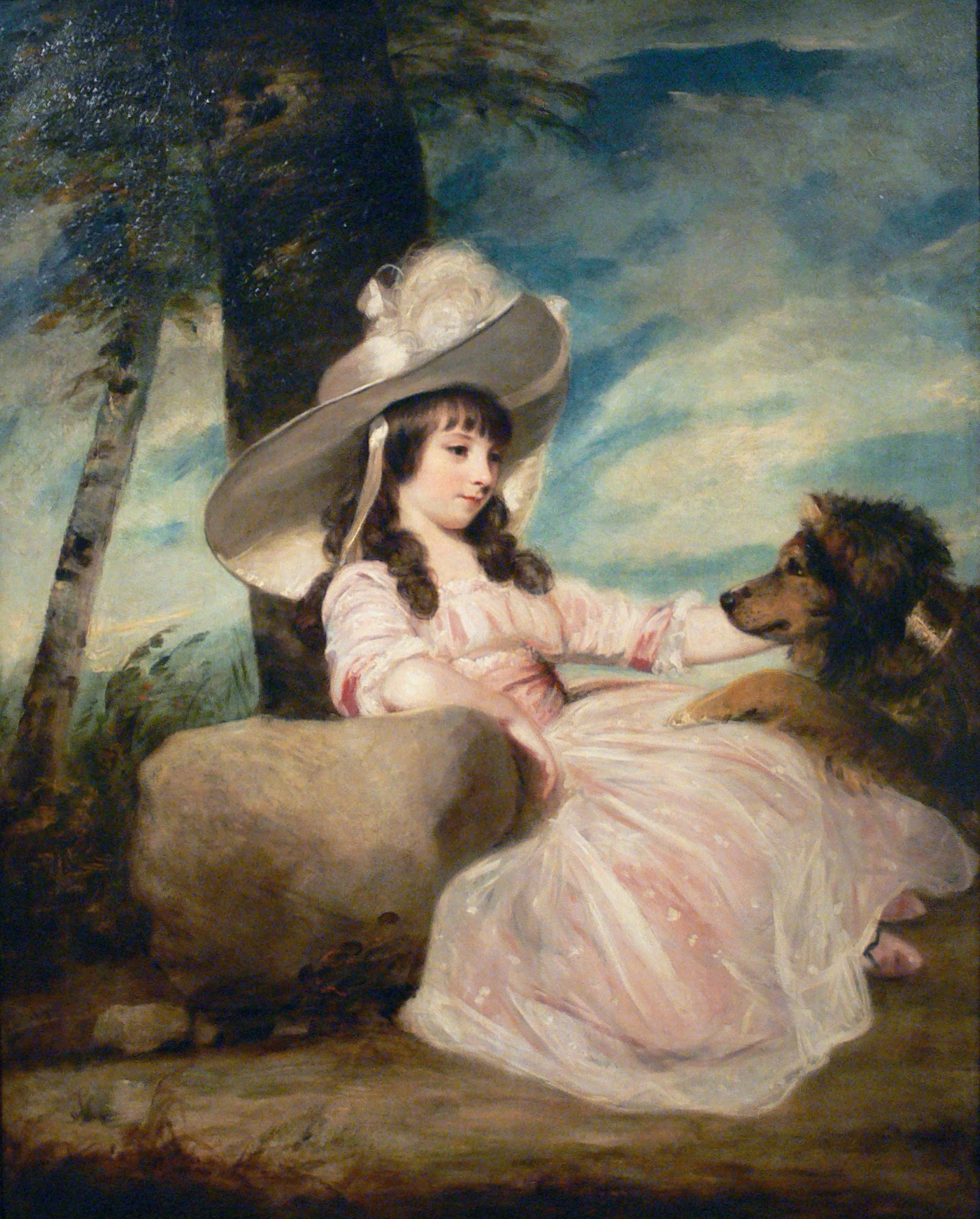
Miss Anna Ward con su perro, de Joshua Reynolds (1787)
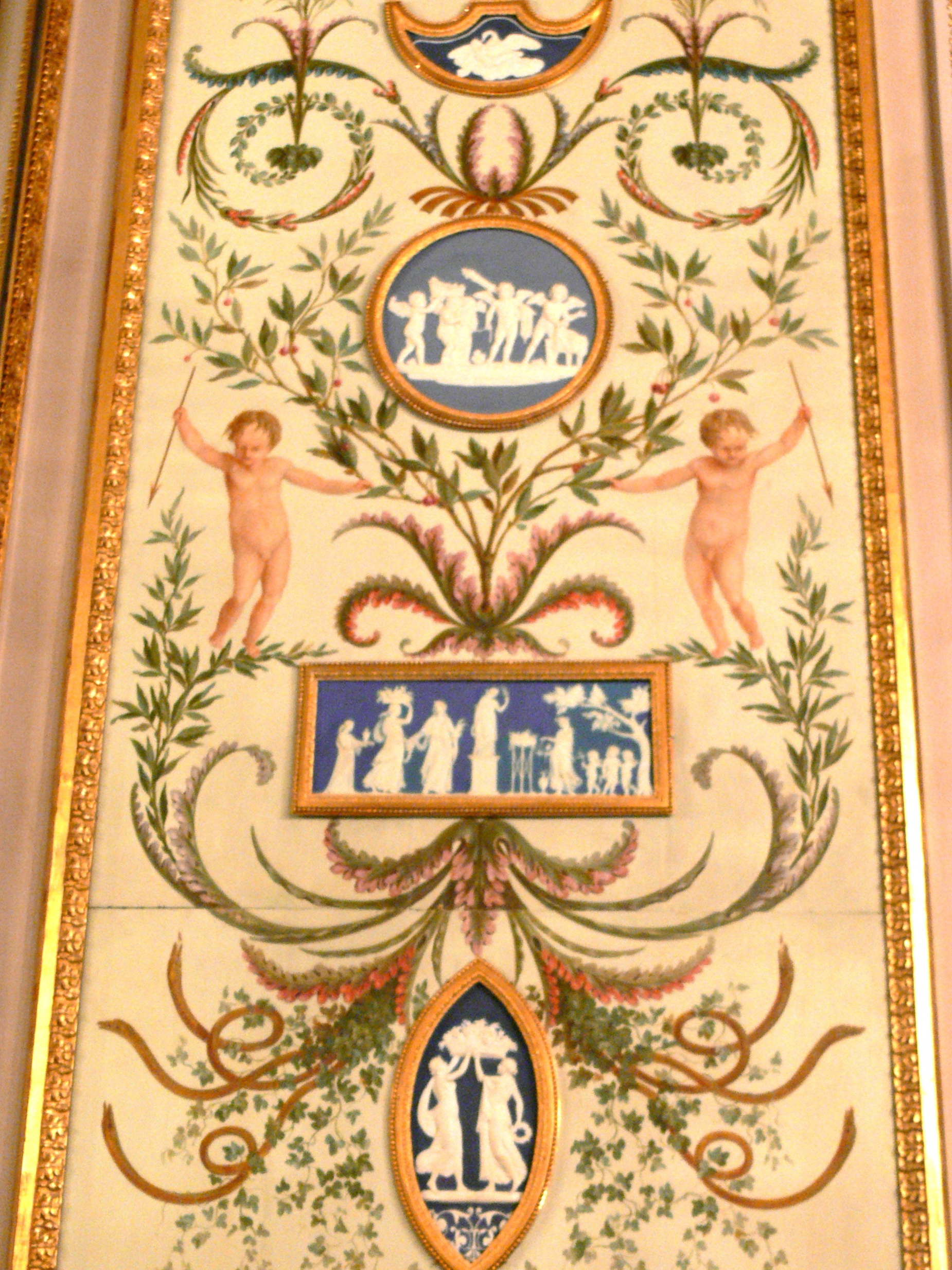
Panel de porcelanas de Wedgewood diseñadas por John Flaxman (1775-1787)

Arquitectura neoclásica
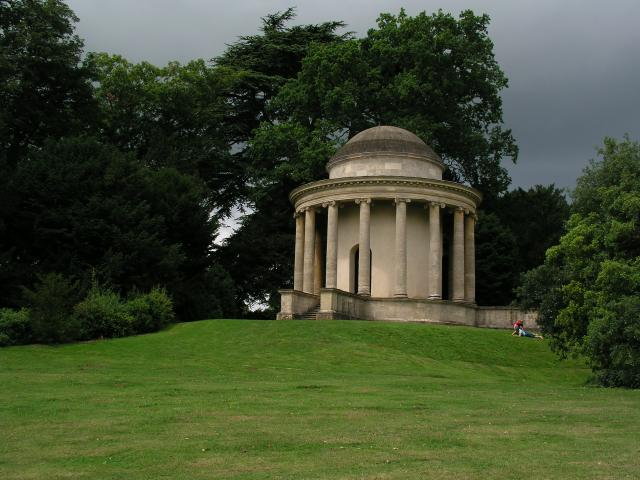
Templo de la virtud antigua, en un jardín inglés diseñado por William Kent (1735)
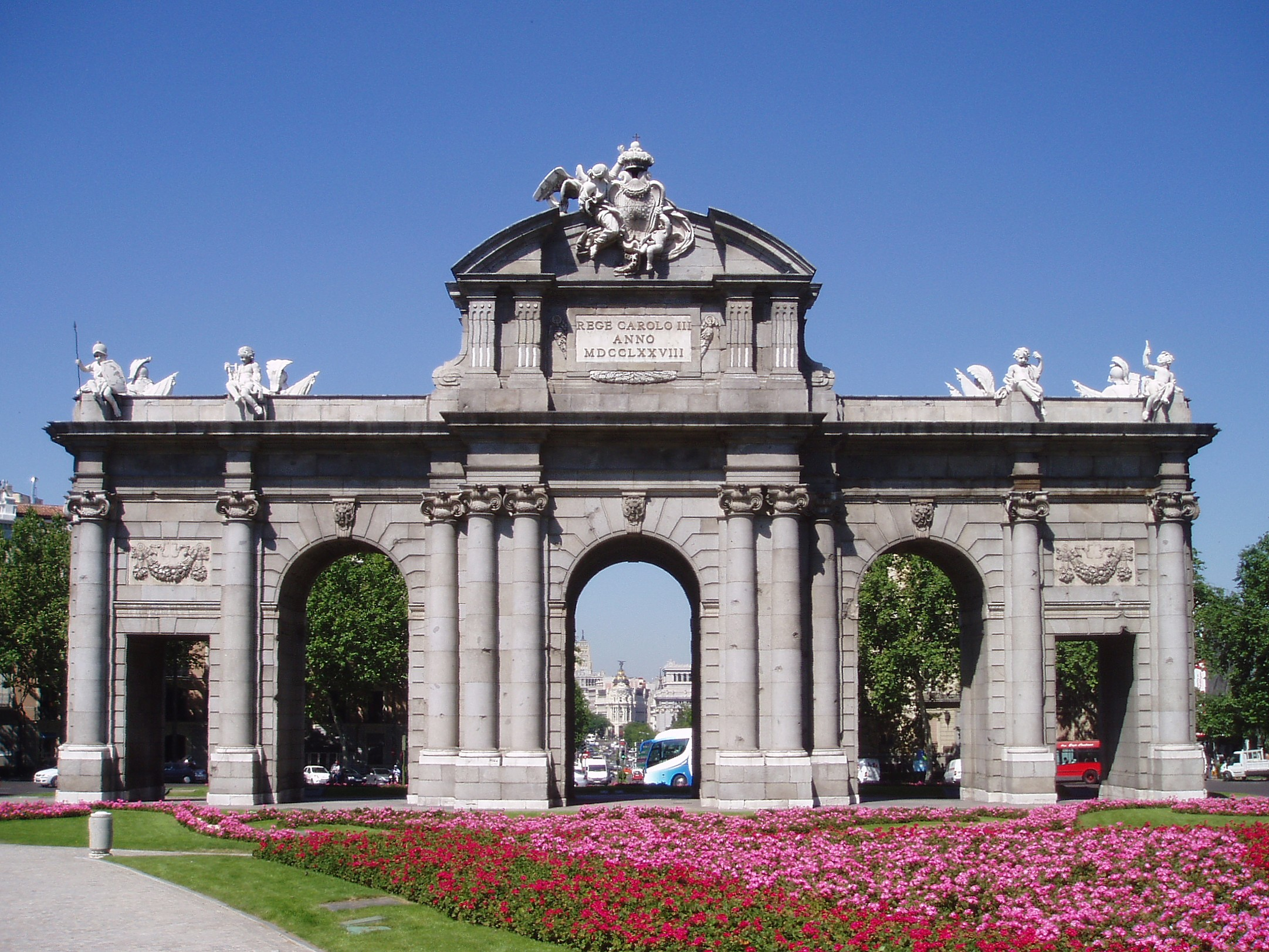
Puerta de Alcalá en Madrid, de Francesco Sabatini (1778)
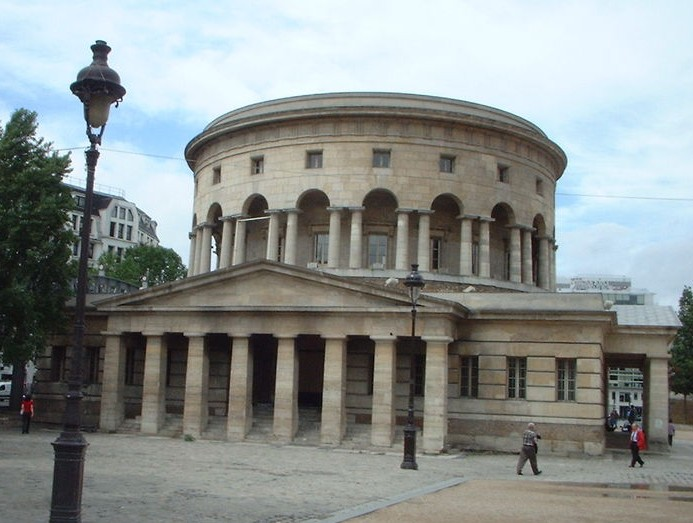
Rotonde de la Villette en París, de Ledoux (1788)
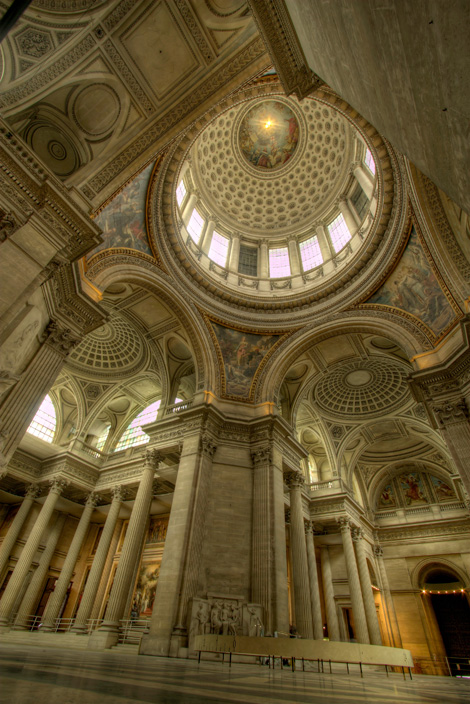
Interior del Panteón de París, de Soufflot (1764-1790)
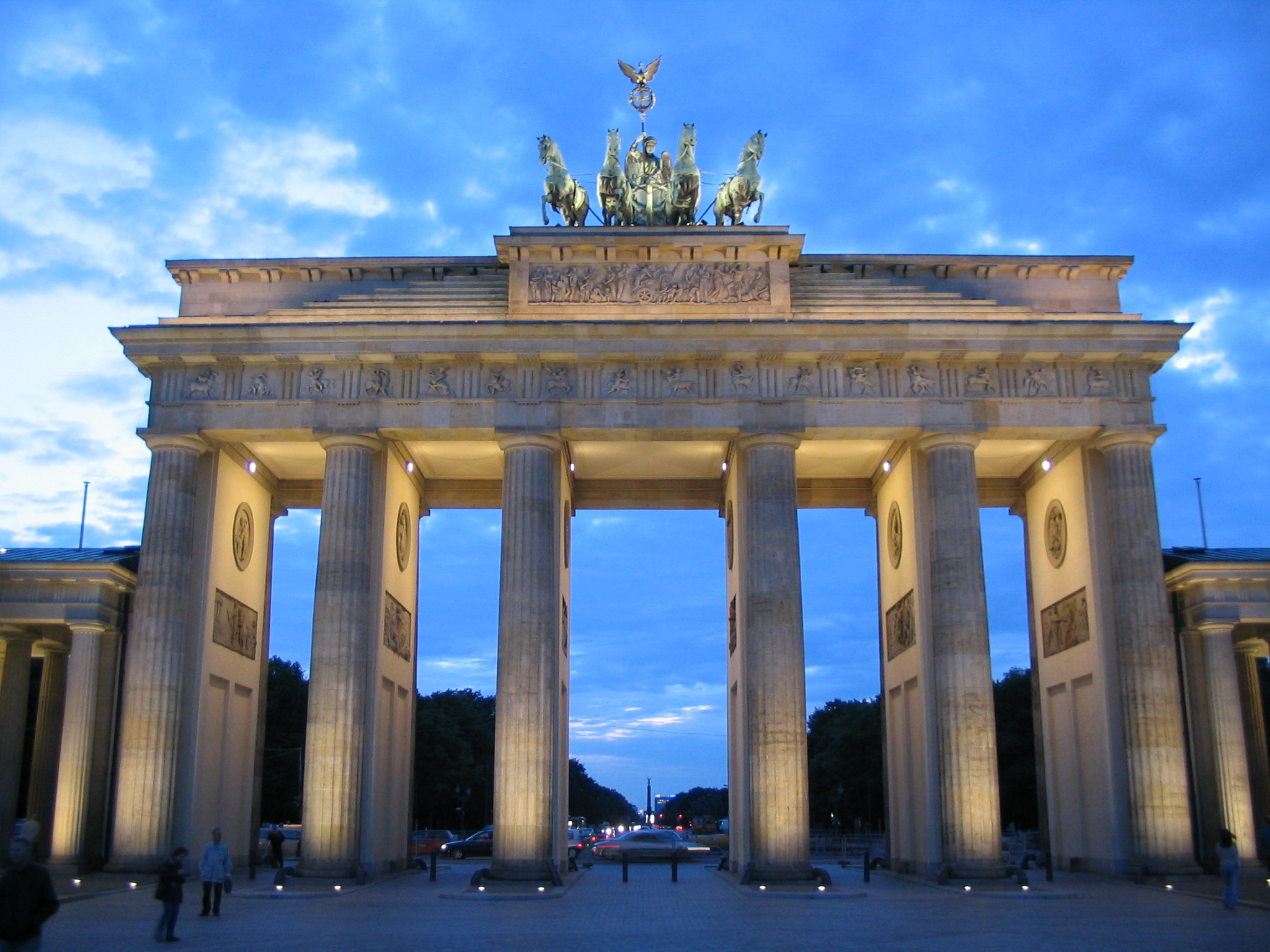
Puerta de Brandemburgo en Berlín, de Carl Gotthard Langhans (1791)

En la segunda mitad del siglo XVIII fueron habituales los diseños de salones urbanos de tradición barroca, pero sometidos a nuevas convenciones. La destrucción de la Praça do Comércio de Lisboa por el terremoto de 1755 permitió su reconstrucción como un espacio abierto sometido a los cánones clásicos. En Madrid, el Paseo del Prado (desde 1763) reunió un impresionante conjunto arquitectónico y escultórico proyectado principalmente por Juan de Villanueva (Museo del Prado, fuente de Cibeles, fuente de Neptuno, Jardín Botánico, Observatorio del Retiro). Bajo los criterios de la arquitectura georgiana se trazó el urbanismo de Bath (Royal Crescent, John Wood, 1767-1774). Con una concepción mucho más neoclásica, en Múnich se diseñó la Königsplatz y sus edificios, de Karl von Fischer y Leo von Klenze (desde 1815). Mientras la arquitectura alemana e inglesa optaban por un historicismo neogriego, la francesa, sobre todo con Napoleón, optó por los modelos romanos (Iglesia de la Madeleine, concebida por el propio emperador para Templo a la Gloria de la Grande Armée, y que reproducía el modelo de la Maison Carrée de Nîmes, Pierre Contant d'Ivry, 1806).
En el mundo anglosajón, el palladianismo, arquitectura de villas triunfante en Inglaterra desde finales del siglo XVII, se extendió a los Estados Unidos recientemente independizados. La cerámica de Josiah Wedgwood tuvo un gran impacto divulgador de las formas neoclásicas a través de las siluetas puras y bajorrelieves de John Flaxman. En Francia, arquitectos visionarios como Étienne-Louis Boullée y Claude-Nicolas Ledoux plantearon edificios basados en la combinación espectacular de las formas geométricas, mientras que la corriente dominante fijó un neoclasicismo más sobrio (Ange-Jacques Gabriel, Jean Chalgrin, Jacques-Germain Soufflot). En España la crítica académica (Antonio Ponz, Real Academia de Bellas Artes de San Fernando) se cebó con el denuesto de la arquitectura barroca, cuyas formas retorcidas dan paso a la pureza de líneas de Ventura Rodríguez o Juan de Villanueva.
Canova y Thorvaldsen interpretan el nuevo gusto del denominado estilo imperio en una escultura neoclásica de alta perfección formal. En cuanto a la evolución de la pintura, en Alemania Runge y Friedrich; en Inglaterra Joshua Reynolds, Henry Fuseli, William Blake, Constable y Turner; en Francia Jacques Louis David, François Gérard e Ingres, y en España la excepcional figura de Goya, cierran el siglo XVIII y abren el XIX.

Neoclasicismo y Prerromanticismo
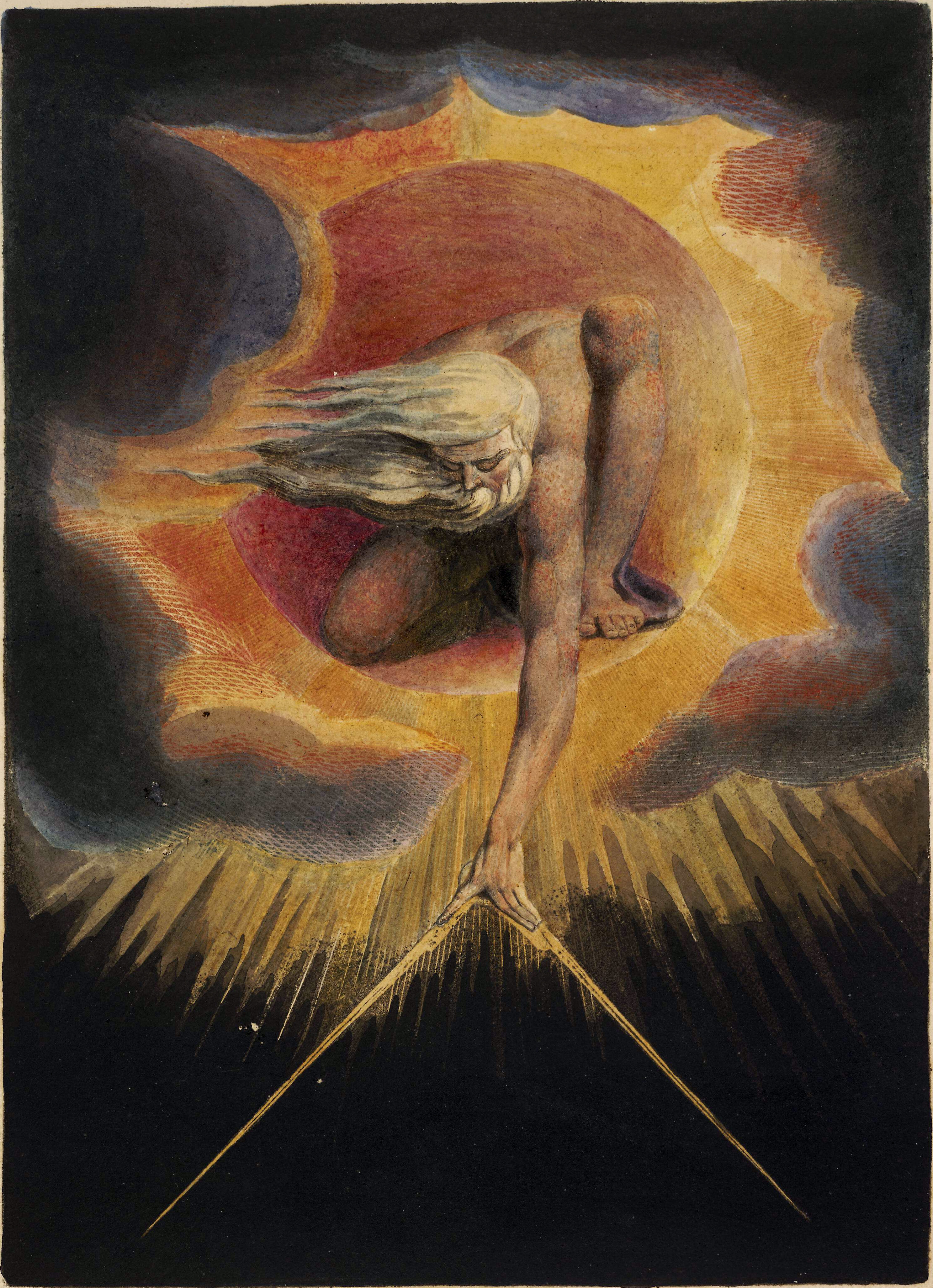
El anciano de los días, grabado coloreado a la acuarela de William Blake (1794)
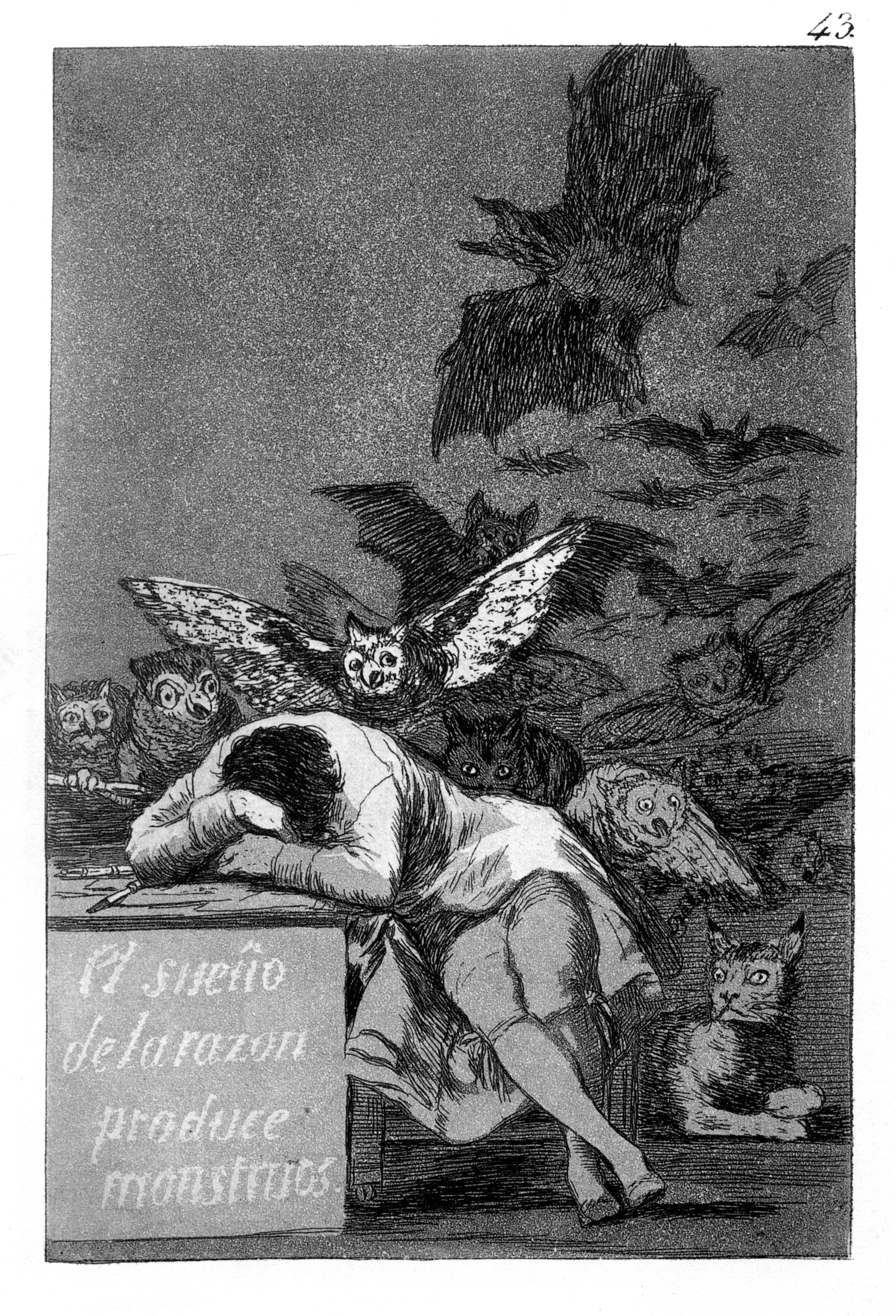
El sueño de la razón produce monstruos, grabado de la serie Los caprichos de Goya (1799)
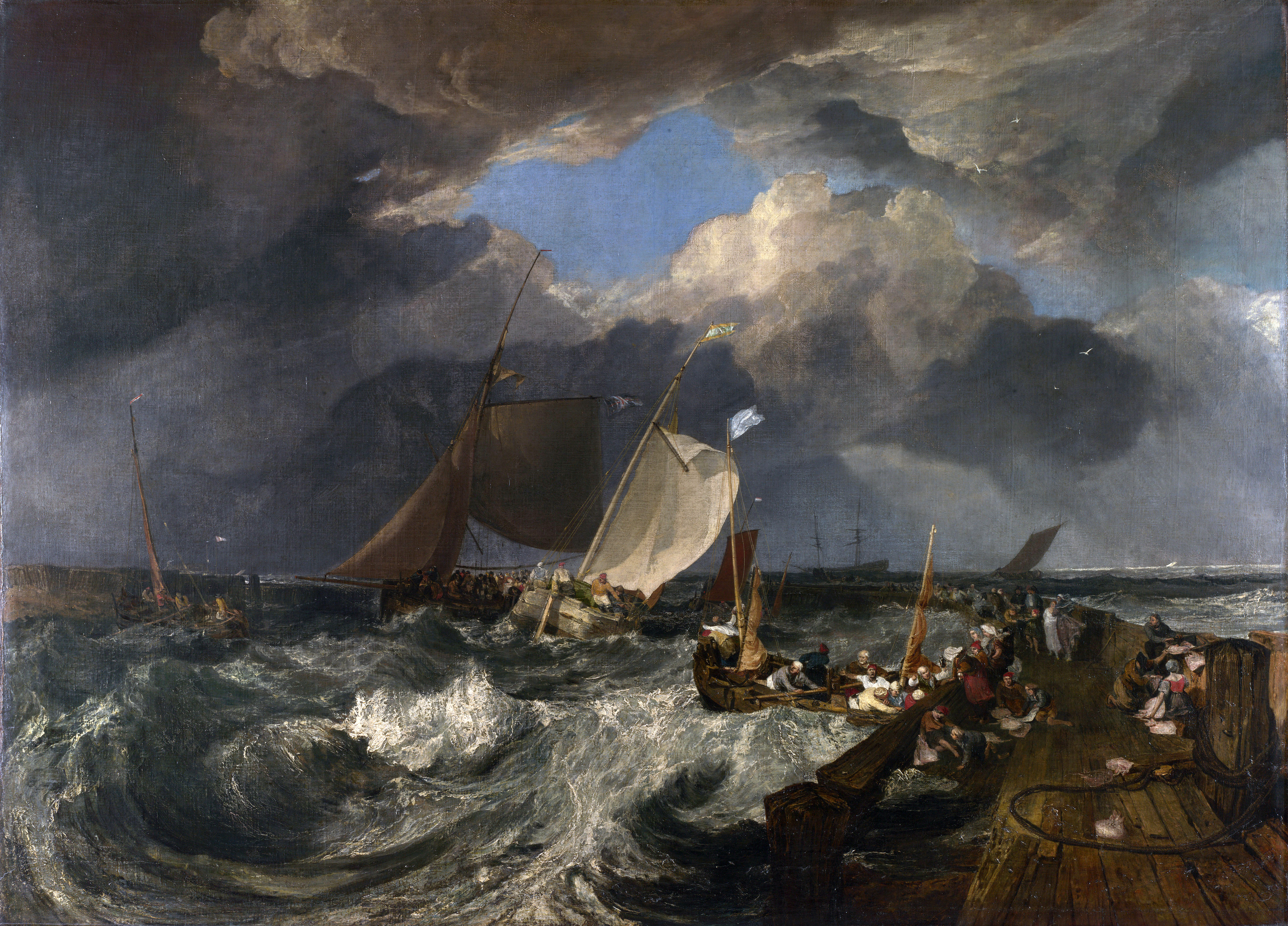
Muelle de Calais, de Turner (1803)
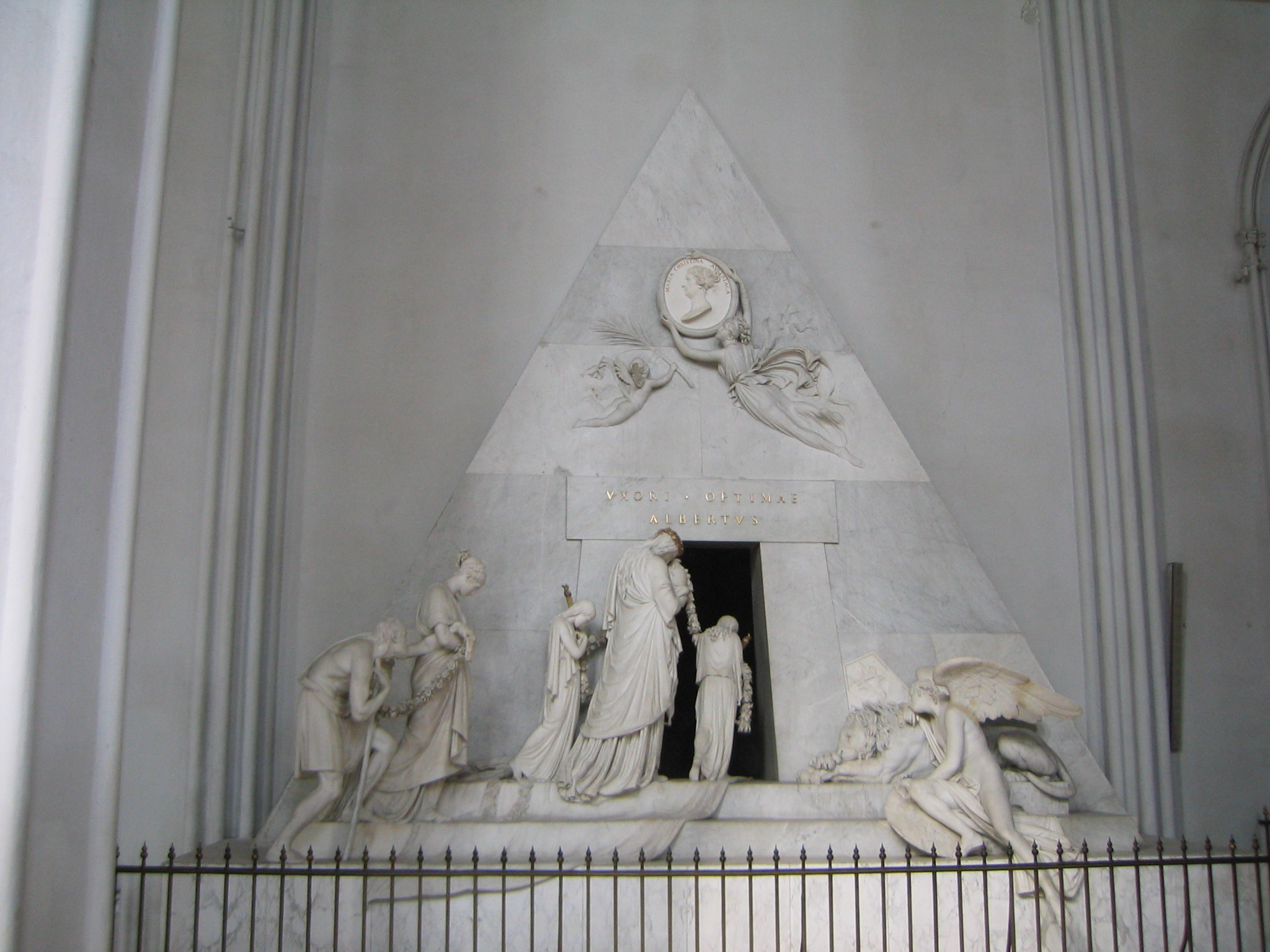
Cenotafio de María Cristina de Austria, Canova (1805)
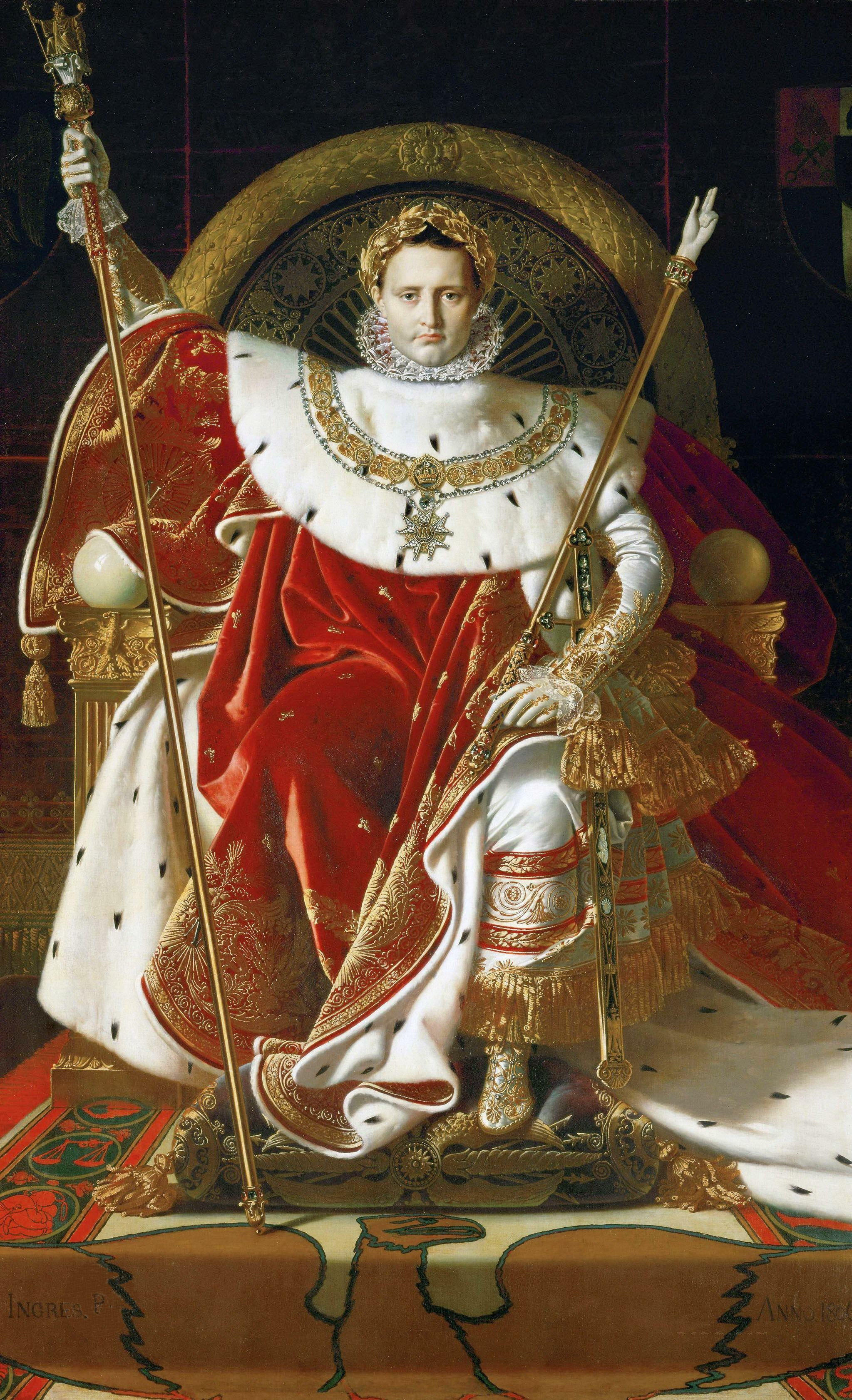
Napoleón, de Ingres (1806)
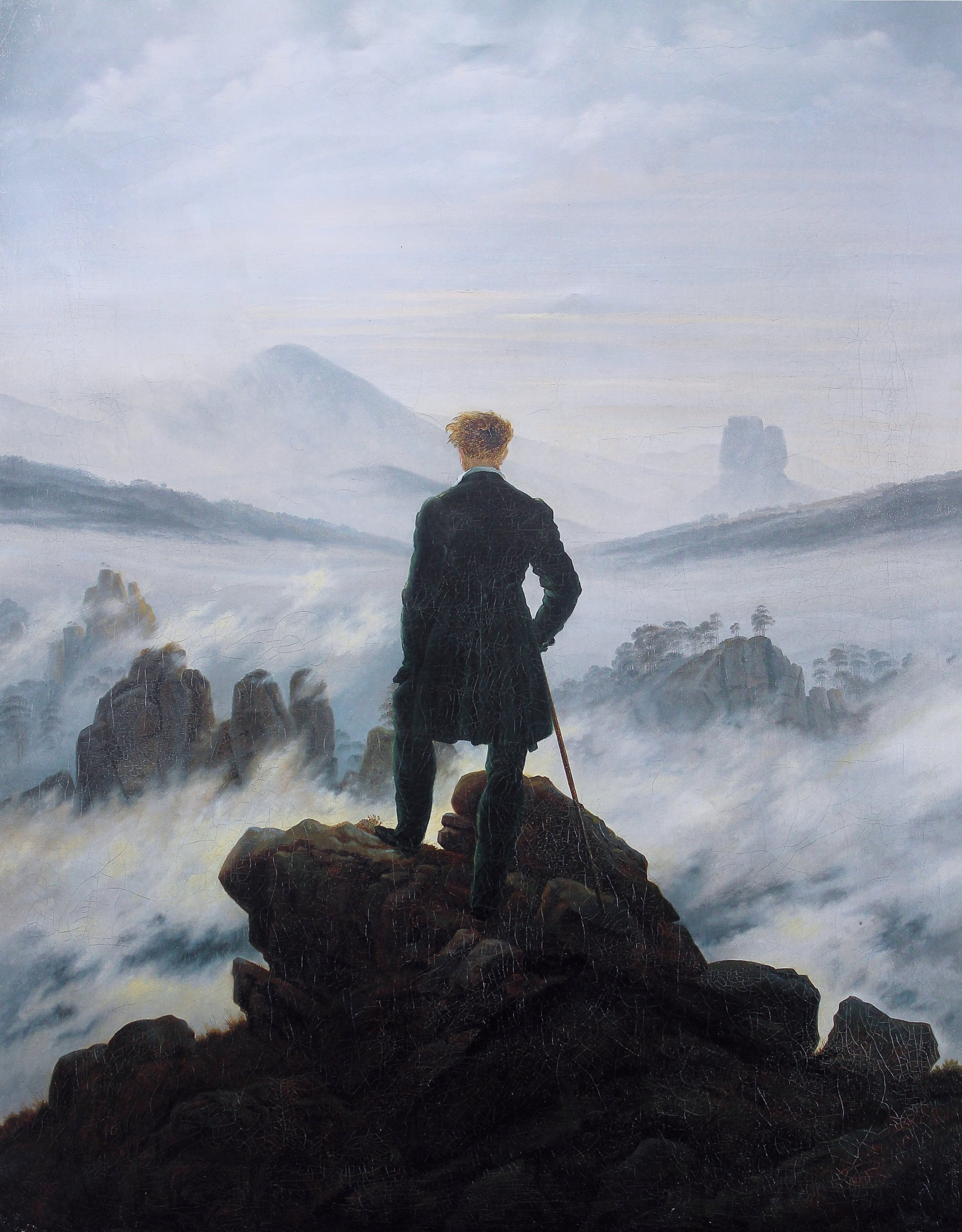
El caminante sobre el mar de niebla, de Friedrich (1815)
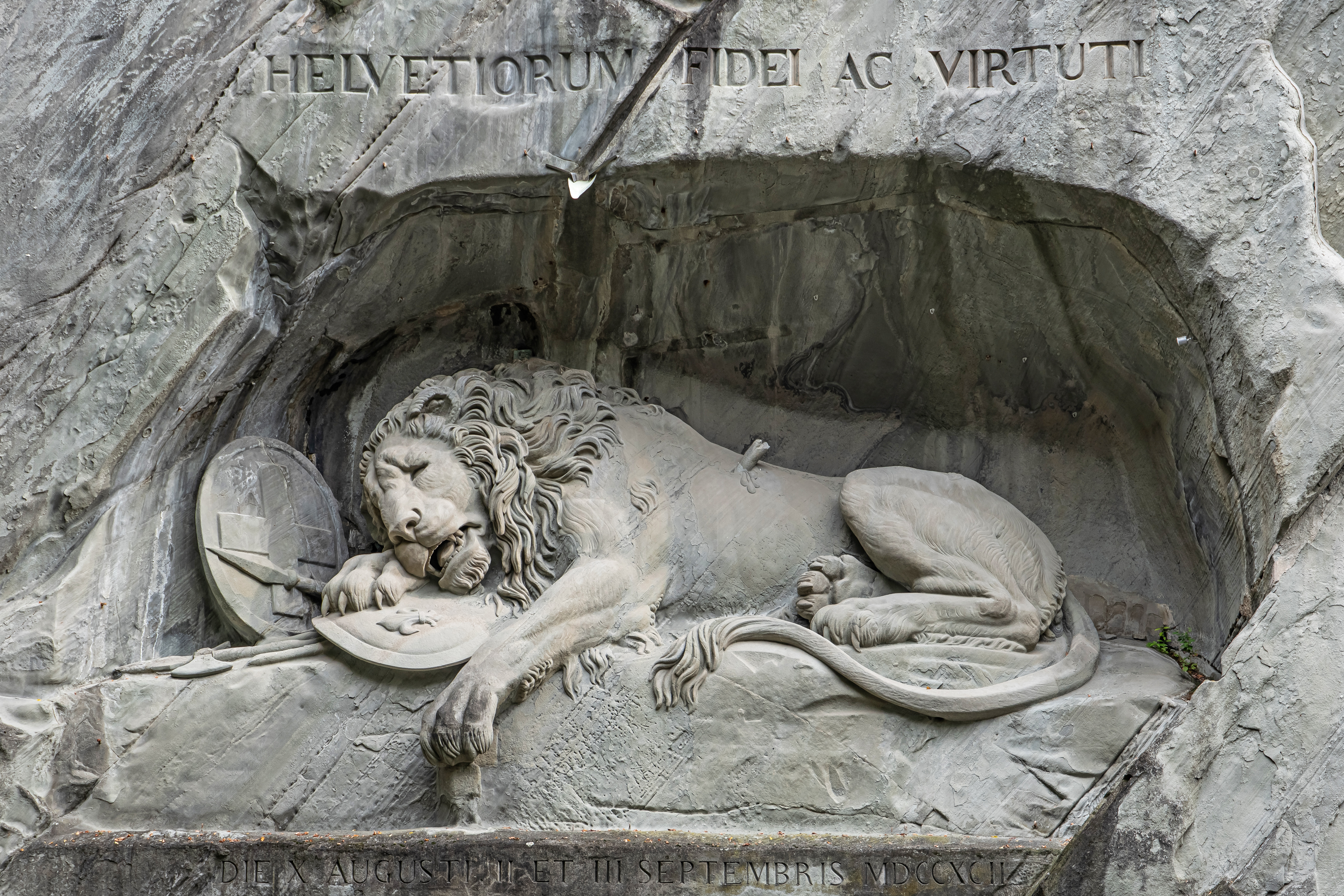
Monumento a los guardias suizos, de Thorvaldsen (1818)
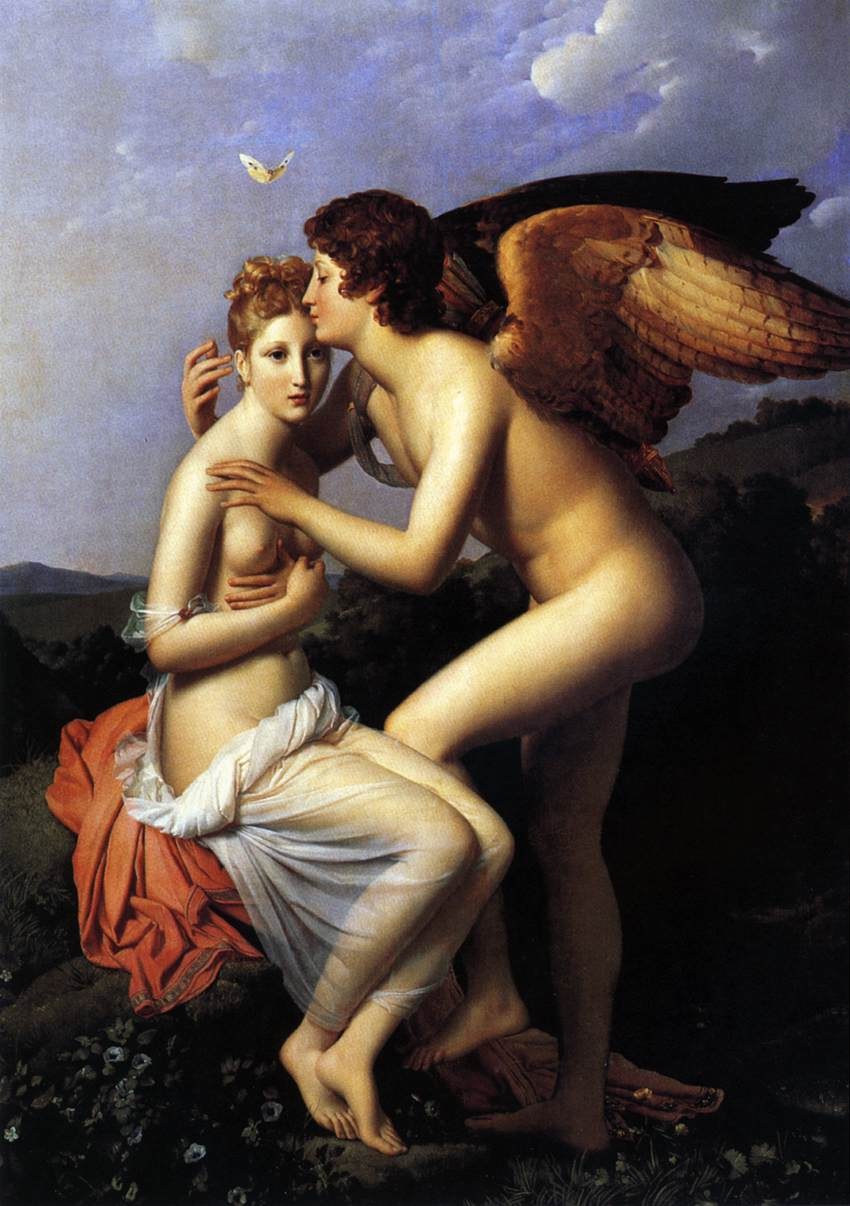
Cupido y Psique, de Gérard (1822)

## Arte en otros espacios de la civilización occidental

### Arte colonial, hispanoamericano o indiano e hispanofilipino
El arte colonial hispanoamericano o arte indiano presenta en el periodo de la Edad Moderna la misma sucesión de estilos que el arte europeo, dado que la colonización española de América supuso el final de la producción de las representaciones artísticas del arte precolombino, y en muchas ocasiones incluso la destrucción física de las obras de arte anteriores. Hasta el mismo trazado urbano de las ciudades se impuso de nueva planta, con un plano ortogonal en el que la Plaza de Armas acogía los edificios civiles y religiosos principales. No obstante, las características autóctonas pervivieron, aunque solo fuera como un sustrato (a veces literalmente, como en la Plaza de las Tres Culturas de México o en los muros incaicos que sirven de zócalo a construcciones posteriores). En muchos casos se produjo un verdadero sincretismo cultural, del mismo modo que en la religiosidad popular. Se produjo una síntesis entre los estilos europeos y las antiguas tradiciones locales, generando una simbiosis que dio un aspecto muy particular y característico al arte colonial.
Sus principales muestras se produjeron en los dos centros virreinales de más relevancia: Virreinato de Nueva España (barroco novohispano) y Virreinato del Perú (escuela cuzqueña de pintura). En pintura y escultura, en las primeras fases de la colonización fue frecuente la importación de obras de arte europeas, principalmente españolas, italianas y flamencas, pero enseguida comenzó la producción propia, que incorporó rasgos inequívocamente americanos a las convenciones de los distintos géneros artísticos.

Arte colonial
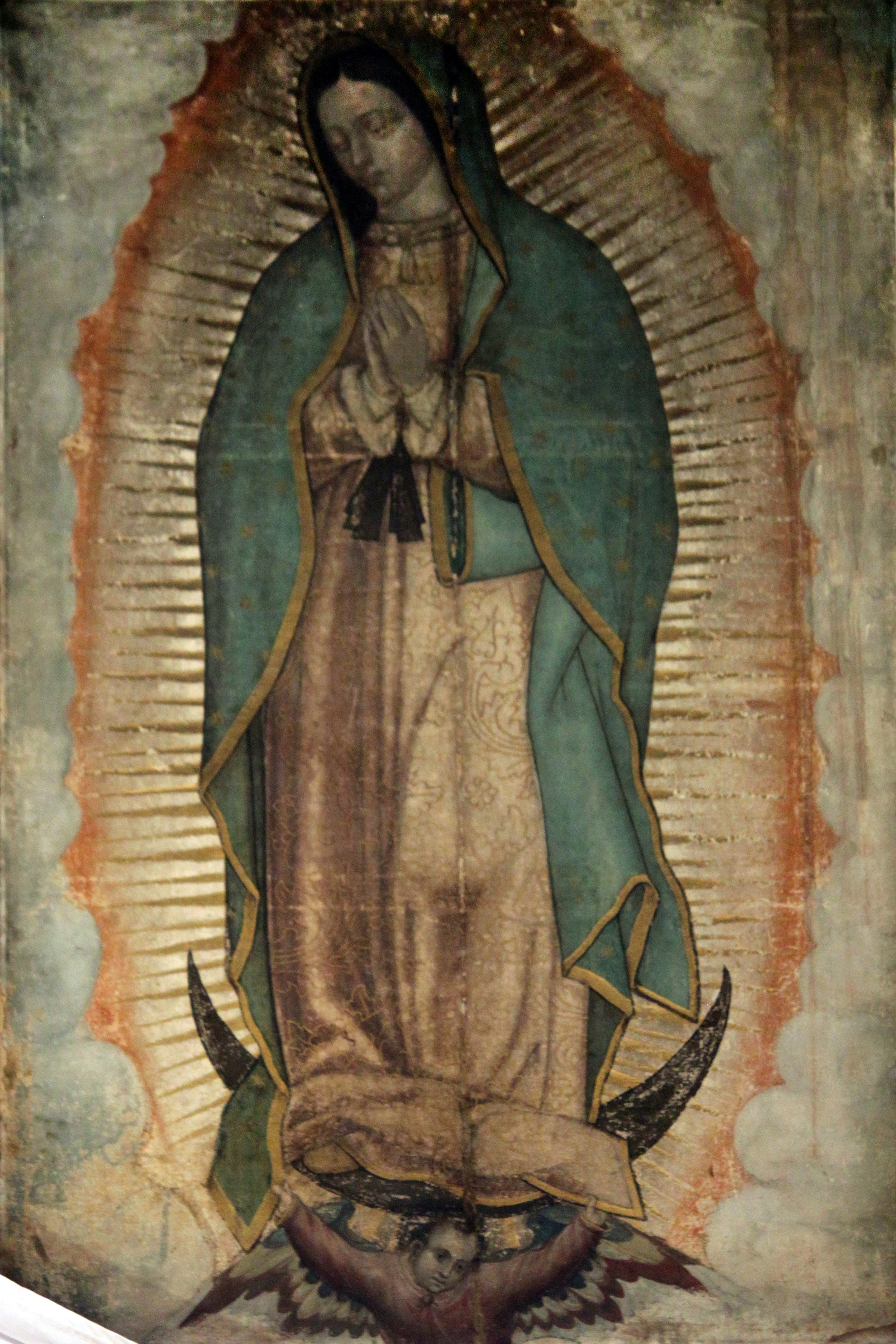
Nuestra Señora de Guadalupe (México) (1531 o 1555)
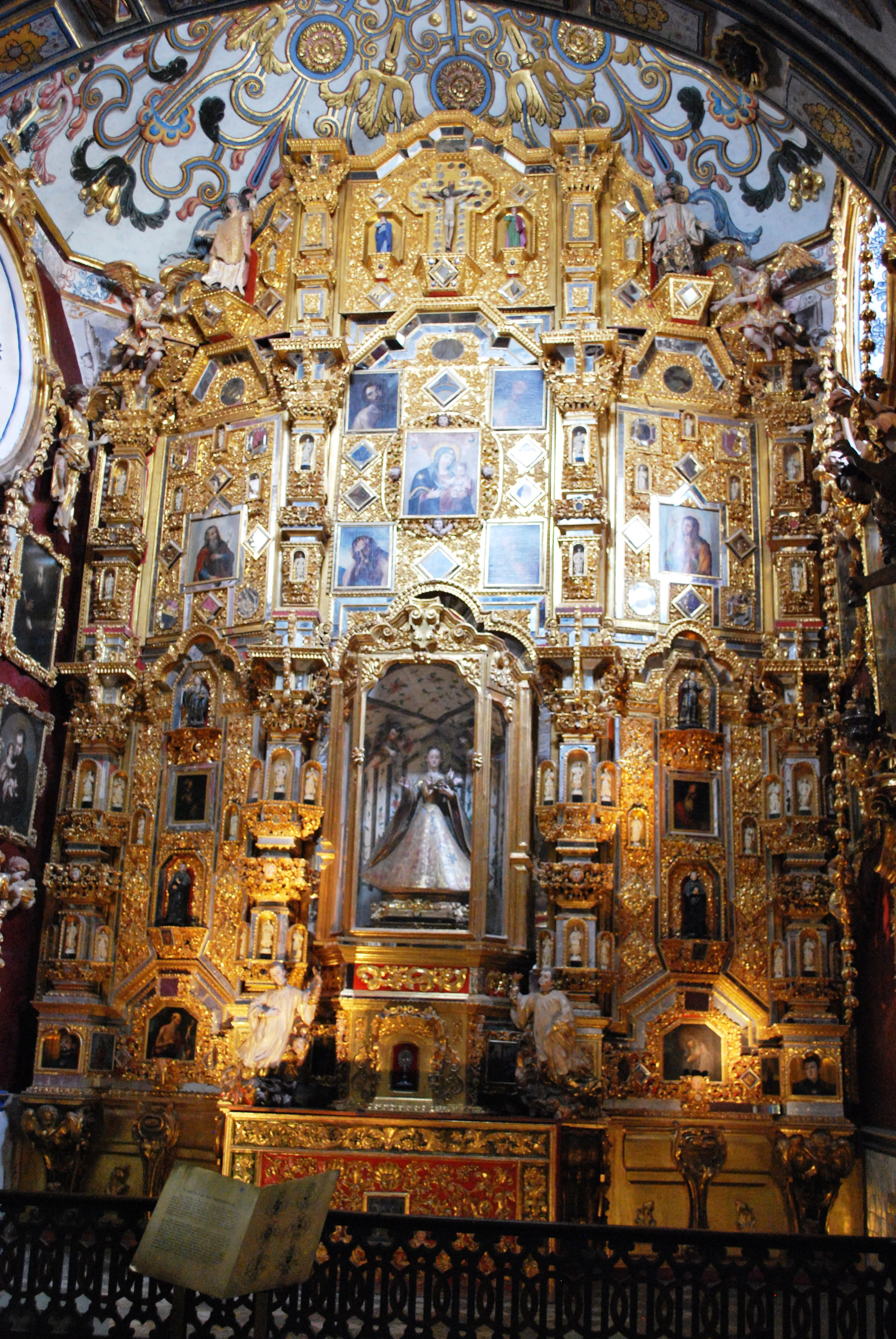
Capilla doméstica del monasterio de Tepotzotlán (México)
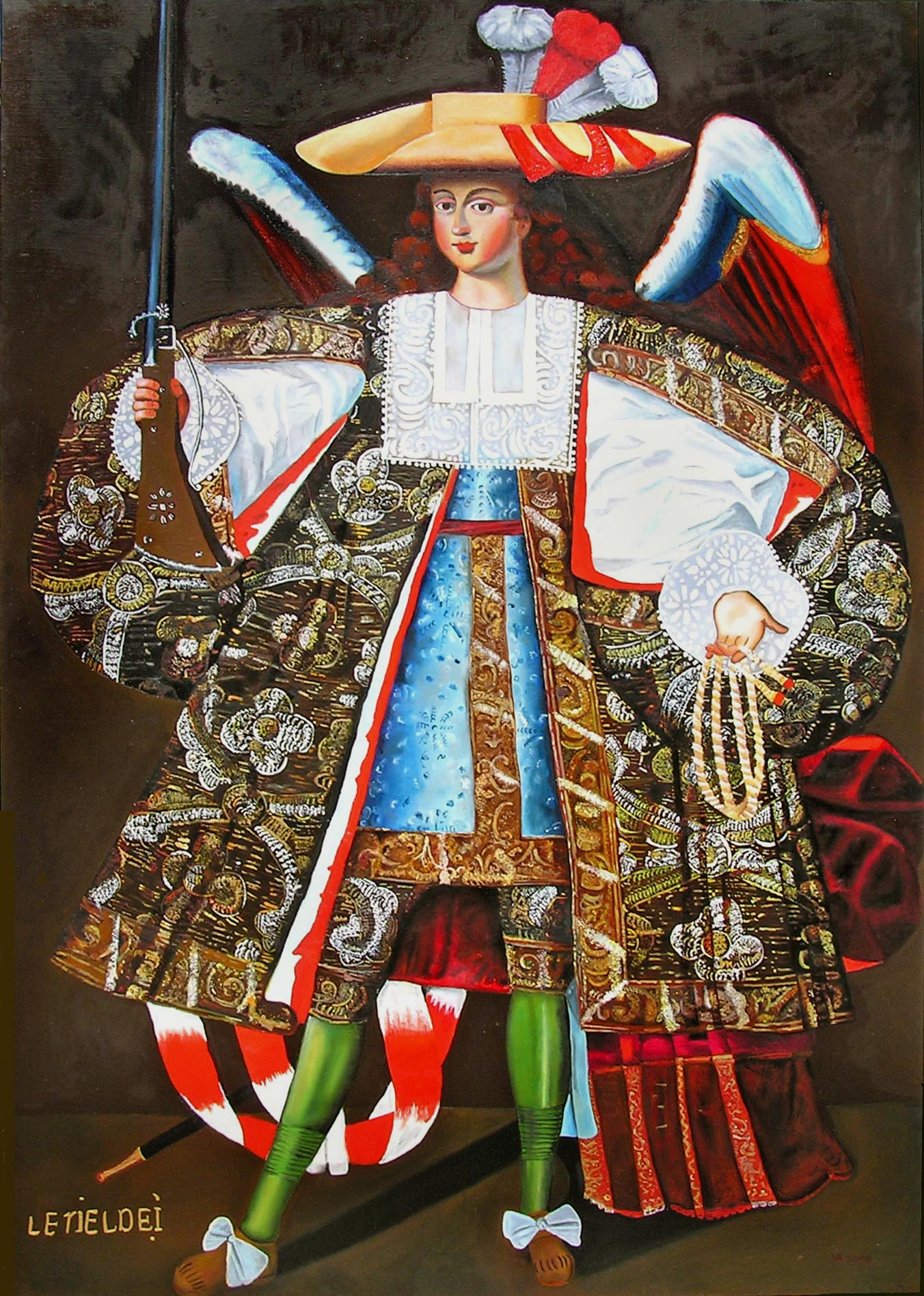
Ángel arcabucero, Maestro de Calamarca, escuela del Collao, Bolivia (siglo XVII)
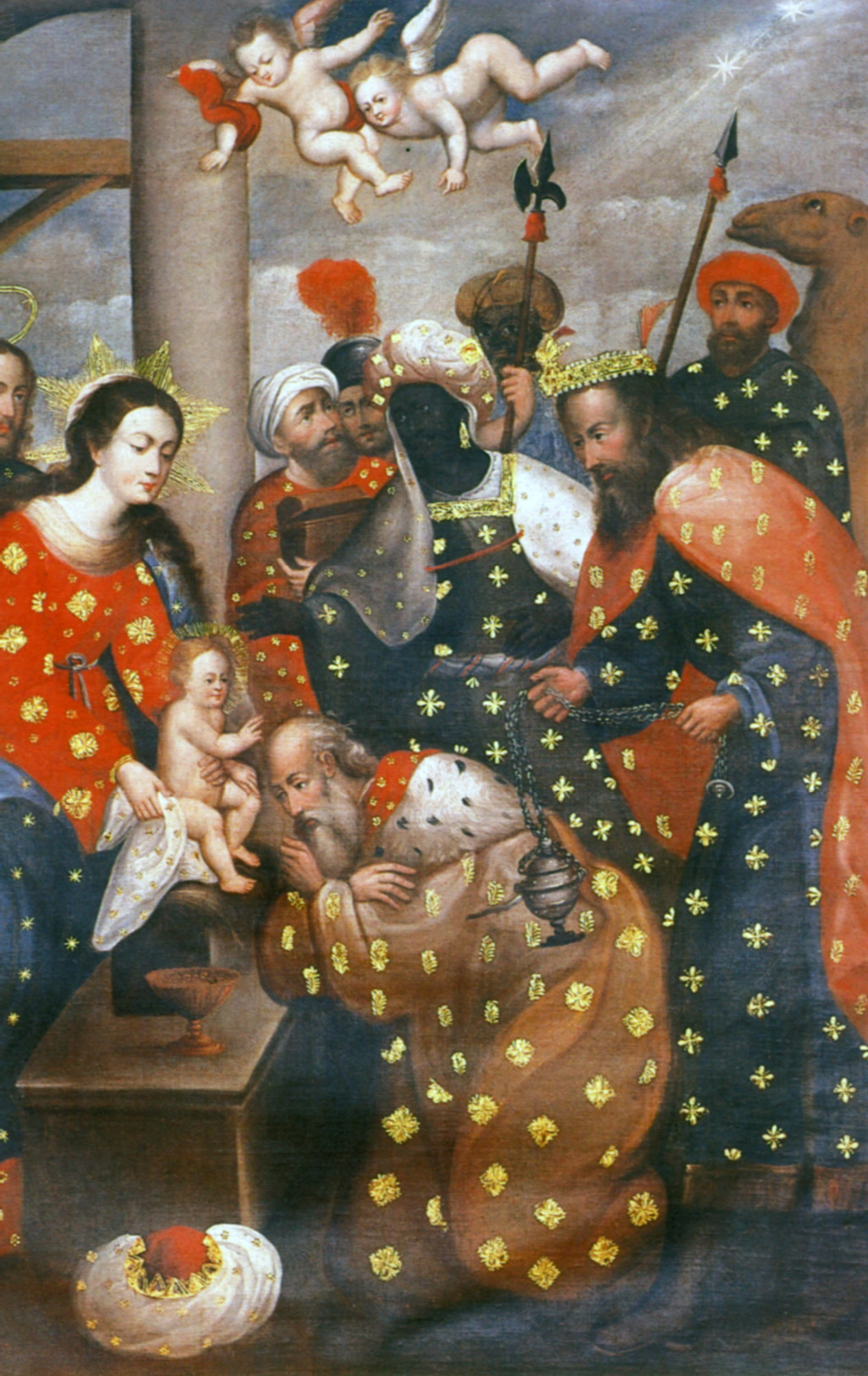
Adoración de los Magos, escuela cuzqueña de pintura (1740-1760)
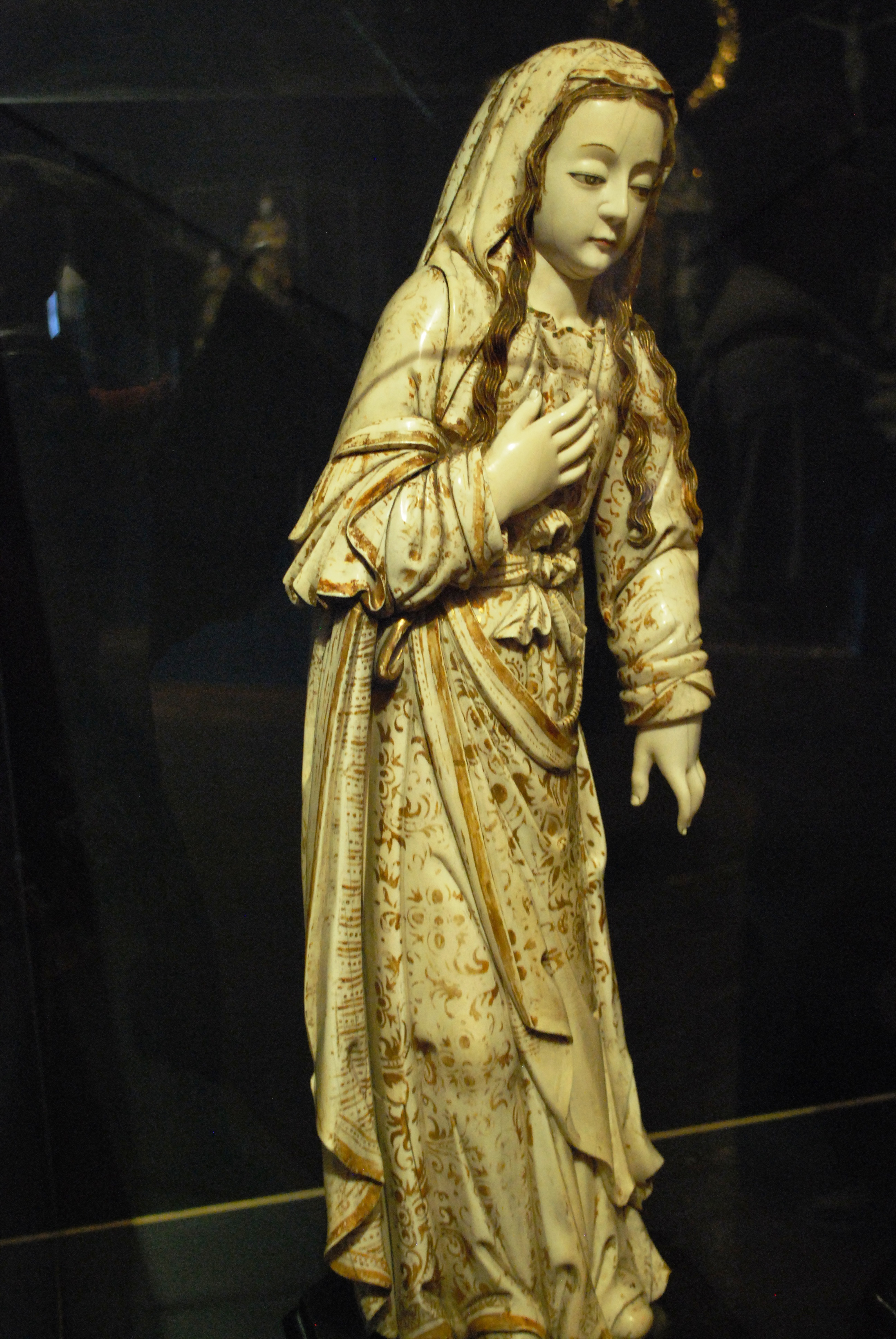
Figura femenina de marfil, actualmente en un museo mexicano
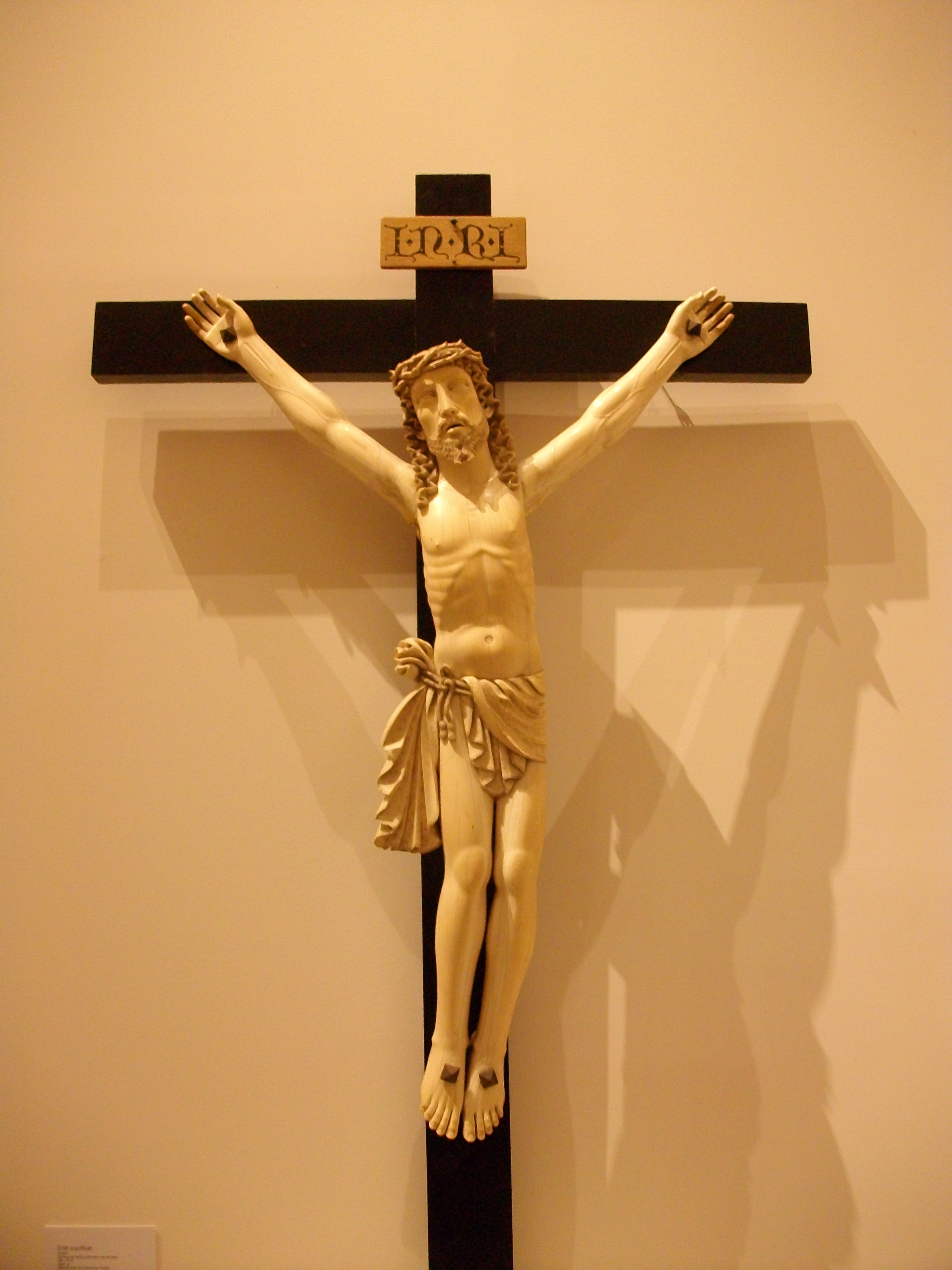
Cristo crucificado, actualmente en un monasterio valenciano (siglo XVII)

Los contactos transoceánicos de México con Filipinas (Galeón de Manila desde Acapulco) dieron origen a otro particular sincretismo detectable en algunas obras a ambos lados del Pacífico, especialmente en la cerámica, los biombos o en los cristos crucificados y otras figuras en marfil con rasgos orientales, denominados marfiles hispano filipinos, aunque algunos se hicieron en el mismo México. También se produjeron, en un contexto equivalente, marfiles luso indios.

Arquitectura colonial
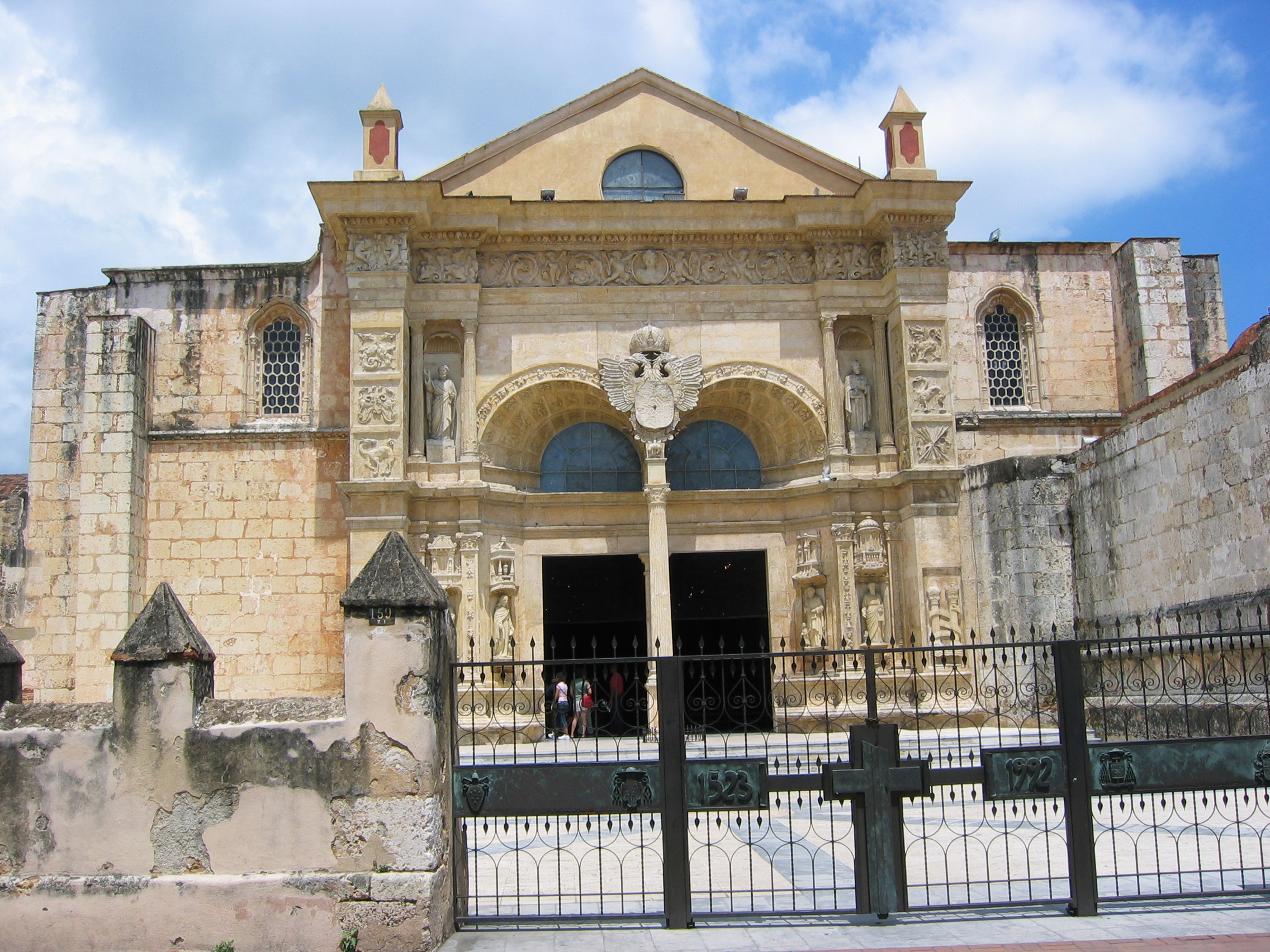
Catedral de Santo Domingo (1523-1541)
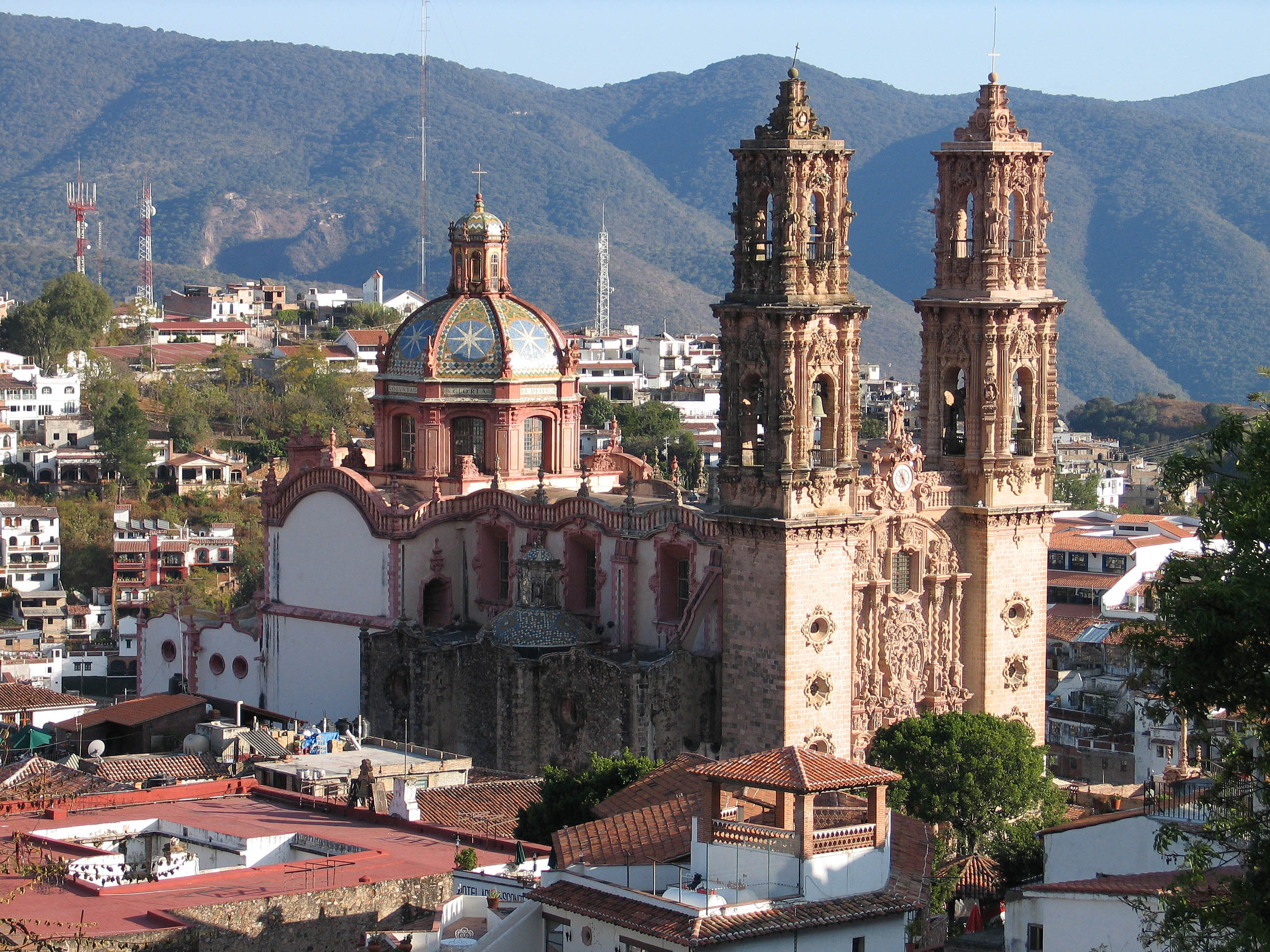
Templo de Santa Prisca de Taxco, México (1751-1758)
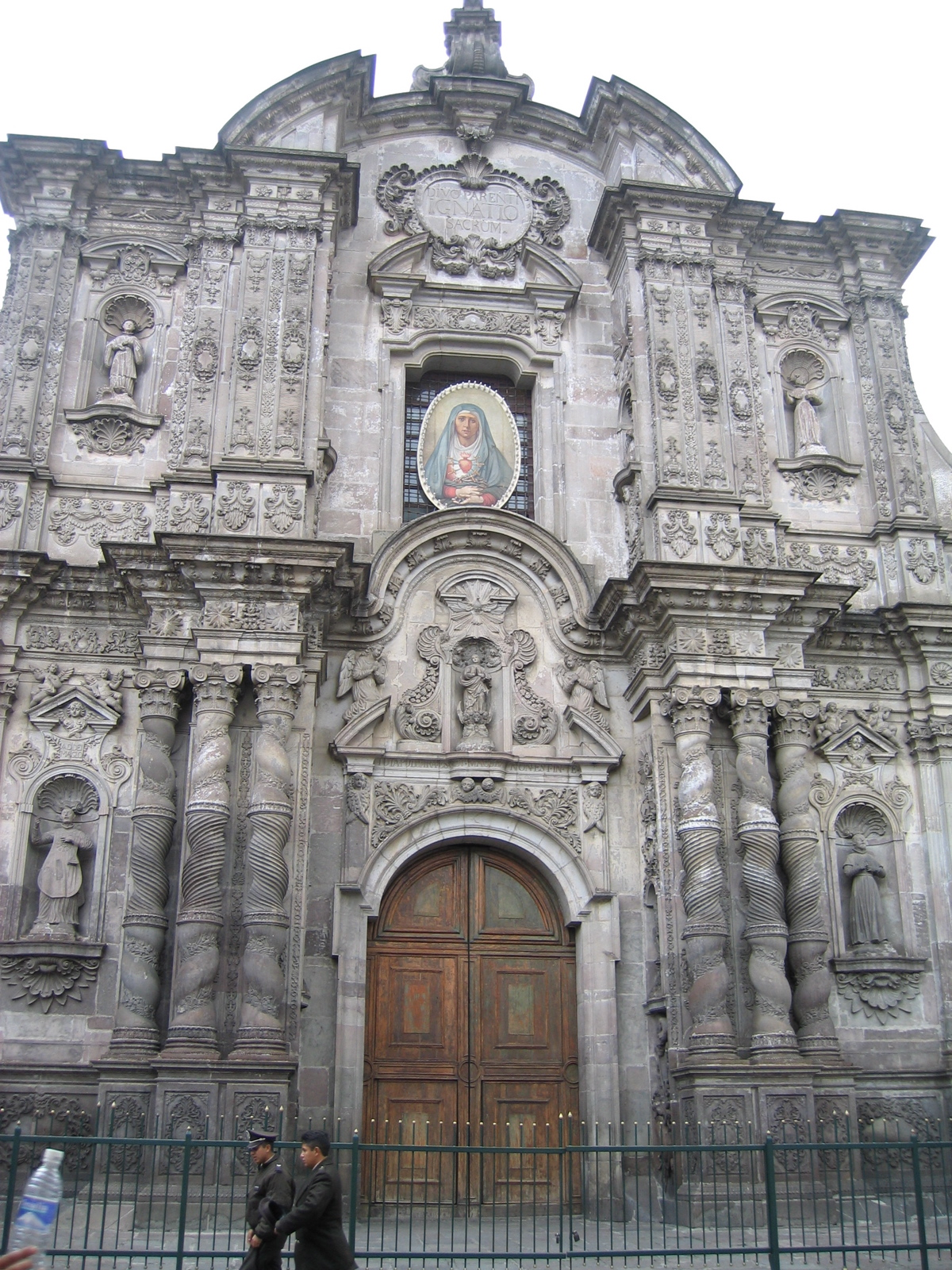
Iglesia de la Compañía, Quito, Ecuador (1605-1765)
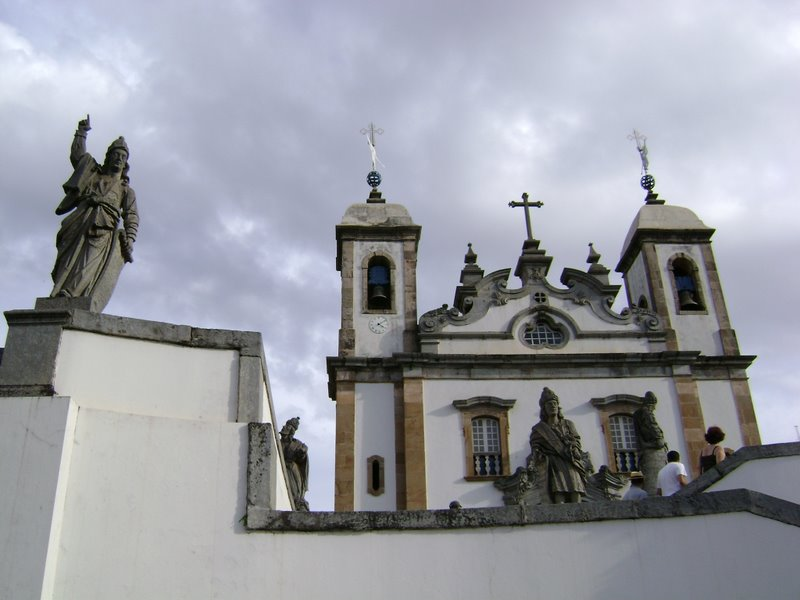
Basílica de Congonhas, Brasil, con las figuras de profetas de Antonio Francisco Lisboa, «el Aleijadinho» (1796-1799)
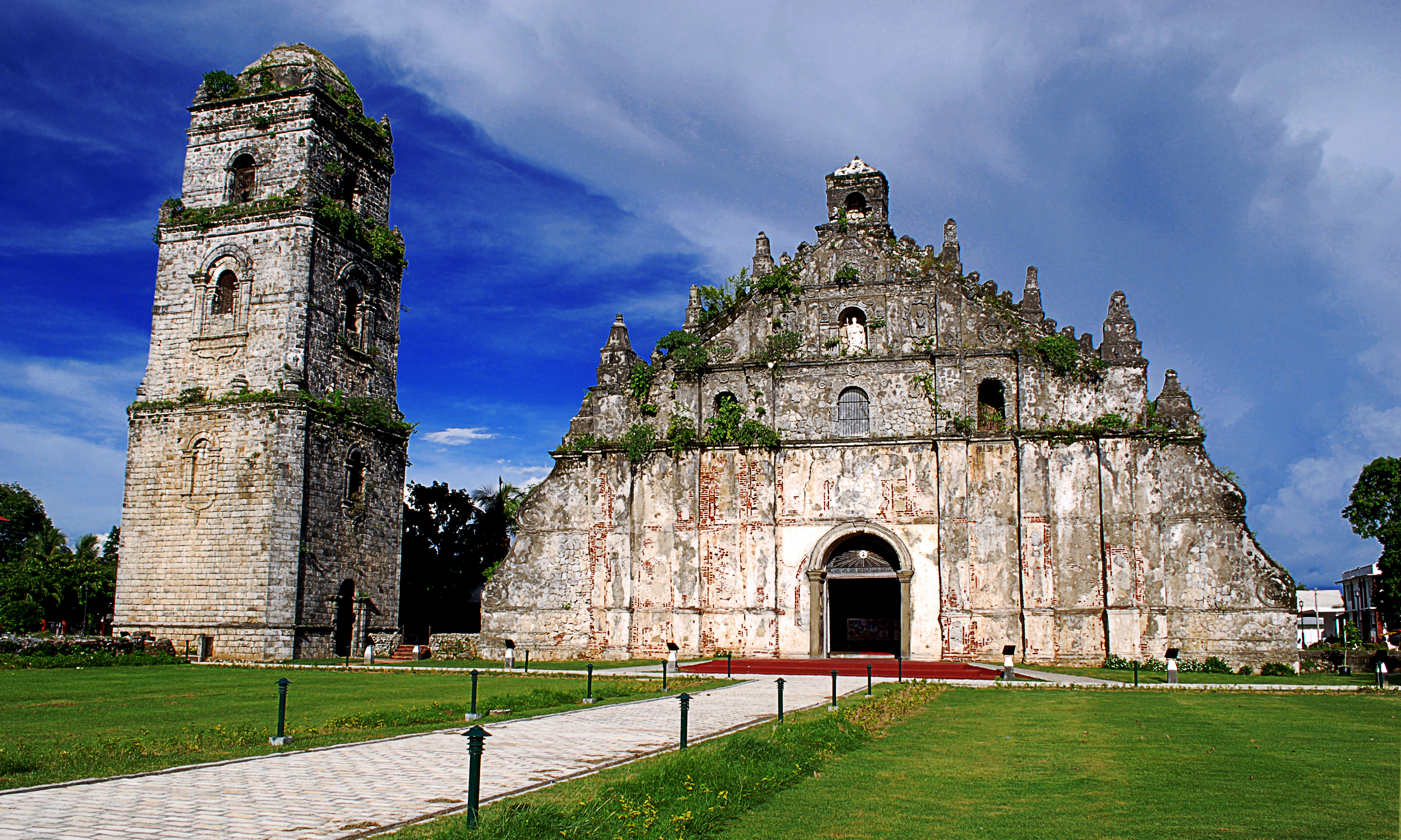
Iglesia de Paoay, isla de Luzón, Filipinas (1694-1710)

### Arte ruso
La cultura y el arte ruso, al igual que las culturas eslavas de los Balcanes y Ucrania, se definió a lo largo de la Edad Media con una fuerte influencia del arte bizantino, y esa influencia continuó incluso posteriormente a la Caída de Constantinopla, coincidiendo con la construcción del estado ruso en torno a la figura del zar como continuidad de la figura del basileus y la imagen de Rusia como una Tercera Roma.
La producción de iconos y la iluminación de manuscritos continuaron en los siglos de la Edad Moderna con similares convenciones y rasgos estereotipados a los del Bizancio medieval. Con el programa de occidentalización de Pedro I el Grande, a partir de finales del siglo XVII se envía a pintores locales a aprender a Italia, Francia, Inglaterra y Holanda, y se contrata a pintores de esos mismos países.
La arquitectura, aunque continuó influenciada principalmente por la arquitectura bizantina en los primeros siglos de la Edad Moderna, presenció la introducción de tendencias renacentistas por artistas italianos como Aristóteles Fioravanti (1415-1486), que antes había trabajado para Matías Corvino en Hungría. Las construcciones de la época tuvieron una gran capacidad de inclusión de múltiples elementos (tejados de faldón de origen asiático, las cúpulas bulbosas de origen bizantino), todo ello reinterpretado con gran fantasía y colorido, como en la Catedral de San Basilio y el «estilo flamante» de la ornamentación de Moscú y Yaroslavl en el siglo XVII. Hacia 1690 se habla de un barroco moscovita (Francesco Bartolomeo Rastrelli). Durante el siglo XVIII la occidentalización se hace cada vez más profunda, culminando en el programa de construcción de San Petersburgo con criterios neoclásicos.

Arte ruso
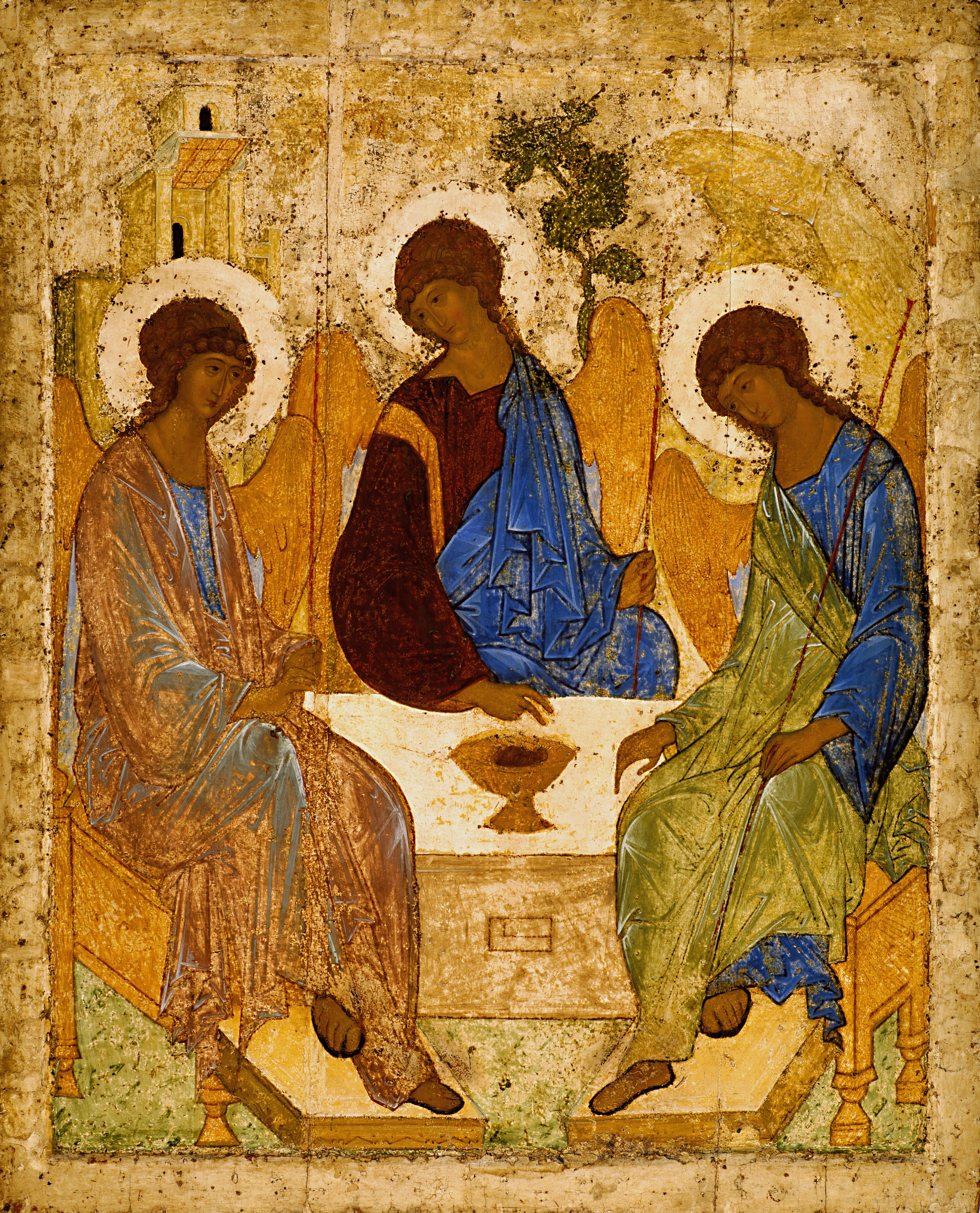
Trinidad del Antiguo Testamento, de Andréi Rubliov (1422-1428)
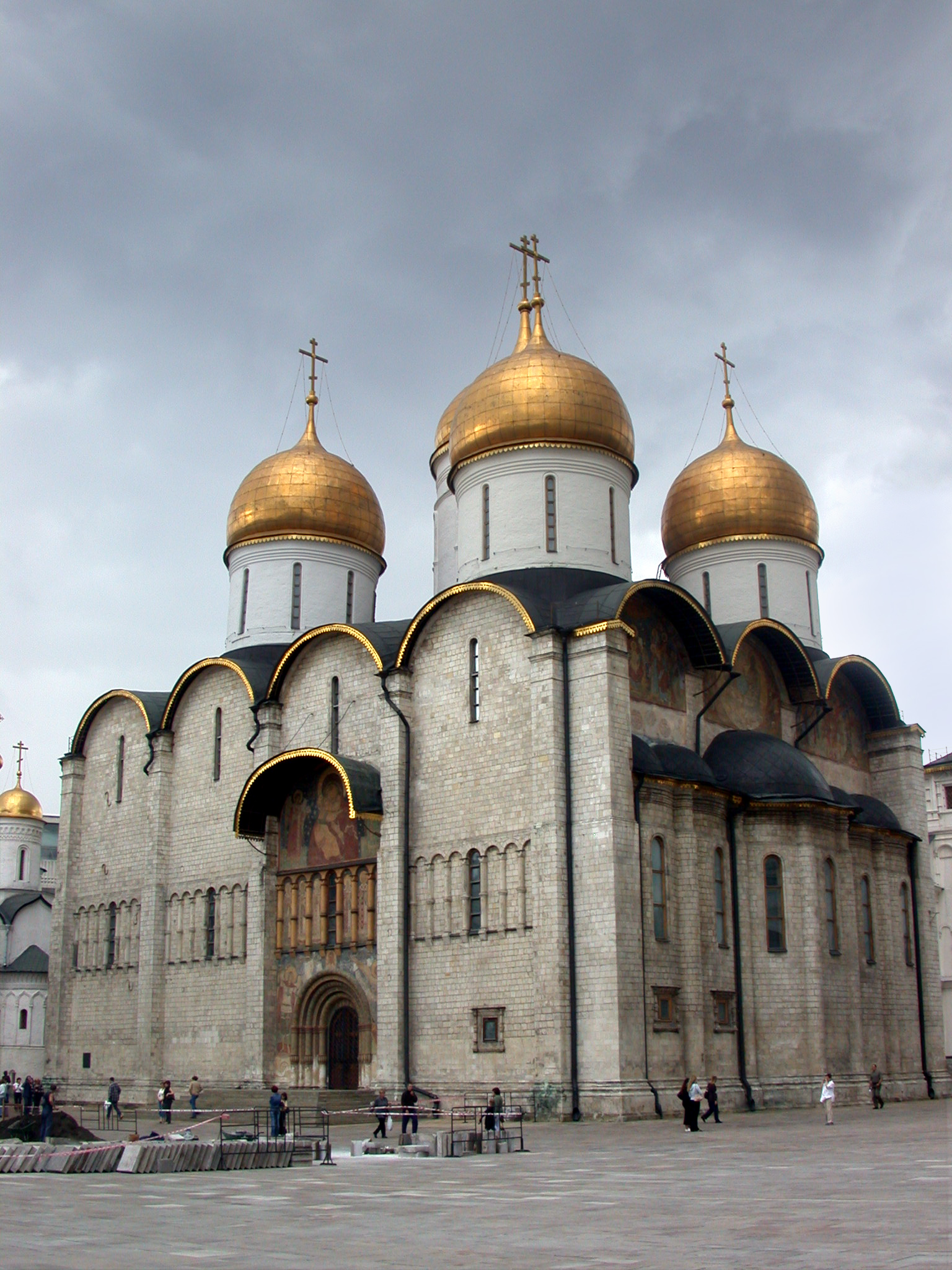
Catedral de la Dormición (Moscú), uno de los edificios más antiguos del Kremlin, inspirada en la Catedral de la Asunción de Vladímir (1475-1479)
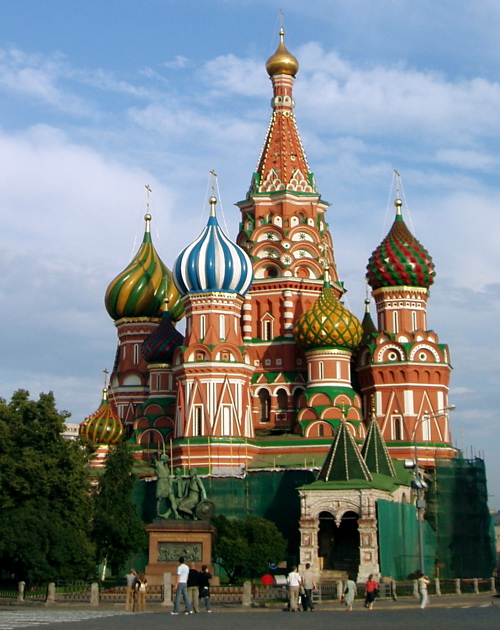
Catedral de San Basilio, de Postnik Yakovlev[57] (construcción original de 1555-1561, modificada en fechas posteriores)
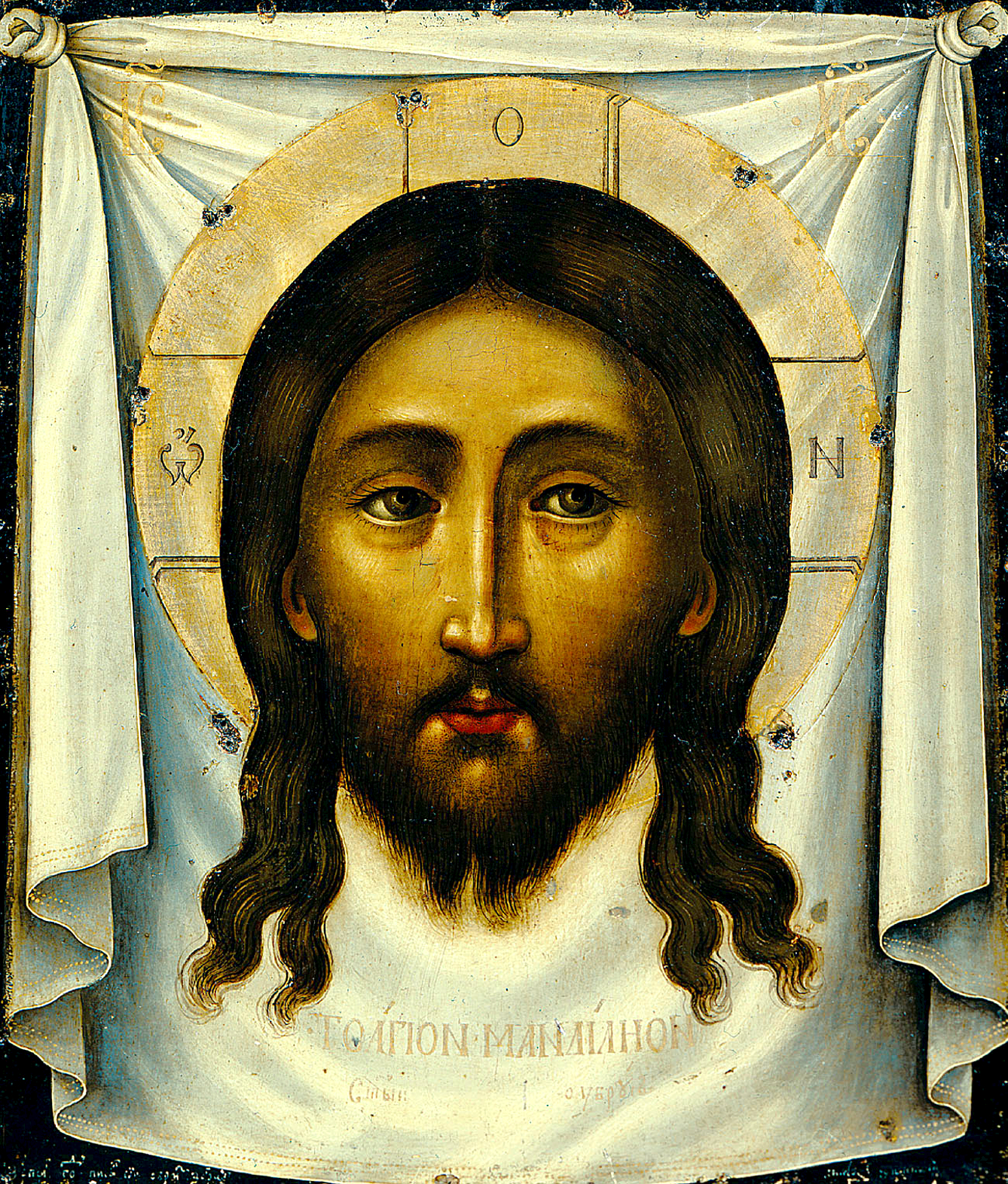
Cristo Aqueiropoyetos, de Simon Ushakov (c. 1660)

## Arte oriental
El arte oriental se ha definido como concepto por contraposición con el arte occidental y mediante estudios realizados por historiadores del arte occidentales, seducidos precisamente por su alteridad. El exotismo romántico degeneró en un orientalismo en buena medida mixtificador.
Como principio general, y a pesar de su multiplicidad, el arte oriental se considera más estable en el tiempo que el occidental de la Edad Moderna, sujeto a los continuos bandazos en la sucesión de estilos. Especialmente estable fue el arte de Extremo Oriente, repetición de modelos fijados en el arte antiguo de sus civilizaciones; mientras que el arte islámico (en buena medida, el de una civilización sincrética y transmisora, tan occidental como oriental, que tuvo su edad de oro en el arte medieval) y el arte de la India fueron más sensibles a todo tipo de influencias, provenientes tanto del Este como del Oeste.

### Arte islámico

#### Arte africano-islámico
El espacio africano, a pesar de su situación geográfica occidental, se hallaba en buena parte en la órbita cultural y artística del Próximo Oriente y la civilización árabe-islámica, especialmente Egipto y el Magreb (término que significa precisamente occidente en árabe). Lo mismo puede decirse de grandes partes de África oriental, a excepción de Etiopía, que se mantuvo como reino cristiano.
Tombuctú fue el principal centro de cultura islámica en el espacio subsahariano desde finales de la Edad Media, con el Imperio songhay, sucedido por la ocupación marroquí desde el siglo XVI.
Otras zonas del África occidental y meridional continuaron con su dinámica cultural ancestral, aunque sometidas al impacto negativo de la expansión europea y árabe (colonización directa de los principales puertos e impulso al tráfico de esclavos, que modificó profundamente las entidades políticas y redes sociales y culturales indígenas).

Arte africano-islámico
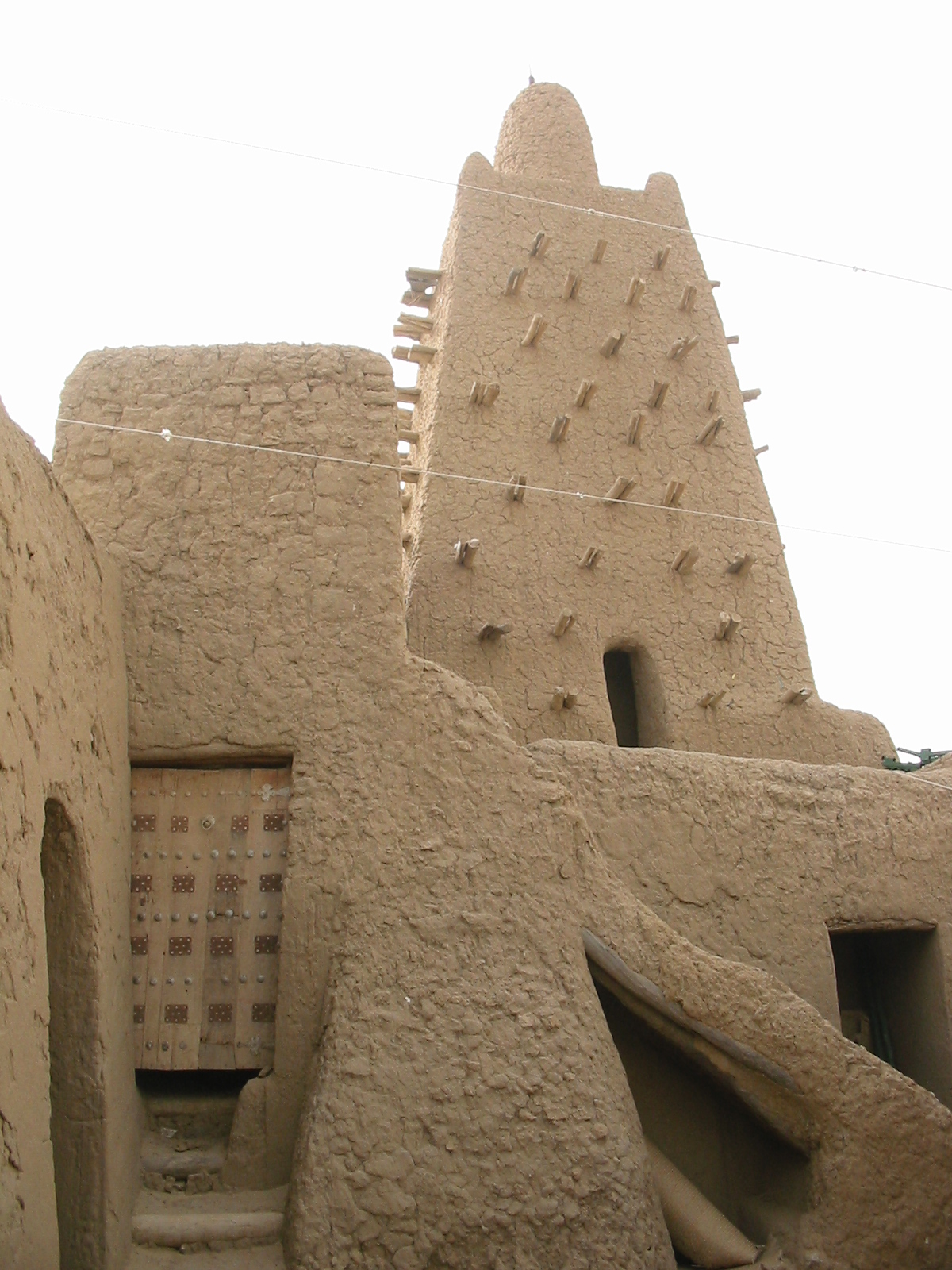
Mezquita de Djingareyber, original del siglo XIV.
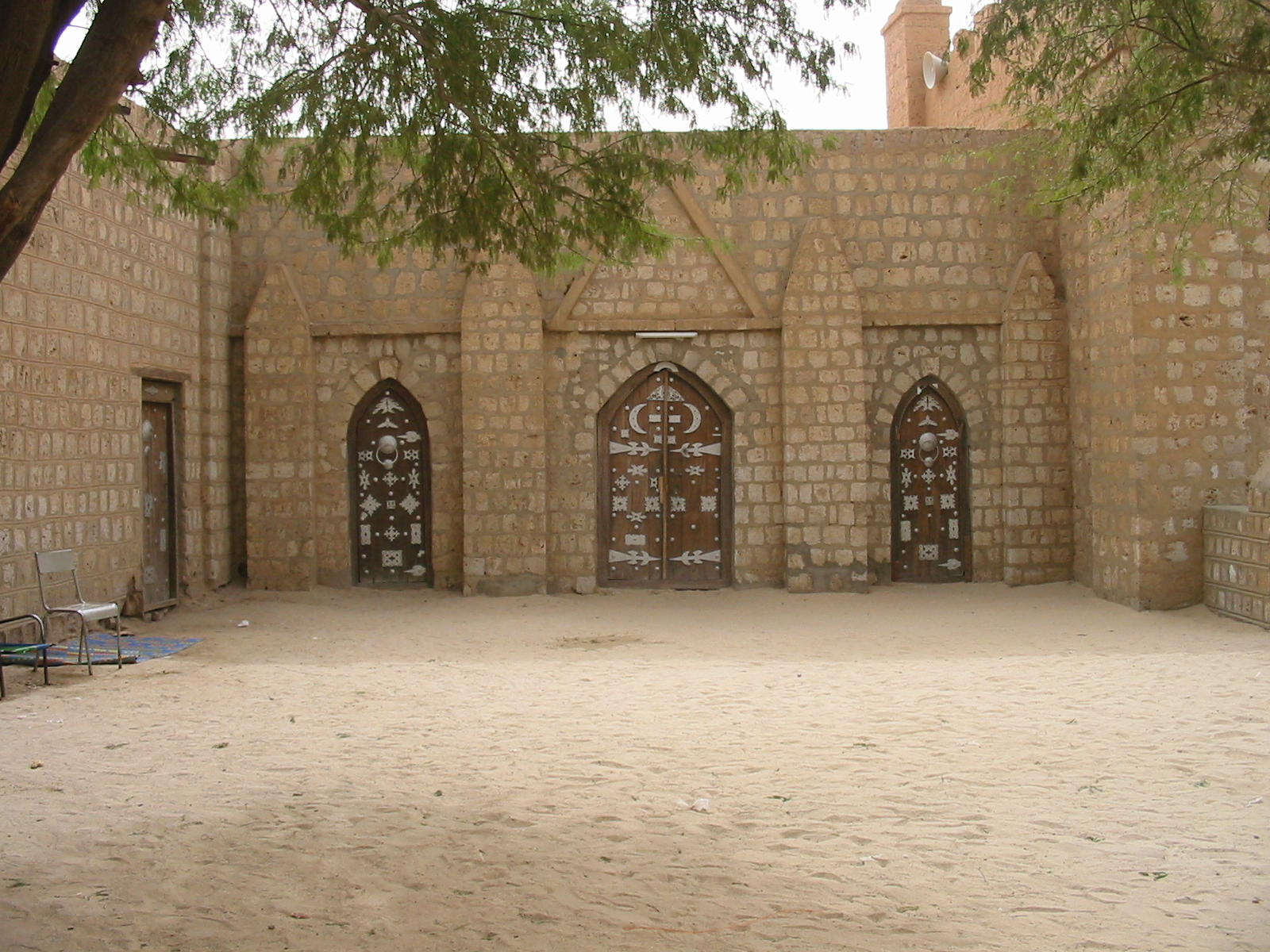
Madrasa de Sankore, reconstruida en 1581.

#### Arte turco otomano
El arte otomano se produjo principalmente en Asia Menor y los Balcanes, además de extender su influencia por todo el mundo mediterráneo musulmán.
El periodo clásico de la arquitectura otomana (siglos XV al XVII) está dominado por la figura del armenio Mimar Sinan, que conjugó la tradición bizantina con elementos étnicos de distintas procedencias. A él se deben 334 edificios en varias ciudades (mezquitas Sehzade, de Suleimán y de Rustem Pachá en Estambul, de Selim en Edirne, mausoleos del sultán Suleimán el Magnífico, de su esposa Roxelana y del sultán Selim II, etc.). El Palacio de Topkapi (1459-1465) era comparable en suntuosidad interior a los más importantes del mundo.
La influencia del arte europeo occidental se había dejado sentir desde finales del siglo XV, cuando el pintor veneciano Gentile Bellini se desplazó a Estambul a trabajar para el sultán Mehmed II (1479). Durante el periodo de los tulipanes (1718-1730) se produce una renovación del interés por el arte de Europa Occidental, y un arquitecto francés, Mellin, trabajará para la corte otomana. En el periodo siguiente, caracterizado por formas similares al barroco, destaca el arquitecto Mimar Tahir.

Arte turco
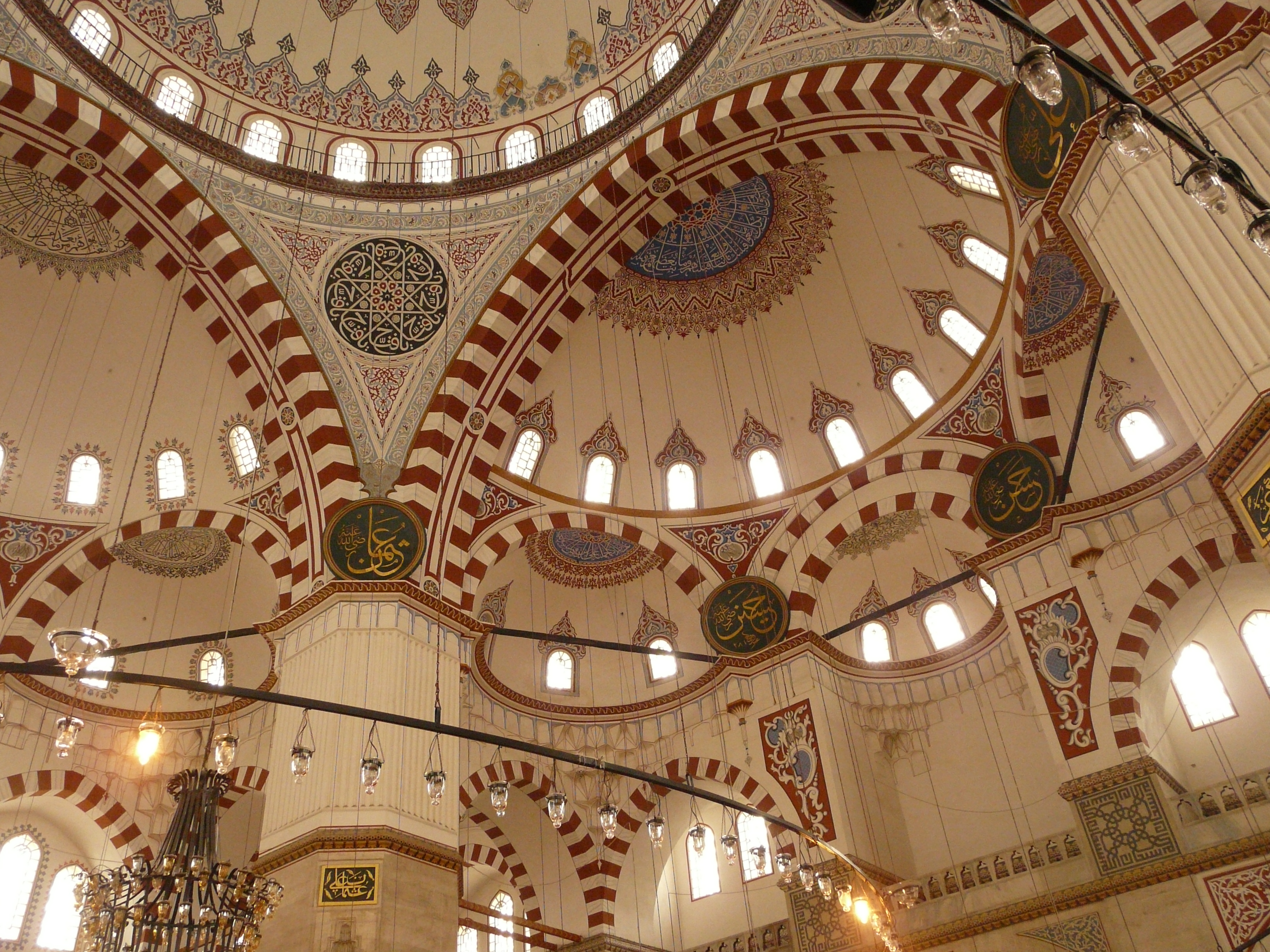
Mezquita Sehzade en Estambul, de Mimar Sinan (1543-1548)
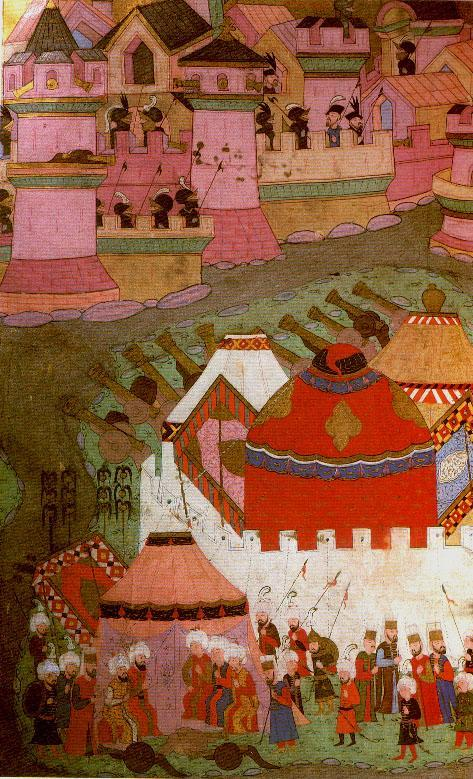
Sitio de Viena, por Nakkas Osman (1588)
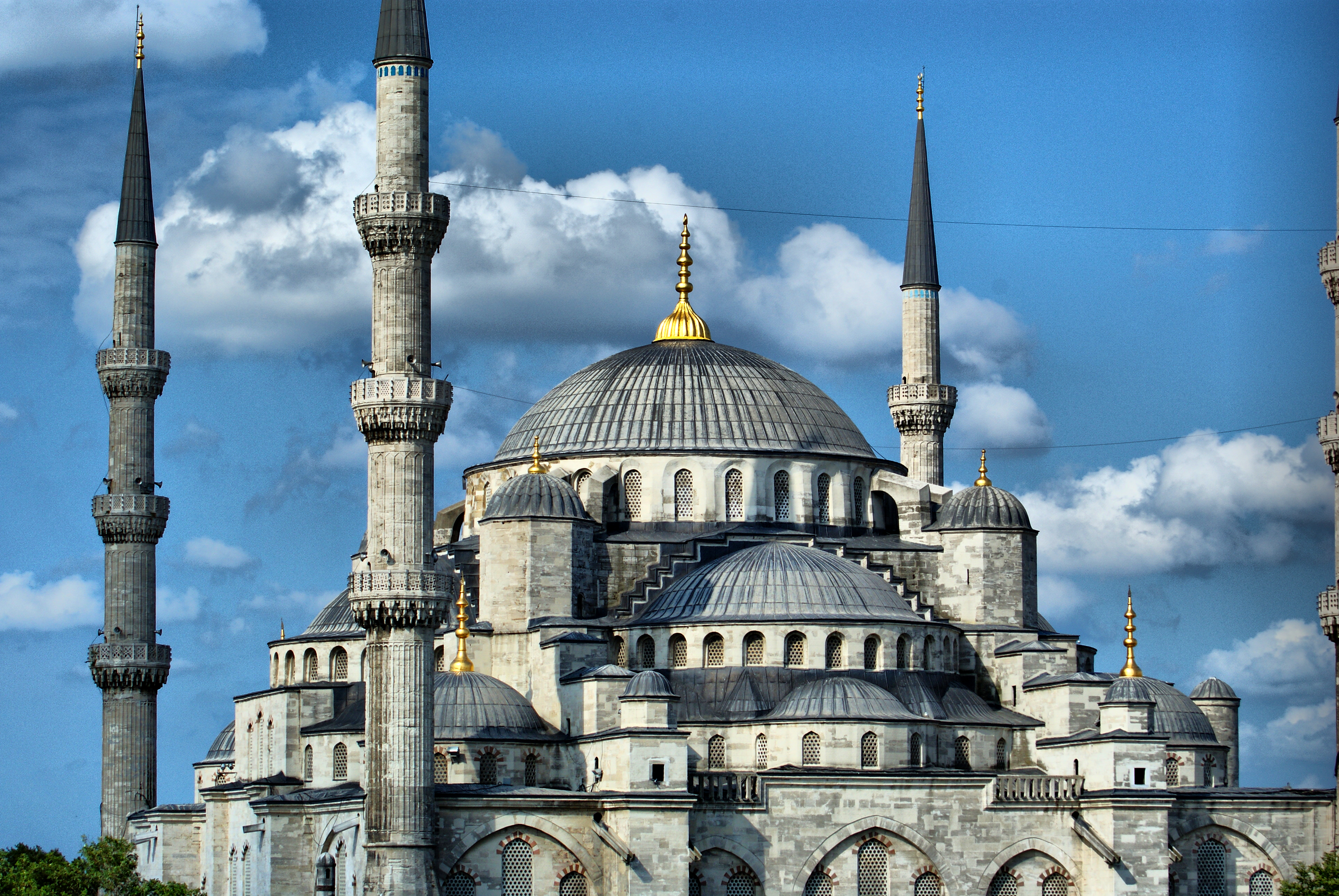
Mezquita Azul en Estambul, de Sedefhar Mehmet Ağa (1609-1617)
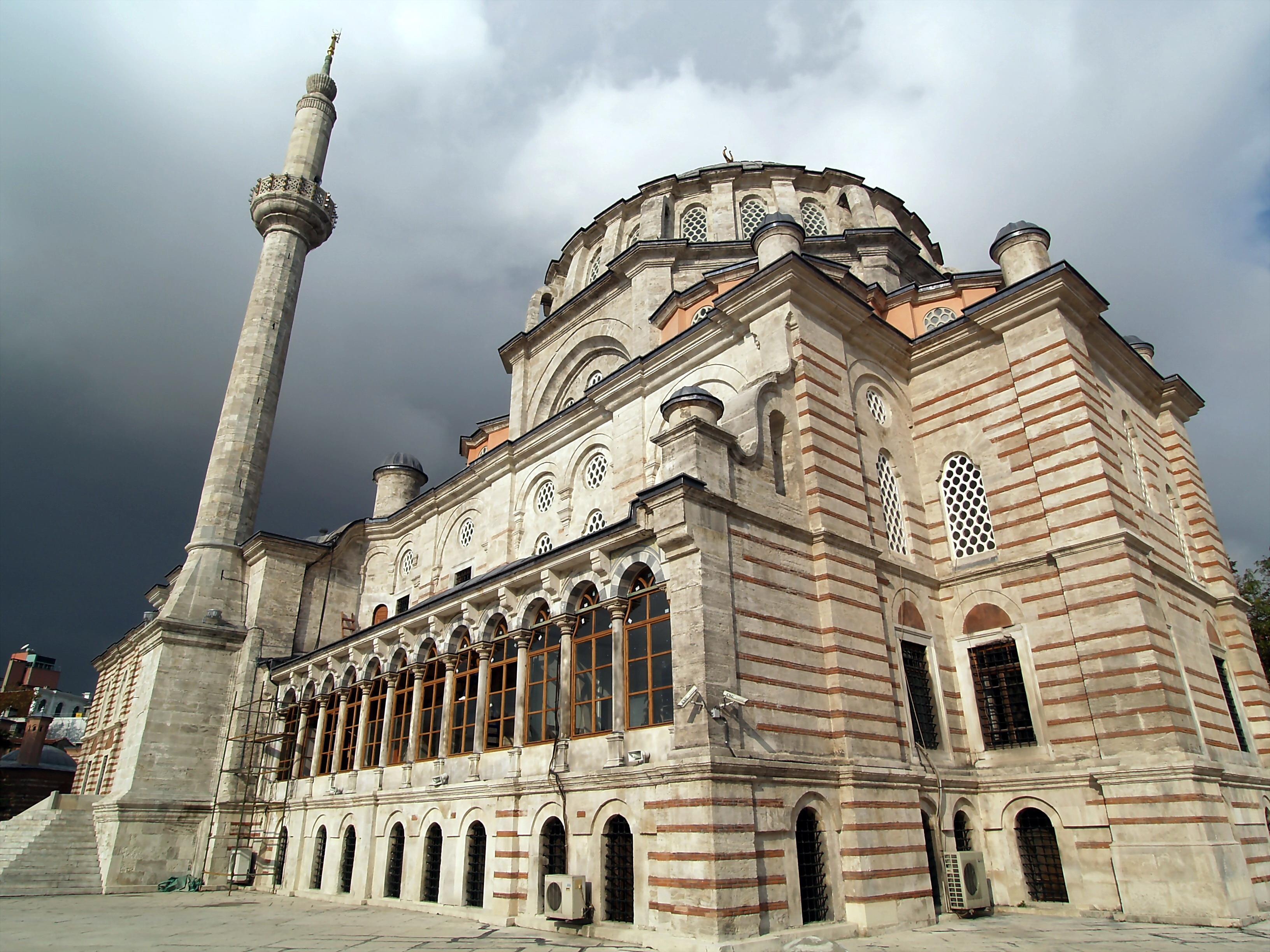
Mezquita Laleli o de los tulipanes, de Mehmet Tahir Ağa (1760-1763)

#### Arte persa
Durante el siglo XVII se levantaron las grandes mezquitas safávidas de Jorasán, Isfahán y Tabriz; y el espacio de la plaza de Naghsh-i Jahan de Isfahán, uno de los hitos urbanísticos más espectaculares de las ciudades islámicas. El uso de la cerámica vidriada da a las superficies sus características de textura y cromatismo. Anteriormente se había levantado en Teherán el Palacio de Golestán (1524-1576), un programa artístico orientado a la ostentación del poder y el lujo, con espacios intimistas y placenteros que evocan a la Alhambra y el estereotipo orientalista-romántico de palacio de las mil y una noches; fue renovado profundamente en los siglos XVIII y XIX.
Las miniaturas persas obviaron la prohibición islámica de representar figuras humanas en razón de la particular interpretación de ese precepto en el chiismo, y desarrollaron un estilo particularmente refinado que se compartió, a través de los estrechos contactos con el Asia Central, con el arte de la India. Se caracterizaron por el tratamiento exquisito de los márgenes y la utilización convencional de elementos de interpretación poético-mística, como el vino (otra prohibición islámica) y los jardines, que evocan el Paraíso.
Los centros de producción más importantes de alfombras persas fueron Tabriz (1500-1550), Kashan (1525-1650), Herat (1525-1650) y Kermán (1600-1650).

Arte persa
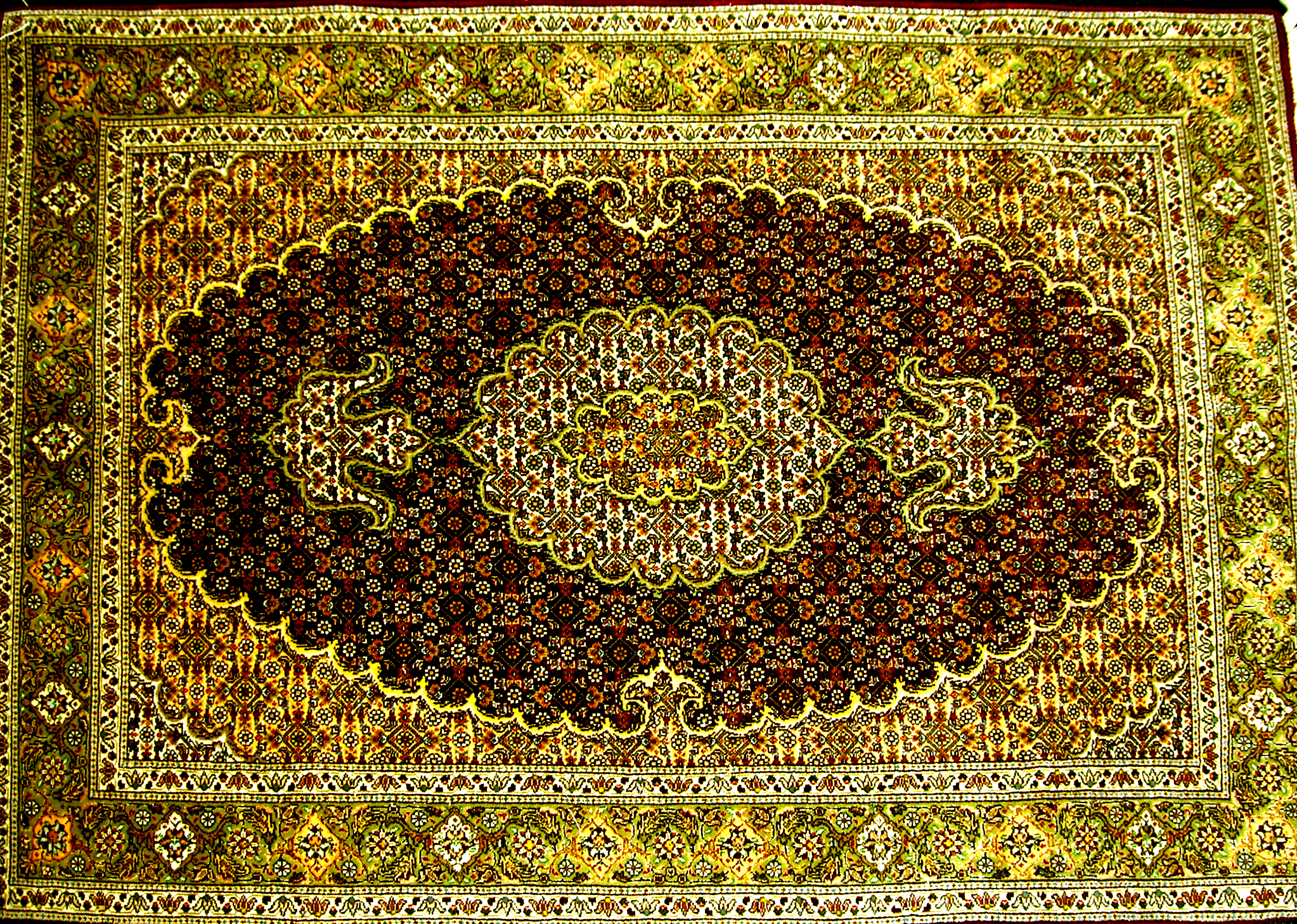
Alfombra tradicional de Tabriz, de lana y seda
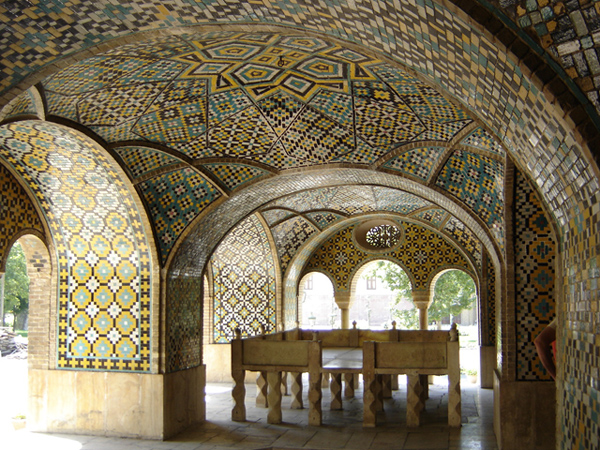
Khalvat-e-karimkhani en el Palacio de Golestán
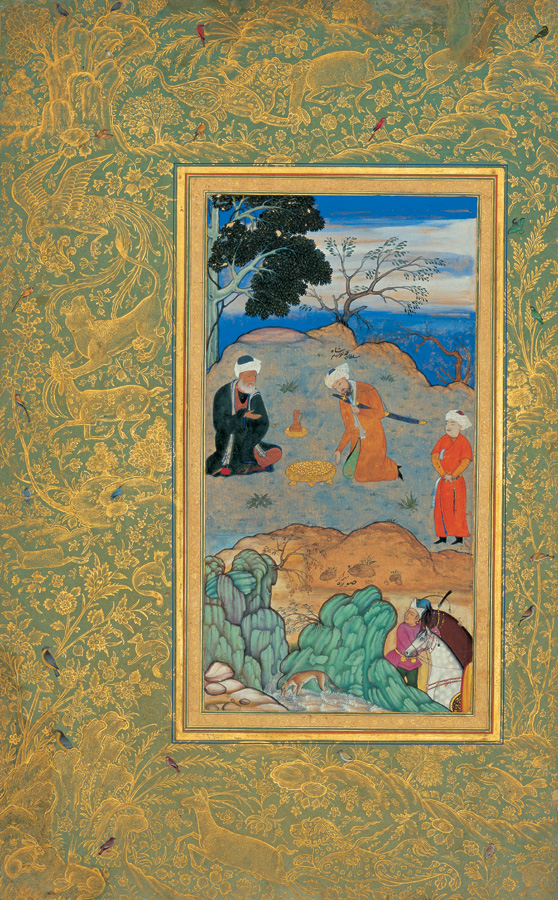
Consejo del asceta Moraqqa’-e Golshan, conservado en el Palacio de Golestán, Teherán (1.ª mitad del siglo XVI)
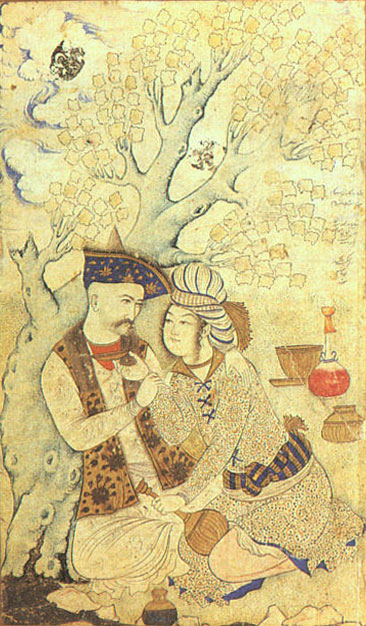
Abás el Grande con un paje que le ofrece vino, de Muhammad Qasim (1627)
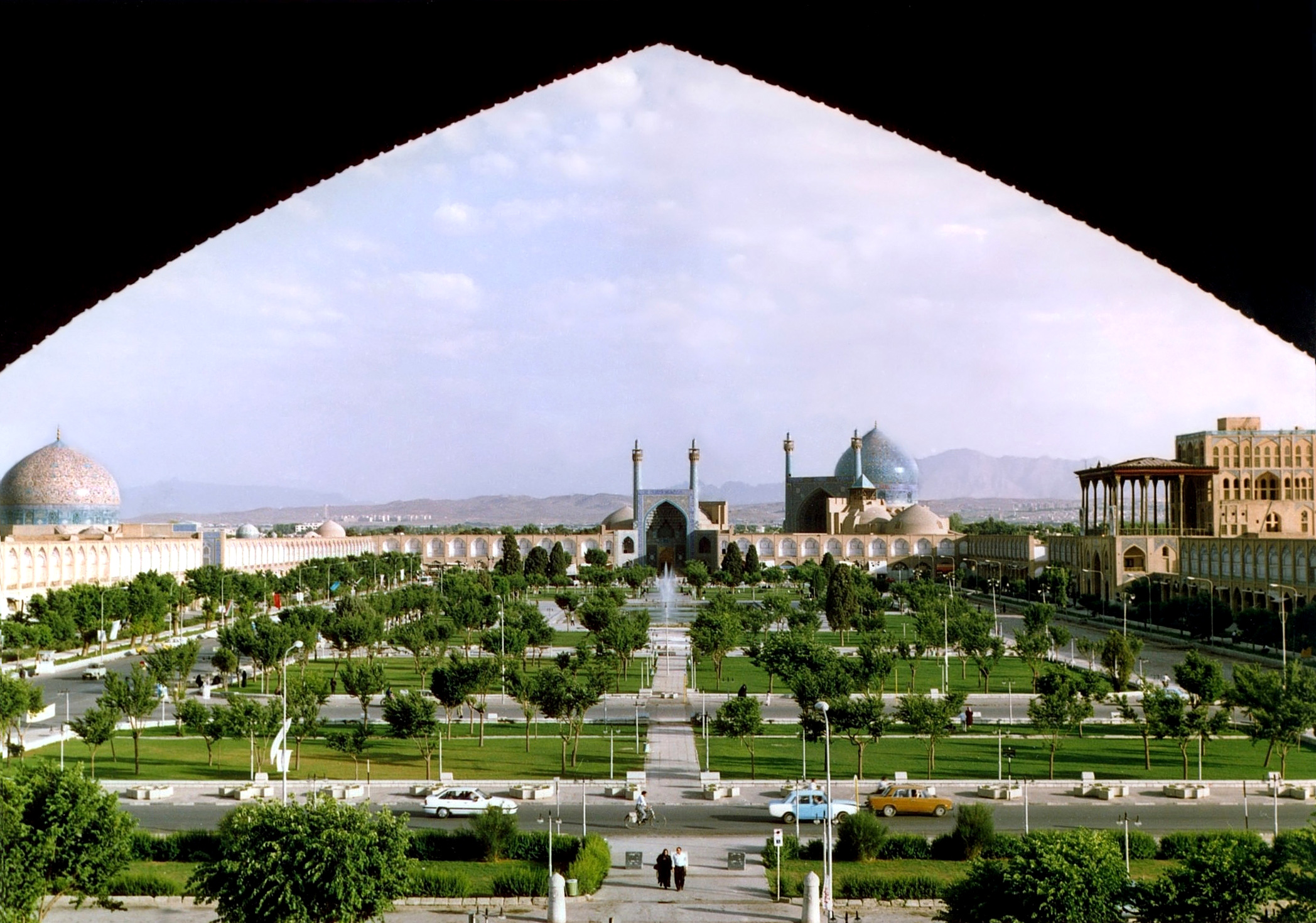
Plaza de Naghsh-i Jahan de Isfahán
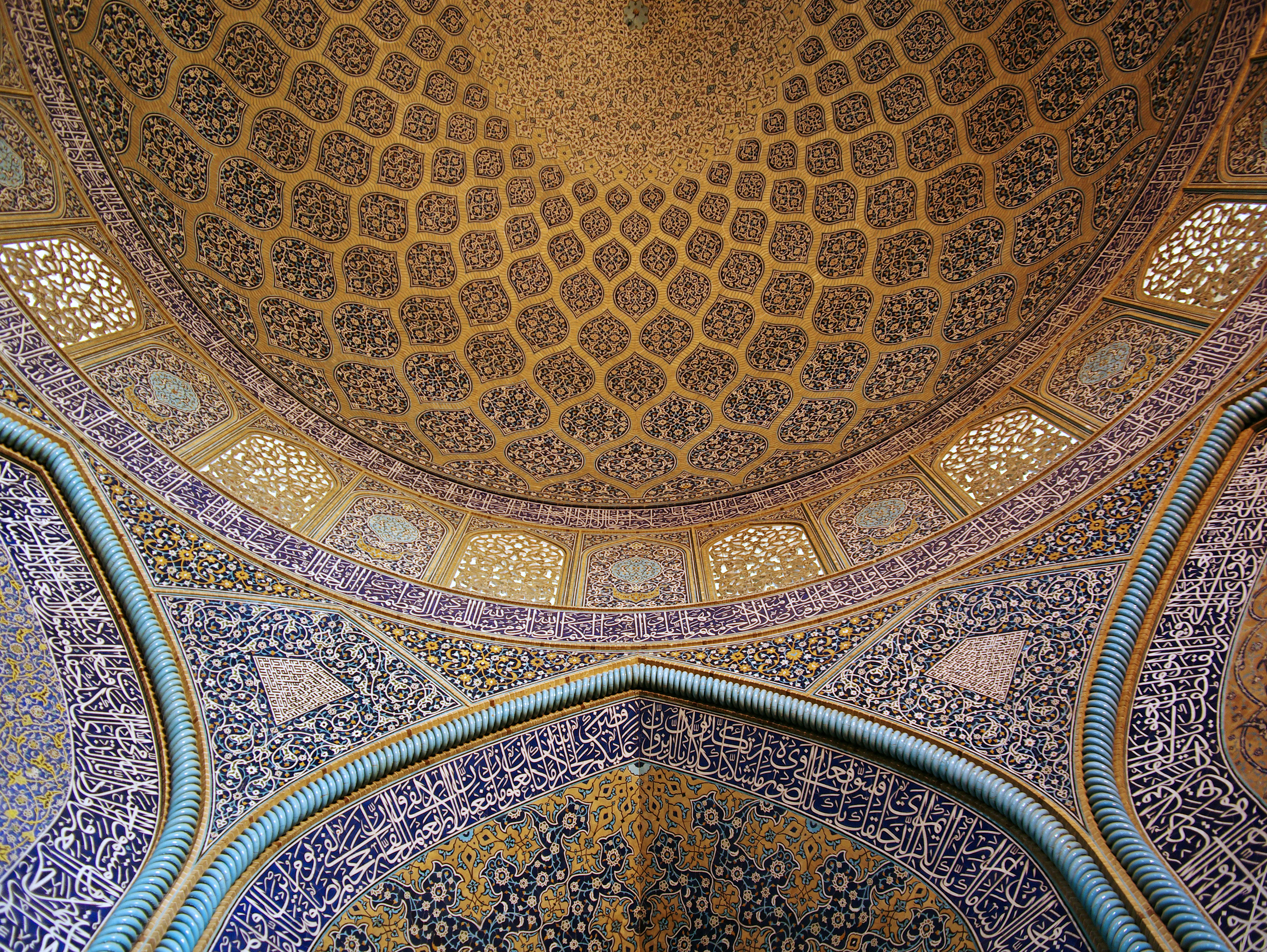
Cúpula de la Mezquita Sheikh Lotf Allah de Isfahán (1615)
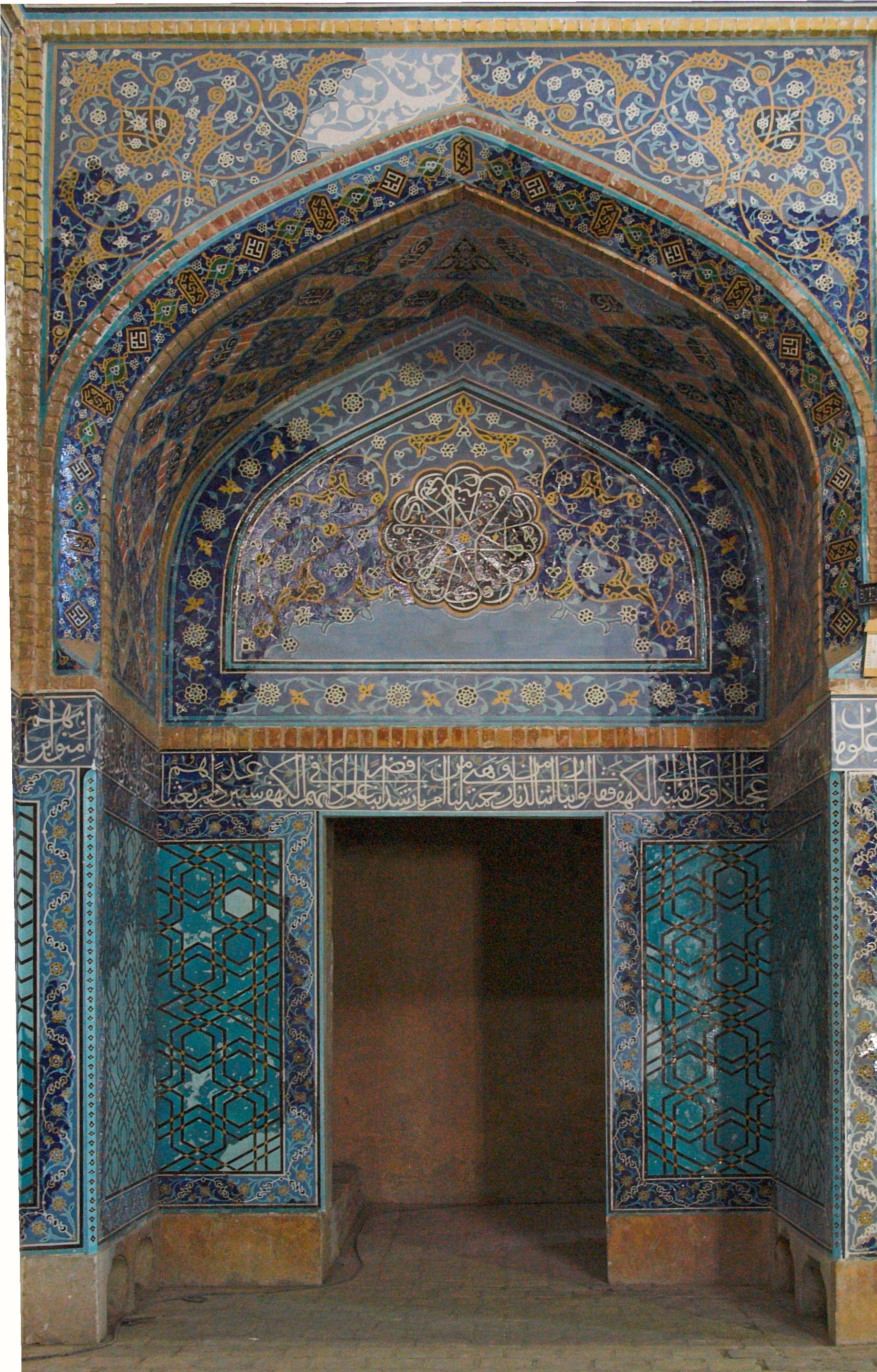
Puerta interior de la mezquita Azul de Tabriz

#### Arte mogol y otros de la India
El Imperio mogol impulsó la islamización de la India del norte, convirtiendo la mezquita en un edificio religioso competitivo con los templos hinduistas, yainas o budistas. Fatehpur Sikri, ciudad construida entre 1569 y 1585, combinaba elementos islámicos (bóvedas, arcos y amplios patios) con los materiales y decoración tradicionales hindúes. Shah Jahan, desde la restaurada capitalidad de Delhi impulsó edificaciones como el Fuerte Rojo y el Taj Mahal.
La pintura, a pesar de la prohibición coránica, también fue incentivada por el mecenazgo del poder. Akbar (iletrado, pero cuya biblioteca contenía 24.000 manuscritos ilustrados) fundó la pintura mogola en la India, al introducir pintores como Mir Saiyide Alí y Abdus Samad, que establecieron escuelas pictóricas en Guyarat, Rajastán y Cachemira, caracterizadas por el formalismo y la ornamentación vivaz y colorista. Jahangir continuó el mecenazgo, pero orientó el gusto a un nuevo realismo centrado en plantas y animales, sin interés por la figura humana (pintor Ustad Mansur).
En el sur de la India, no sujeto al Imperio mogol, continuó la tradición artística de la India antigua, especialmente la cultura del Imperio Vijayanagara, con capital en Hampi, y otros estados rivales, como Madurai.
Al noroeste, en la zona del Panyab, se inició una nueva religión, el sijismo, que tiene en el Templo Dorado su principal edificio artístico.

Arquitectura de la India
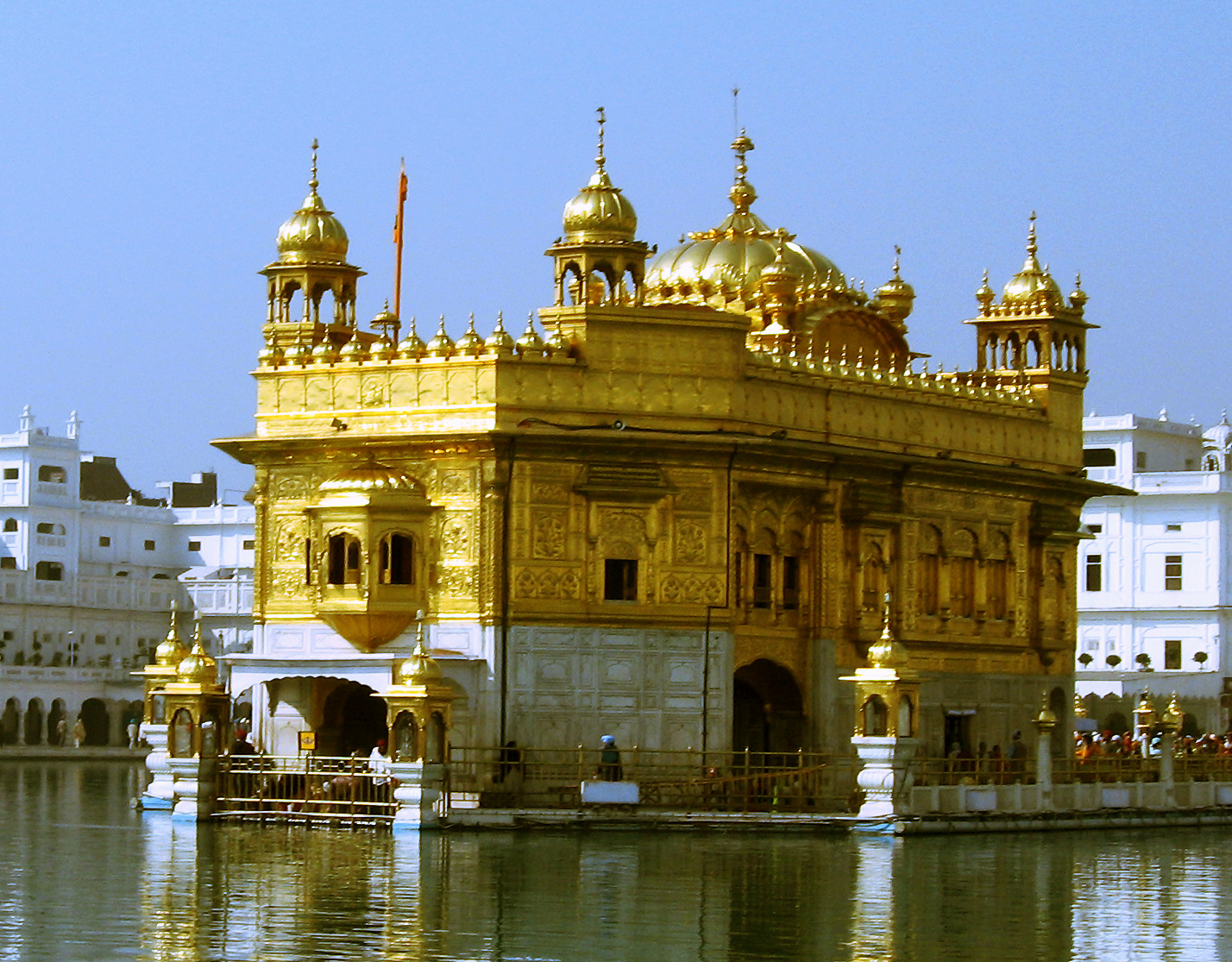
Templo Dorado (1588-1604)
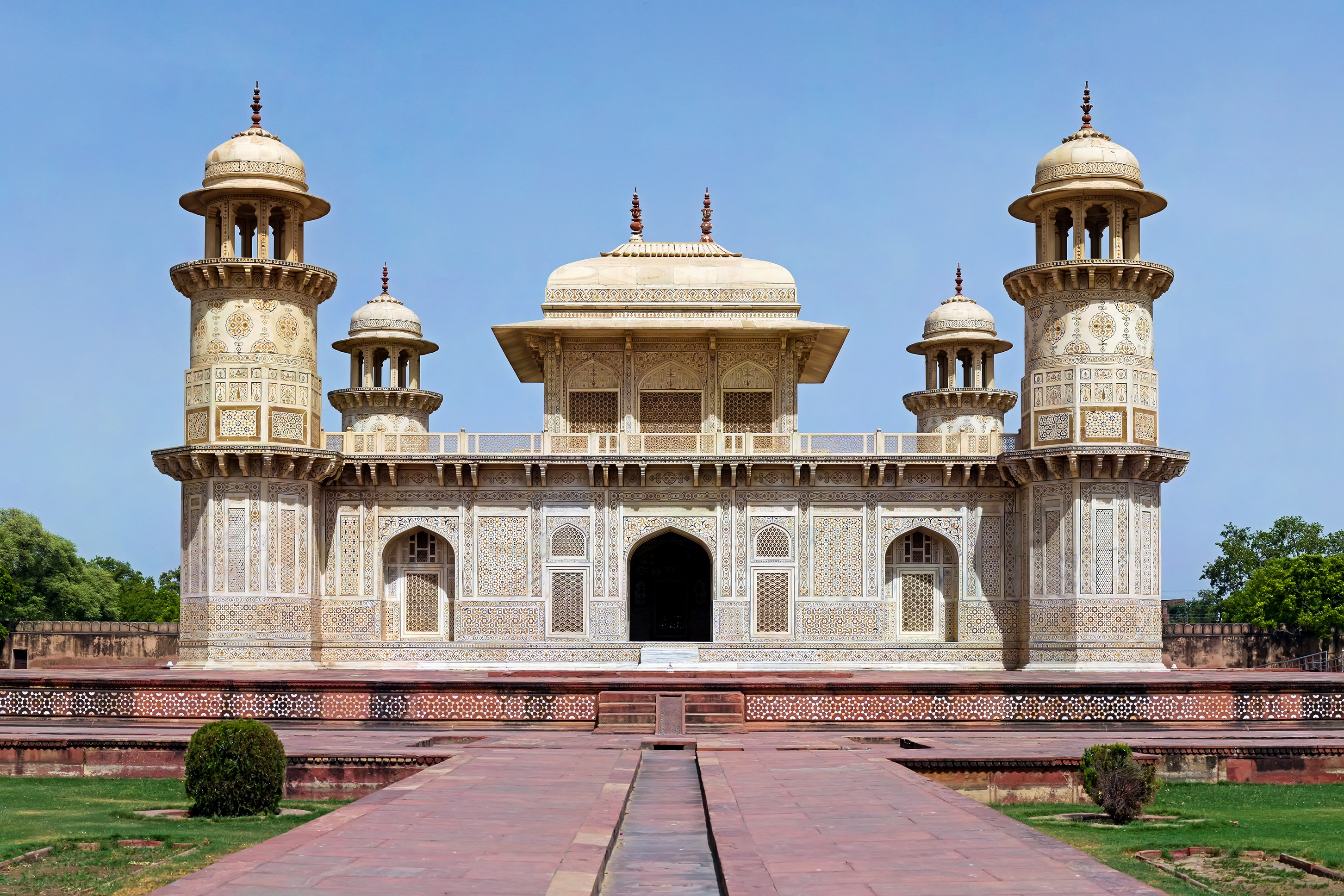
Mausoleo de Itimad-Ud-Daulah, Agra (1622-1628)
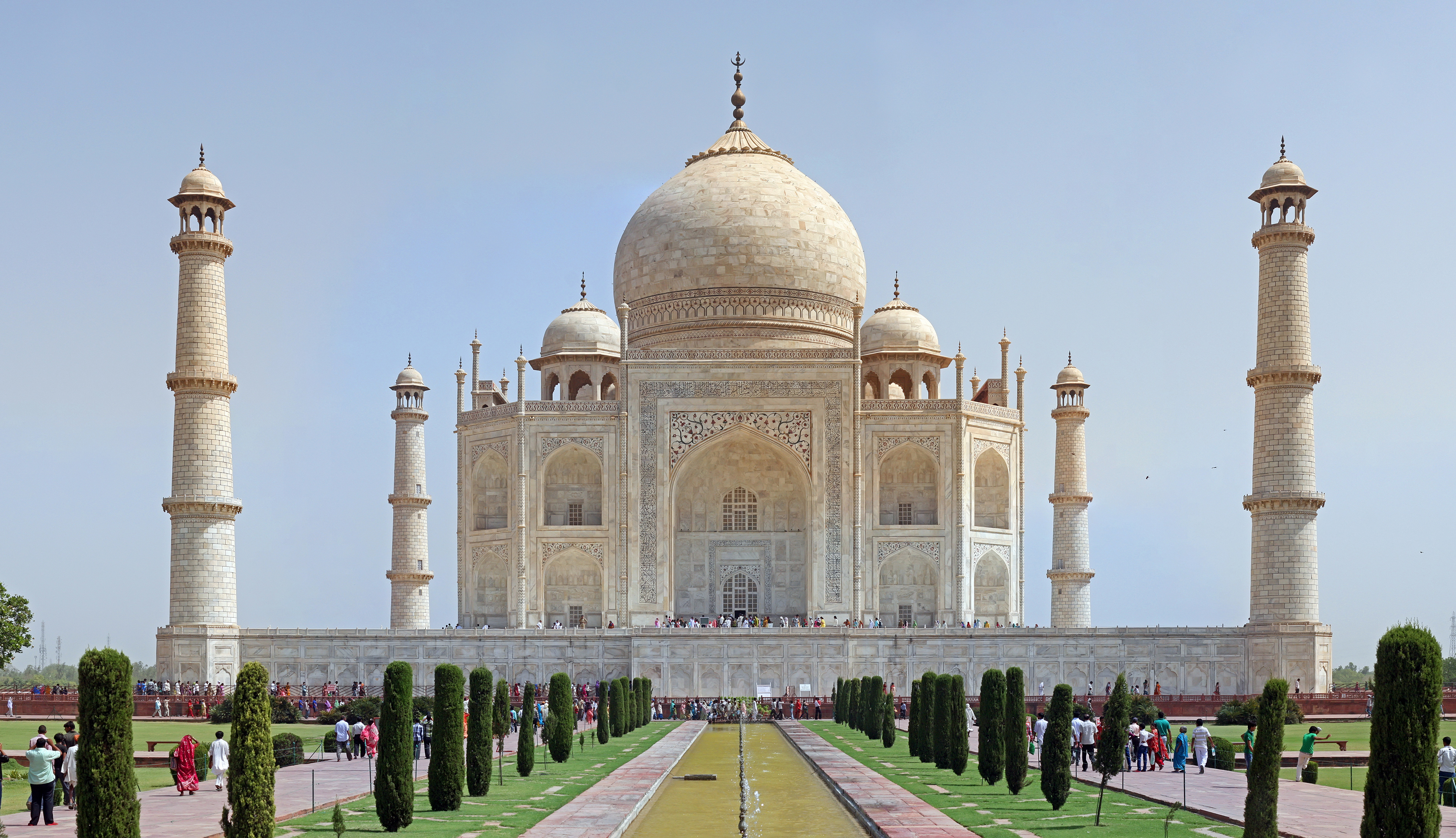
Taj Mahal (1631-1654)
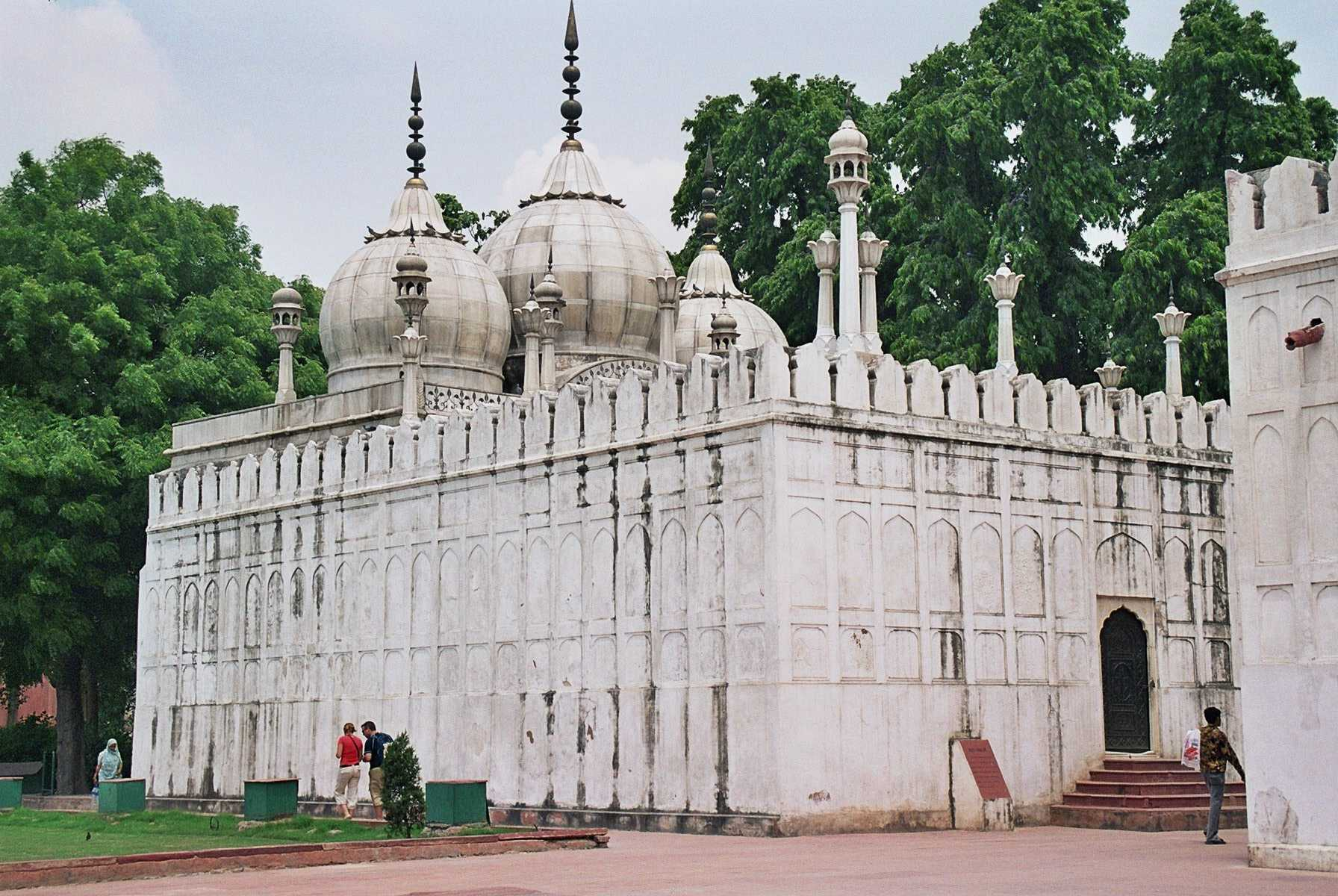
Moti Masjid (Mezquita de la perla) en el Fuerte rojo de Delhi (1659)

Arte de la India
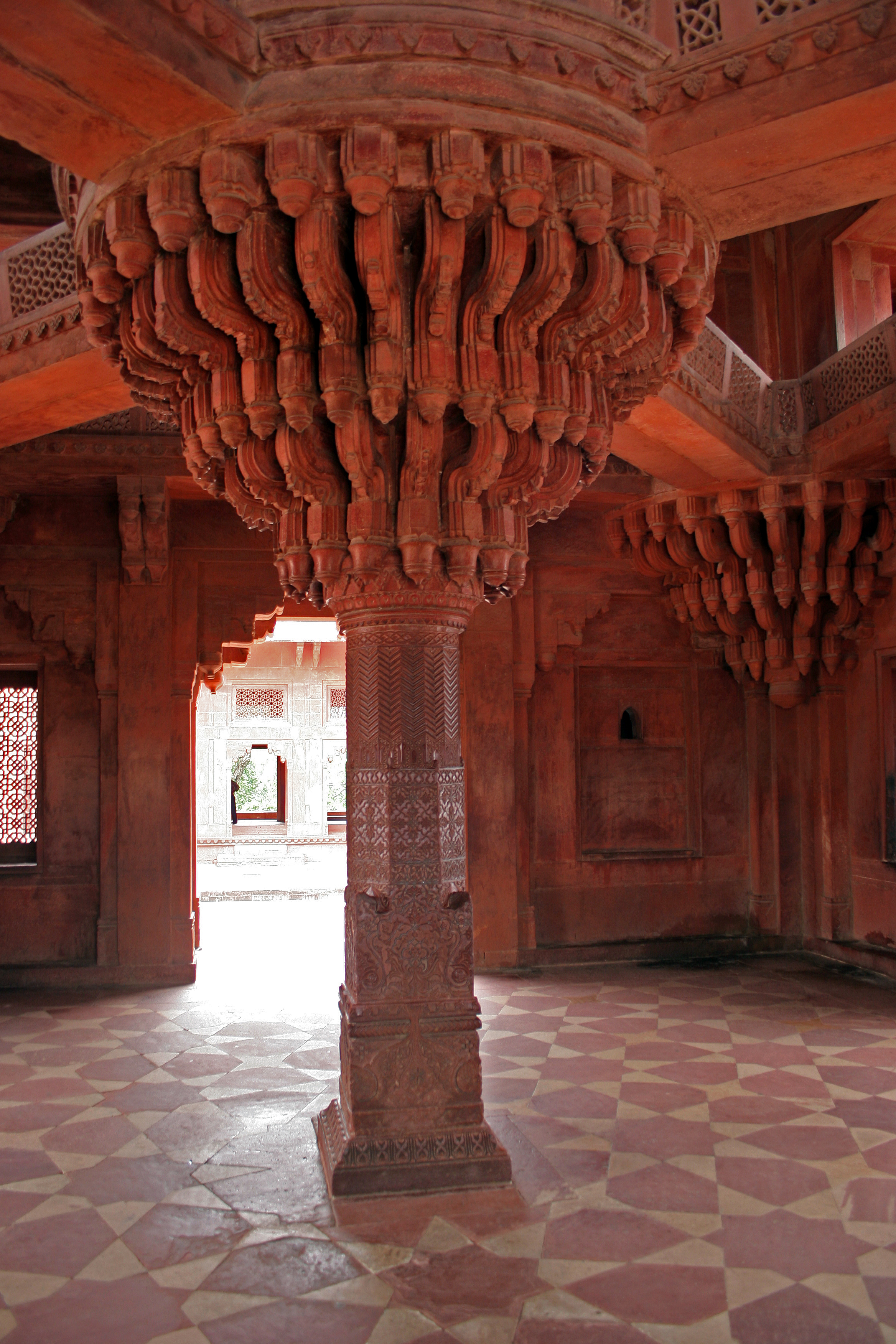
Pilar central del Diwan-i-Khas (sala de audiencias privadas) del Fuerte de Akbar en Fatehpur Sikri (1569-1585)
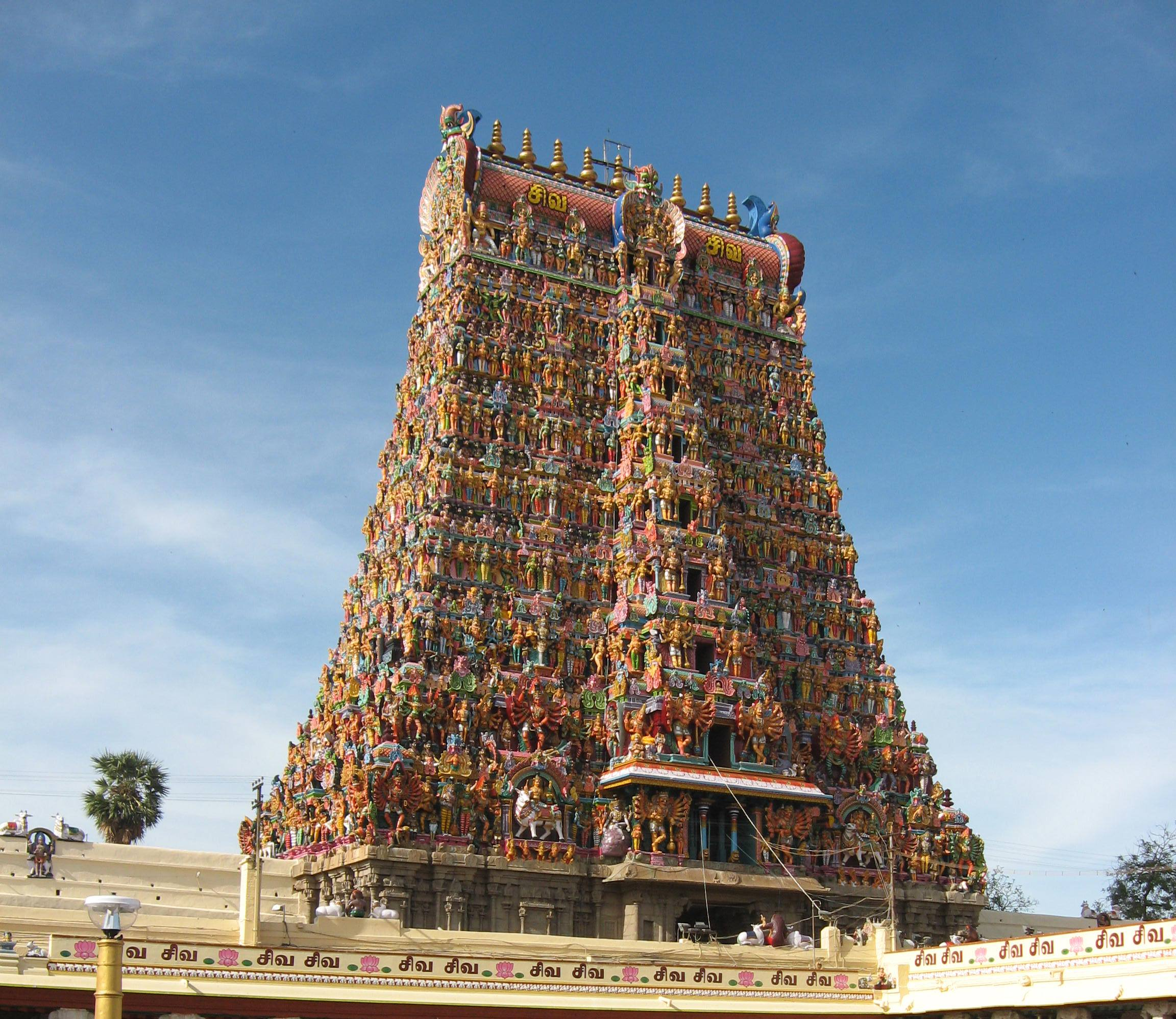
Gopuram del templo Meenakshi Ammán de Madurai (1559-1659)
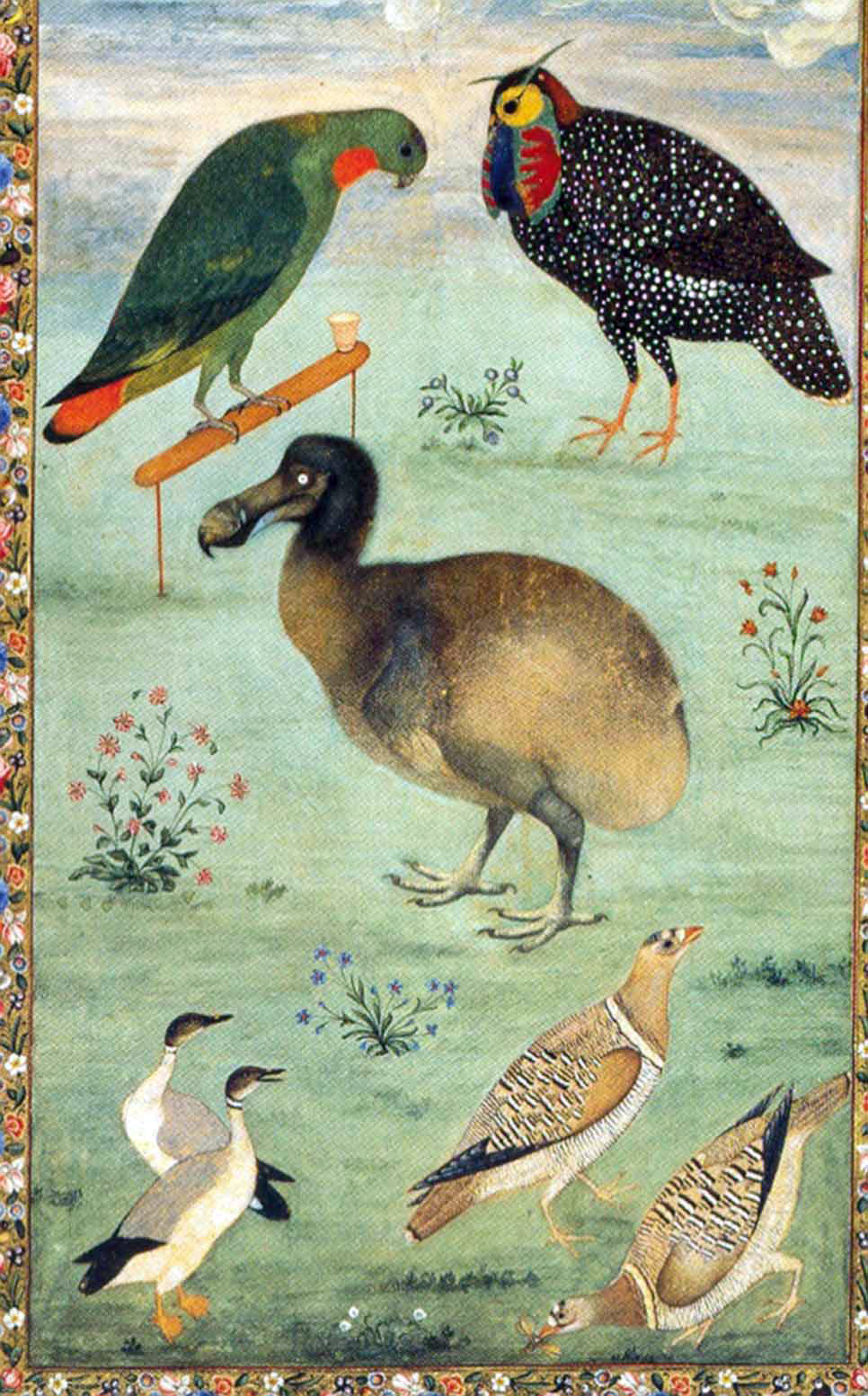
Dodo, de Ustad Mansur (c. 1625)
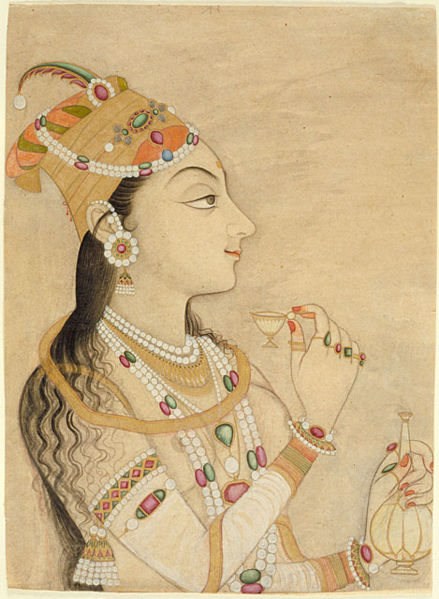
Retrato idealizado de Nur Jahan, esposa del emperador Jahangir (c. 1725-1750)
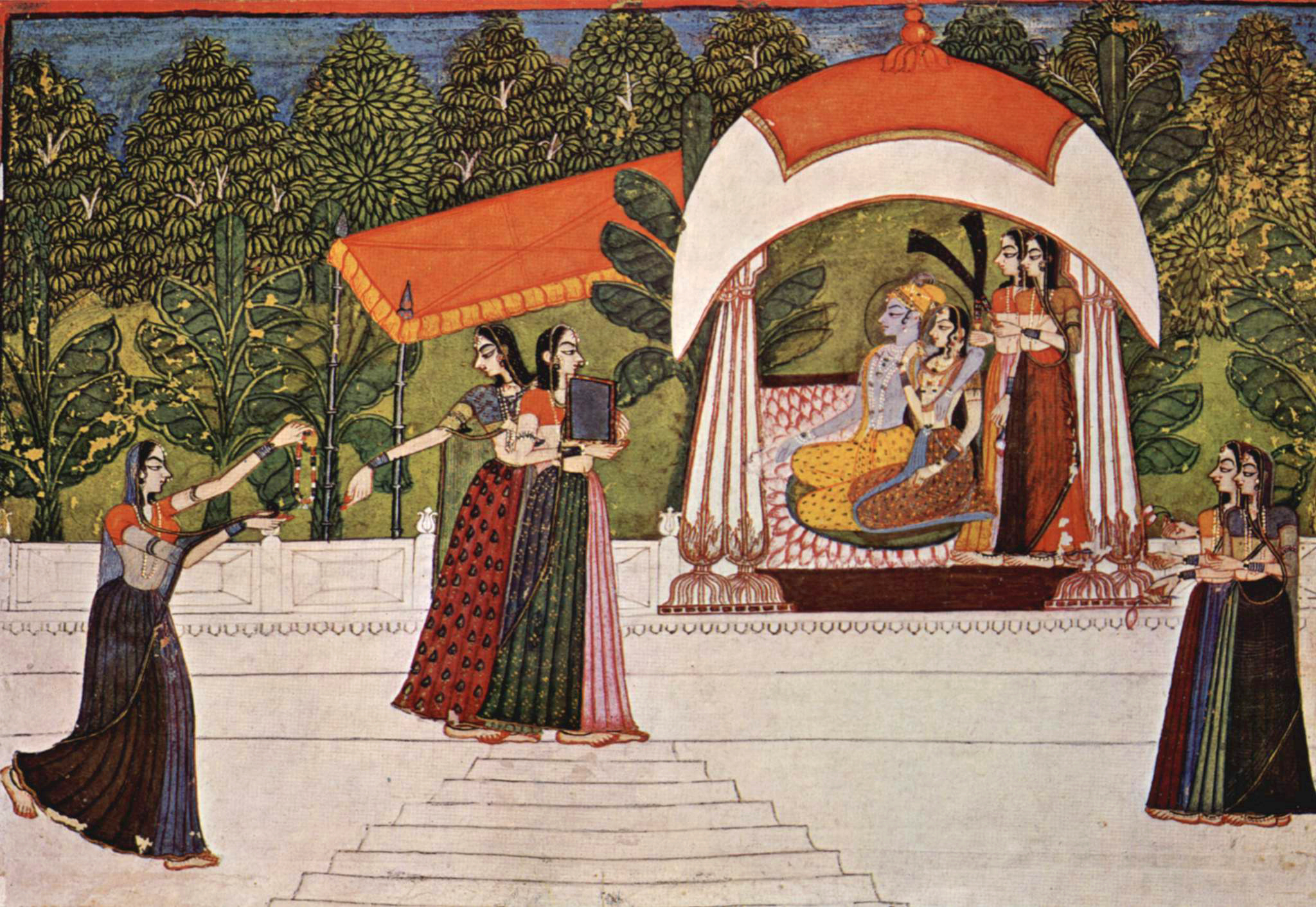
Krishna y Râdhâ en un pabellón (c. 1750)

### Arte de extremo oriente

#### Arte chino
La Ciudad Prohibida de Pekín fue concebida por el arquitecto Kuai Xiang. La construcción del gigantesco complejo comenzó en 1405 y terminó en 1410. Su palacio imperial es la mayor edificación de madera del mundo.
[cita requerida]
Destacados pintores de la dinastía Ming (siglos XIV al XVII) fueron Tang Yin, Wen Zhengming, Shen Zhou, Qiu Ying, Xu Wei o Dong Qichang. Destacados pintores del comienzo de la dinastía Qin (siglo XVIII) fueron Bada Shanren, Shitao o Jiang Tingxi.

Arte de China
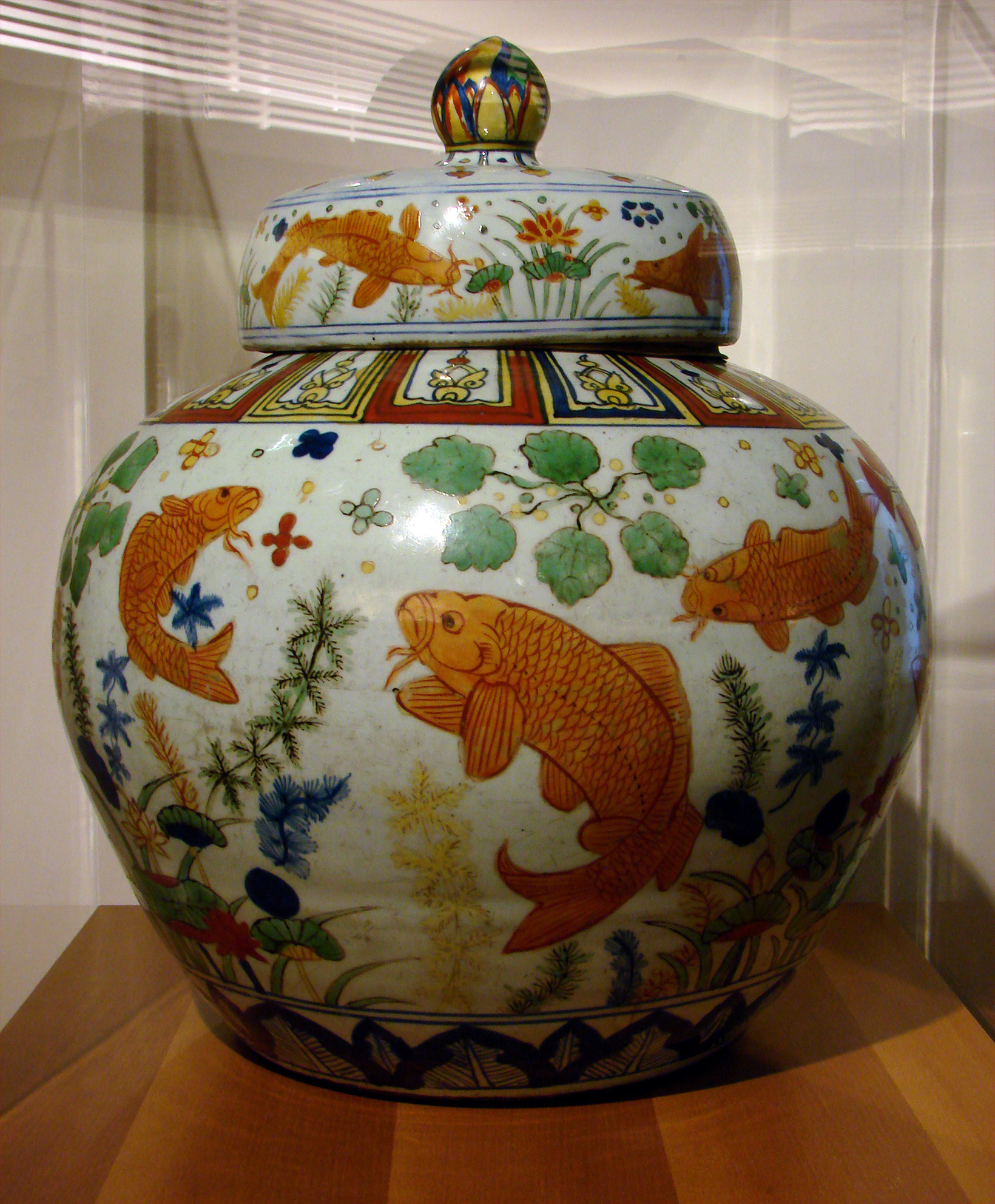
Porcelana de la Dinastía Ming
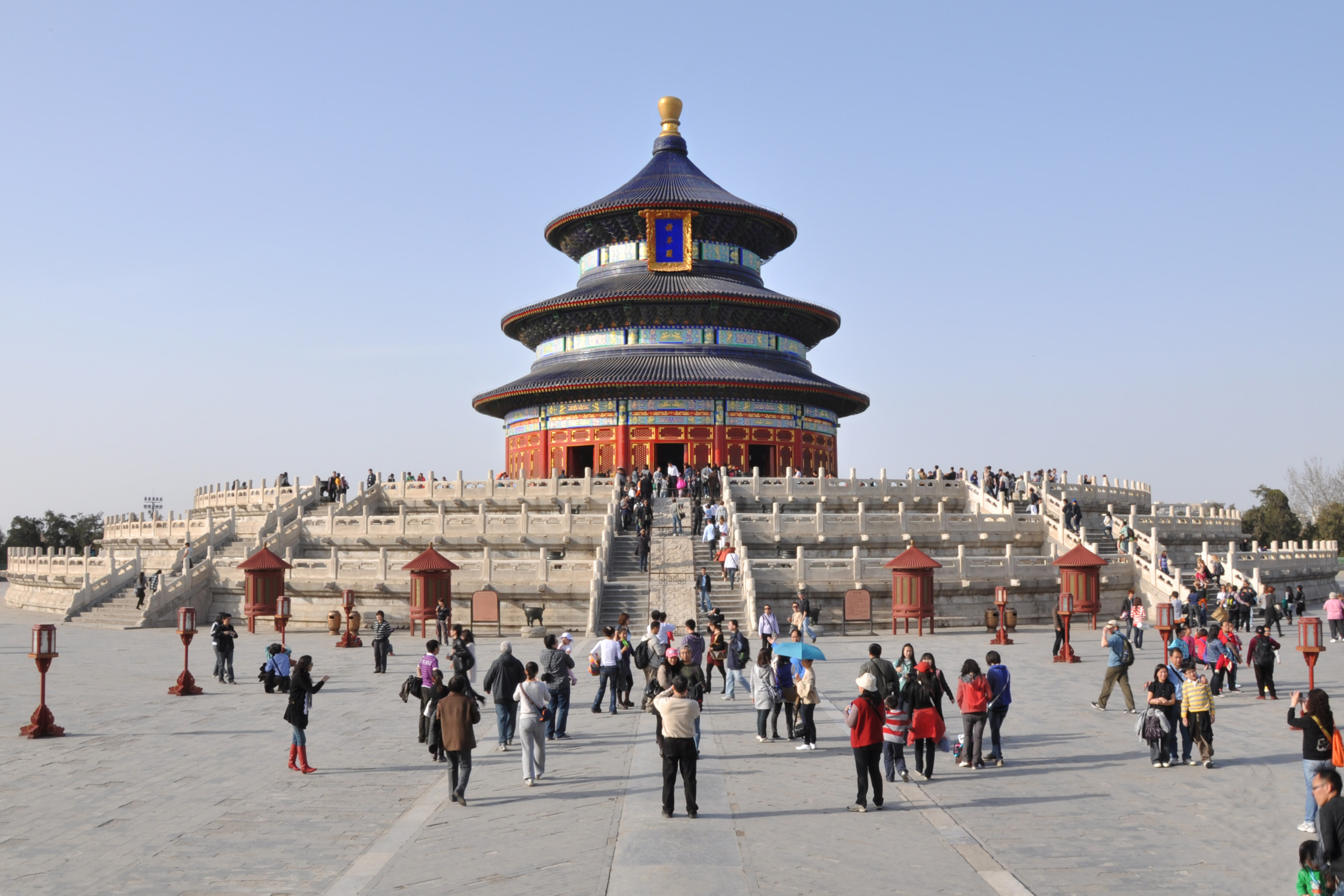
Templo del Cielo (c. 1420)
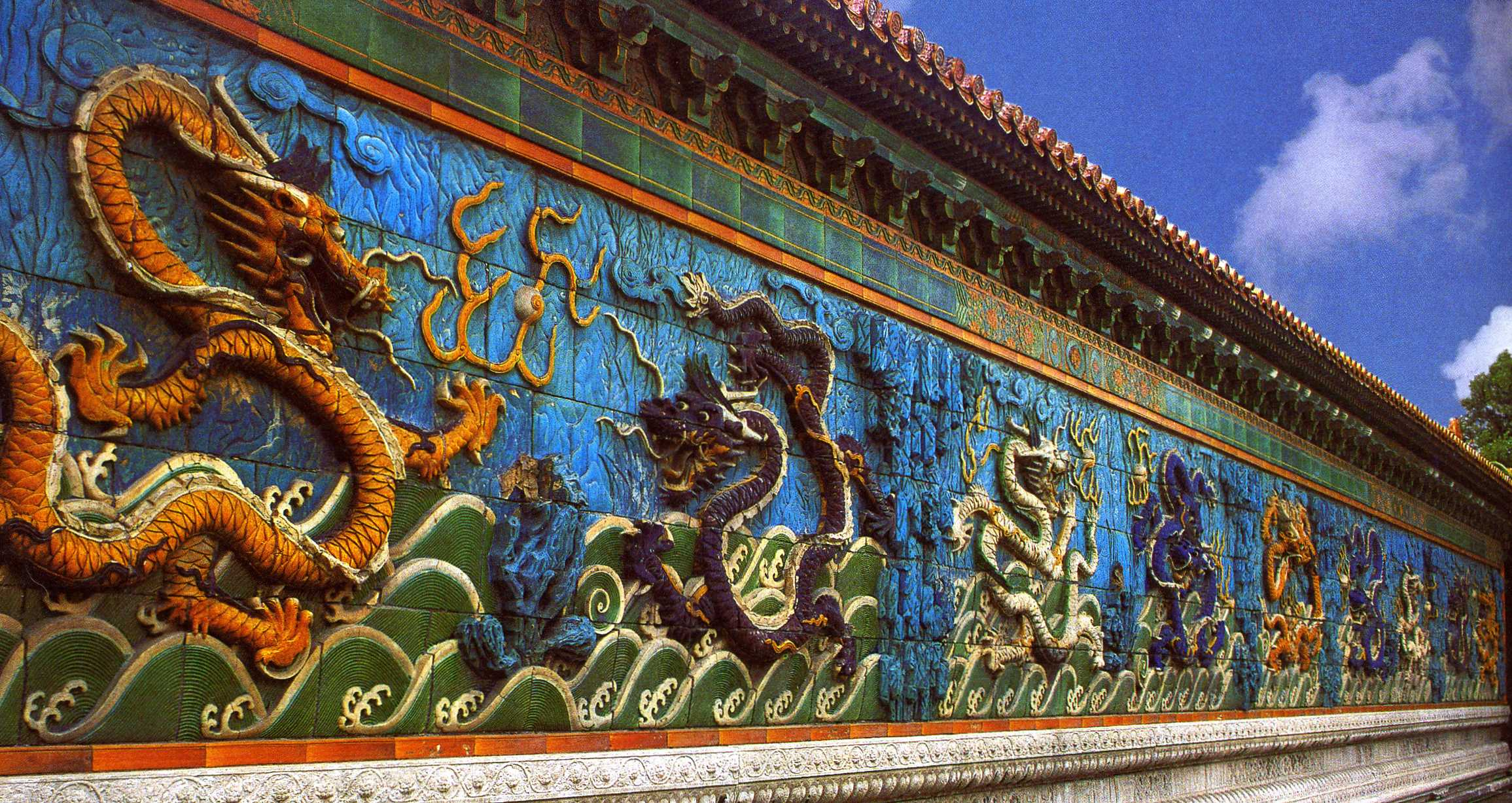
Muro de los nueve dragones en la Ciudad Prohibida (construida originalmente entre 1406-1420)
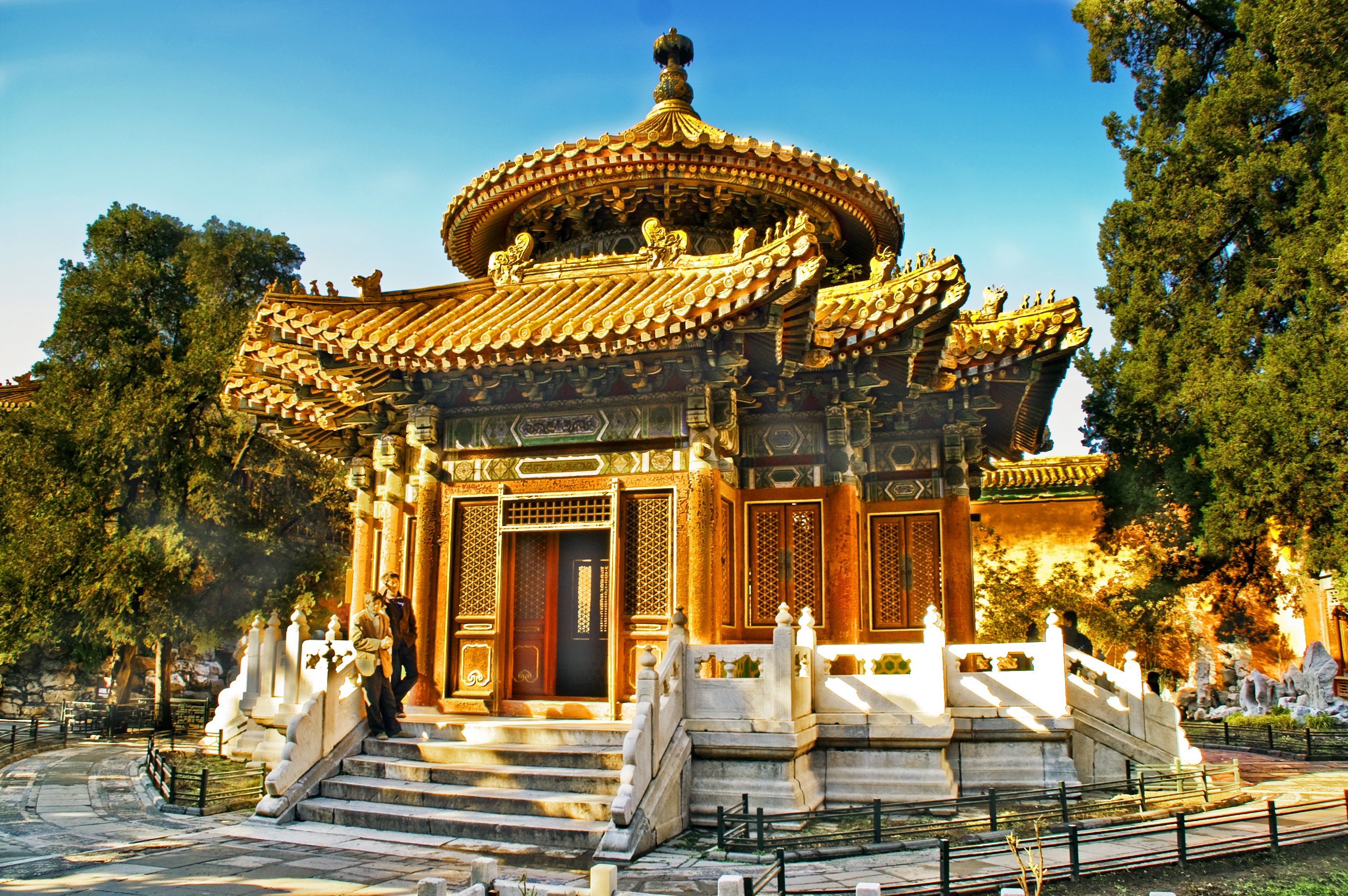
Pabellón en la Ciudad Prohibida
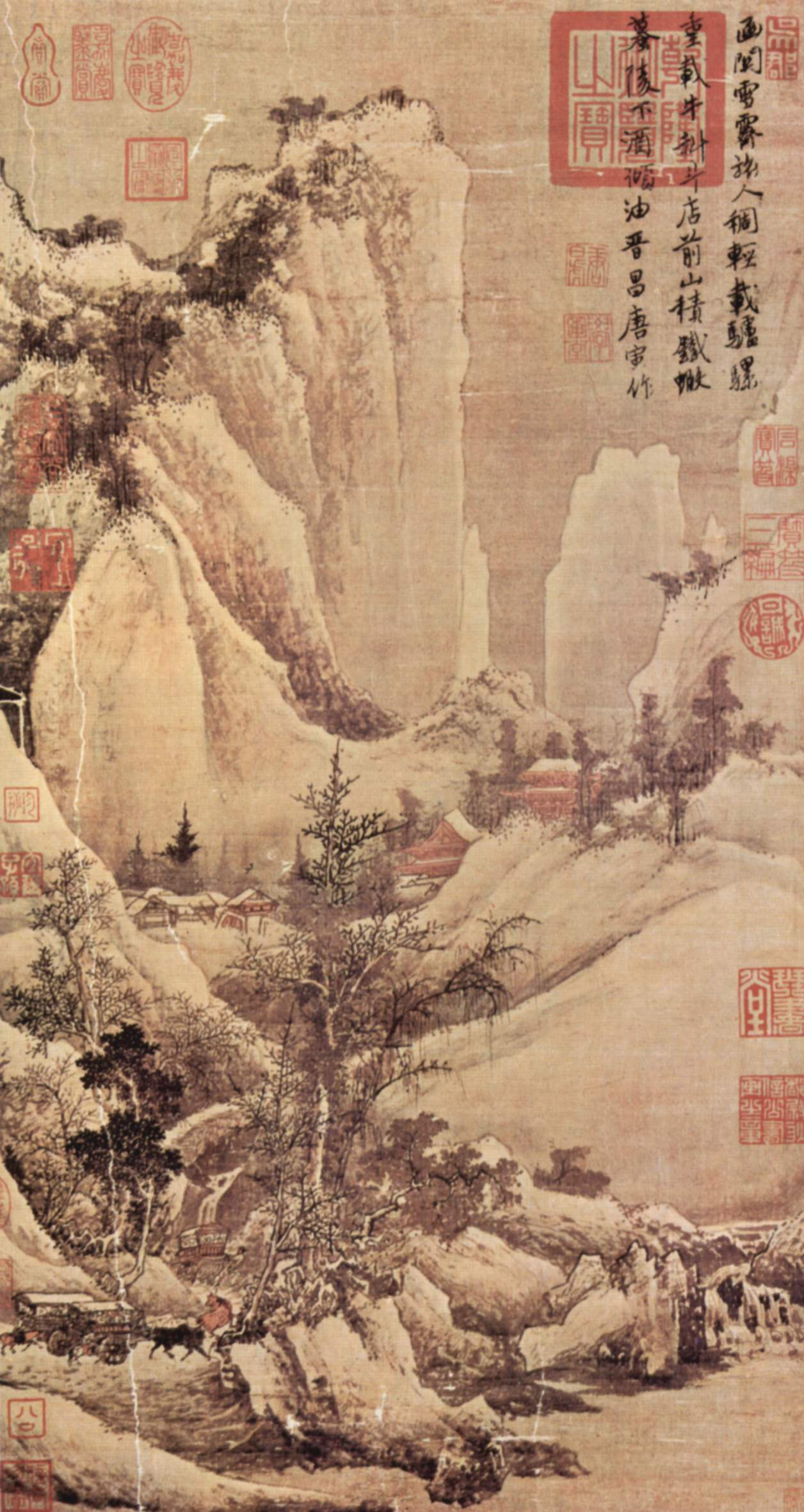
Después de la nieve en un puerto de montaña, por Tang Yin (1507)
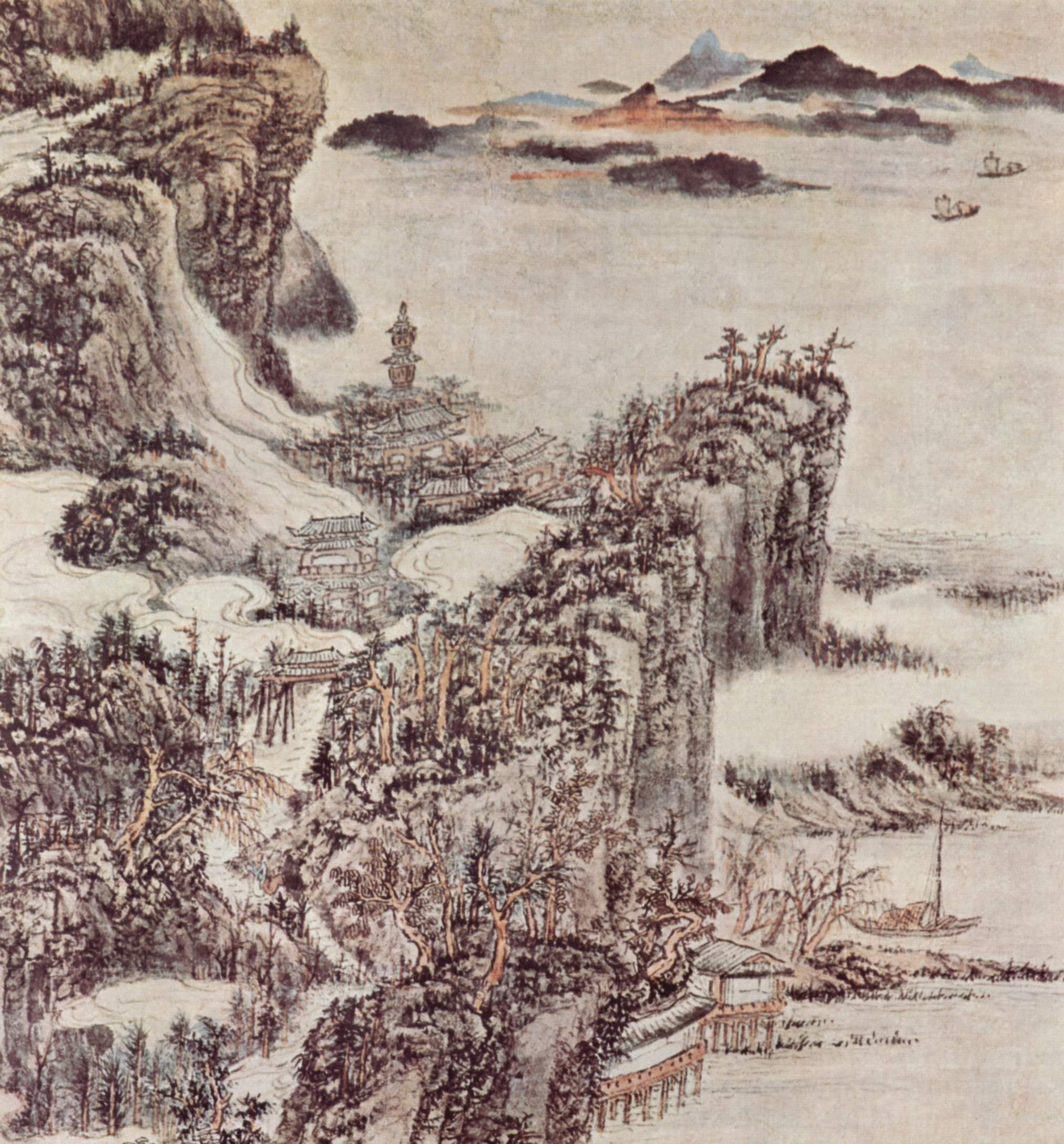
Templo de Pao-en, de K'un-ts'an (1664)
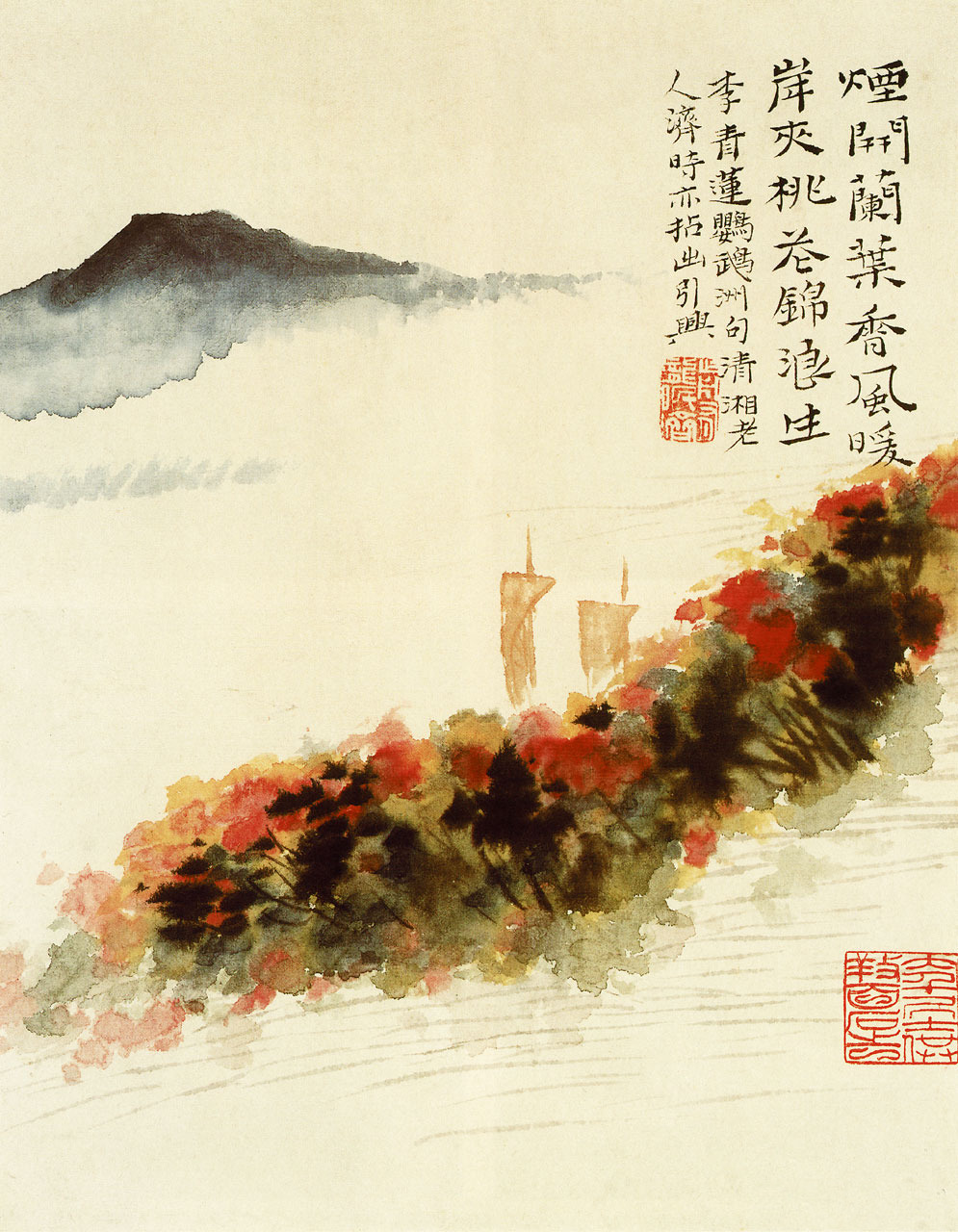
Ribera de las flores de melocotonero, de Shitao (finales del siglo XVII)
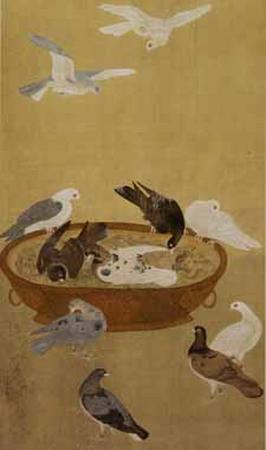
Once palomas, de Jiang Tingxi (primer tercio del siglo XVIII)

#### Arte japonés
El concepto ancestral de belleza en Japón está ligado al de sabi (ciclo de la vida y paso del tiempo), y eso no cambió a lo largo de las sucesivas eras históricas. A los siglos de la Edad Moderna correspondieron los periodos Muromachi (1336-1573), Azuchi-Momoyama (1568-1603) y Edo (1603-1868). No obstante hubo cambios económicos, sociales, políticos e ideológicos muy marcados. La expansión del budismo zen añadió su gusto por lo pequeño y cotidiano, sintetizado en siete características de profundo impacto artístico: asimetría, simplicidad, elegante austeridad, naturalidad, profunda sutileza, libertad y tranquilidad. El sentido de servicio a la comunidad no llevó a los artistas japoneses al individualismo propio del arte occidental, y aparentemente hace pasar las más sutiles creaciones por poco más que arte decorativo. Los jardines, formas naturales perfeccionadas por el hombre, y la caligrafía, plasmación del gesto manual en tinta sobre papel, fueron vehículo idóneo para esta particular expresividad. Castillos y santuarios sintoístas y budistas están entre las formas arquitectónicas más importantes, pero incluso estas construcciones de envergadura se caracterizan por el uso de materiales orgánicos y efímeros que necesitan su mantenimiento y renovación a lo largo de las generaciones. El traumático contacto con occidente a partir de 1543 y el cierre total a todo contacto exterior en 1641 (sakoku) determinaron la continuidad de la vida artística japonesa mediante la evolución de sus modelos tradicionales.

Arte de Japón
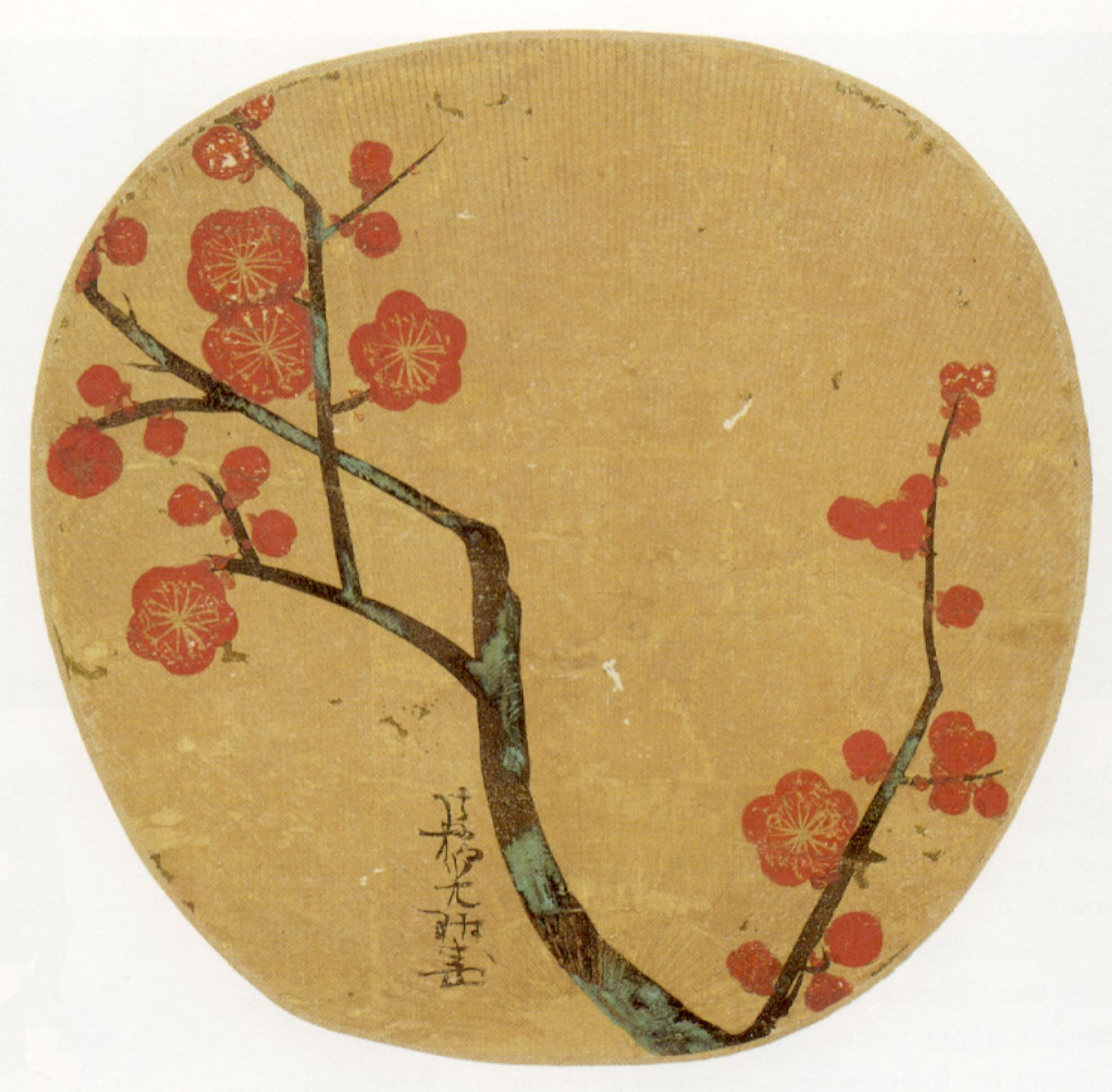
Abanico japonés (c. 1702).
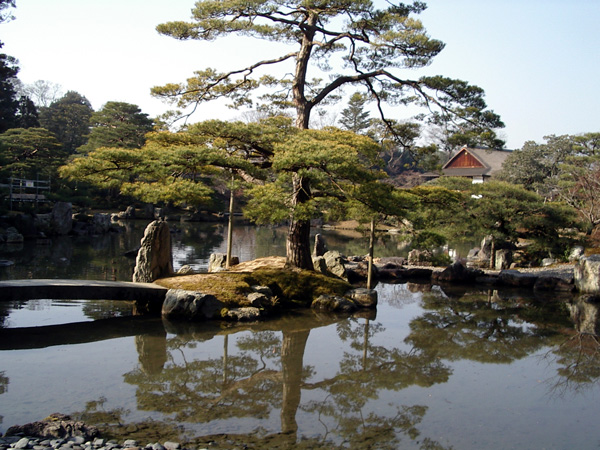
Jardín de la Villa imperial de Katsura (1615)
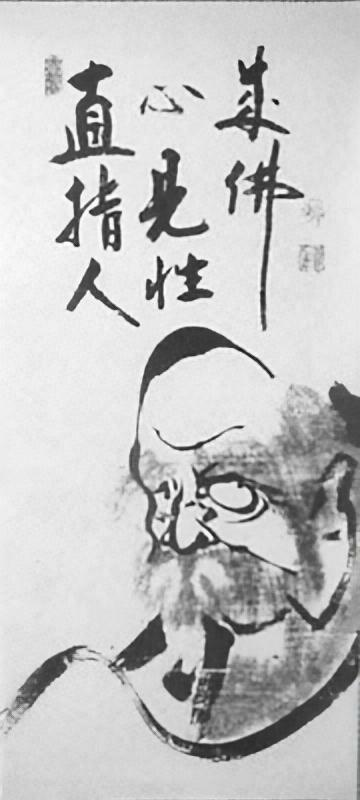
Caligrafía y representación de Bodhidarma, de Hakuin Ekaku (mediados del siglo XVIII)
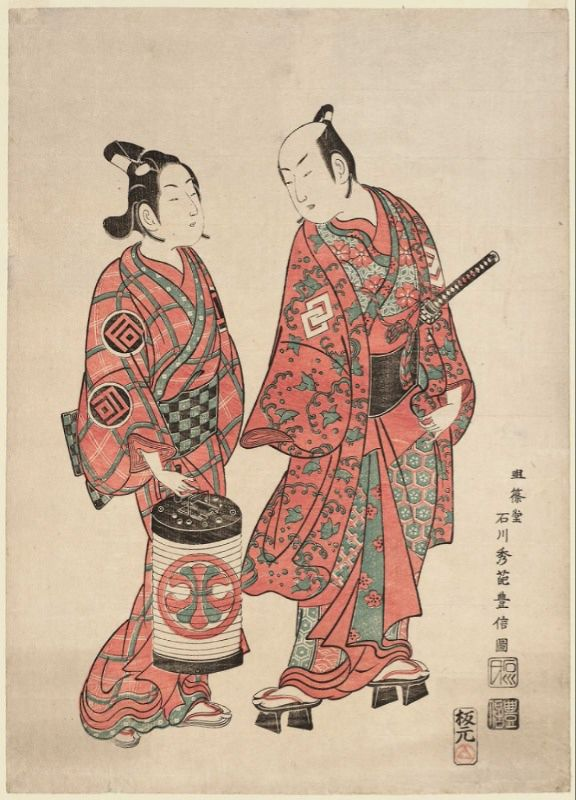
Los actores Nakamura Shichisaburô II y Sanogawa Ichimatsu, de Ishikawa Toyonobu (c. 1740)

## Filmografía
- Andréi Rubliov (Andrei Tarkovsky, 1966).
- El tormento y el éxtasis (Carl Reed, 1965), sobre Miguel Ángel.
- El Greco (Iannis Smaragdis, 2007).
- Artemisia (Agnès Merlet, 1997), sobre Artemisia Gentileschi.[67]
- La kermesse heroica (Jaques Feyder, 1935), ambientada en los Países Bajos del siglo XVII.
- Rembrandt (Alexander Korda, 1936).
- Nightwatching (Peter Greenaway, 2007), sobre la Ronda de Noche de Rembrandt.
- La joven de la perla (Peter Webber, 2003), sobre el cuadro homónimo de Vermeer.
- El rey pasmado (Imanol Uribe, 1991, basada en la novela de Gonzalo Torrente Ballester), ambientada en la España de mediados de siglo XVII.
- Vatel (Roland Joffé, 2000), ambientada en la Francia de finales del XVII.
- El contrato del dibujante (Peter Greenaway, 1982), ambientada en la Inglaterra de finales del XVII y comienzos del XVIII.
- Goya en Burdeos (Carlos Saura, 1999), sobre Goya.[68]